# Église Saint-Martin de Triel-sur-Seine
Pour les articles homonymes, voir Église Saint-Martin.
L'église Saint-Martin est une église catholique paroissiale située à Triel-sur-Seine, en France. C'est un vaste édifice issu de quatre époques différentes. En raison des agrandissements successifs entre la fin du XVe siècle et le milieu du XVIe siècle, le plan est devenu très complexe, et la nef gothique du second quart du XIIe siècle ne représente plus qu'une partie infime de la superficie totale. À l'origine, c'est une église d'un plan cruciforme régulier. Les voûtes de son vaisseau central s'effondrent probablement au bout de deux générations, ce qui motive la reconstruction des parties hautes au début du XIVe siècle. Elles se caractérisent par un triforium de style gothique rayonnant particulièrement élégant. L'église conserve toutefois le défaut d'un vaisseau central et d'un transept trop étroits, et les habitants y remédient à la fin du XVe siècle en équipant l'église d'un second bas-côté sur tout son flanc sud, et d'une grande chapelle de deux vaisseaux au nord du transept et du chœur. Ces parties sont de style gothique flamboyant, et plus soignées et plus homogènes à l'extérieur qu'à l'intérieur, où le raccordement avec les parties anciennes est malaisé. Sous le règne de Henri II, l'église gothique ne répond plus aux exigences, et l'on décide de la rebâtir dans le style de la  Renaissance. Le chantier commence par la construction d'un nouveau chœur à l'est de l'ancien, plus large et muni d'un déambulatoire, quoique moins élevé. Mais les travaux ne vont pas plus loin, et l'église gothique est conservée. Le chœur Renaissance est remarquable pour son architecture bien étudié sans aucun excès d'ornementation, qui est nettement en avance par rapport à son époque. Des particularités sont le passage d'une rue sous la première travée, et la présence d'une crypte en hémicycle sous le déambulatoire. En tant qu'édifice d'une grande valeur artistique, qui peut en plus s'enorgueillir de posséder une bonne douzaine de verrières de la Renaissance, l'église Saint-Martin est classée au titre des monuments historiques assez tôt par la liste de 1862. Or, à la fin du XIXe siècle, la nef menace de s'écrouler, et sa démolition semble inévitable. Elle est finalement sauvée par une importante campagne de restauration menée à terme en 1911, et l'église est restaurée pour une seconde fois dans les années 1970. L'église Saint-Martin demeure le centre d'une importante paroisse, et accueille des célébrations eucharistiques presque quotidiennement, sauf le lundi.

## Localisation

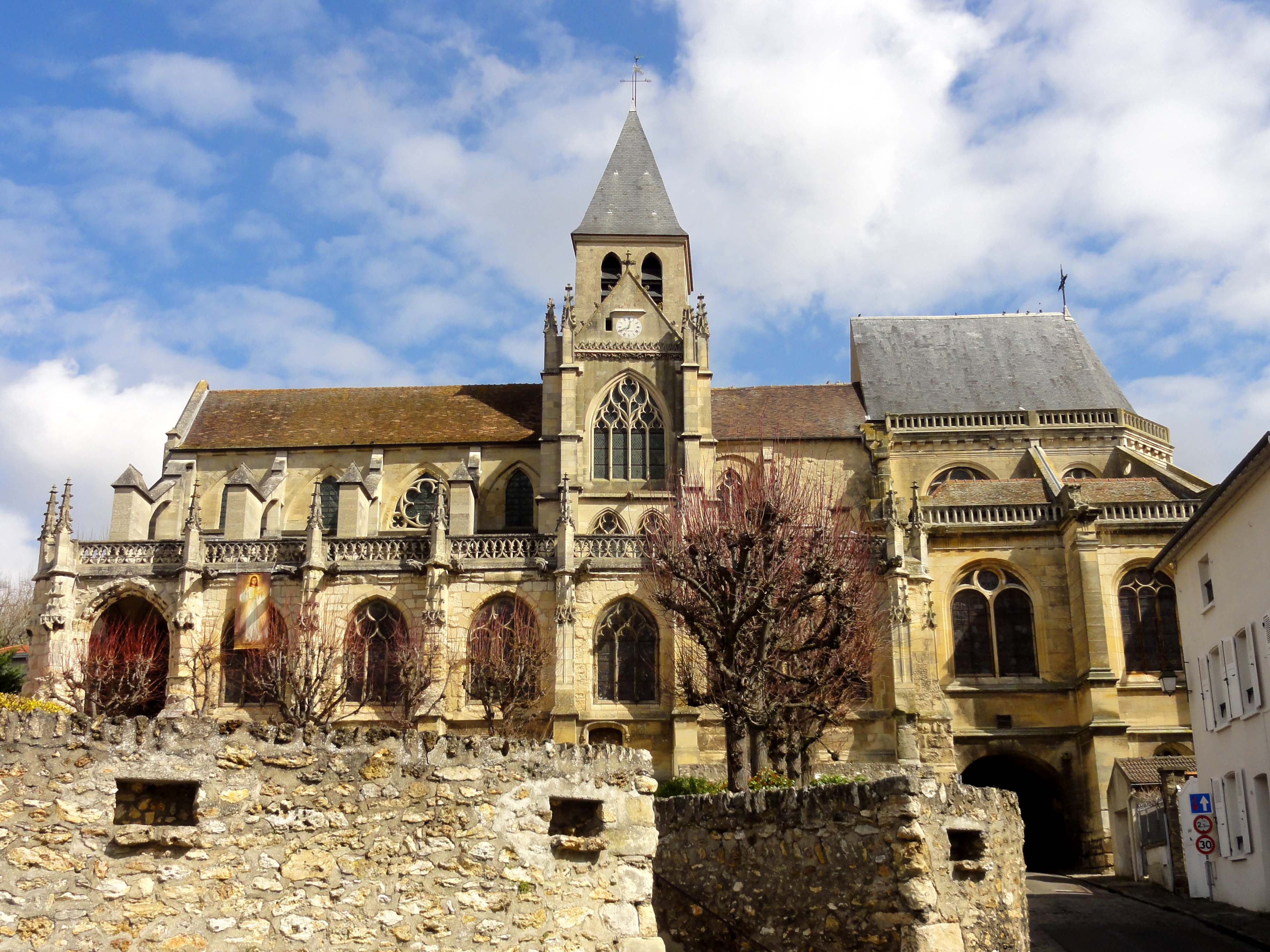
Vue générale depuis le sud.

L'église Saint-Martin se situe en France, en région Île-de-France et dans le département des Yvelines, dans la vallée de la Seine, sur la rive droite du fleuve et dans le Vexin français, sur la commune de Triel-sur-Seine, au centre-ville, rue Galande. Cette rue étroite est perpendiculaire à la rue principale de la ville, la rue Paul-Doumer (RD 190), et monte le coteau en direction du massif de l'Hautil en passant sous le chœur de l'église grâce à un passage voûté. L'église est donc bâti à flanc de coteau, dominant les parties basses de la ville, et son orientation irrégulière sud-est - nord-ouest s'explique par le souci de construire perpendiculairement à la pente pour éviter des travaux de terrassement trop importants. Au Moyen Âge, l'église s'arrêtait avant la rue. L'état actuel ne date que de la seconde moitié du XVIe siècle. Si le chœur ajouté à cette époque est presque entièrement enclavé dans des propriétés privées, et le chevet totalement inaccessible, les autres parties de l'église sont bien dégagées, et l'on peut en faire le tour. Au sud de l'édifice, s'étend une grande place, dite cité Saint-Martin, qui sert de parking. Devant la façade occidentale, la place devient étroite, et au nord, c'est seulement une ruelle qui permet de regagner la rue Galande.

## Historique

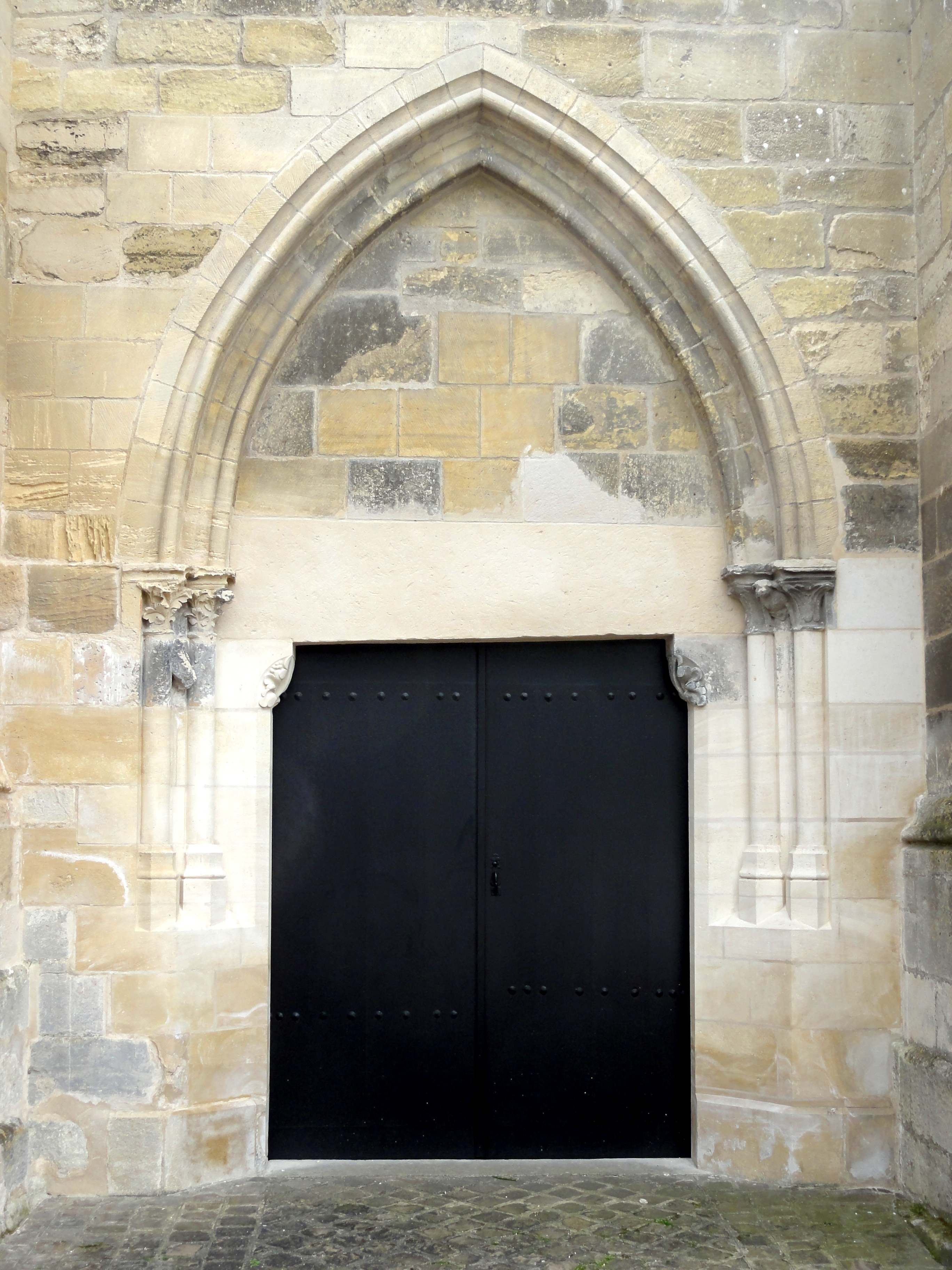
Portail occidental du XIIIe siècle.

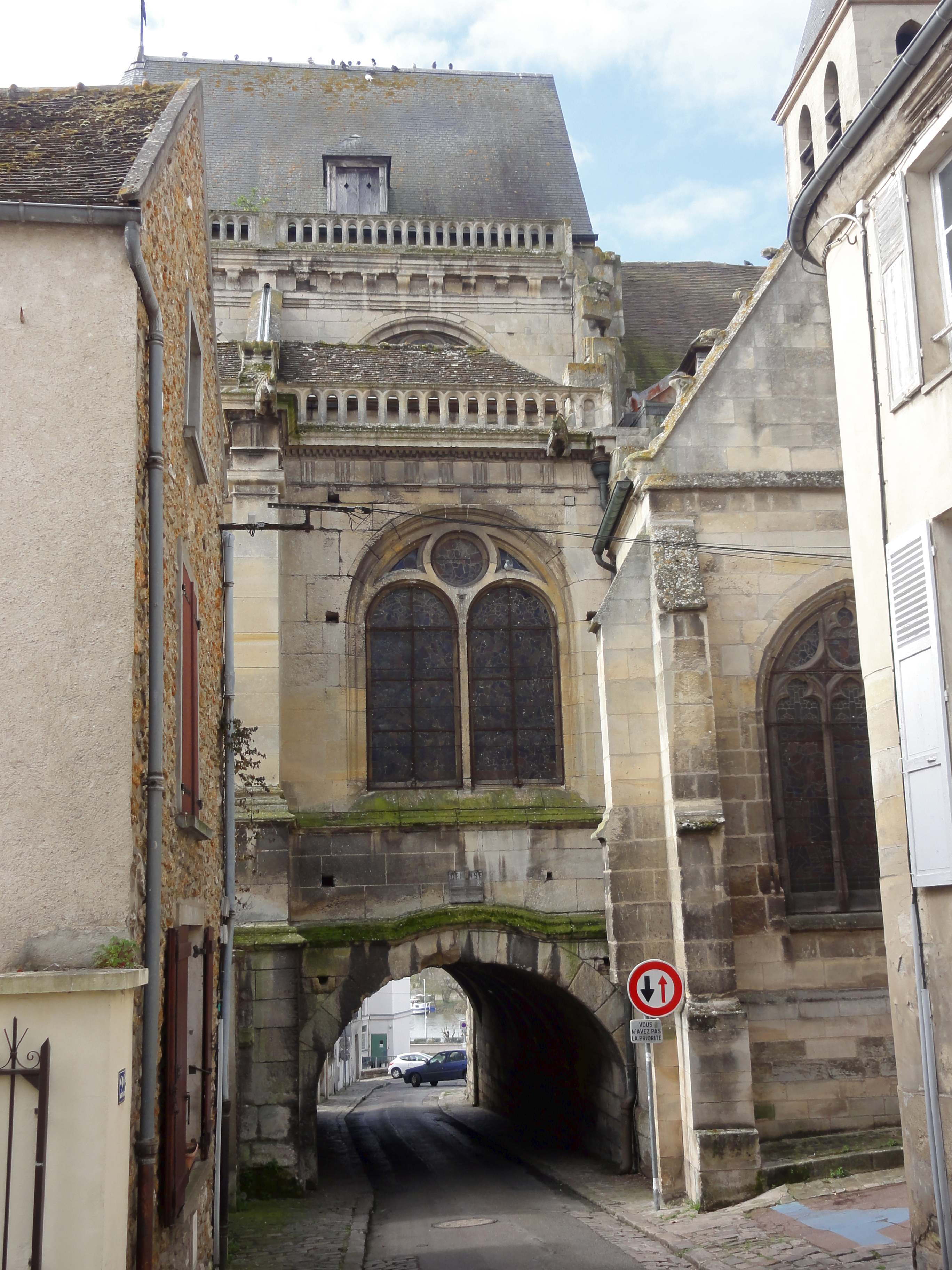
Chœur Renaissance et passage de la rue Galande, vue depuis le nord.

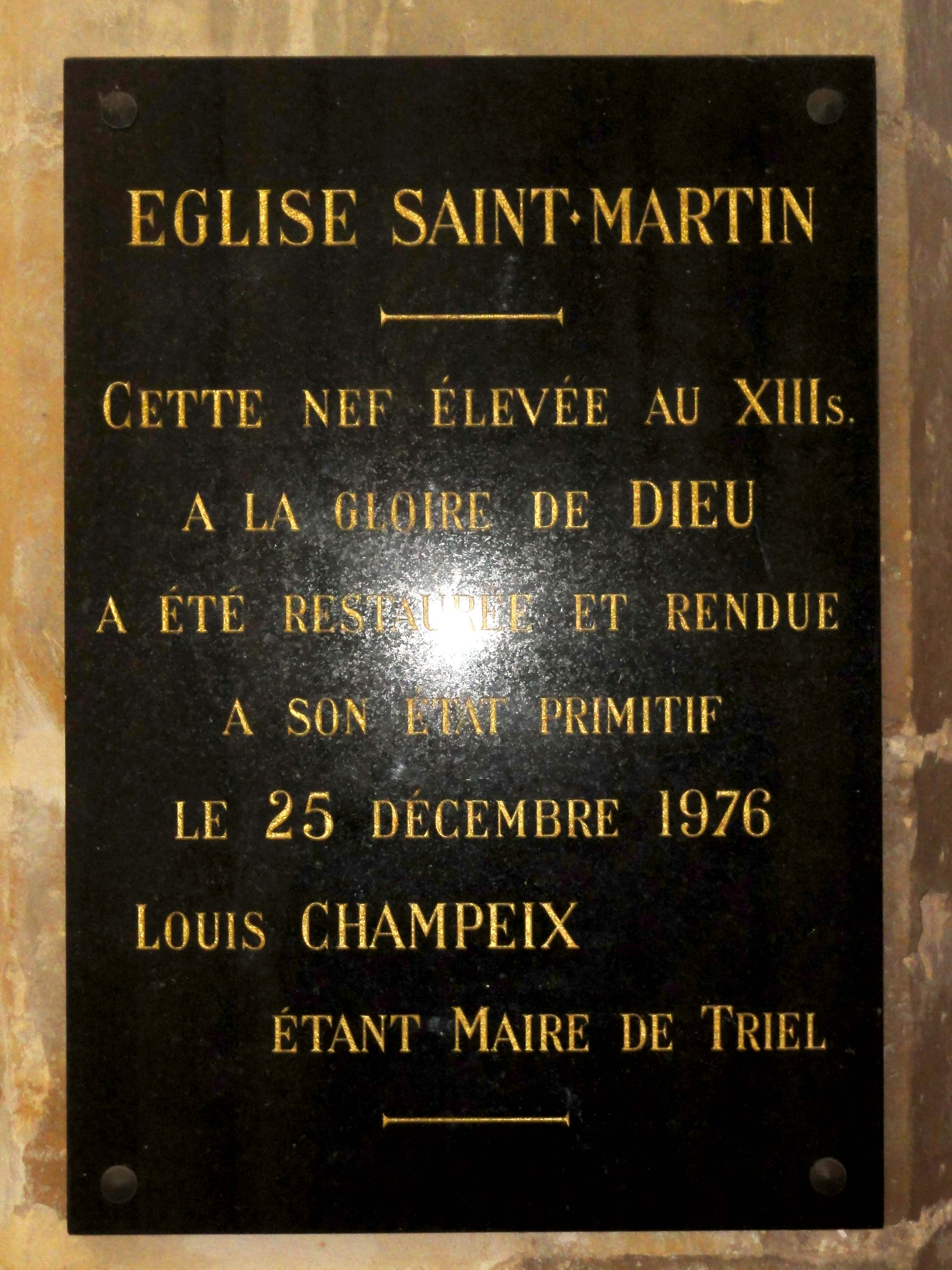
Plaque commémorative pour la restauration de la nef, 1976.

La date de fondation de la paroisse n'est pas connue, mais sachant que le bourg de Triel existe dès le XIe siècle, elle devrait remonter à cette époque. Des sarcophages mérovingiens découverts à Triel sont exposés au musée d'archéologie nationale à Saint-Germain-en-Laye. L'église actuelle, dédiée à saint Martin, ne date du début du XIIIe siècle pour ses partes les plus anciennes, et est donc au moins le second édifice au même endroit. Sous l'Ancien Régime, la paroisse de Triel relève de l'archidiocèse de Rouen, de l'archidiaconé du Vexin français avec siège à Pontoise, et du doyenné de Meulan. Le collateur de la cure est l'abbé de l'abbaye de la Trinité de Fécamp, comme pour les paroisses voisines de Carrières-sur-Seine et Chanteloup-les-Vignes,. Depuis la Révolution française, Triel dépend du diocèse de Versailles nouvellement créé, qui regroupe l'ensemble des paroisses du département de Seine-et-Oise, et aujourd'hui, des Yvelines. Triel forme toujours une paroisse indépendante, et l'église Saint-Martin accueille des messes dominicales chaque semaine, le samedi à 18 30 et le dimanche à 10 h 30. La prière des laudes est proposée tous les matins sauf le lundi, et l'Eucharistie est également célébrée plusieurs fois en semaine.
Les différentes étapes de la construction de l'église ne sont pas documentées par des sources écrites. On peut seulement les déduire grâce à l'analyse archéologique et un petit nombre d'indices concrets (armoiries, emblèmes, dates sur des vitraux). Au début du XIIIe siècle, sont édifiés la nef, le transept, les deux premières travées du chœur (qui se terminaient probablement par un chevet plat), et les bas-côtés de la nef et du chœur. Une cinquantaine d'années après l'achèvement environ, les quatre voûtes s'écroulent déjà, et sont refaites au XIVe siècle dans le style gothique rayonnant, avec l'ensemble des parties hautes. L'on pourrait croire que ces parties n'auraient jamais été construites auparavant, mais Eugène Lefèvre-Pontalis estime que les faisceaux de trois colonnettes à l'intersection des deux premières travées constituent une preuve suffisante. Les parties hautes et les voûtes de la nef constituent en tout cas la seconde campagne de construction. Ensuite, il faut attendre la fin de la guerre de Cent Ans pour assister au premier agrandissement de l'église, dans le nouveau style gothique flamboyant. Au sud, le mur gouttereau est jeté bas, et un second bas-côté est construit. Sa première travée sert de porche, et est ouverte sur l'extérieur. Au nord, les supports engagés dans le mur latéral et certaines fenêtres basses sont refaites ; une chapelle peu profonde est adjointe à la quatrième travée ; et une vaste chapelle de deux vaisseaux de trois travées est bâtie au nord du transept et du bas-côté nord du chœur à l'intention de la confrérie de la Charité. L'objet de ces confréries, qui existent dans la plupart des paroisses d'une certaine importance, est d'accompagner les confrères défunts sur leur dernier chemin, et de leur assurer des obsèques dignes, même pendant les périodes de forte mortalité, lors des guerres et épidémies,.
Après le milieu du XVIe siècle, l'on projette la construction d'une nouvelle église dans le style de la Renaissance. Afin de pouvoir continuer d'utiliser l'église pour le culte, et conformément à l'usage général, l'on commence par l'abside, et élève un nouveau chœur à l'est de l'ancien. Le mur méridional s'aligne sur celui de l'église gothique, mais le nouveau chœur est nettement plus large, ce qui rend le raccordement malaisé : une partie de la dernière travée du chœur gothique est démoli pour que le vaisseau puisse s'évaser vers l'est. L'on ne rechigne pas devant un obstacle d'envergure, le passage d'une voie publique (l'ancien chemin du Roi) devant le chevet : la rue ne pouvant pas être déviée, l'on construit un passage voûté en berceau pour faire passer la rue en dessous du nouveau chœur. Il en résulte une importante différence de niveau entre l'ancien et le nouveau chœur, qui est compensée par six marches d'escalier. Au lieu d'édifier la partie d'arrière du chœur sur une terrasse, ce qui serait le plus logique, l'on construit une crypte en hémicycle tenant lieu de soubassement. Après l'achèvement du chœur, les instabilités politiques suscitées par les guerres de religion provoquent l'abandon du chantier, et l'église conserve son état voulu provisoire.
En tant qu'édifice imposant d'un grand intérêt architectural, possédant des caractéristiques partagées par aucune autre église d'Île-de-France, l'église Saint-Martin est classée au titre des monuments historiques par liste de 1862. Mais insuffisamment contrebutés, les murs de la nef ne résistent plus à la poussée de la voûte. Ils étaient depuis longtemps précairement maintenus en place par des solives en bois tenant lieu d'étrésillons. Vingt-cinq ans après le classement, ce dispositif ne suffit plus. L'on se voit dans l'incapacité de procéder à une reprise en sous-œuvre des piliers de la nef sous ces conditions, et croit la nef vouée à une démolition prochaine. En 1911, l'on parvient malgré tout à réaliser la reprise en sous-œuvre indispensable, et parvient à sauver la nef in extremis. En outre, le triforium du croisillon sud est restitué, et les murs de réfend non authentiques qui séparent les travées du deuxième bas-côté sud les unes des autres sont supprimés. Une seconde campagne de restauration de grande envergure se conclut à Noël 1976, comme le rappelle une plaque commémorative dans le bas-côté nord.

## Description

### Aperçu général

Plan de l'église.

Orientée irrégulièrement vers le sud-est du côté du chevet, l'église répond initialement à un plan cruciforme symétrique, au chevet plat et sans déambulatoire, qui a été rendu irrégulier par les ajouts des XVe et XVIe siècles. Elle se compose d'une nef de quatre travées, qui est accompagnée d'un bas-côté simple au nord et d'un double bas-côté au sud ; d'un étroit transept, qui est également flanqué d'un bas-côté au sud ; d'un chœur gothique de deux travées, qui est accompagné d'un double bas-côté au nord tant qu'au sud ; et d'un chœur Renaissance entouré d'un déambulatoire. Le clocher s'élève au-dessus de la croisée du transept, et une crypte se situe en dessous du déambulatoire. Elle est accessible par des portes depuis la rue Galande. Comme particularités de plan, l'on doit signaler le porche à l'emplacement de la première travée du deuxième bas-côté sud ; la petite chapelle ou plutôt niche au nord de la quatrième travée du bas-côté nord ; une tourelle d'escalier entre cette niche et le croisillon nord ; la sacristie de deux travées (dans le sens nord-sud) au nord du transept ; et le déambulatoire s'inscrivant extérieurement dans un rectangle, devant lequel une chapelle d'axe de plan triangulaire déborde à l'est, et dont les extrémités nord-est et sud-est sont formées par des travées triangulaires. La nef, le transept et le chœur gothique sont à trois niveaux d'élévation, avec l'étage des grandes arcades, l'étage du triforium et l'étage des fenêtres hautes. Le chœur Renaissance n'est qu'à deux niveaux d'élévation, sans triforium, mais est néanmoins voûté à la même hauteur, puisque le niveau de son sol est plus élevé. L'ensemble de l'église est voûté d'ogives. L'on y accède par le portail latéral sous le porche, ou par le portail occidental de la nef.

### Intérieur

#### Nef

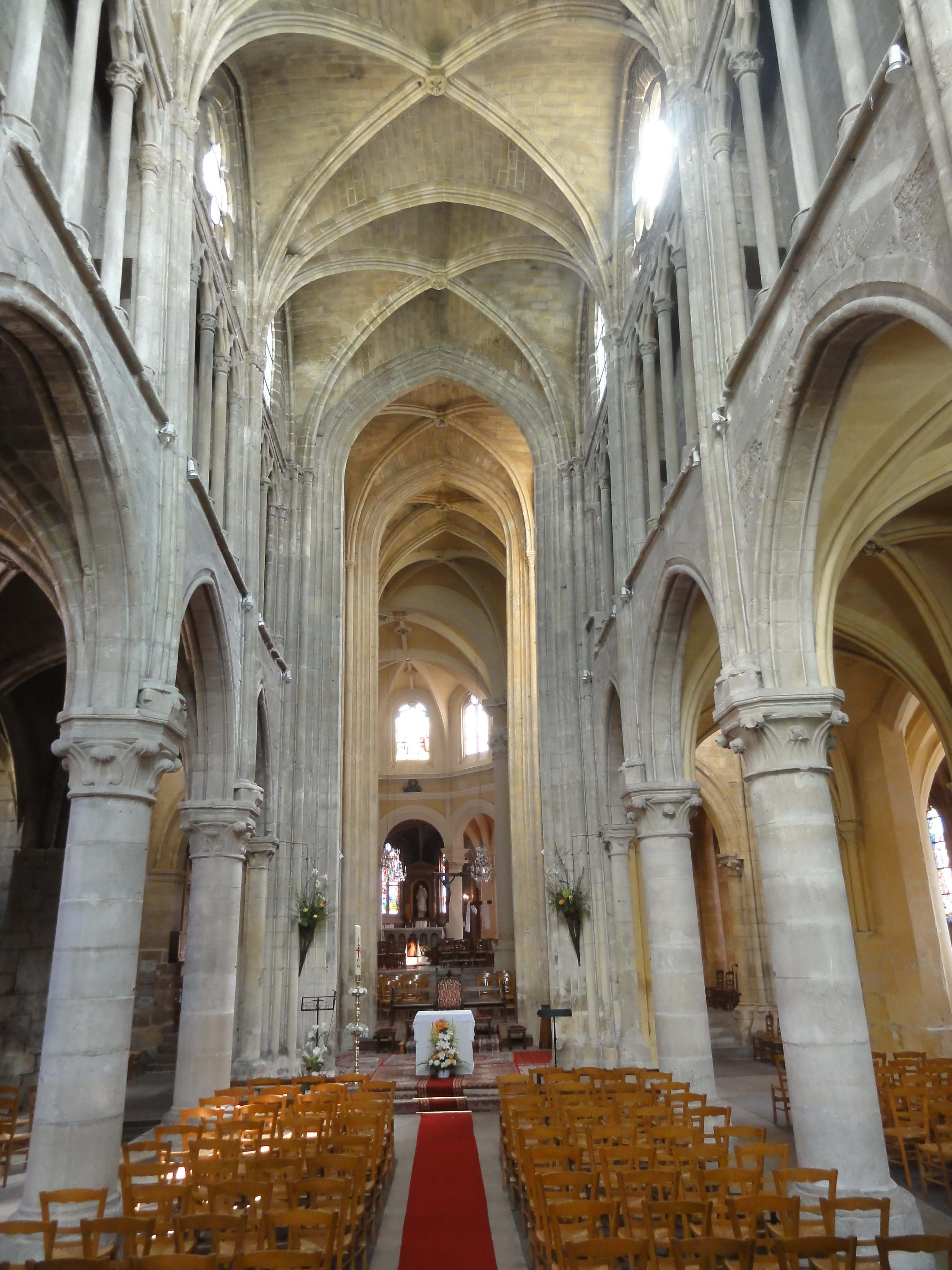
Nef, vue vers l'est.

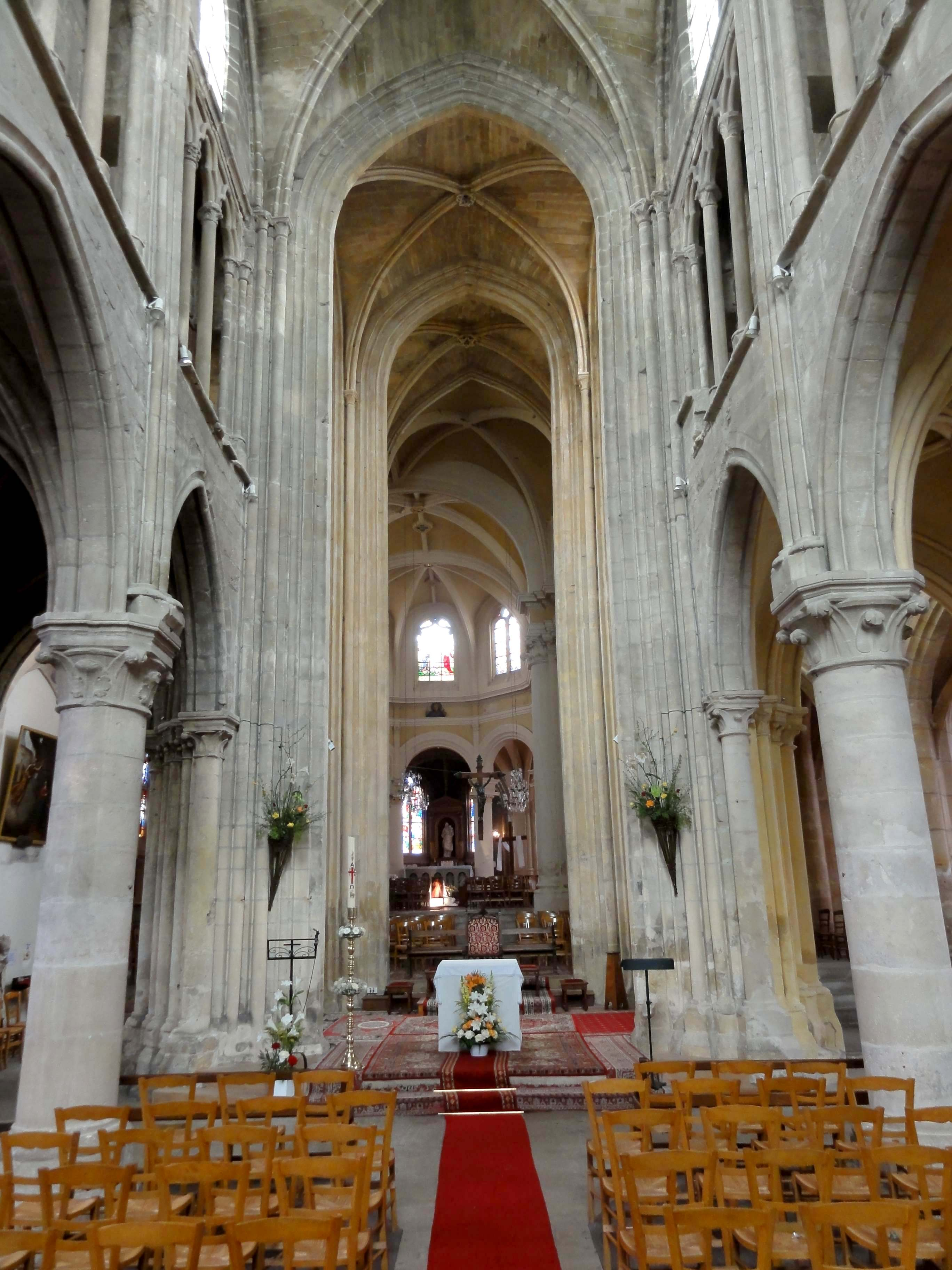
Nef, vue vers l'est.

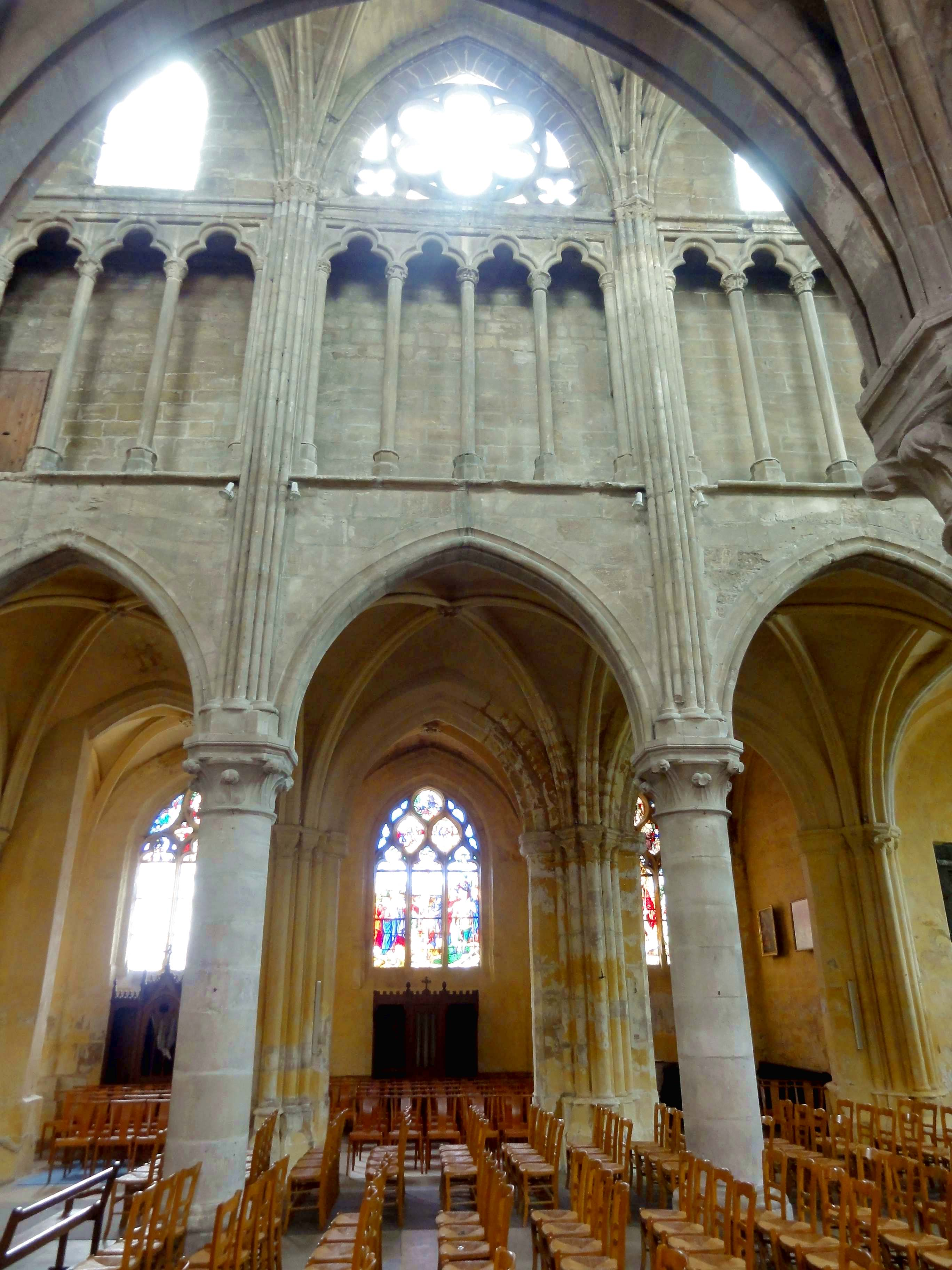
3e travée, élévation sud.

La nef est d'un style léger et élancé, grâce aux piliers monocylindriques appareillés en tambour qui reçoivent les grandes arcades à l'intersection des travées, mais aussi au détriment de la largeur, qui n'est que de 3,70 m entre deux faisceaux de colonnettes des hautes-voûtes. Les grandes arcades, qui atteignent la moitié de la hauteur des élévations latérales, sont de style gothique primitif, tandis que les parties hautes sont de style gothique rayonnant, comme dans certaines églises dont les nefs ne furent pas bâties d'un seul jet, telles que Champagne-sur-Oise et Gonesse. L'étage du triforium occupe tout l'espace disponible entre le sommet des grandes arcades et le niveau de la retombée des hautes-voûtes. Par conséquent, il ne reste que les lunettes de la voûte pour les fenêtres hautes, ce qui est fréquent dans les églises plutôt modestes néanmoins munies d'un triforium, très nombreuses en Île-de-France. Les piliers isolés, dont le diamètre est calculé au plus juste contrairement aux édifices plus anciens, ont pour bases un filet et un grand tore aplati, non séparés par une scotie, et reposent sur des socles octogonaux. Ils portent des chapiteaux sculptés de crochets, qui sont délimités inférieurement par un astragale formé par un filet entre deux biseaux, et supérieurement par un anneau de la moitié de ce profil sous le tailloir. Les tailloirs sont de plan carré à angles abattus, et accusent, du haut vers le bas, une plate-bande et un filet débordant au-dessus d'un cavet, d'un filet et d'une autre plate-bande. Ils supportent les grandes arcades, à simple rouleau et moulurées d'un méplat entre deux tores dégagés ; les voûtes des bas-côtés (voir ci-dessous) ; et trois consoles cubiques du côté nef, dont celles à gauche et à droite sont placées obliquement selon l'usage le plus fréquent à la première période gothique. Sur chaque console, repose l'une des fines colonnettes des hautes voûtes. À partir du second pilier, l'on dénombre toutefois cinq colonnettes au-dessus de chaque pilier. Ces colonnettes datent du XIVe siècle, mais leurs bases, analogue à celles des piliers des grandes arcades, sont des années 1220 / 1230, et les colonnettes supplémentaires s'insèrent entre deux autres et sont dépourvues de bases,.
Au début et à la fin des grandes arcades, la disposition est un peu différente. Comme dans la plupart des nefs à piliers monocylindriques, l'on y trouve des faisceaux de colonnettes qui montent depuis le sol jusqu'aux chapiteaux des hautes-voûtes ou jusqu'aux grandes arcades. Des colonnettes de diamètre moyen sont réservées aux grandes arcades, et des fines colonnettes de diamètre analogue aux ogives et formerets. Les tailloirs de leurs chapiteaux sont carrés. Ici, le nombre de supports est équivalent au nombre d'éléments à supporter, soit sept fûts au revers de la façade. À l'est, l'on en dénombre même seize, qui sont partagés avec le transept. Ce nombre important des fûts réduit l'ouverture du doubleau ouvrant sur le carré du transept à 2,90 m seulement. L'encombrement de l'entrée du sanctuaire par les supports rappelle des églises gothiques plus anciennes, telles qu'Ennery, Jouy-le-Moutier, Santeuil, Vétheuil ou Villiers-le-Bel, et est imputable au concept du clocher central, qui prévaut dans la région aux XIIe et XIIIe siècles. En même temps, le triforium est d'une finesse et d'une élégance extraordinaires. Ses arcades prennent appui sur un bandeau torique, et sont surmontées d'une sorte de corniche formée, du bas vers le haut, par un tore, un filet, un cavet et un autre tore. Le tore inférieur fusionne avec les arcs trilobés aux points de contact, ce qui est caractéristique du style rayonnant tardif. Les arcades, au nombre de quatre par travée de chaque côté, ne sont donc pas surmontées d'un arc de décharge, ni par ailleurs inscrites dans des lancettes. Malgré la corniche qui apporte une scansion horizontale assez nette, l'on peut considérer qu'elles forment un ensemble avec les fenêtres hautes, à l'instar du faux triforium (constitué d'arcatures plaquées) de Champagne-sur-Oise. Les quatre arcades retombent sur cinq fines colonnettes uniques, et non sur des groupes de plusieurs colonnettes, ce qui conduit assez curieusement à des fûts plus épais pour le triforium que pour les hautes-voûtes. Si ce détail est un faut de goût, on le cherchera plutôt du côté des supports des hautes-voûtes, dont les fûts ne sont pas plus épais que les meneaux des fenêtres. Les chapiteaux du triforium sont ronds en bas et octogonaux en haut, et sculptés des feuilles et crochets maigres en vigueur au XIVe siècle. Ils ne possèdent pas de tailloirs à proprement parler. Le profil des arcades du triforium est de trois tores accolés. Au-dessus des trilobes, les écoinçons ne sont pas ajourés. L'on note encore que le triforium n'est pas ajouré, sans doute en raison de l'économie des moyens,.
Ce n'est que dans la troisième travée que les fenêtres hautes ont été conçues par l'architecte du XIVe siècle qui éleva le triforium et les voûtes. Le remplage est constitué d'un grand hexalobe inscrit dans un cercle, qui est cantonné de deux quatre-feuilles également inscrits dans des cercles, tous les écoinçons étant ajourés. La modénature chanfreinée est fréquente à la fin de la période rayonnante, mais peut aussi s'expliquer par les restrictions budgétaires, car le pourtour des baies est également simplement chanfreiné. Les autres fenêtres hautes conservent, selon Eugène Lefèvre-Pontalis, la configuration initialement prévue, et sont de courtes lancettes simples également entourées d'un chanfrein. Ces fenêtres étaient bouchées avant la restauration en 1911. Dans ce contexte, il convient d'évoquer la vaste baie occidentale, qui occupe le second et le troisième niveau d'élévation à la fois, et assure une grande partie de l'éclairage de la nef, comme à Agnetz. Ici, l'on peut distinguer un réseau primaire, constitué de deux lancettes surmontées d'un hexalobe entre deux grands écoinçons ajourés, qui annoncent les mouchettes flamboyantes, et un réseau secondaire, qui comporte deux lancettes simples et un trilobe inscrit dans un cercle, pour chacune des grandes lancettes. Seulement le réseau primaire arbore une modénature torique. Au seuil de la baie, une coursière sans garde-corps permet de passer d'un triforium à l'autre. La première voûte de la nef commence ici par un doubleau au profil de trois tores accolés, qui se détache de la paroi, et s'ajoute au formeret occidental. Le tore médian est en forme d'amande, et garni d'un mince filet. Tel est aussi le profil des doubleaux intermédiaires et des ogives de la nef, qui sont de diamètre identique. Le premier doubleau retombe sur trois grêles colonnettes, soit une pour chaque tore qui le compose. Ces colonnettes retombent sur l'étroite plate-forme de la coursière. Les colonnettes des ogives, au revers de la façade, sont suffisamment éloignées des autres pour accueillir des tailloirs assez grands pour les trois tores. Ce n'est pas le cas des autres ogives de la nef et des doubleaux intermédiaires, où seulement le tore médian trouve sa place sur les tailloirs. Les autres tores doivent fusionner avant la retombée, ce qui préfigure également le style flamboyant. Il n'y a plus de hiérarchisation entre les chapiteaux, qui sont tous octogonaux au niveau du tailloir et de dimensions identiques. Les clés de voûte sont décorées de petites rosaces de feuillages ou de disques sculptés de feuilles tourmentées,.

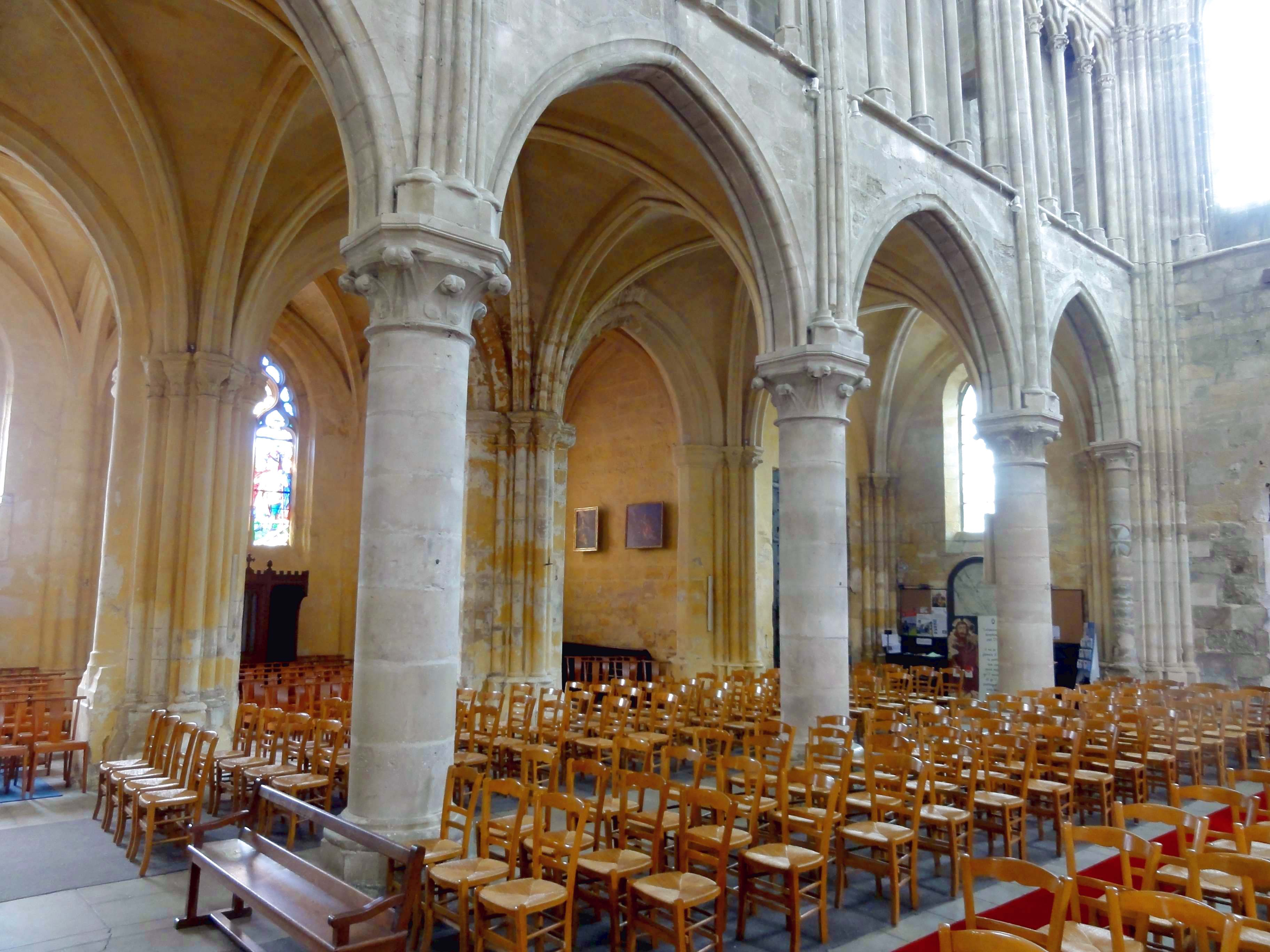
Grandes arcades du sud.
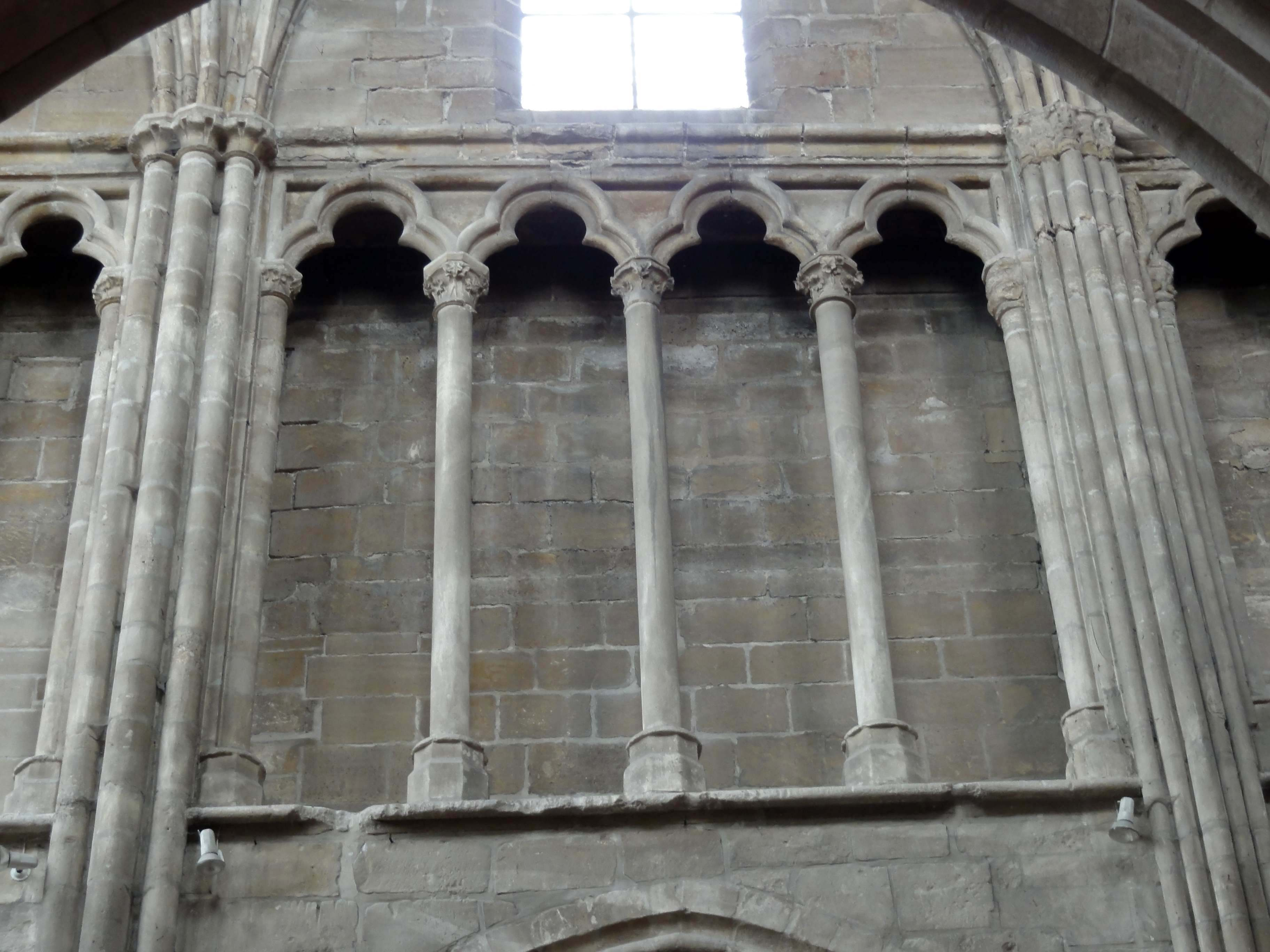
Triforium de la 2e travée, côté nord.
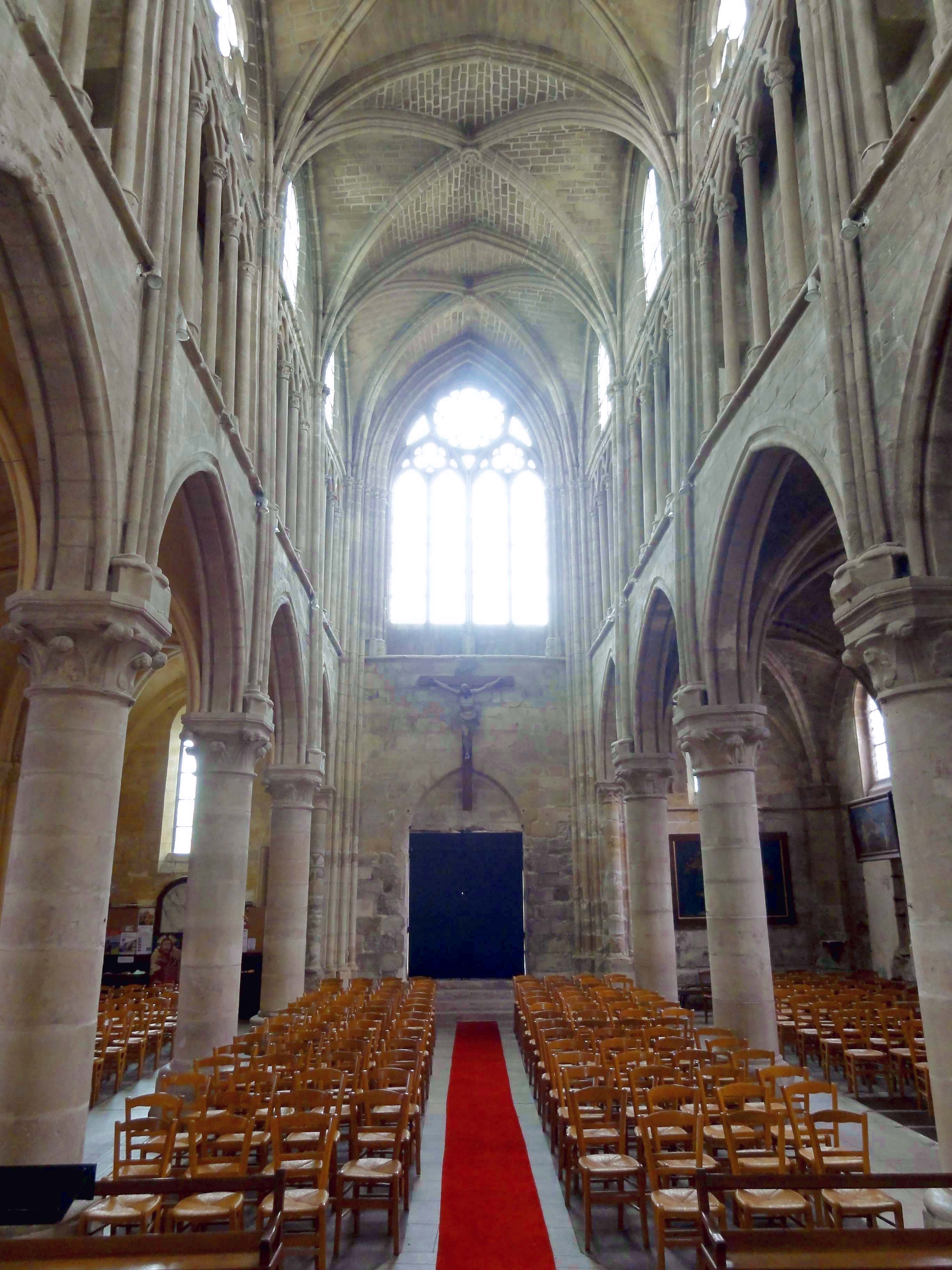
Nef, vue vers l'ouest depuis la croisée.
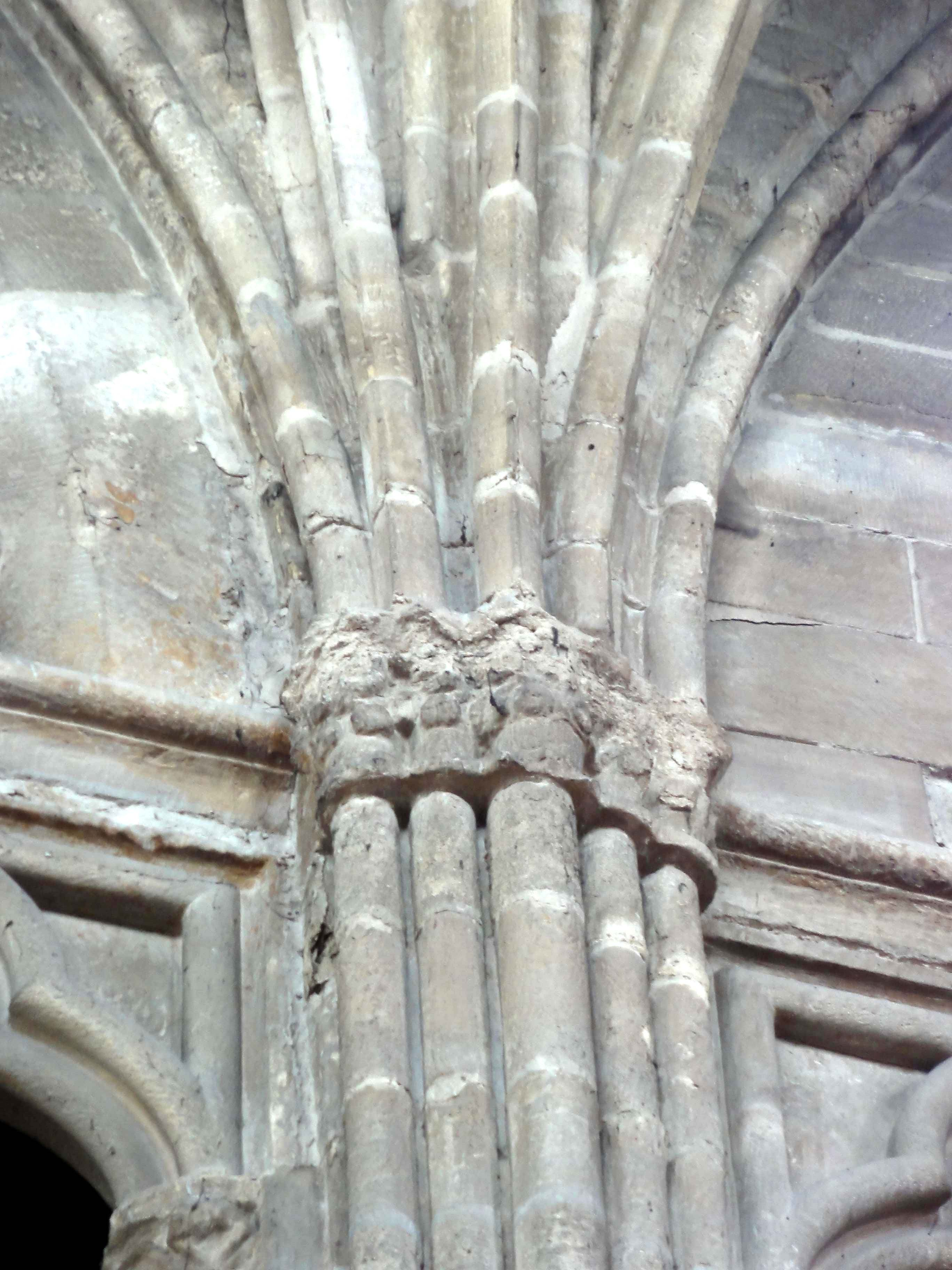
Chapiteaux du 2e ordre au nord du 3e doubleau.
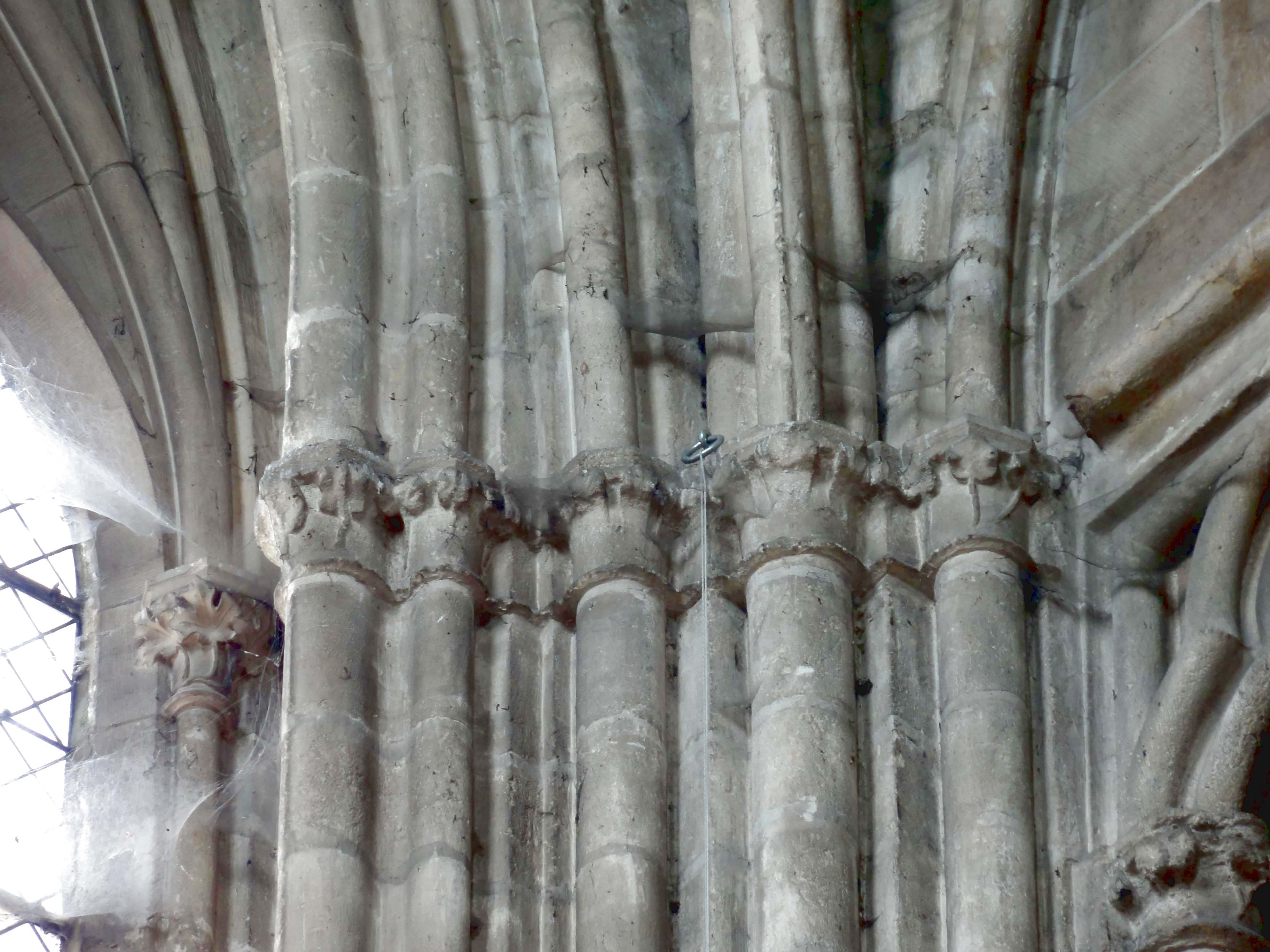
Chapiteaux du 2e ordre dans l'angle nord-ouest.
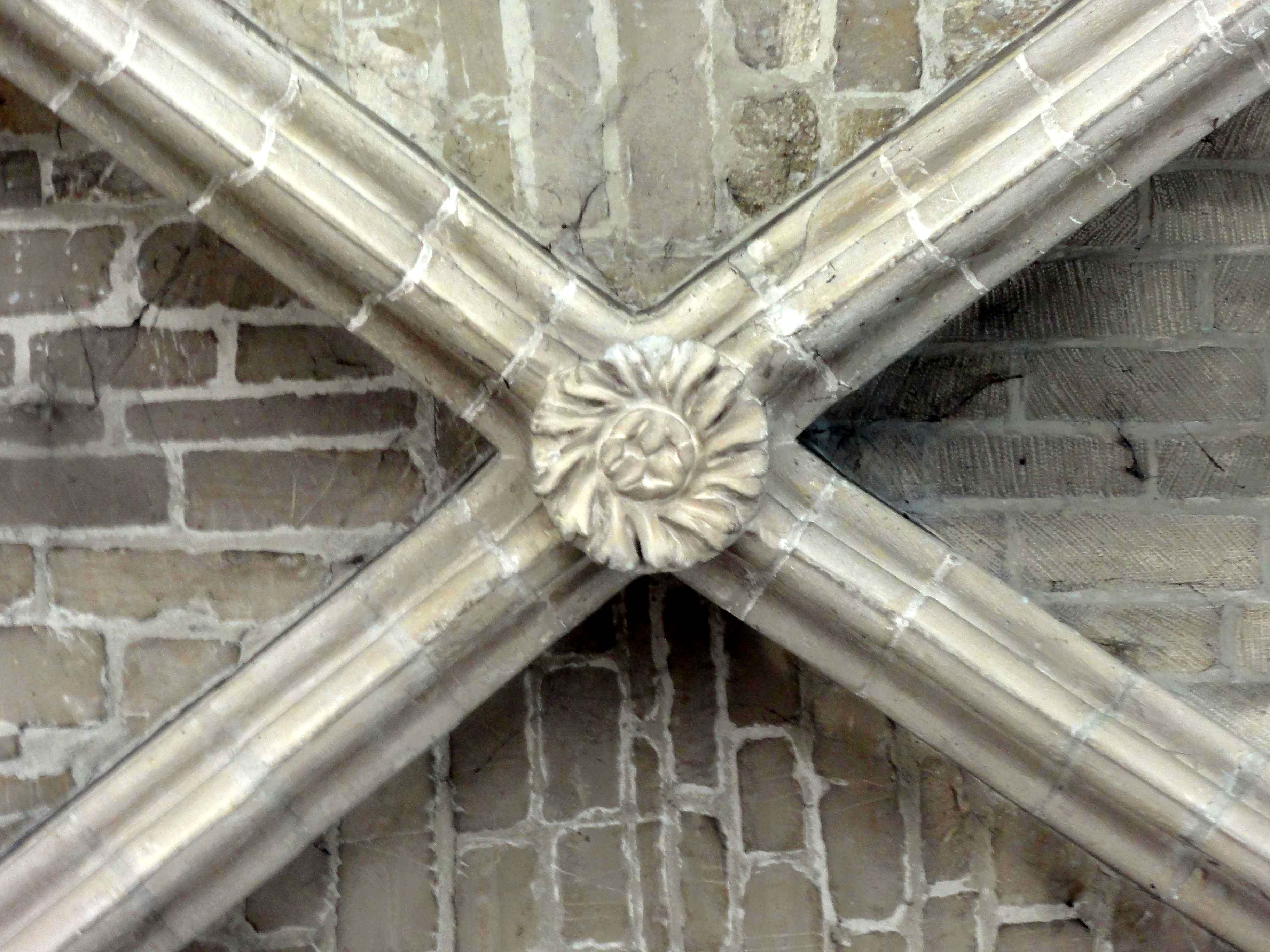
Clé de voûte de la 1re travée.

#### Bas-côtés gothiques

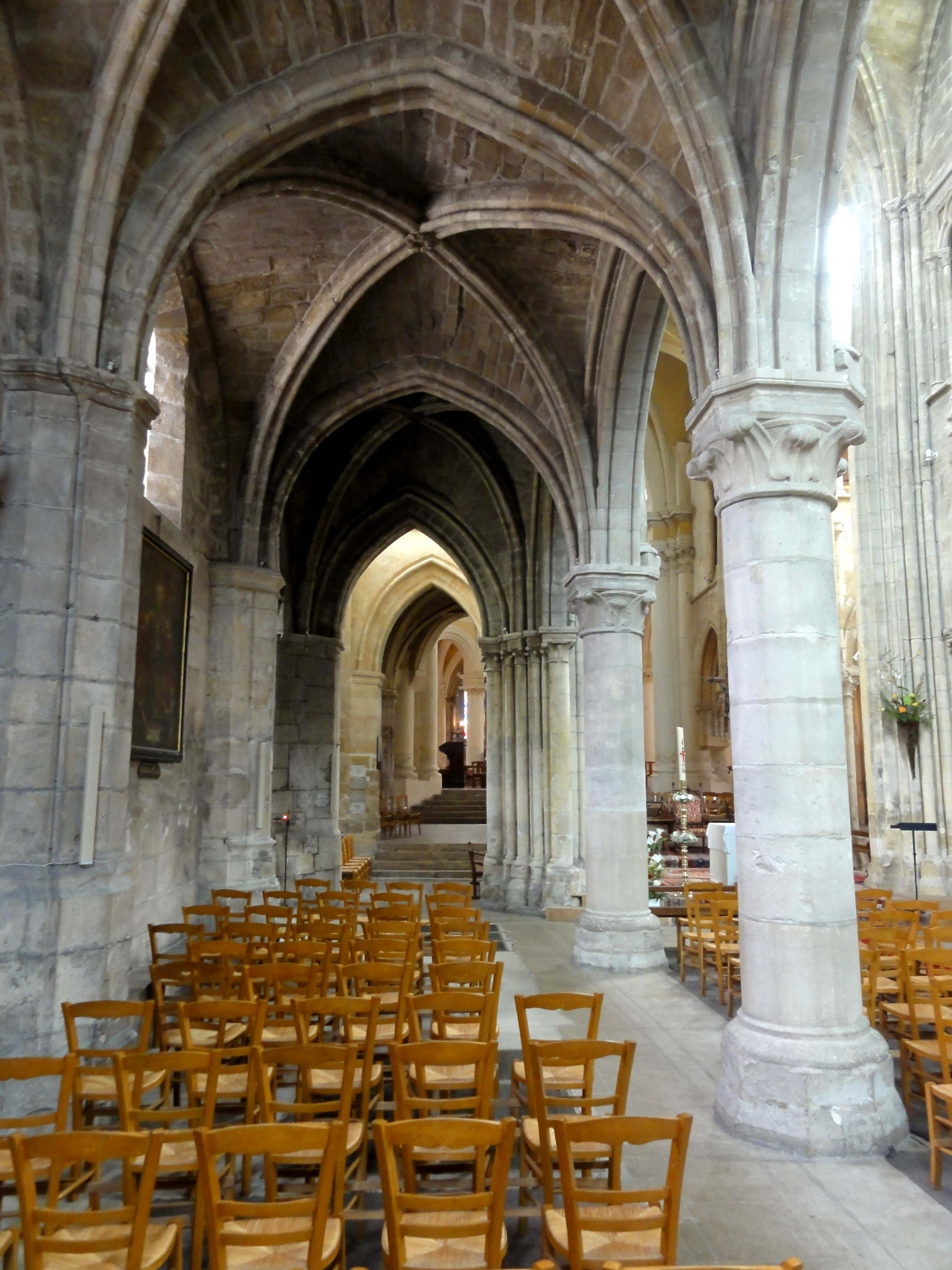
Bas-côté nord, vue vers l'est.

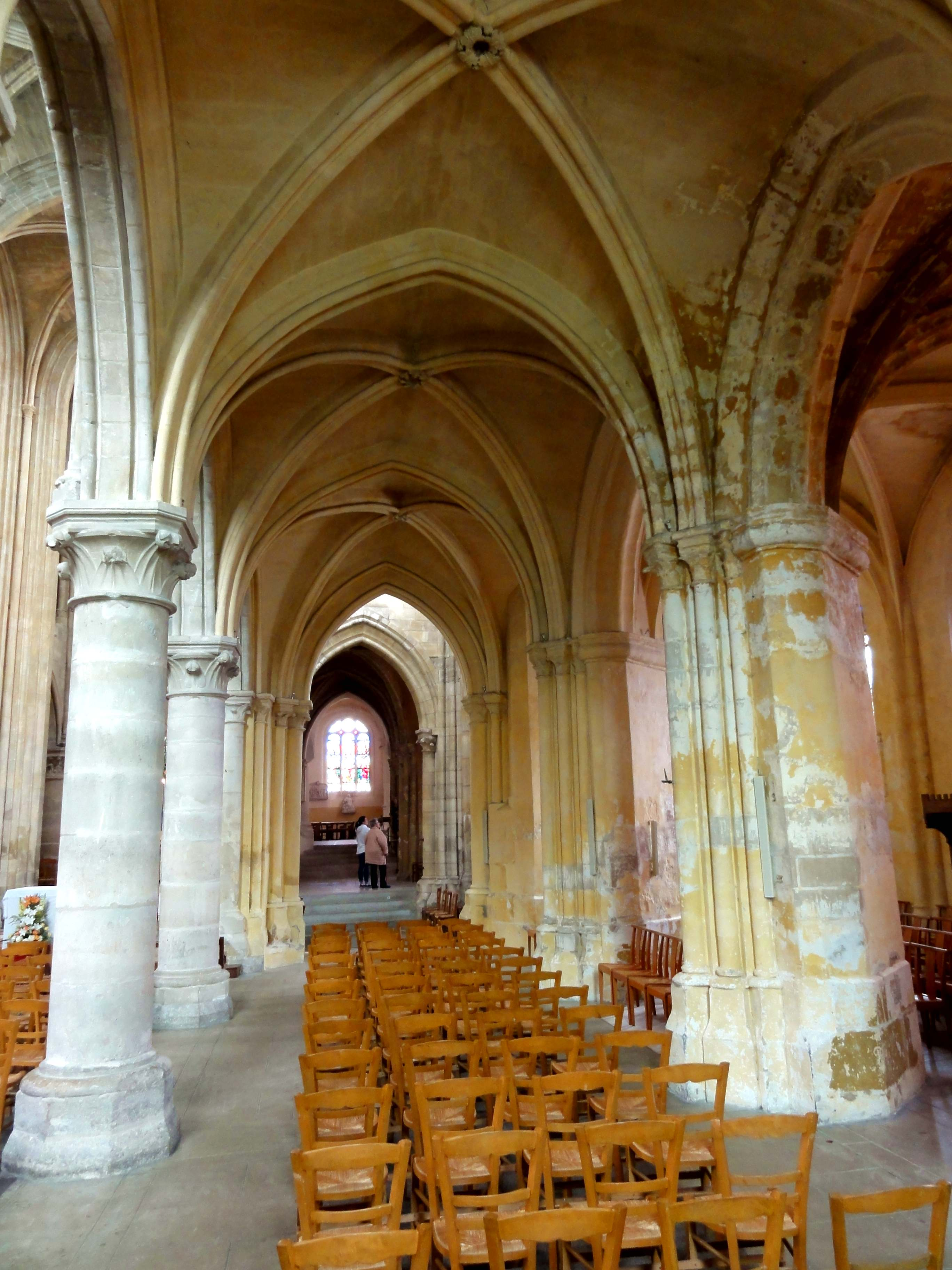
Bas-côté sud, vue vers l'est.

Aucun des deux bas-côtés n'est conservé dans son état d'origine. Seulement le revers de la façade occidentale a été épargnée par les profonds remaniements de la fin du XVIe siècle (et ceci encore avec l'exception de l'angle nord-ouest). Le jour y entre par des lancettes simples en arc brisé. Conformément à la disposition au début et à la fin des grandes arcades de la nef, des faisceaux de trois colonnettes à chapiteaux y sont logés dans les angles, et le tailloir du chapiteau médian est implanté à 45° face aux ogives. Cependant, dans la nef, l'une des colonnettes dans les angles est réservée au formeret longitudinal, et dans les bas-côtés, il n'y a pas lieu de prévoir des formerets au-des grandes arcades, puisque celles-ci montent jusqu'aux voûtes. Mais par souci de symétrie, où parce que les arcades à simple rouleau ne paraissaient pas assez solides sans cet ajout, l'on en a prévu quand même, bien qu'il n'y a pas du tout de place pour accueillir ces formerets ou rouleaux supérieurs sur les tailloirs des gros chapiteaux. Ils y butent contre les ogives. Face au même problème, le maître d'œuvre du chœur de Béthancourt-en-Valois a fait retomber ces formerets sur des culs-de-lampe. Le long des murs gouttereaux, ce problème ne se pose bien entendu pas, et la retombée des nervures se fait normalement sur les tailloirs. En ce qui concerne donc les élévations latérales, l'on peut constater contre toute attente que c'est au sud, où un second bas-côté a été ajouté à la fin du XVe siècle, que les supports d'origine restent en place, à quelques exceptions près. Ce sont normalement des faisceaux de cinq colonnettes, soit une pour le doubleau, deux pour les ogives, et deux pour les formerets. Les formerets toriques d'origine ont été supprimés et refaits selon le style flamboyant, sauf dans la quatrième travée, où l'on n'en trouve plus. Derrière les colonnettes des formerets, commencent les importants massifs de maçonnerie un peu difformes qui se substituent aux contreforts supprimés pour la construction du second bas-côté, et servent en même temps de supports pour les voûtes de celui-ci (voir ci-dessous),.
Comme des décennies plus tard pour les nouvelles voûtes de la nef, l'architecte des bas-côtés opta pour un même profil pour les ogives et pour les doubleaux. Il s'agit d'un profil plutôt minoritaire, composé de deux tores flanquant une gorge (comme sur certains doubleaux de Saint-Martin-des-Champs, ou les ogives de la croisée du transept de Catenoy et de la quatrième travée Mareuil-sur-Ourcq). Généralement, la gorge accueille une arête pour les ogives, et un filet ou un méplat pour les doubleaux. Les clés de voûte sont de délicates rosaces de feuillages, caractéristiques de l'époque, dont deux sont « tournantes » (suggérant un mouvement de rotation). En l'occurrence, un filet est effectivement visible à certains endroits, ce qui soulève la question si les autres ogives ont été retaillés lors d'une restauration ancienne. Les bases diffèrent de celles des grandes arcades par la présence d'une scotie entre deux listels, et ressemblent à celles du transept. Restent à évoquer les arcades vers les croisillons et l'élévation septentrionale. Aux arcades vers les croisillons, s'adoptent les mêmes principes qu'au début et à la fin des grandes arcades de la nef, ou aux angles des bas-côtés au revers de la façade. Ces arcades sont néanmoins à double rouleau sur leurs deux faces, ce qui n'entraîne pas de différences sur le plan des supports. Les faisceaux de colonnettes ne sont plus complets qu'autour des piles du transept. Dans l'angle sud-est du bas-côté sud, ne reste qu'une unique colonnette à côté de celle de l'arcade, et le long du mur gouttereau du bas-côté nord, plus aucune colonnette ne fut maintenue. Les supports de la période flamboyante sont des piliers engagés de fort diamètre, qui sont à cinq faces, dont les faces obliques, les plus larges, sont structurées par un ressaut, et légèrement concaves. Ces piliers ont des bases sous la forme de plinthes moulurées, et possèdent des tailloirs généralement au profil de deux tores et d'un cavet. Ce tailloir ne s'observe pas sur le premier pilier intermédiaire, où l'on trouve en revanche une frise de feuillages, de laquelle émerge un homme en buste. Le tailloir est ici une tablette biseautée, comme souvent à la période rayonnante tardive, au XIVe siècle. Les allèges ont été renforcés par le placage d'un mur supplémentaire devant le mur existant, qui monte jusqu'au niveau de la retombée des voûtes, quitte à raccourcir les fenêtres,.

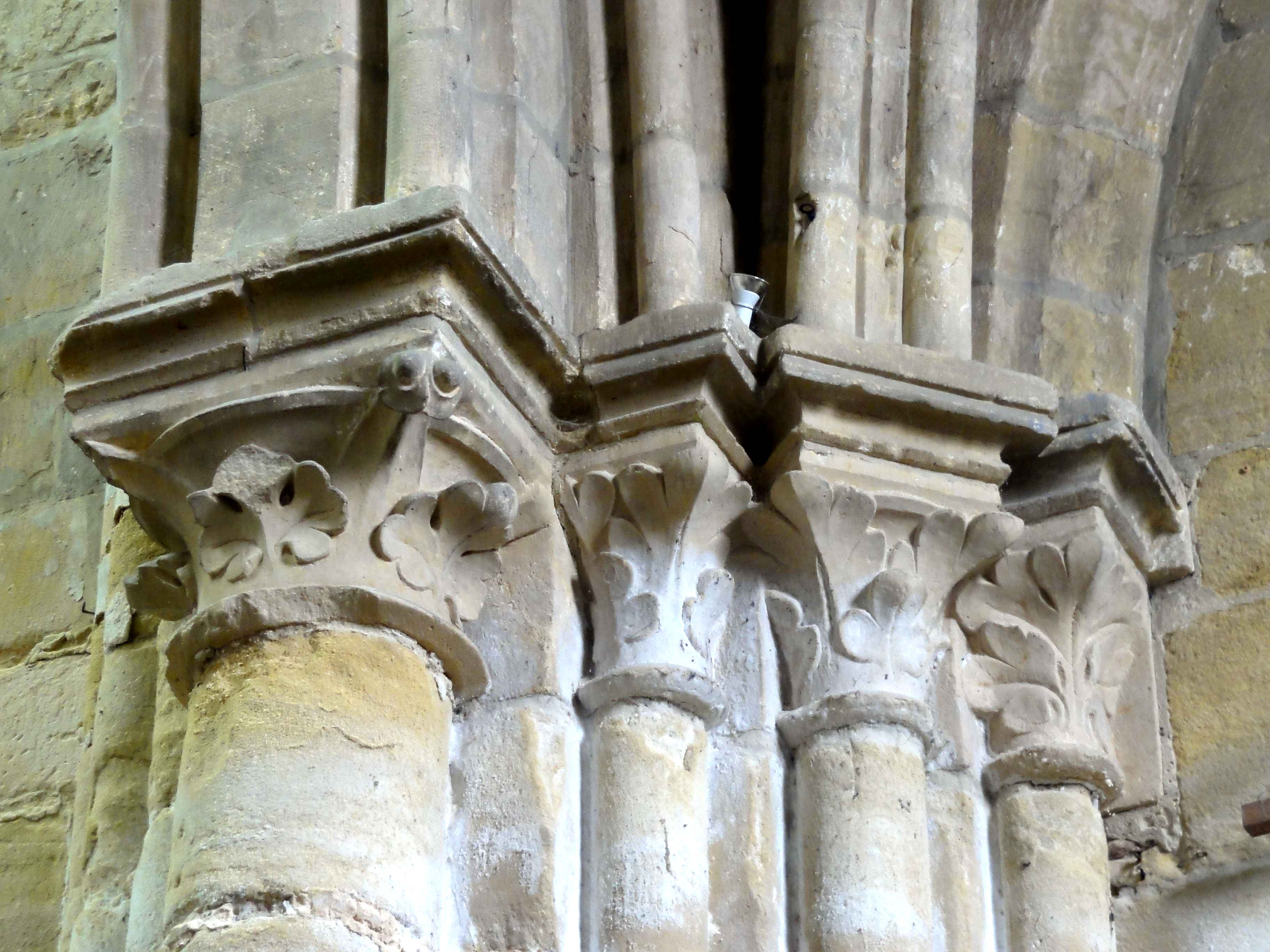
Bas-côté nord, chapiteaux dans l'angle sud-ouest.
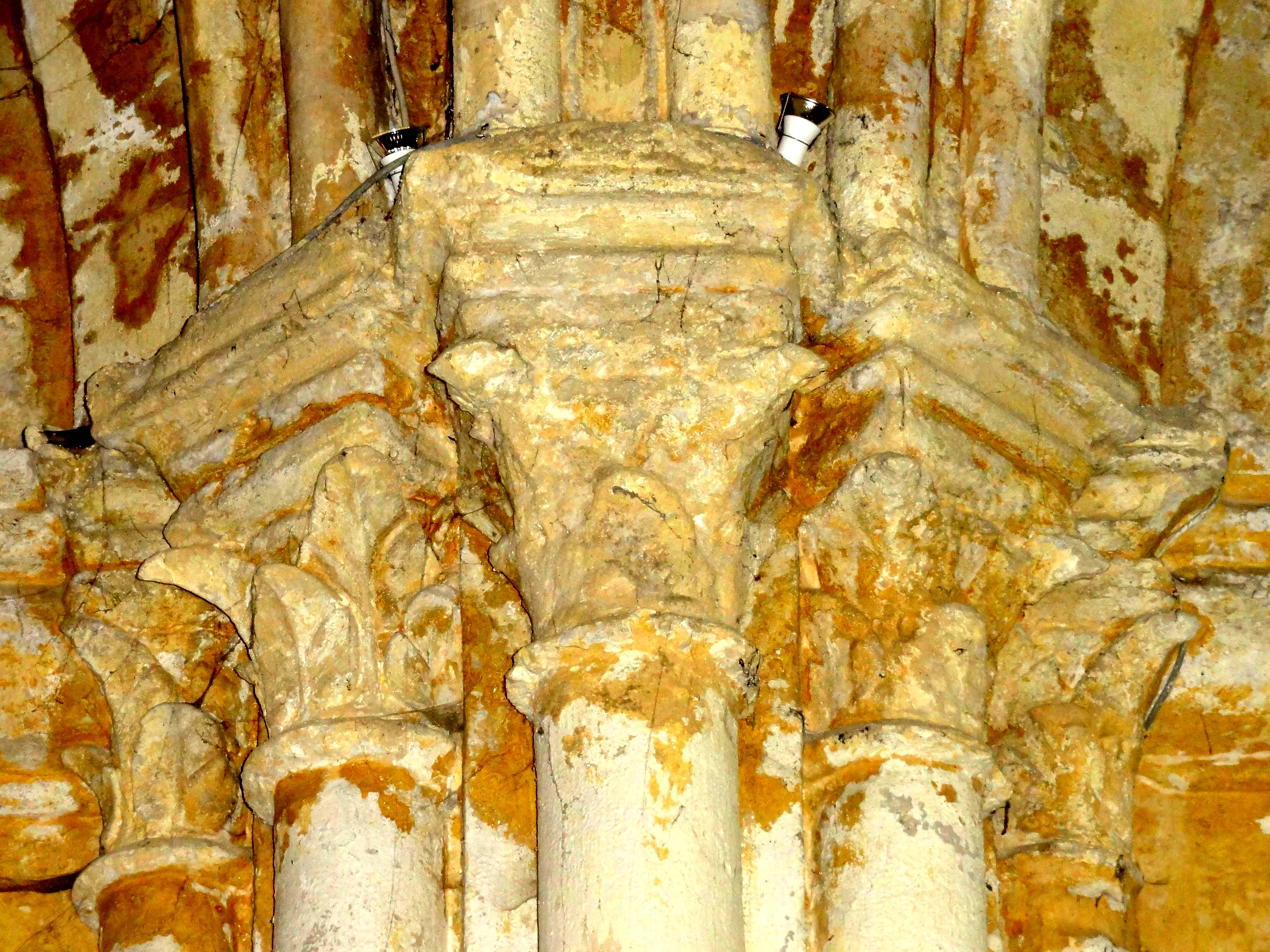
Bas-côté sud, chapiteaux au sud du 2e doubleau.
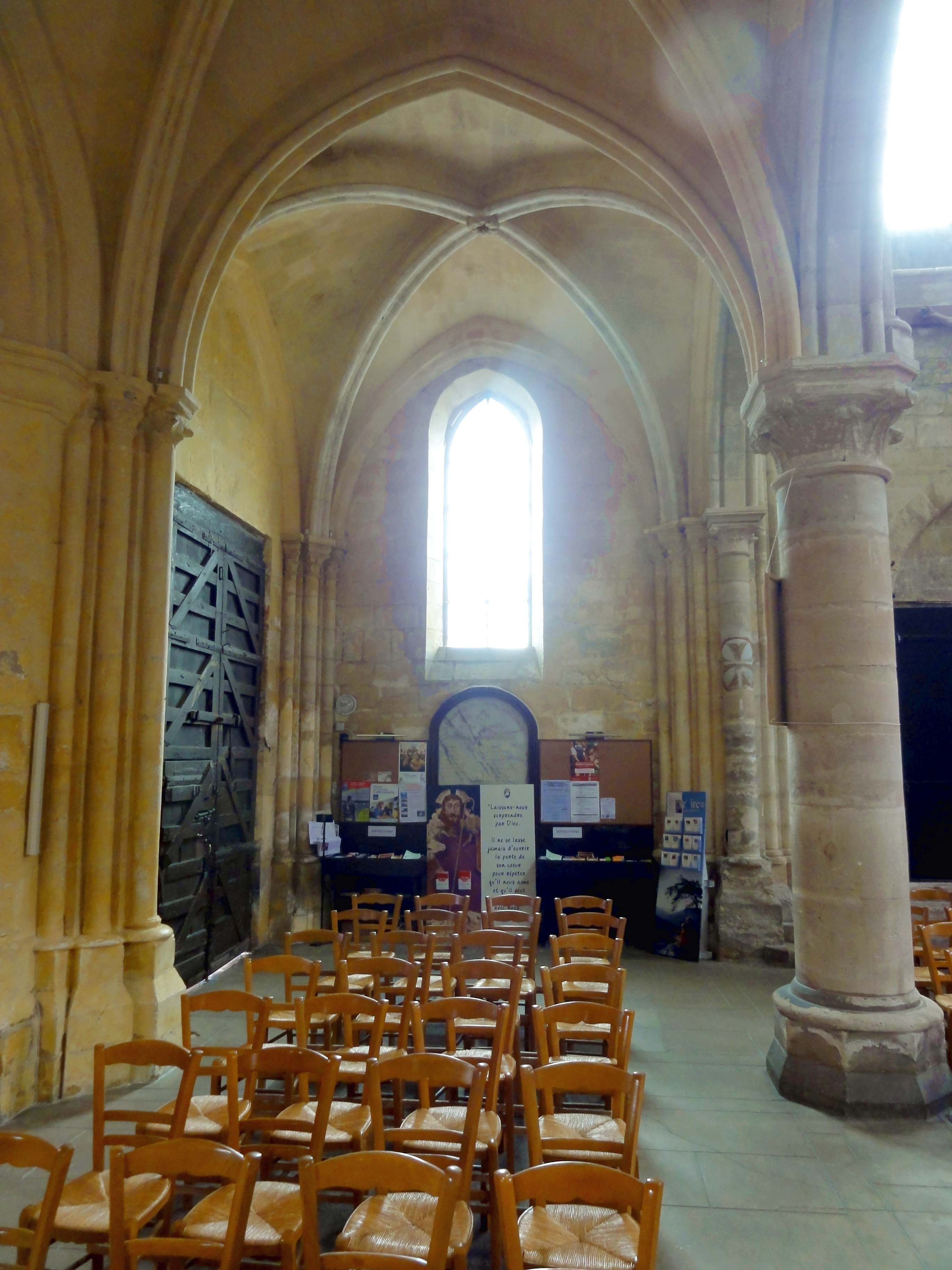
Bas-côté sud, vue vers l'ouest.
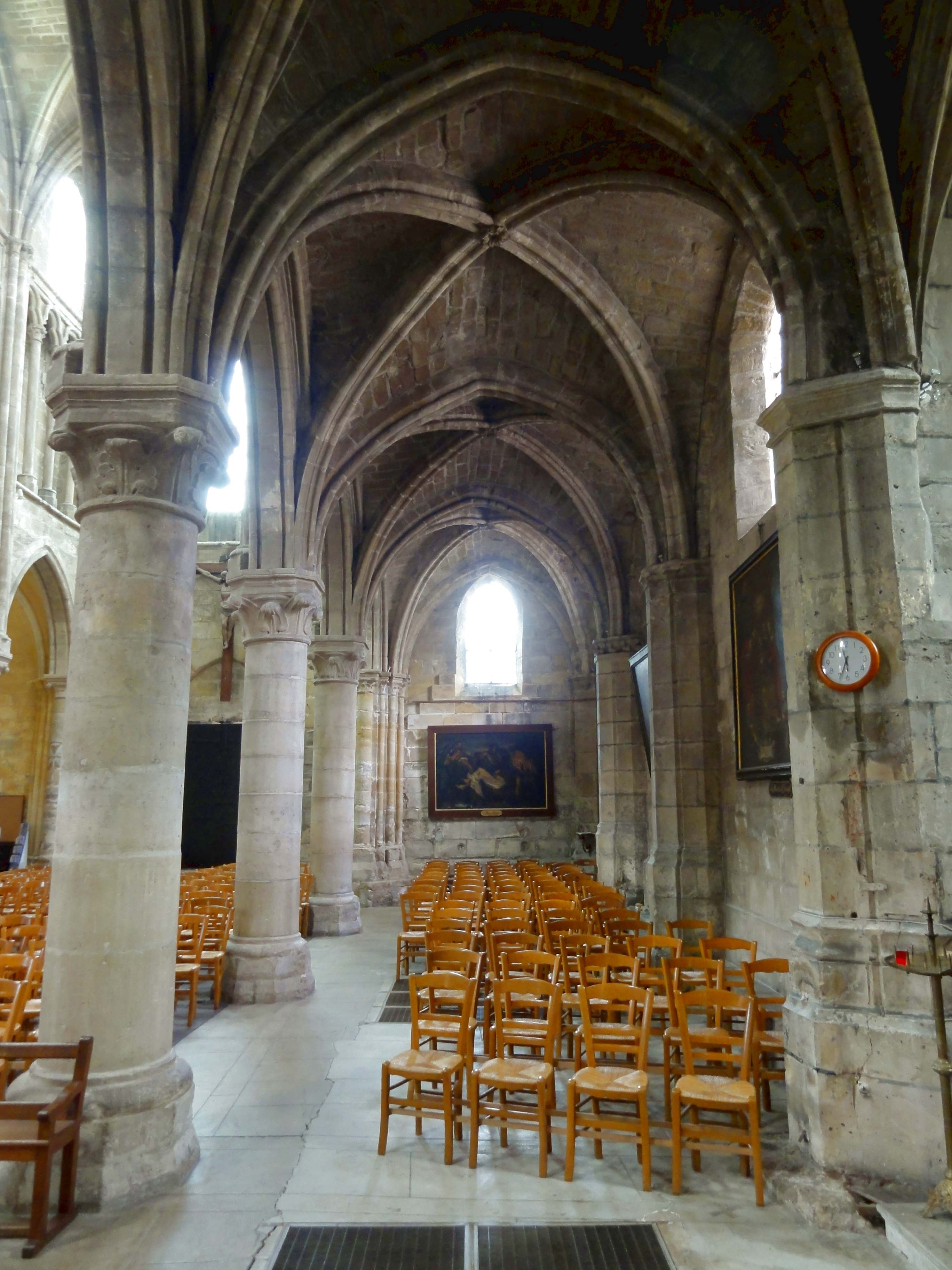
Bas-côté nord, vue vers l'ouest.
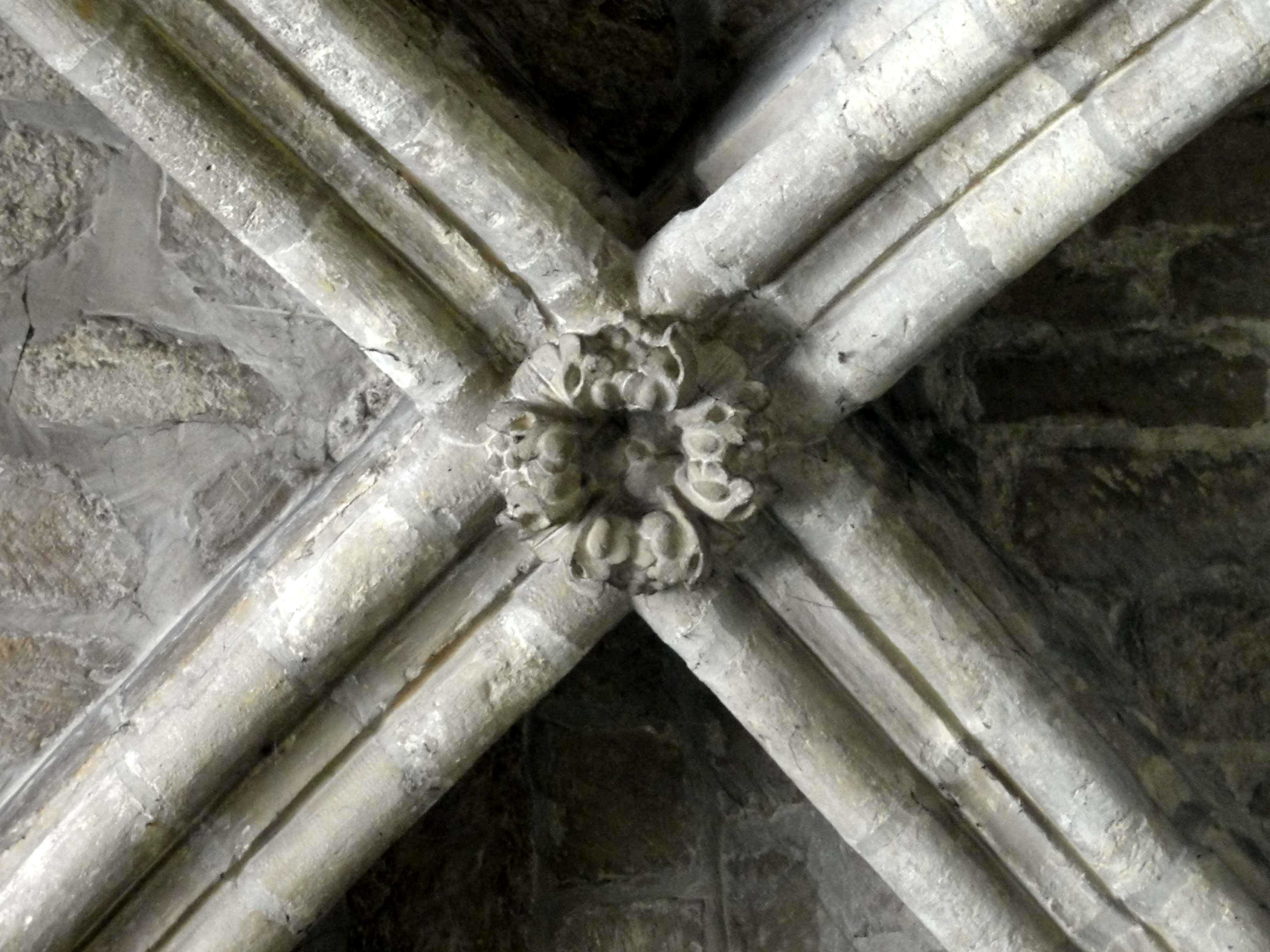
Bas-côté nord, clé de voûte de la 3e travée.
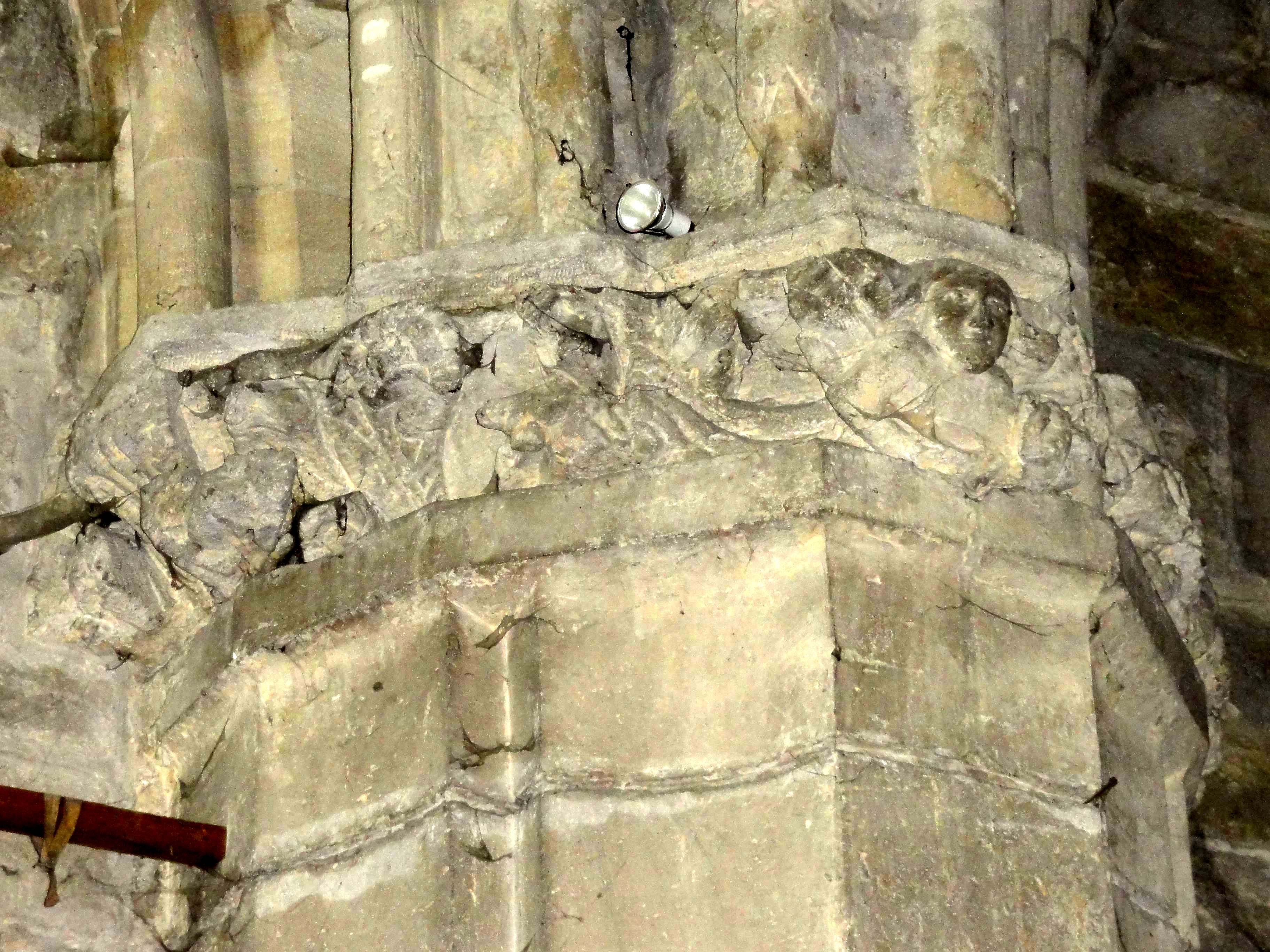
Bas-côté nord, frise au nord du 2e doubleau.

#### Bas-côtés flamboyants et chapelles

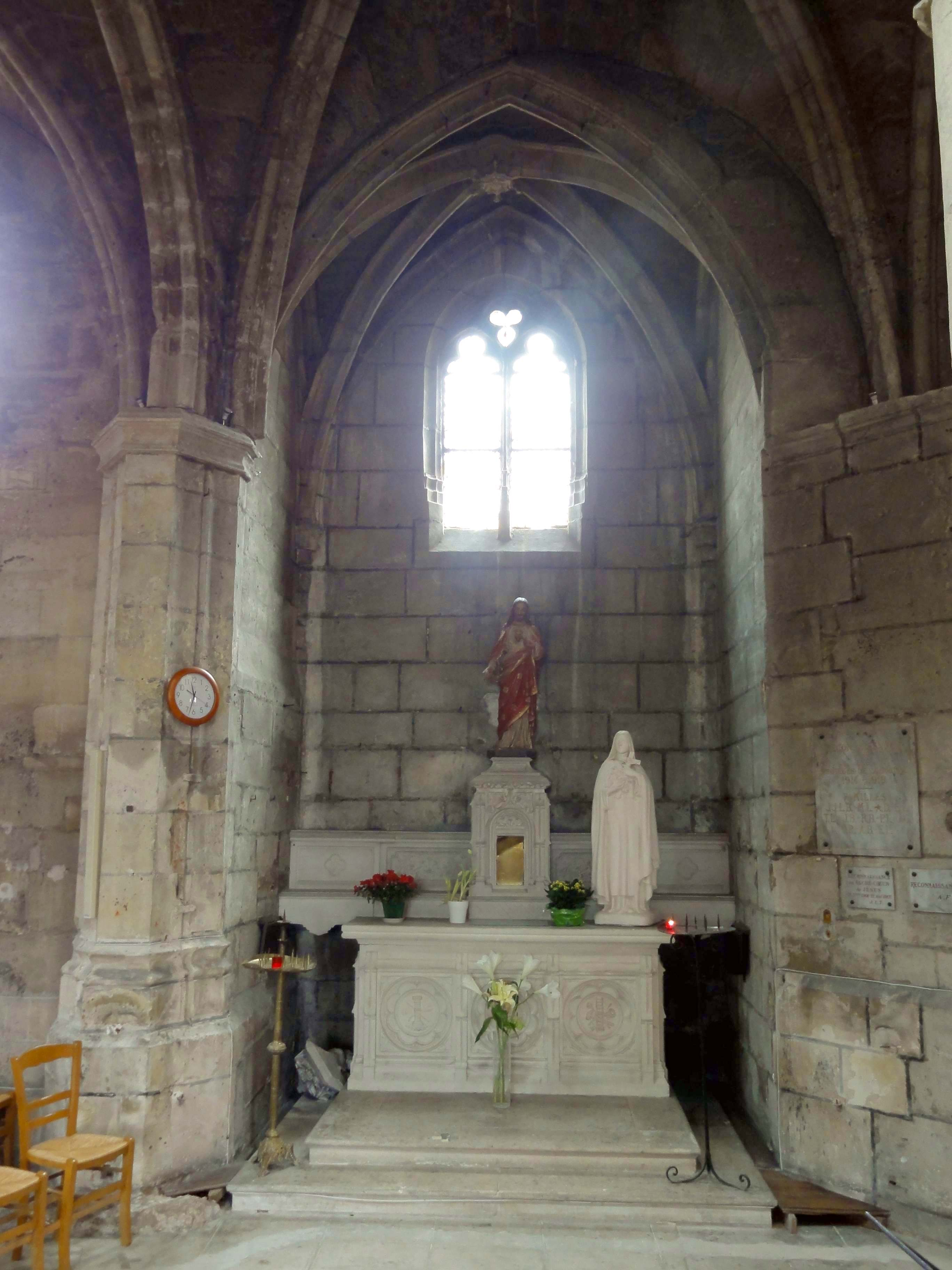
Bas-côté nord, chapelle de la 4e travée.

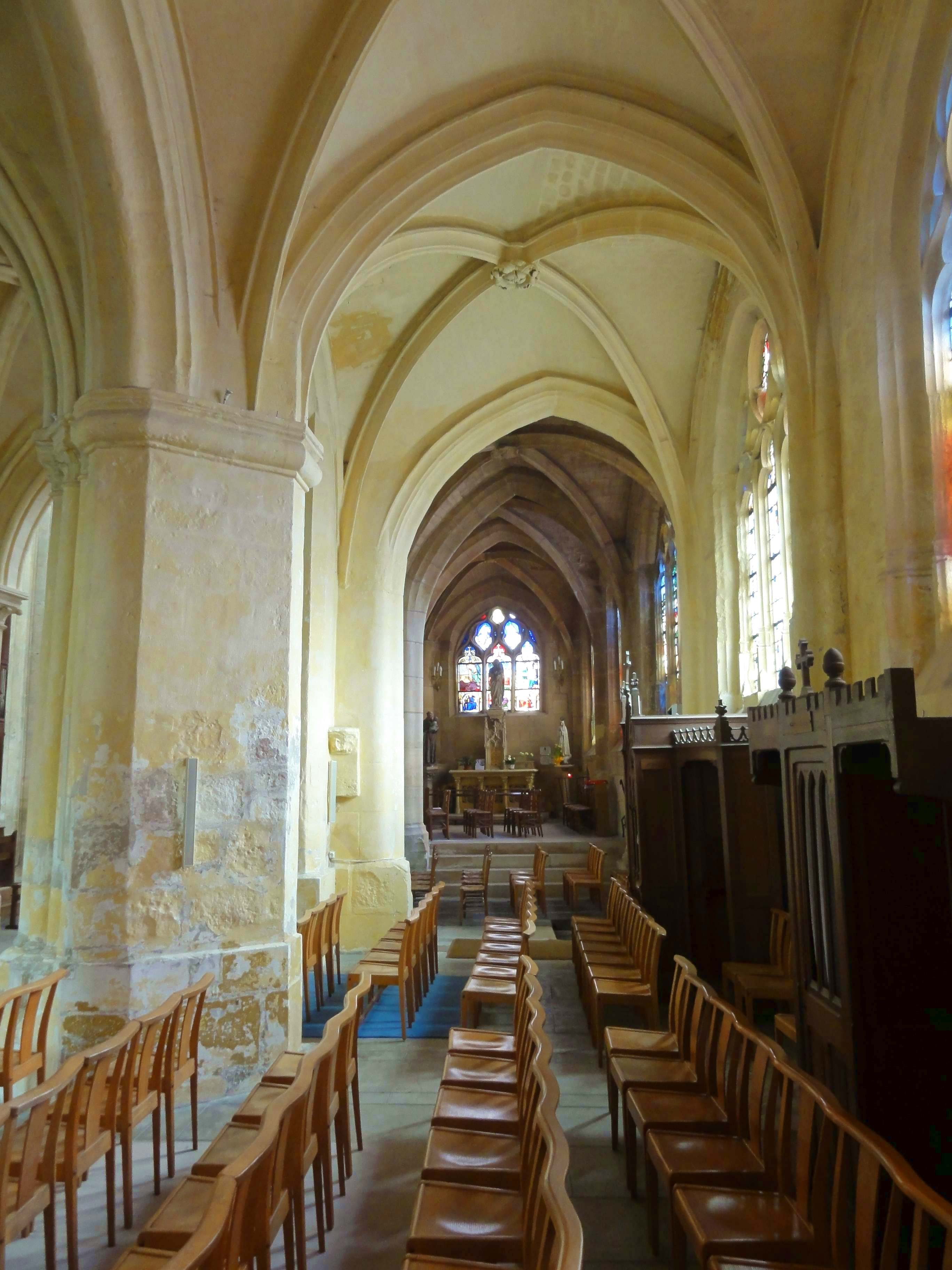
2e bas-côté sud, vue vers l'est.

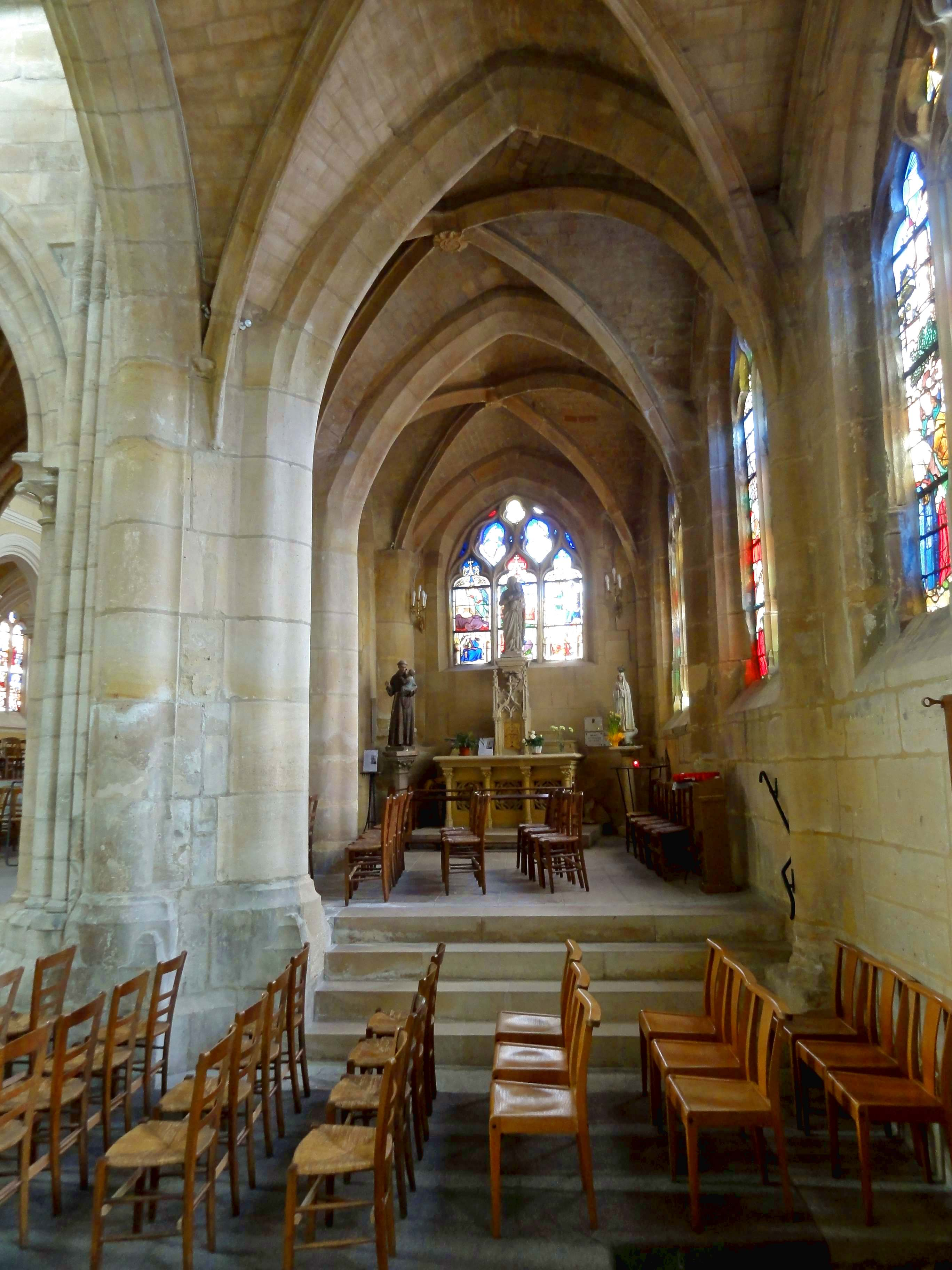
2e bas-côté sud, vue vers l'est.

Le deuxième bas-côté sud constitue l'apport le plus marquant de la période flamboyante à l'église de Triel ; la chapelle de la confrérie de la Charité au nord du transept et du bas-côté nord du chœur se fait plus discrète, puisque les premières travées de chacun de ses deux vaisseaux sont fermées par des murs et utilisées comme sacristie. De très faible envergure est la chapelle d'une demi-travée au nord de la quatrième travée du bas-côté nord de la nef, qui est actuellement dédiée au Sacré-Cœur. Le jour entre par une fenêtre à deux lancettes à têtes tréflées, qui sont assez curieusement surmontées d'un trilobe inversé. Les ogives accusent un profil emblématique de l'architecture flamboyante, qui fut appliqué à la quasi-totalité des voûtes de cette époque dans le Vexin français, bien que d'autres profils ont également cours dans les autres parties de l'Île-de-France et dans l'Oise. Le profil se compose d'un filet entre deux moulures concaves de face, et d'une large gorge entre deux filets de chaque côté, ainsi que d'une moulure concave qui dégage l'ogive des voûtains. Telles sont la plupart des ogives flamboyantes de l'église Saint-Martin, sauf dans le deuxième bas-côté du chœur, où l'on a renoncé aux moulures concaves. La clé de voûte, assez remarquable, arbore un soleil avec visage au milieu d'une étoile à six branches formée par six courbes accolées. Deux arcatures en plein cintre s'insèrent dans chaque courbe, ce qui rappelle la corniche beauvaisine. Les extrémités des branches sont fleurdelisées. Dans les angles nord-ouest et nord-est, les ogives sont reçues sur des chapiteaux non sculptés, qui sont portés par des piliers engagés sous la forme d'arêtes saillantes.
Sachant que les piliers du bas-côté nord ont été repris à la période flamboyante, il s'impose de les comparer avec les supports du deuxième bas-côté sud. Les similitudes ne sont pas très prononcées. Les deux piliers intermédiaires entre les deux bas-côtés du sud possèdent également des tailloirs moulurés, mais le profil n'est pas le même. D'ailleurs, les deux piliers ne se ressemblent pas. Le premier est à plan trapézoïdal, et le tailloir concerne également les doubleaux longitudinaux. Le deuxième pilier est à angles abattus, et le tailloir épargne la retombée des doubleaux longitudinaux. Les doubleaux se fondent ici dans des ondulations du pilier. Ce parti, celui des piliers ondulés, est en principe appliqué à tout le reste du deuxième bas-côté sud. Cependant, l'on ne trouve aucun pilier ondulé libre d'une conception cohérente et symétrique. La raison est que les trois piliers libres au sud du transept ont été édifiés en deux temps. La face sud, correspondant aux doubleaux transversaux, n'a sans doute été édifiée qu'une fois la reprise en sous-œuvre effectuée. En plus, il semble que l'on ait parfois retaillé les murs et contreforts pour obtenir les piliers ondulés, car à l'ouest du troisième pilier isolé, l'on trouve encore un pan de mur brut. Il n'y a pas non plus de consistance entre la mouluration des arcades et la forme des piliers. Les trois premiers doubleaux longitudinaux affichent un boudin en forme de double doucine entre deux moulures concaves de chaque côté. Le doubleau au sud du transept est à facettes multiples. Les deux derniers doubleaux longitudinaux sont en forme d'un gros boudin en forme de double doucine. On constate donc une simplification d'ouest en est, qui a déjà été signalée pour les ogives. C'est également vrai pour les piliers engagés dans le mur gouttereau. Les trois premiers sont à trois renflements, soit un pour le doubleau transversal et deux pour les ogives. Les piliers engagés situés plus à l'est se résument à un seul renflement. Enfin, les deux premiers doubleaux transversaux sont à deux rouleaux, délimités par des arêtes saillantes ; le troisième n'arbore plus qu'une seule arête de chaque côté, et l'intrados est un boudin ; et les deux derniers sont analogues aux doubleaux longitudinaux dans ces mêmes travées. Les clés de voûte sont d'une grande diversité. La première est un écusson bûché, entouré de huit fleurons et d'une cordelière, signalant sans doute le veuvage de la donatrice dont les armes figuraient sur l'écusson jusqu'à la Révolution. Les deux suivantes sont des rosaces de feuilles de chou. La quatrième clé est mutilée ; la cinquième est un disque affichant le monogramme IHS, entouré d'un collier de feuillages ; et la dernière montre une étoile à cinq branches tout à fait fruste. Quant aux fenêtres, elles sont généralement à trois lancettes à têtes trilobées, sauf celle de l'avant-dernière travée, moins large, qui est à deux lancettes. Selon les cas, les lancettes sont formées par une accolade, en plein cintre ou en arc brisé, et surmontées d'un à trois soufflets de différents types et de mouchettes.
La chapelle de la confrérie de la Charité, au nord du bas-côté du XIIIe siècle du chœur, est très irrégulière et également très sombre, puisque seulement le vaisseau du nord est directement éclairée par des fenêtres, au nord, larges et à trois lancettes. Le vaisseau du sud et le bas-côté du chœur ne donnent pas sur l'extérieur, et ne peuvent donc pas posséder de fenêtres. Contrairement à ce que l'on pourrait penser, ce n'est pas le bas-côté nord du chœur qui donne accès au déambulatoire Renaissance, mais le premier vaisseau de la chapelle. Un escalier occupe donc une partie de la chapelle, et à sa gauche, une grosse colonne Renaissance, qui remplit la fonction d'un contrefort interne, encombre la chapelle. En face à l'ouest, le contrefort oriental du croisillon nord gothique fait également saillie dans la chapelle. Avant la création de la sacristie, il devait entrer dans la composition de l'un des piliers libres, sans en avoir le caractère. L'autre pilier anciennement libre, et désormais englobé dans le mur oriental de la sacristie, est de plan trapézoïdal, et muni d'un tailloir. Parmi les deux piliers libres qui subsistent en l'état, celui du sud est à facettes concaves multiples. Monique Richard-Rivoire signale que ces piliers, assez rares dans le Vexin, sont généralement issus de la retaille de piliers fasciculés gothiques. Ceci n'empêche pas le pilier de porter une frise composée, pour l'essentiel, de coquilles Saint-Jacques et d'une corde. Le pilier libre du côté sud est simplement octogonal, et dépourvu de frise ou de chapiteau. Les nervures des voûtes se fondent directement dans ce pilier. D'un registre encore différent sont les supports engagés dans le mur extérieur. Ce sont des culs-de-lampe, dont la sculpture est mutilée à un point de rendre les motifs méconnaissables. Des doubleaux sont analogues aux ogives, sont ceux qui séparent la chapelle du bas-côté gothique, qui sont en forme de boudin comme à l'est du deuxième bas-côté sud. Les clés de voûte, très intéressantes, se sont heureusement conservées. L'une montre trois confrères ; l'une une étoile à huit branches obtenue par la superposition de deux losanges aux flancs incurvés, dont les extrémités sont fleuronnées, et dont le centre arbore un ours grimpant sur une branche ; et une autre une étoile semblable, dont les deux extrémités conservées sont garnies d'une tête d'homme.

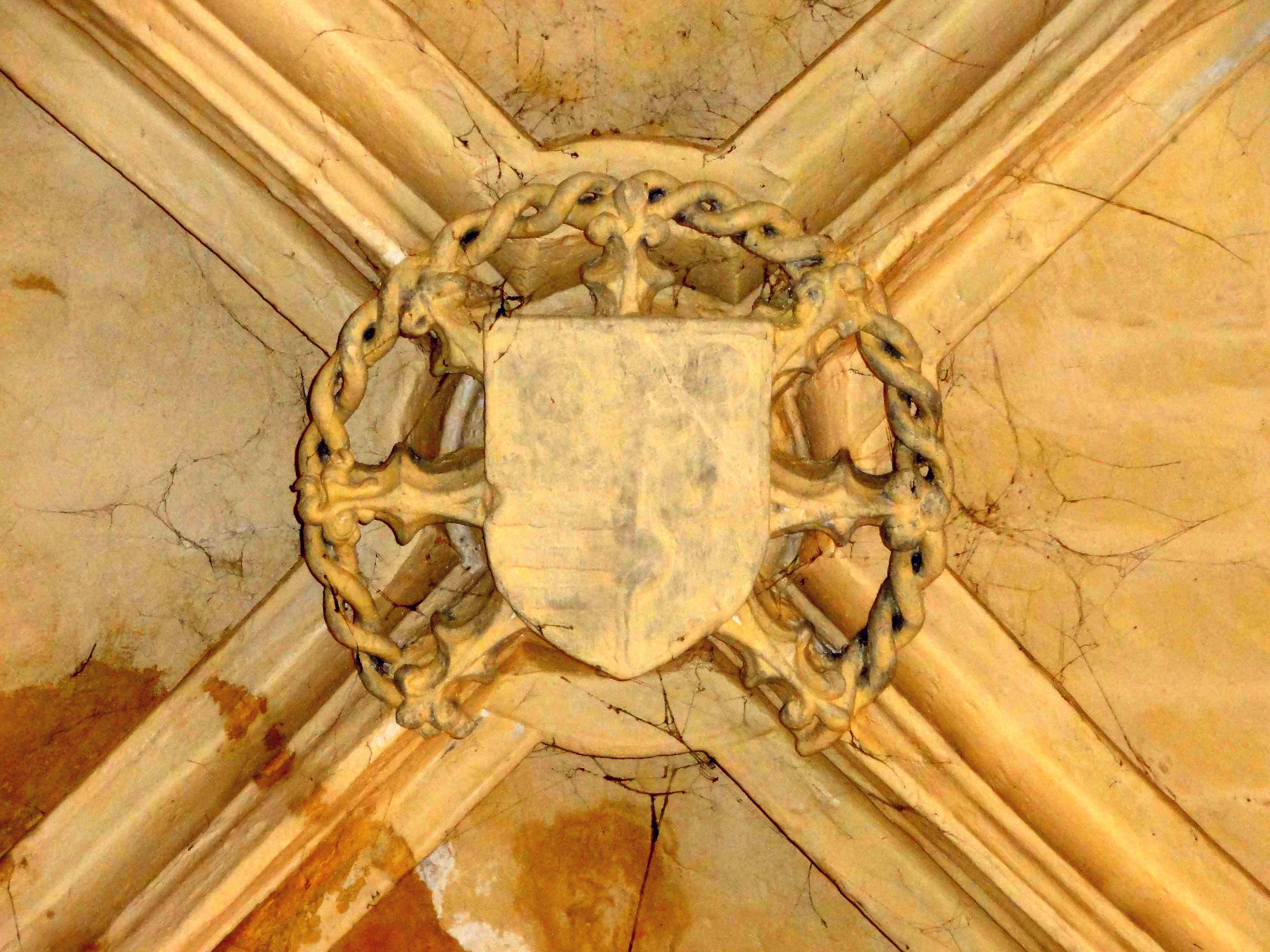
2e bas-côté sud, clé de voûte.
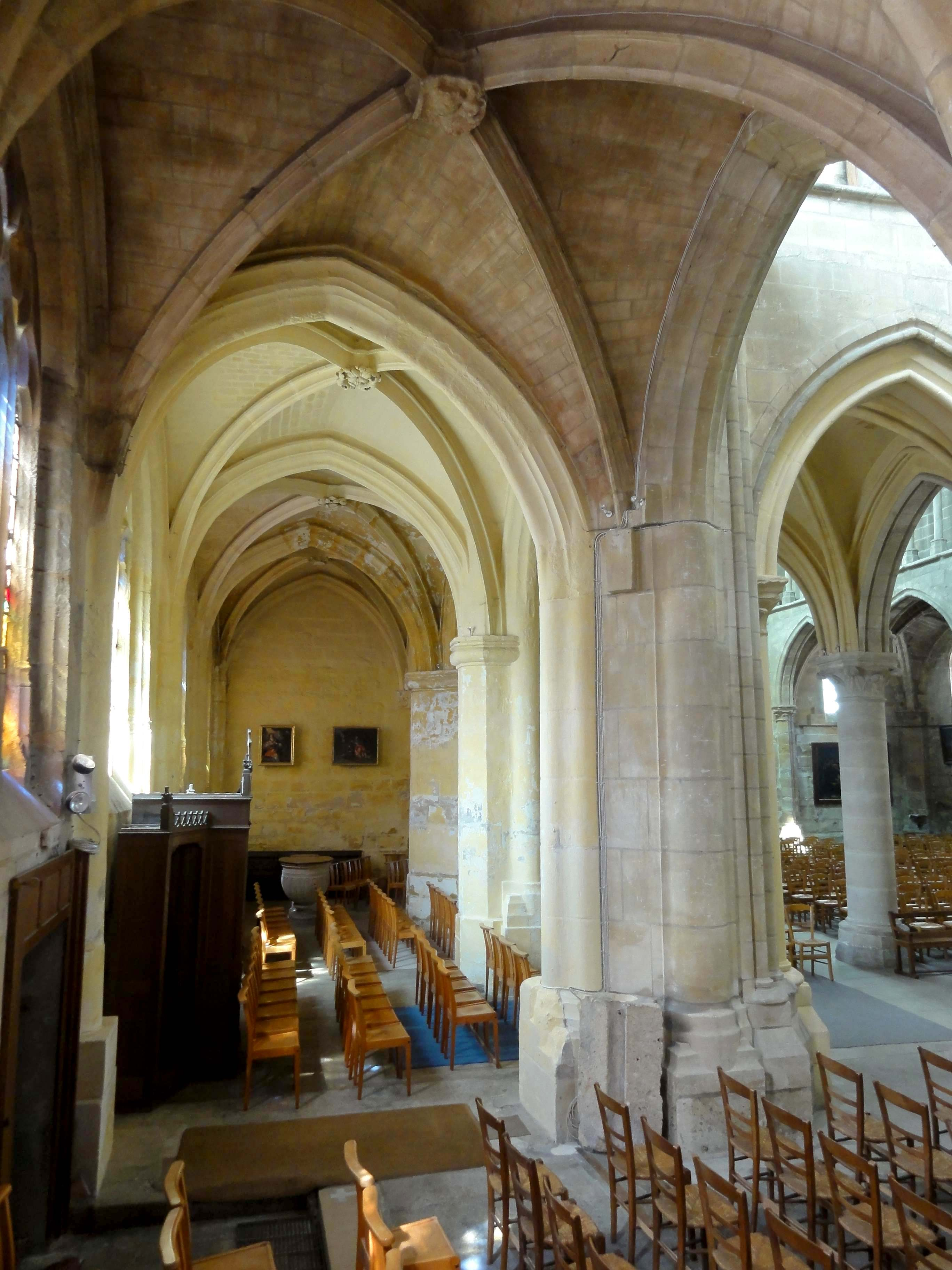
2e bas-côté sud, vue vers l'ouest.
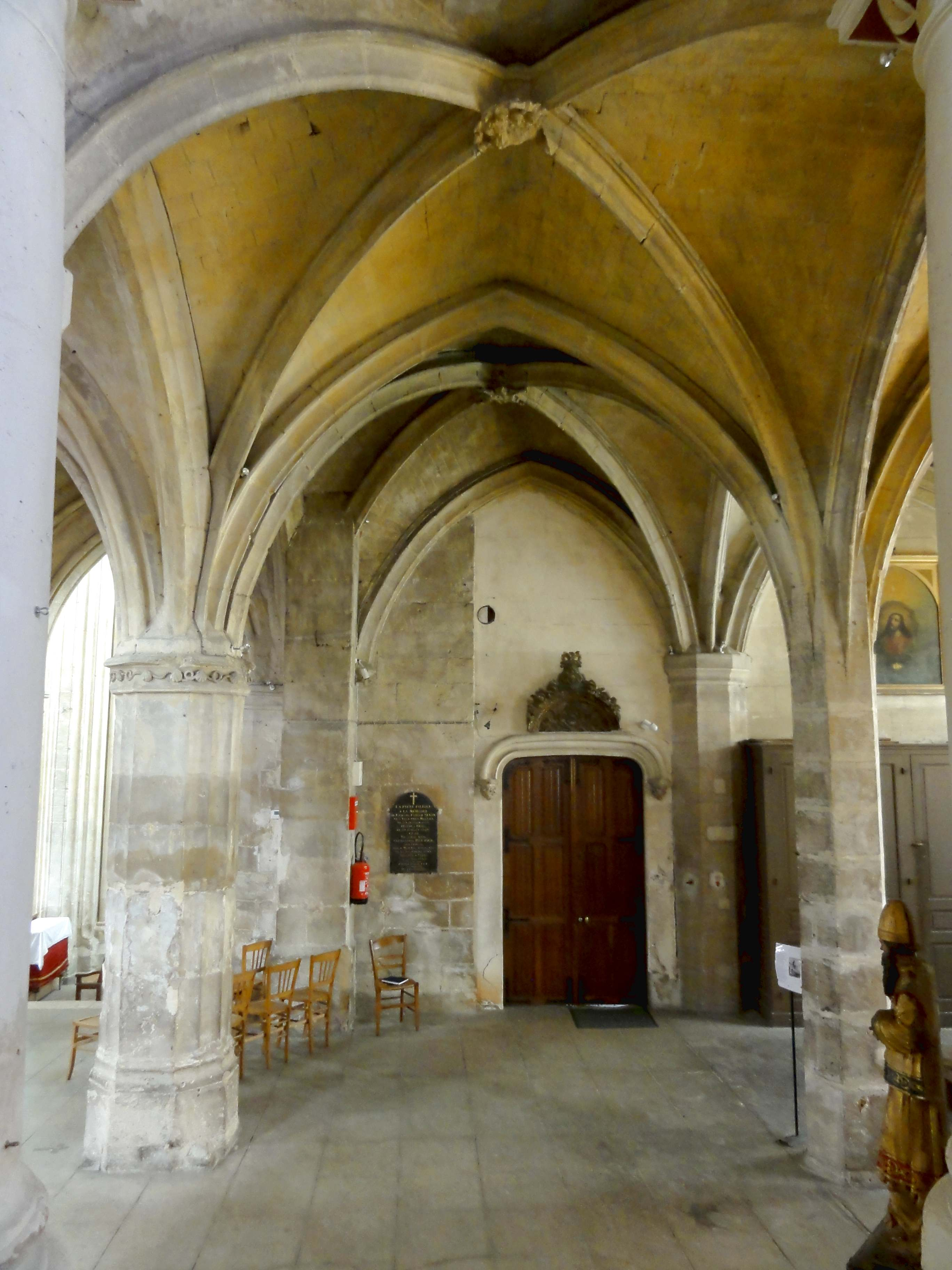
Chapelle de la Charité, vaisseau sud, vue vers l'ouest.
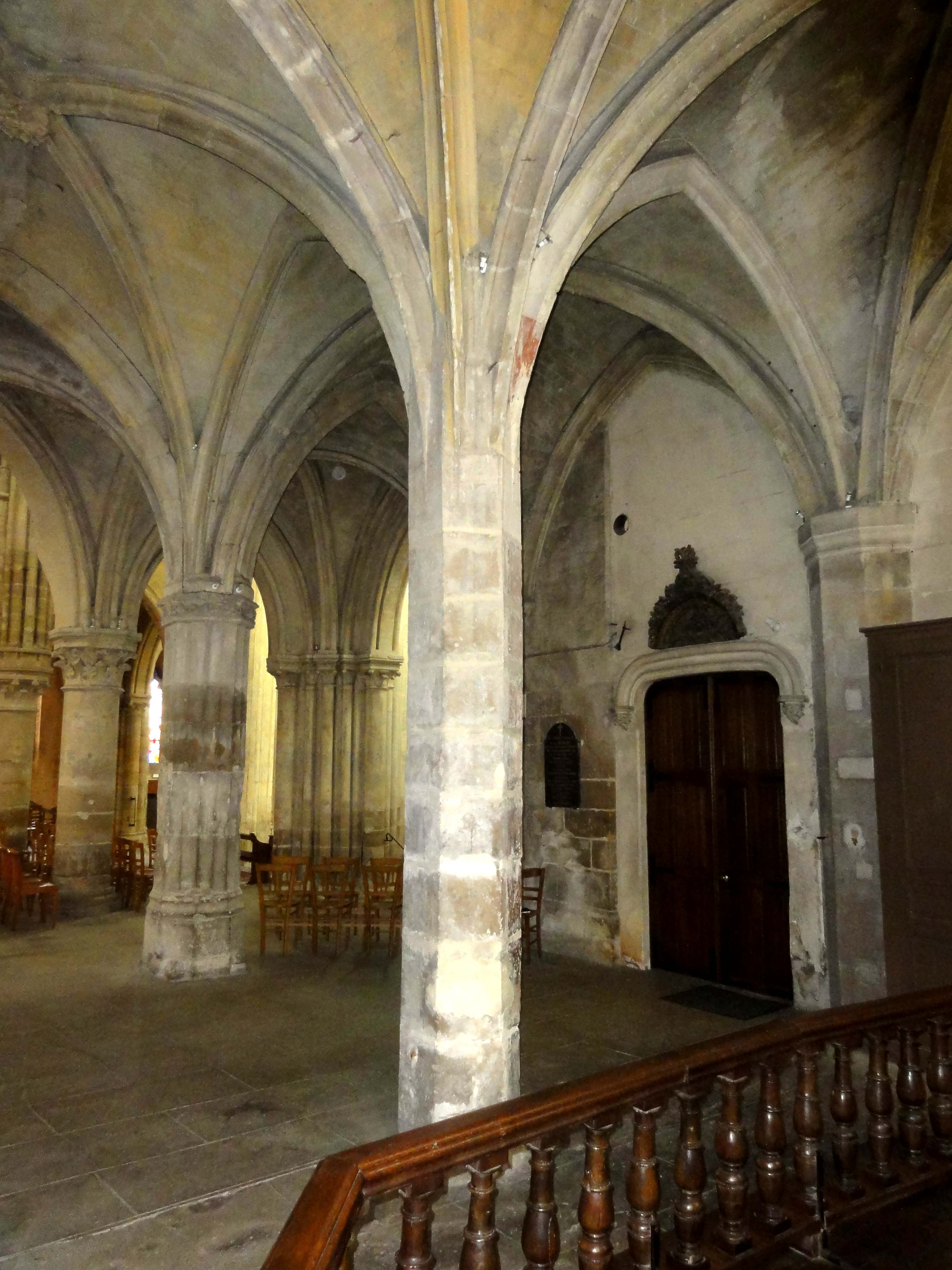
Chapelle de la Charité, vaisseau nord, vue vers le sud-ouest.
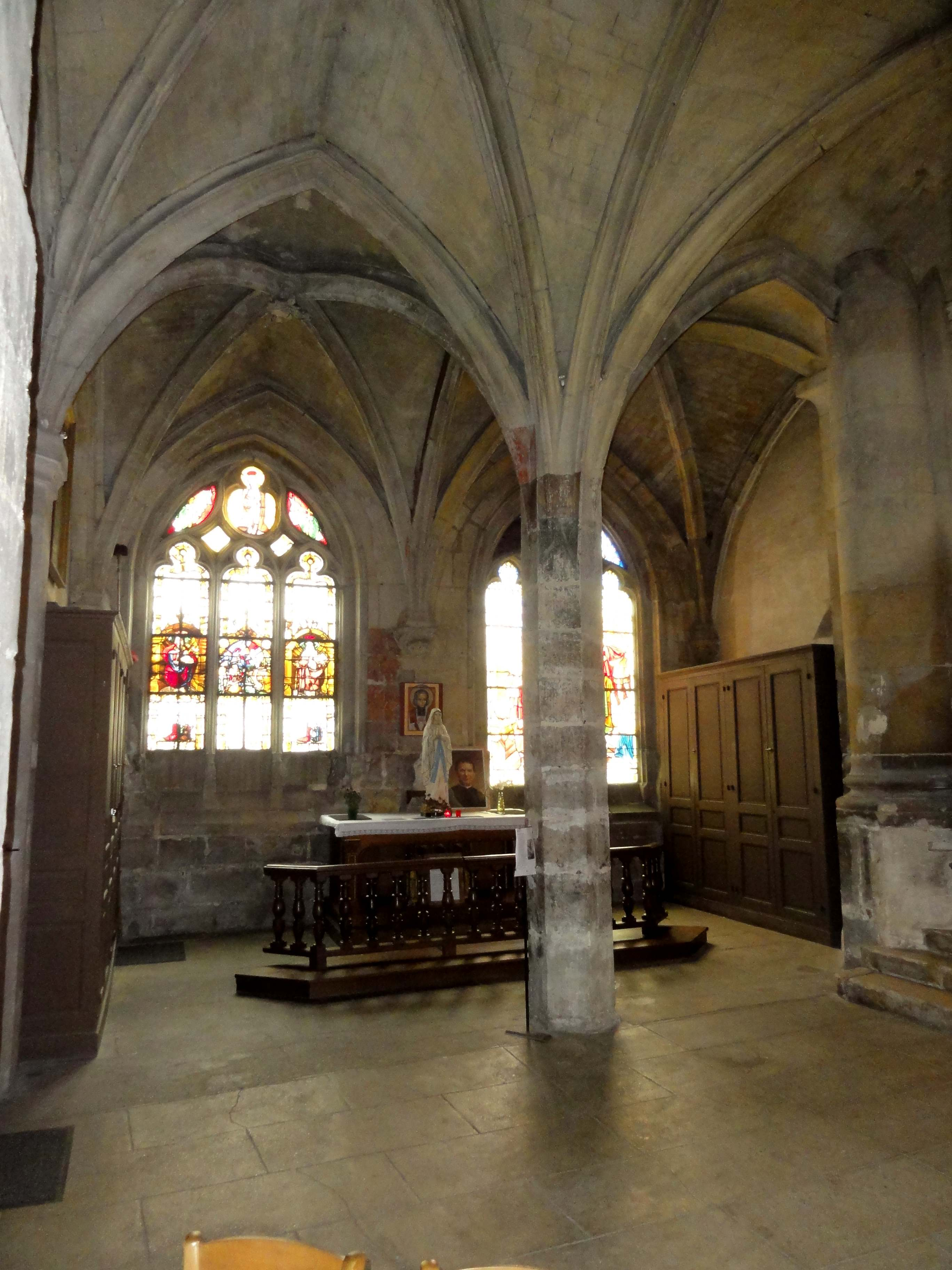
Chapelle de la Charité, vue vers le nord.
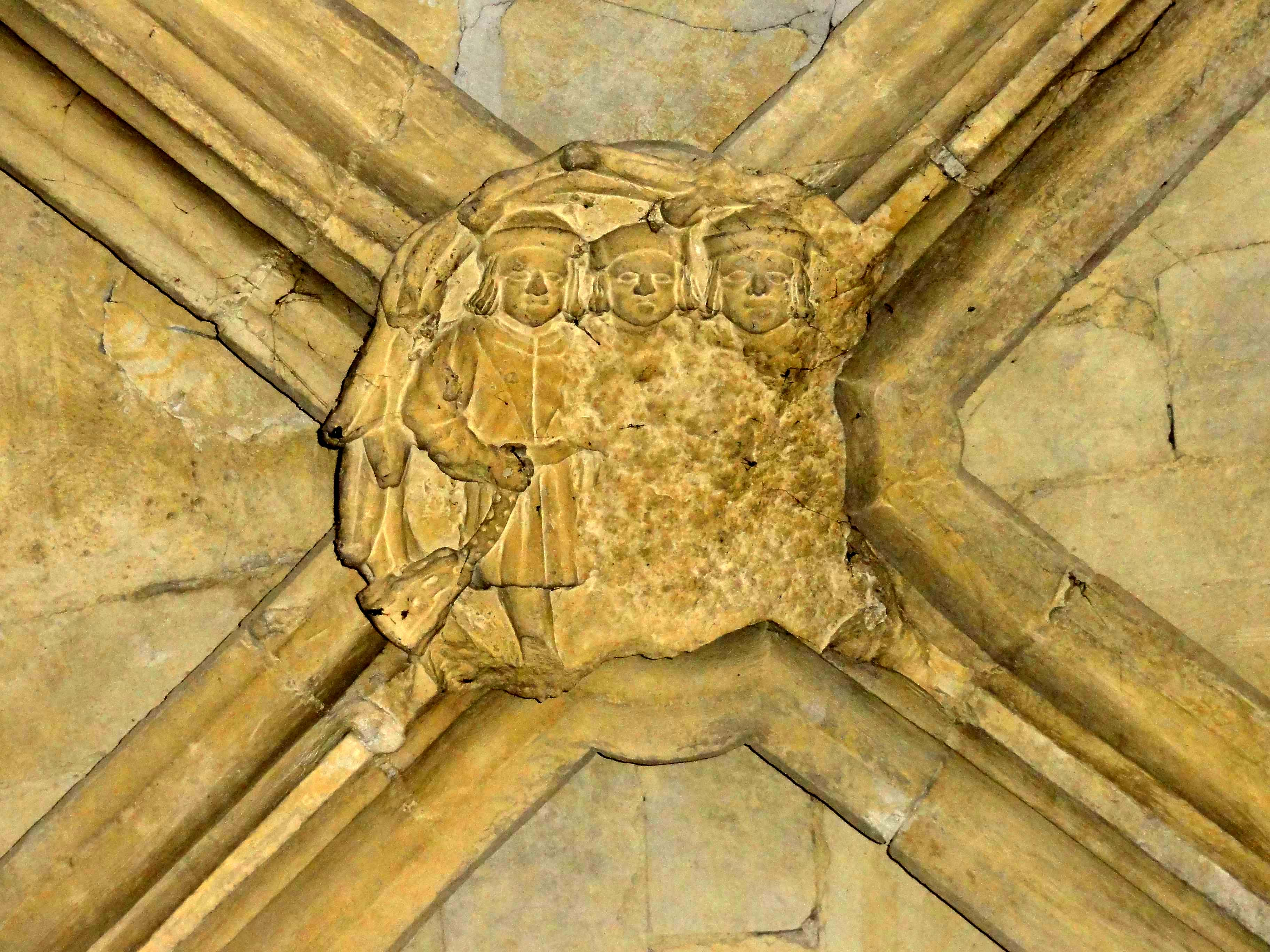
Chapelle de la Charité, clé de voûte.

#### Transept

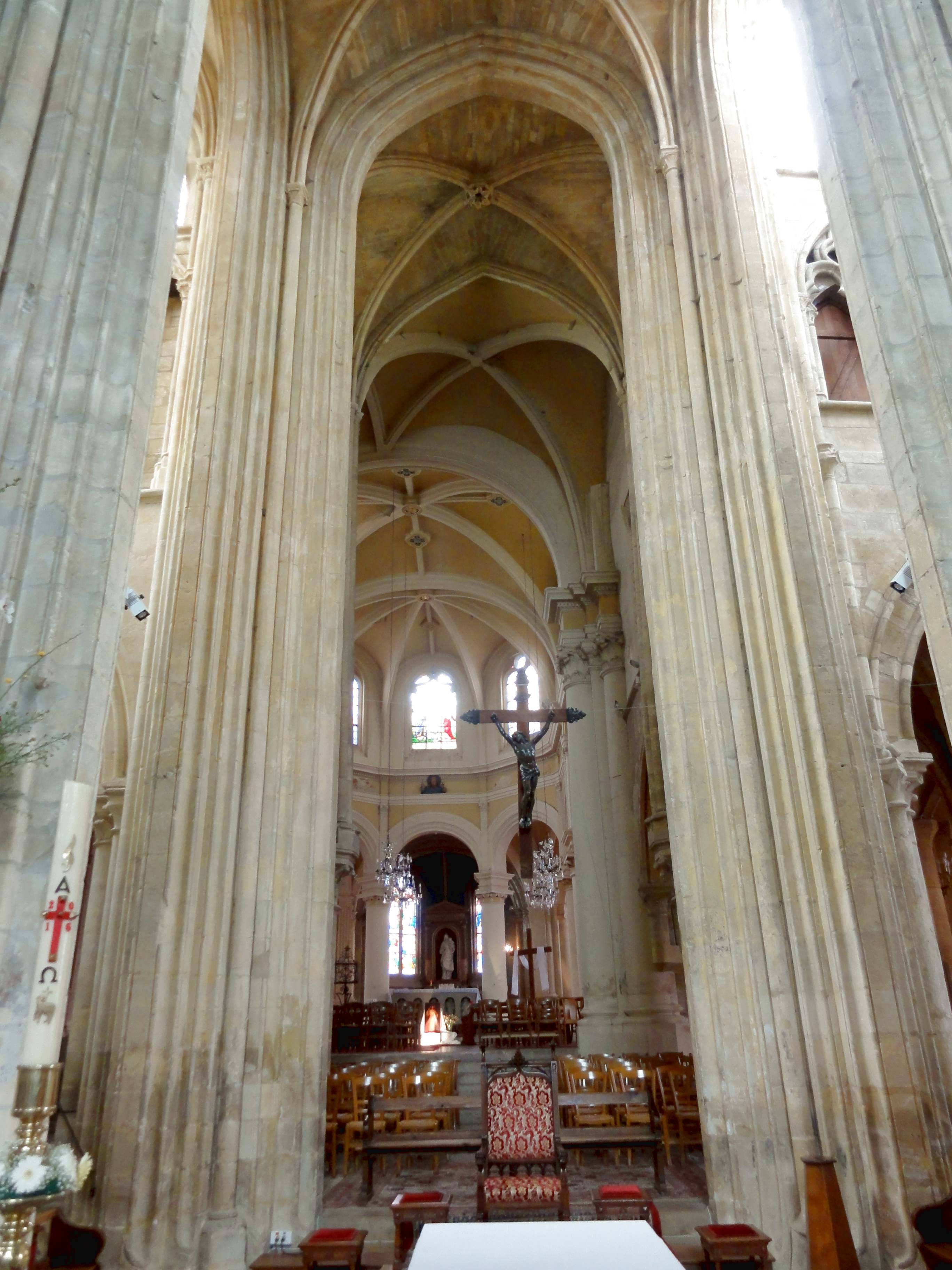
Croisée, vue vers l'est.

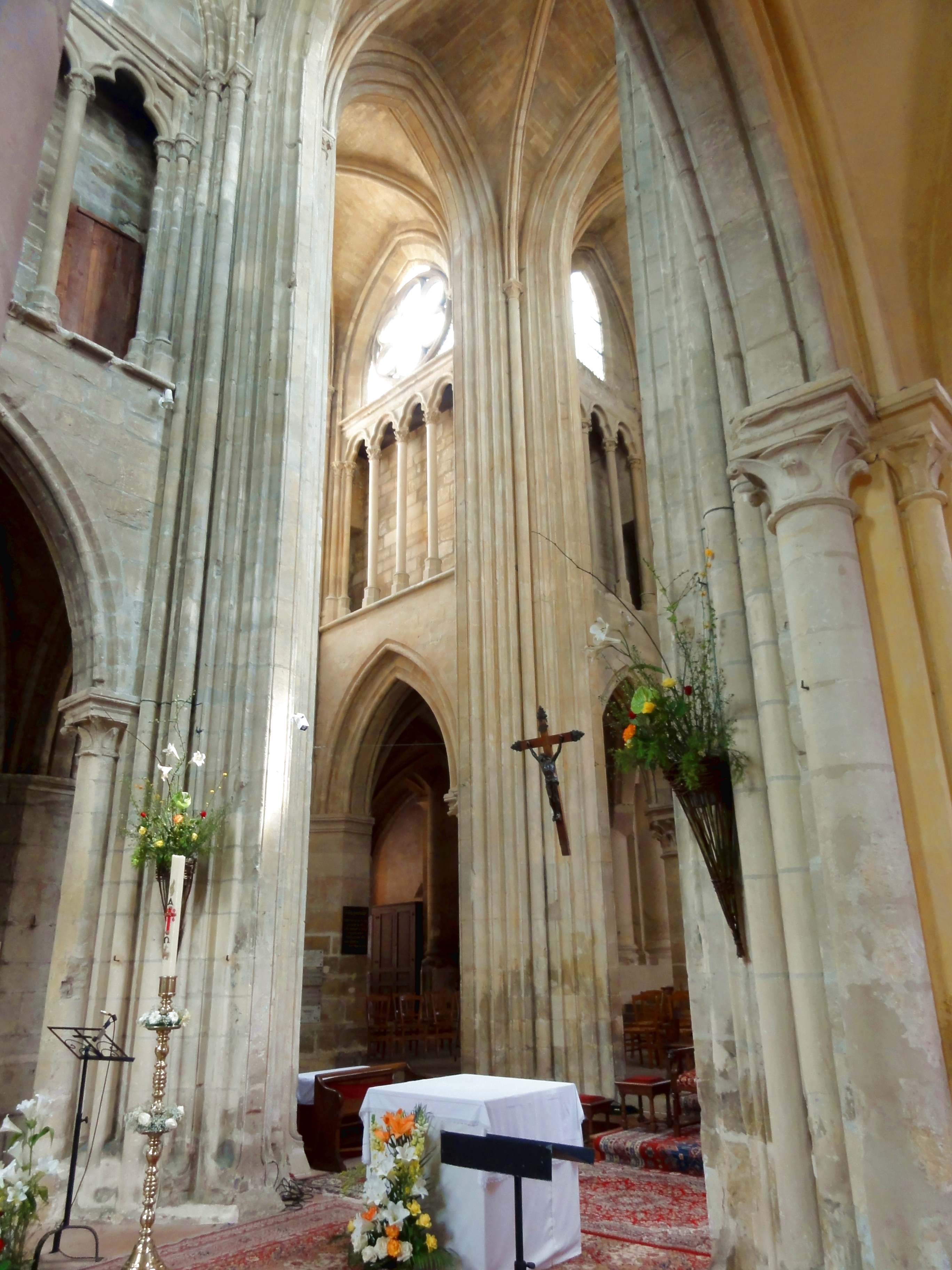
Croisée, vue diagonale vers le nord-est.

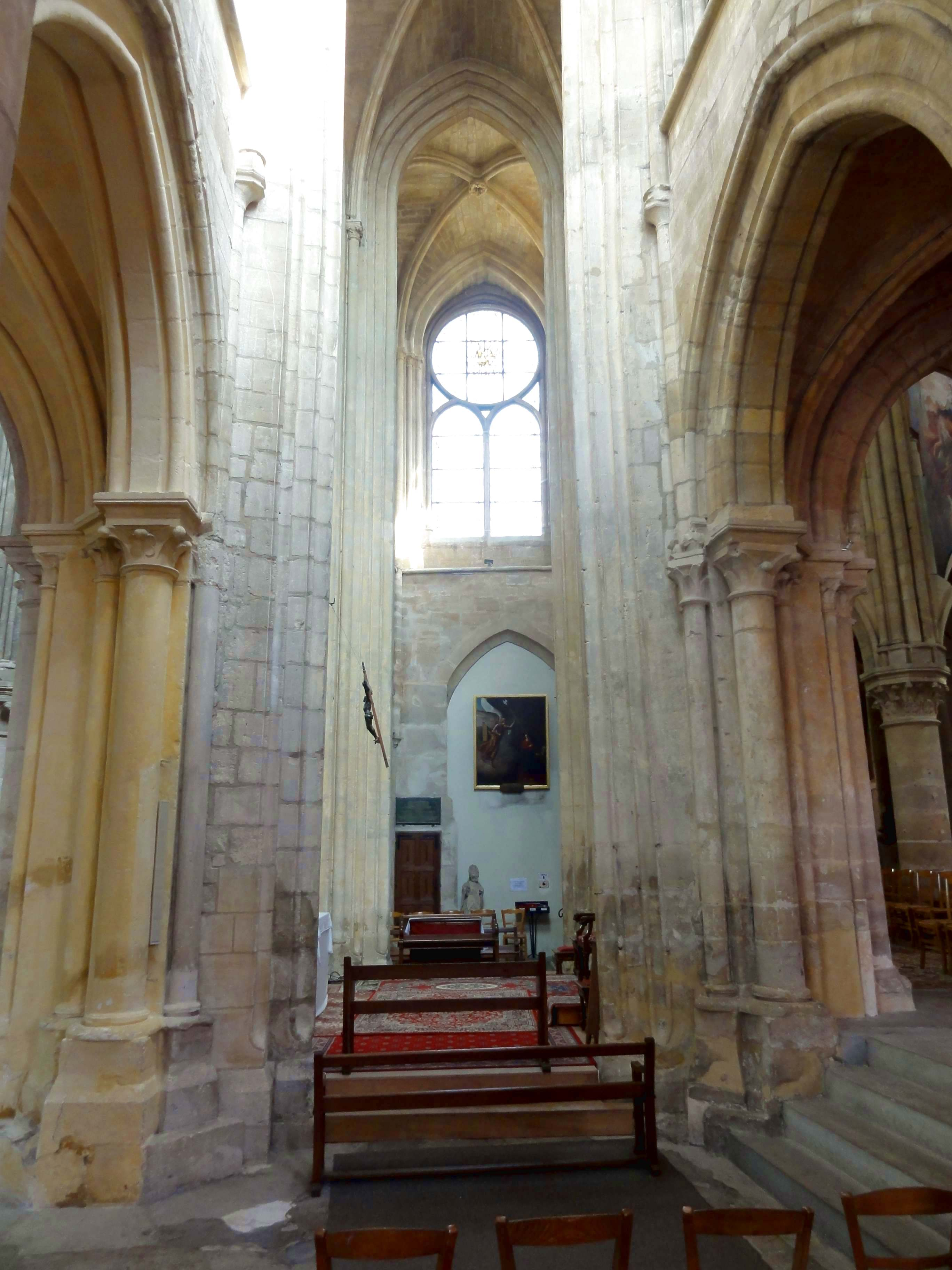
Vue transversale sud-nord.

La croisée du transept est particulièrement exigu, et paraît d'autant plus élevée, avec une hauteur qui dépasse environ quatre fois la largeur. La visibilité sur le sanctuaire s'en trouve limitée, et le chœur Renaissance notamment paraît très lointain depuis la nef, ce qui motive le placement de l'autel de célébration de la réforme liturgique dans la croisée. Les supports de la voûte prennent ici une forme très particulière. En lieu et place des colonnettes des arcs-doubleaux, qui sont à double rouleau, l'on trouve des gorges bordées par deux tores. Ceux-ci se rejoignent au niveau de la base en formant un arc brisé inversé. Ce type de moulure est connu dans la région, mais son emploi reste rare, et son champ d'application est en même temps très diversifié : le formeret au nord de la chapelle latérale nord d'Ableiges, la fenêtre occidentale d'Andrésy, le pourtour des baies des galeries du chœur de Montgeroult, l'entrée de la niche d'autel de Puiseux-Pontoise, le portail occidental de Seraincourt, etc. Ces exemples semblent tous concerner le second quart du XIIIe siècle. L'intrados et les piédroits sont méplats. Seulement les ogives retombent ainsi sur des colonnettes à chapiteaux. Leurs tailloirs sont ici implantés orthogonalement, ce qui constitue une autre différence avec les bas-côtés gothiques. Leur profil le même que dans la nef, à savoir un tore proéminent entre deux baguettes, et un collier de feuillages figure à la clé de voûte, qui est percée d'un orifice au milieu,.
Les deux croisillons sont assez différents, sans que l'on puisse mettre leurs différences uniquement sur le compte des remaniements à la fin du XVIe siècle, qui portent notamment sur l'ouverture de grandes arcades aux deux extrémités du transept, et la réfection du réseau de la grande baie méridionale. En effet, le triforium du croisillon nord est du même type que dans la nef, et y est absent au nord, où l'on ne recense que deux niveaux d'élévation. Le croisillon sud possède un triforium plus classique, qui y est également présent au sud, et prend ici la forme d'une claire-voie grâce au rétroéclairage par des fenêtres. Le triforium du bas-côté sud se compose de deux baies de chaque côté. L'archivolte supérieure des deux baies retombe sur trois colonnettes, dont les chapiteaux ont des tailloirs carrés. En dessous, chacune des baies est subdivisée en deux baies à têtes trilobées, qui sont surmontées d'un trilobe. Le tailloir de la colonnette médiane isolée est carré, mais implanté à 45° ; les tailloirs des colonnettes à gauche et à droite sont carrés à angles abattus. La modénature de ce remplage est analogue au triforium de la nef et du croisillon nord. Selon Eugène Lefèvre-Pontalis, rien de tout cela n'était visible à la fin du XIXe siècle, et l'on ne voyait que des murs nus,.
Vers le haut et vers le bas, l'étage du triforium est délimité par un tore, sauf au sud du croisillon sud, où l'on trouve une corniche de modillons, qui permet de placer ce triforium en léger encorbellement pour augmenter sa profondeur. Côté est et côté ouest, l'on aperçoit une rupture dans l'appareil deux assises en dessous du triforium - soit au niveau de la corniche - qui concerne également les colonnettes des hautes-voûtes. Celles-ci sont au nombre d'une près des piles du clocher, et au nombre de deux dans les angles opposés, et comportent des chapiteaux ou vestiges de chapiteaux à la fin de l'étage des grandes arcades. Quatre de ces six colonnettes sont partagées avec le rouleau supérieur des arcades vers les bas-côtés, et côté chœur, l'une porte même un chapiteau supplémentaire à la retombée du rouleau supérieur. On peut parler ici de défauts de conception. L'architecte responsable du triforium se contenta ainsi d'une unique colonnette dans chaque angle. Le croisillon nord ne montre pas de telles maladresses. Les fûts sont ici au nombre d'un par angle, et montent d'un seul jet, sans être interceptés par des chapiteaux. On revanche, il y a des colonnettes à chapiteau dédiées pour le rouleau supérieur des arcades vers les bas-côtés. La retombée nord de ces arcades a été reprise en sous-œuvre à la période flamboyante, et la partie inférieure des colonnettes des ogives a été supprimée,.
Le manque de recul du spectateur vis-à-vis du triforium à l'ouest et à l'est des croisillons ne le met pas très bien en valeur. C'est à plus forte raison le cas des fenêtres hautes, dont celles placées à l'ouest et à l'est ne sont visibles que de biais, depuis la croisée du transept. Conscient de cette circonstance, l'architecte du croisillon sud opta pour un remplage simple, qui maximise l'entrée du jour. Ce sont ici deux lancettes simples surmontées d'un oculus circulaire. La modénature est chanfreinée. Le réseau de la vaste baie d'extrémité du croisillon nord, qui s'étend sur deux niveaux d'élévation, est du même type, bien que la visibilité soit ici meilleure. Comme au revers de la façade, une coursière passe au pied de la baie, et une courte section voûtée en berceau brisé la précède. Cette sort de niche s'ouvre sous une double archivolte torique, qui retombe sur deux paires de colonnettes à chapiteaux placées sur la plate-forme de la coursière. Sur les fenêtres latérales du croisillon nord, l'on retrouve, sans surprise, le réseau affiché par les fenêtres hautes de la troisième travée de la nef. Les voûtes des croisillons sont elles aussi calquées sur la nef. Une rupture de style est apportée par les baies méridionales du croisillon sud, notamment celles de la claire-voie, qui sont à deux lancettes à têtes tréflées surmontées d'un soufflet entre deux mouchettes, et présentent une modénature aigüe. Ces fenêtres flamboyantes se superposent en effet directement aux baies du triforium. La qualité de ces réseaux flamboyantes est toutefois indéniable, et ceci vaut aussi pour la baie du troisième niveau d'élévation. Il est issu de la réunion des réseaux des deux baies décrites, qui sont surmontées de trois soufflets supplémentaires, dont deux sont placés de biais et à l'envers,. 

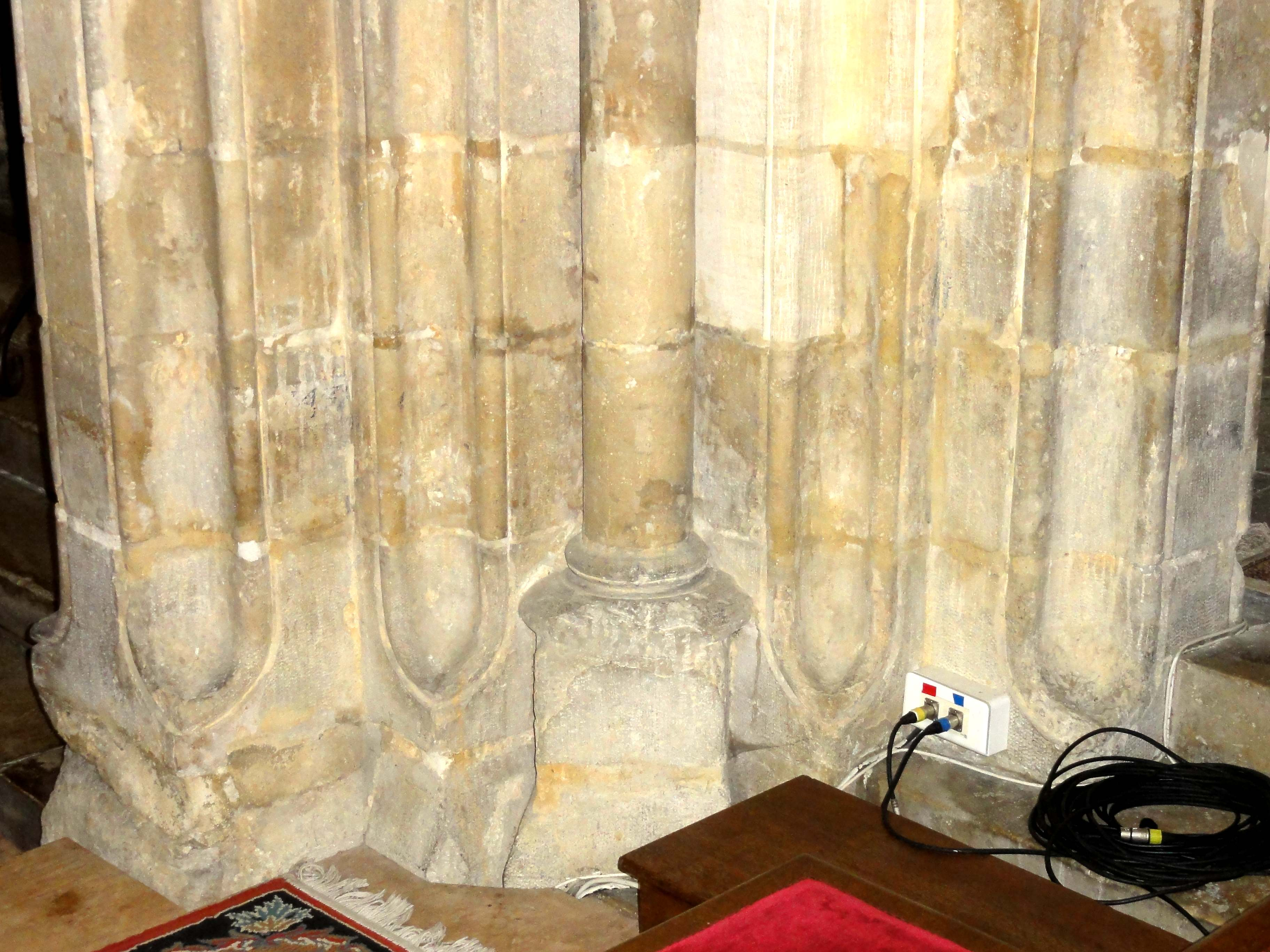
Croisée, bases dans l'angle.
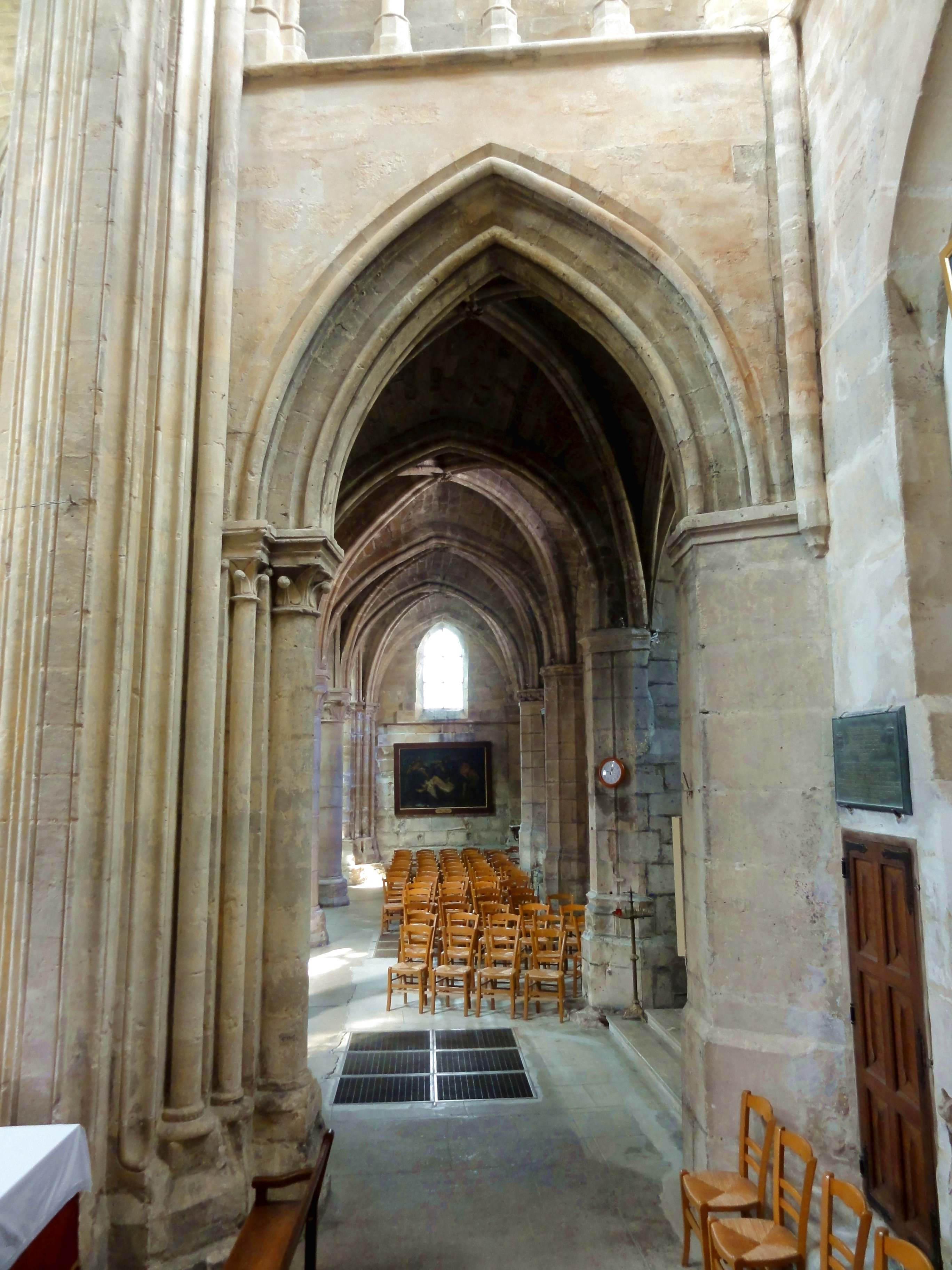
Croisillon nord, vue vers l'ouest.
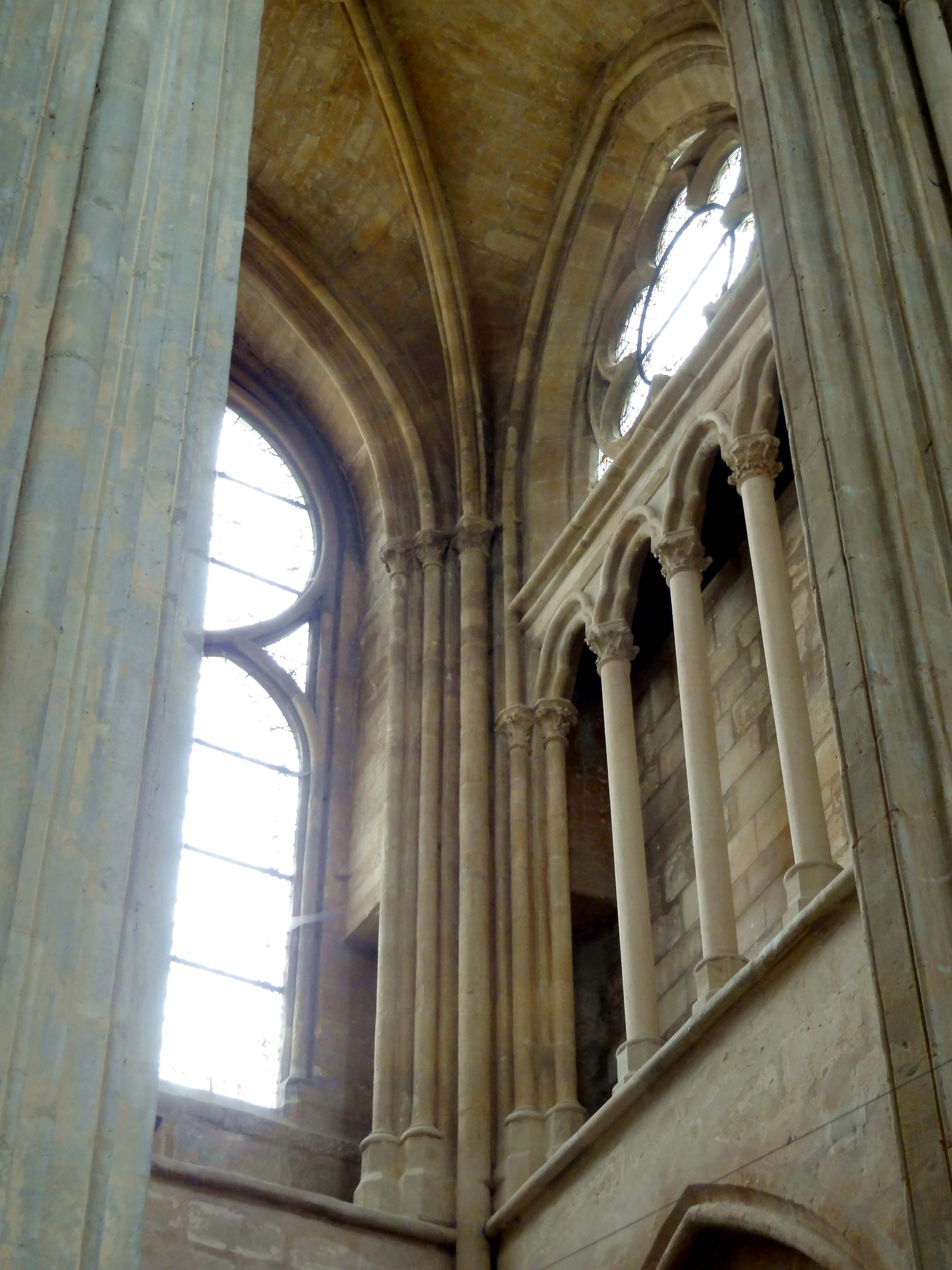
Croisillon nord, parties hautes côté nord-est.
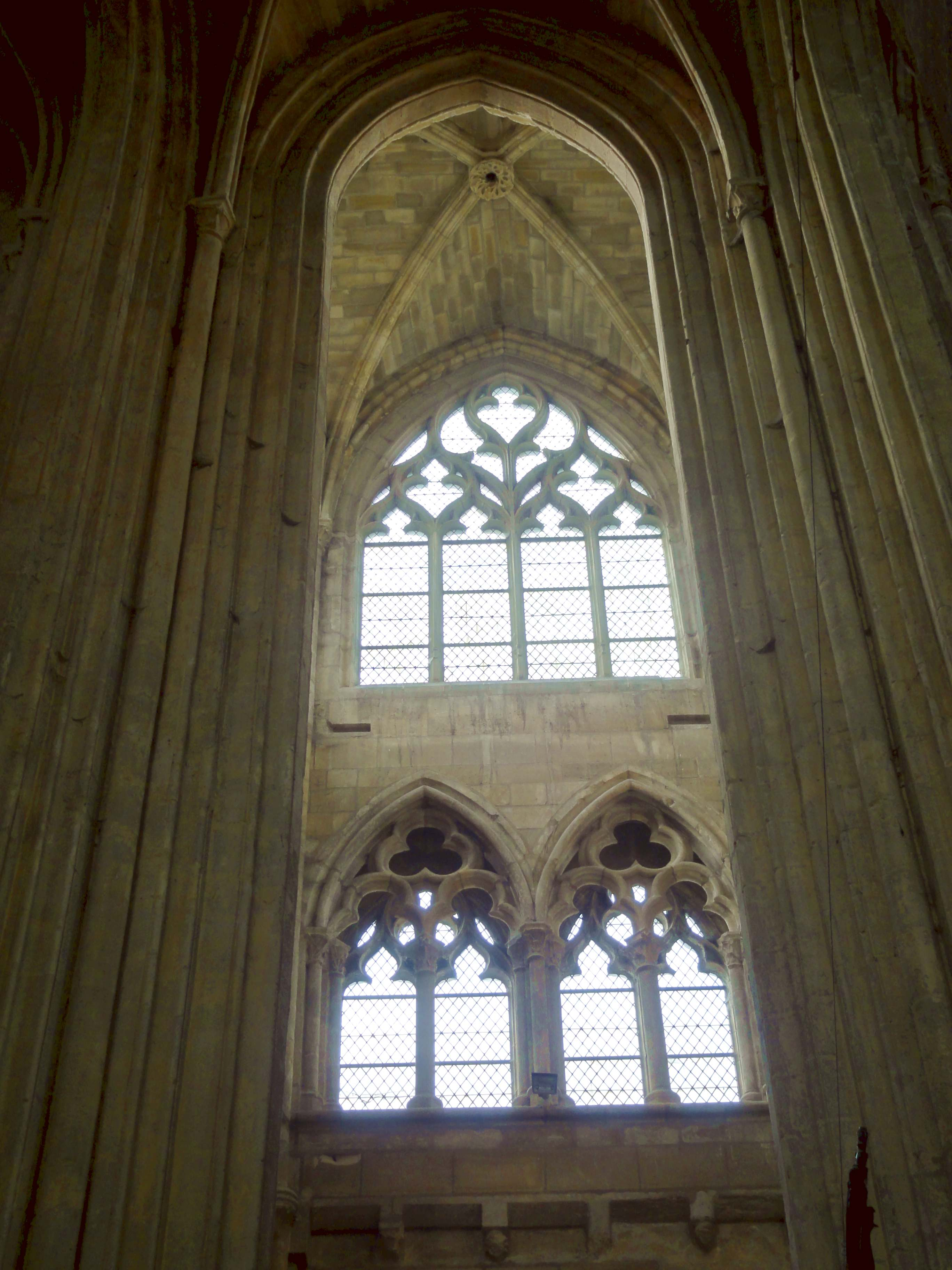
Croisillon sud, parties hautes, vue vers le sud.
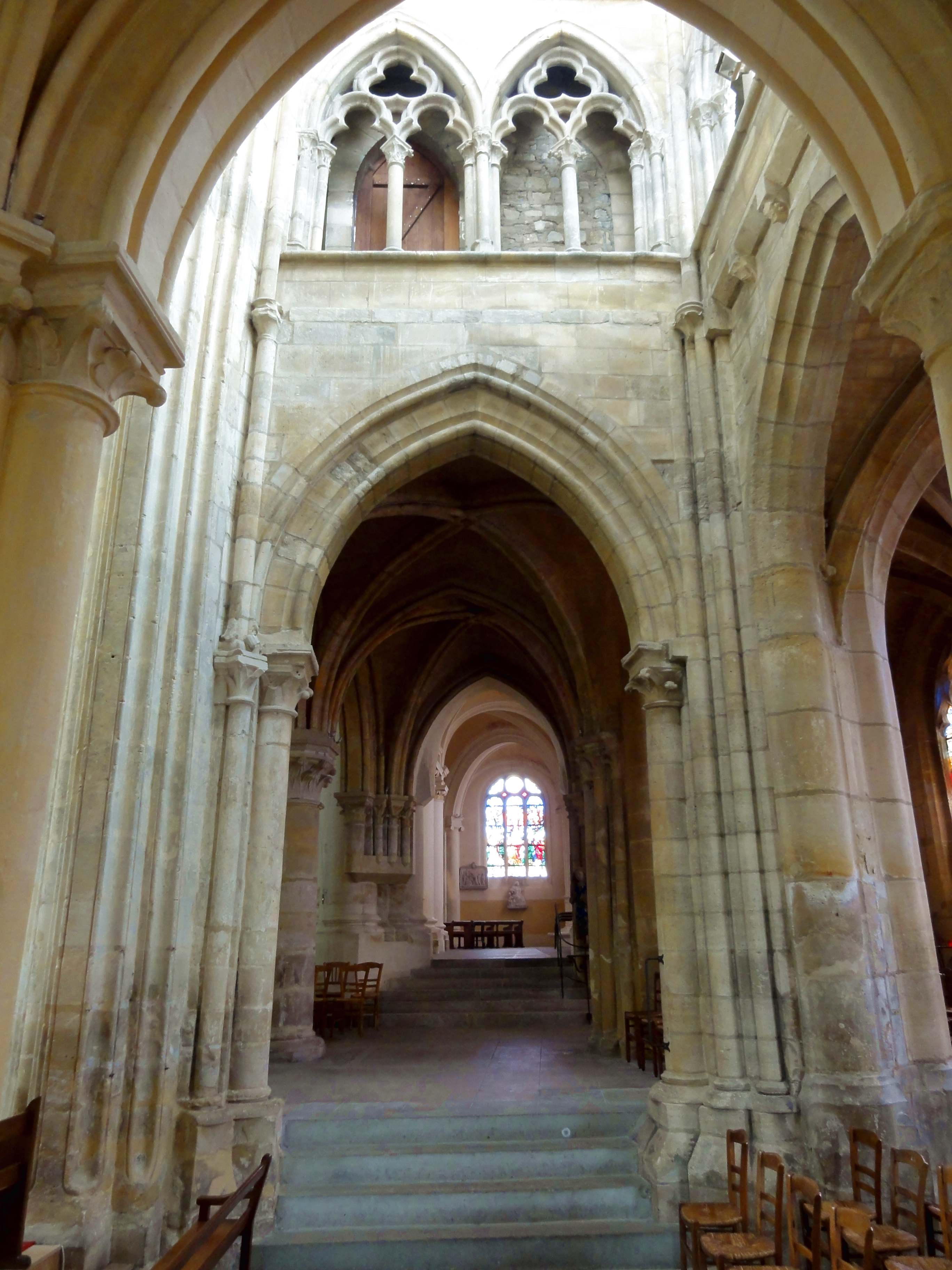
Croisillon sud, vue vers l'est.
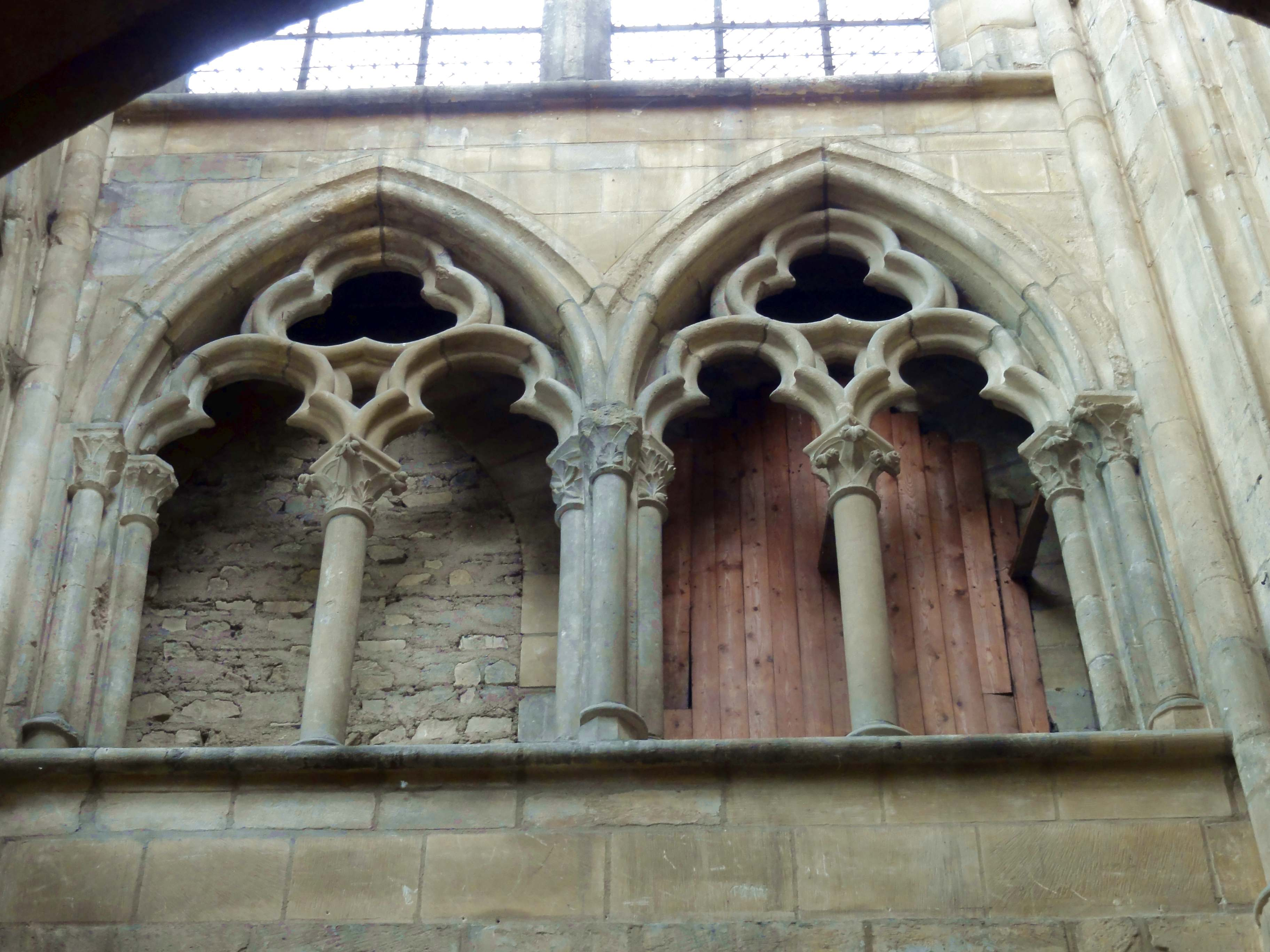
Croisillon sud, triforium côté ouest.

#### Chœur

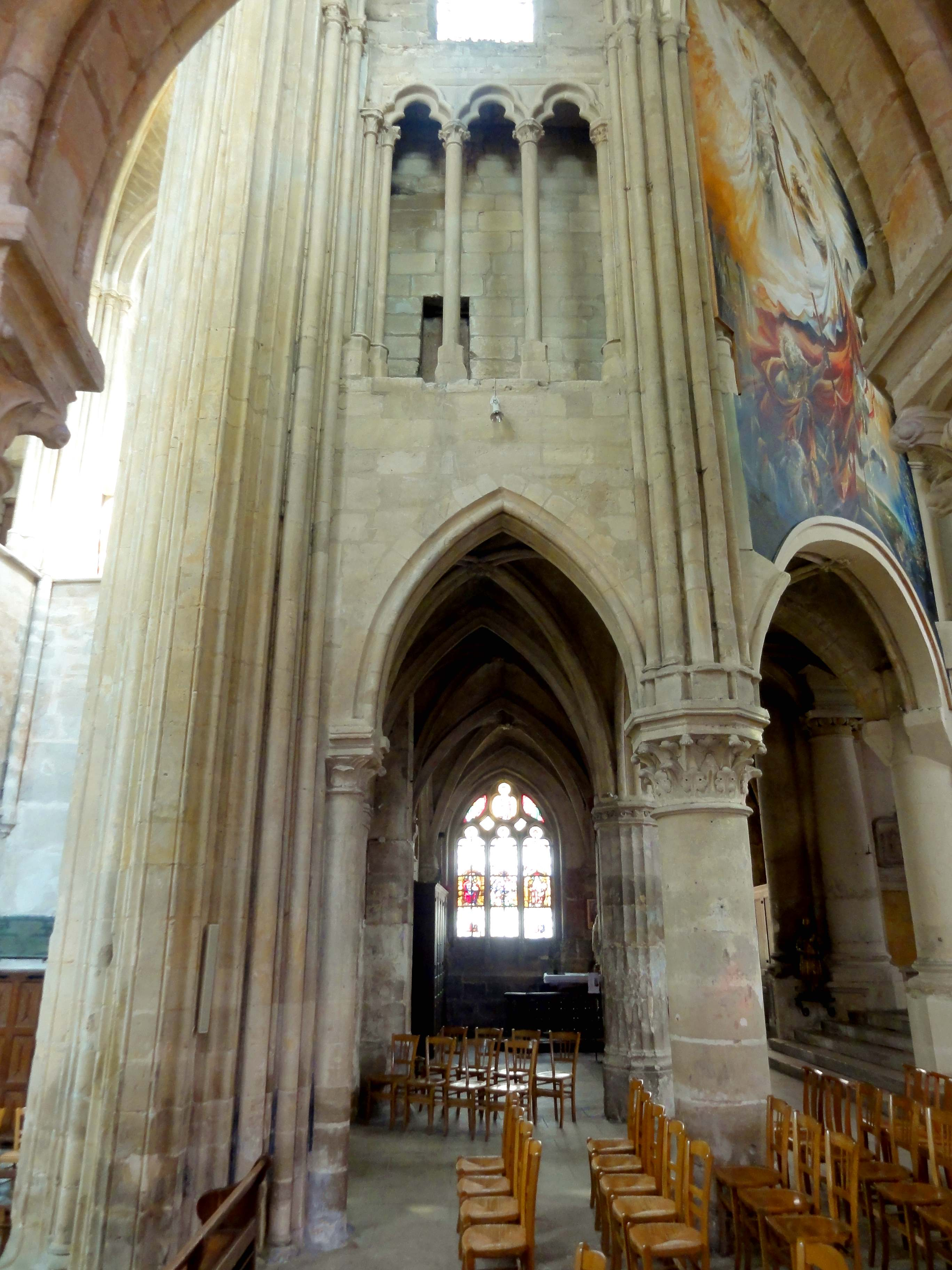
Chœur gothique, 1re travée, élévation nord.

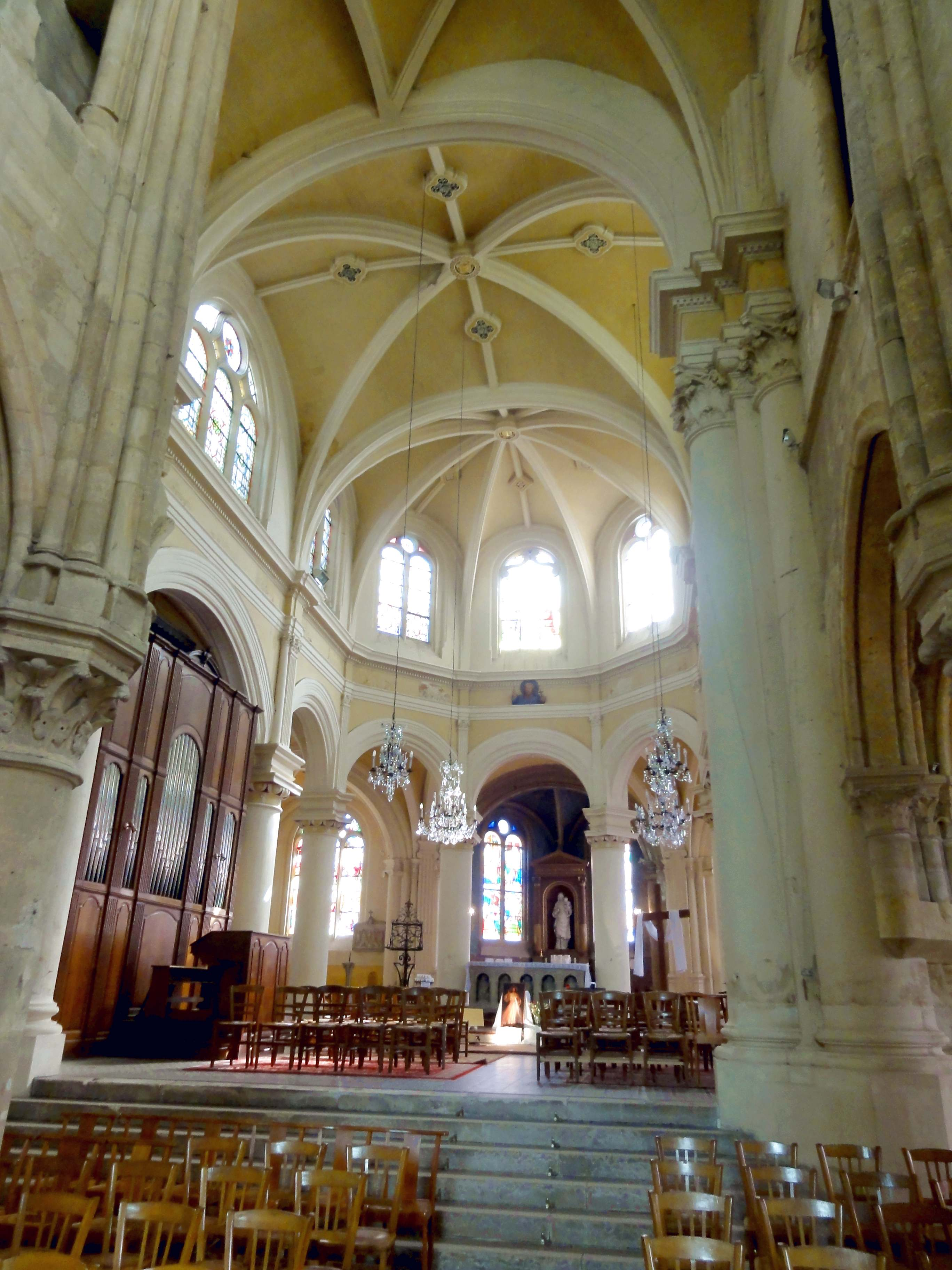
Chœur Renaissance, vue vers l'est.

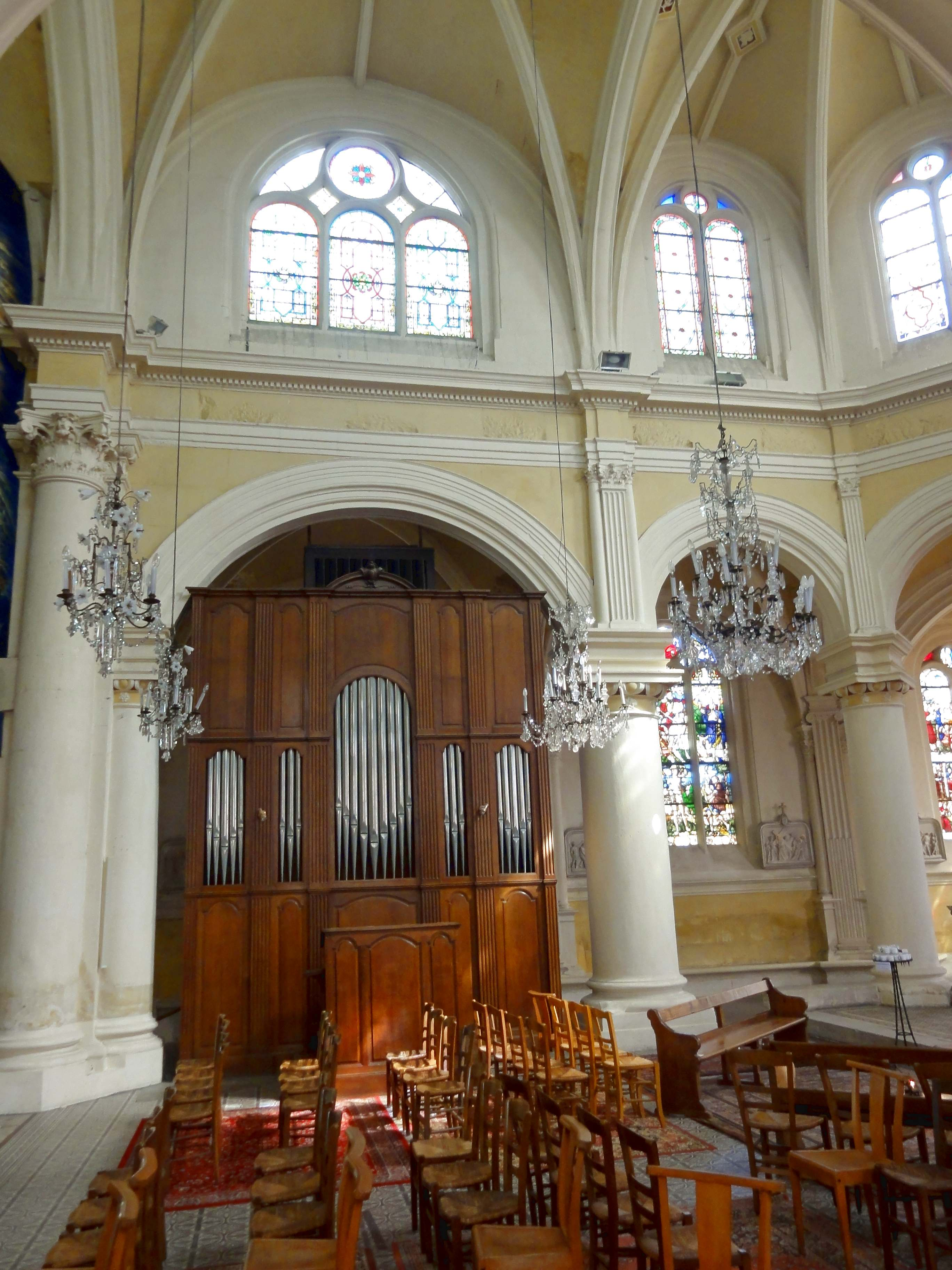
Chœur Renaissance, élévation nord.

Les deux premiers travées du chœur, qui datent du début du XIIIe siècle, ont également été reconstruites au début du XIVe siècle à partir des grandes arcades, à l'instar des croisillons du transept et de la nef. L'architecture est donc proche de celle de la nef, mais le vaisseau est tout aussi étroit que les croisillons, et le raccordement avec le chœur Renaissance a entraîné de lourdes modifications d'un effet particulièrement disgracieux. À l'ouest, le chœur gothique commence exactement comme la nef se termine à l'est. Les grandes arcades sont moins larges que dans la nef. Elles retombent au milieu sur le tailloir octogonal, et non carré à angles abattus, d'un chapiteau sculpté de deux rangs de feuilles polylobées alternant avec des crochets. La base comporte une scotie garni d'un rang de perles ou de dents d'engrenage. À l'intersection des deux travées, les colonnettes des hautes-voûtes sont au nombre de cinq comme dans la nef, mais les fûts correspondant aux formerets sont ici plus grêles que les autres, et chaque fût dispose de son propre socle cubique, ce qui n'est pas le cas dans la nef. Le triforium ne compte que trois arcades dans la première travée, mais est susceptible d'en avoir compté quatre dans la seconde travée. Au sud, n'en restent que les deux premières, et au nord, l'élévation de la seconde travée a été totalement démolie. La grande arcade et le mur haut, dépourvu d'ouvertures, datent de la Renaissance, et sont placés obliquement pour permettre au chœur de s'évaser jusqu'à atteindre la largeur plus importante du chœur Renaissance. Pour cette raison, la voûte de la deuxième travée a dû être refaite, mais avec des ogives d'un profil carré rudimentaire, et sans formerets. Le départ du formeret gothique subsiste au sud, et dans l'angle sud-est, le départ d'une forte arcade Renaissance, dont l'on estime mal la finalité, témoigne en tout cas d'un projet ambitieux de prolongement du complexe Renaissance vers l'ouest,.
La troisième travée du chœur et l'abside à pans coupés, larges et peu élevées, constituent, selon Eugène Lefèvre-Pontalis, « une très belle œuvre du XVIe siècle. […] On ignore malheureusement le nom de l'architecte qui en a conçu le plan, mais le caractère général de toute la construction prouve que c'était un véritable maître en l'art de bâtir ». Le style est simple et puissant, avec une ornementation restreinte et une hiérarchisation des supports bien étudié. Il fait peu référence à l'un des ordres antiques, sauf au niveau du doubleau à l'entrée du chœur Renaissance. Ici, des fortes colonnes corinthiennes engagées dans un pilastre montent presque jusqu'à la retombée des hautes-voûtes, mais pas tout à fait, puisqu'un entablement court tout autour à cette hauteur, et la retombée s'effectue sur la corniche très saillante de cet entablement. Au-dessus de la colonne et du pilastre, il effectue un ressaut proportionnelle à l'envergure de ces supports. Il en va de même au-dessus des autres supports du chœur. Sous la corniche, court un rang de denticules, et sur la frise, se profilaient jadis les bustes des Douze Apôtres accompagnés de leurs attributs, comme à Épiais-Rhus et Ennery. Aujourd'hui, ne reste plus que le buste de Jésus-Christ qui présidait à l'assemblée. Il est inutile de décrire les gros chapiteaux corinthiens, tout à fait classiques, mais il reste à évoquer le chapiteau du pilastre. Ce sont un rang de grosses oves dans l'échine sous une tablette débordante, et une frise de feuilles d'acanthe,.
La colonne et le pilastre sont entièrement réservés à l'arc-doubleau, aux ogives et aux formerets. Pour les grandes arcades, une colonne de moindre diamètre y est engagée du côté est. Elle porte un chapiteau décoré d'un rang de grosses oves, qui sont le motif fédérateur de l'ensemble du chœur Renaissance et du déambulatoire, et d'une frise de petites feuilles d'acanthe très espacées. S'y ajoute une section d'entablement d'un profil différent de celui à la retombée des hautes-voûtes, sans denticules. Les arcades en question ne retombe pas sur une colonne engagée analogue du côté est, mais sur une forte colonne isolée, du même diamètre que celles du doubleau occidental, portant un chapiteau et une section d'entablement, qui, eux, sont analogue aux colonnes engagées. Les grandes arcades de la période gothique retombent fréquemment sur des colonnes monocylindriques isolées, et leurs tailloirs portent les supports du second ordre. L'architecte de la Renaissance reste dans le même ordre d'idées, et place un pilastre cannelé cantonné de deux fines colonnettes sur le tailloir de la colonne. Tant les colonnettes que le pilastre portent des chapiteaux corinthiens distincts les uns des autres. Si ce type de support s'avère moins encombrant que les colonnes du doubleau occidental, il prend encore trop de place pour les quatre angles de l'abside. L'on y trouve donc des colonnes du même diamètre réduit que les colonnes engagées au début des grandes arcades de la première travée, et pour les hautes-voûtes, un étroit pilastre cannelé au chapiteau corinthien, non flanqué de colonnettes. Dans la préoccupation que les tailloirs soient toujours orthogonaux aux grandes arcades, totalement étrangère aux architectes gothiques, le maître d'œuvre de la Renaissance a donné aux sections d'entablement des colonnes un plan polygonal avec un angle rentrant de face,.
Les grandes arcades occupent les deux tiers de la hauteur des élévations, et les fenêtres hautes s'inscrivent entièrement dans les lunettes des voûtes. Elles sont en plein cintre, et munies d'un remplage Renaissance type de trois formes en plein cintre, surmontées d'un oculus entre deux demi-accolades dans la première travée, et de deux formes en plein cintre surmontées d'un petit oculus dans l'abside. Les nervures des voûtes affectent une modénature méplate fréquemment employée à la Renaissance, comme par exemple à Attainville, Épiais-Rhus, Mareil-en-France, Nucourt, Le Plessis-Gassot et Saint-Gervais. Les voûtains sont agrémentés de liernes, plus fines que les ogives, et interceptés au milieu de médaillons sous la forme de quadrilobes dans la première travée, et de losanges dans la seconde travée. Parmi les différents motifs ornementaux  dans la première travée, et floraux dans l'abside, l'on remarque les trois croissants entrecroisés de Henri II dans l'abside. La datation du chœur des années de son règne, qui va de 1547 à 1555, paraît ainsi évidente. La date de 1554 figure en outre sur un vitrail du déambulatoire. Particulièrement élaborées, et en même temps discrètes, sont les clés de voûte. L'on remarque que l'architecte à totalement renoncé aux clés pendantes qui sont en vogue au milieu du XVIe siècle, et a résisté à toute tentation d'éblouir le spectateur par un excès d'ornementation,. Louis Régnier écrit à ce propos : « Ainsi, le vaste chœur de l'église de Triel, qui date du commencement du règne de Henri II, est construit avec tant de simplicité et un parti-pris si évident de rupture avec la richesse déployée par tous les architectes contemporains, que nous faisons vainement appel à nos souvenirs pour trouver à cette  époque quelque chose d'aussi avancé ».

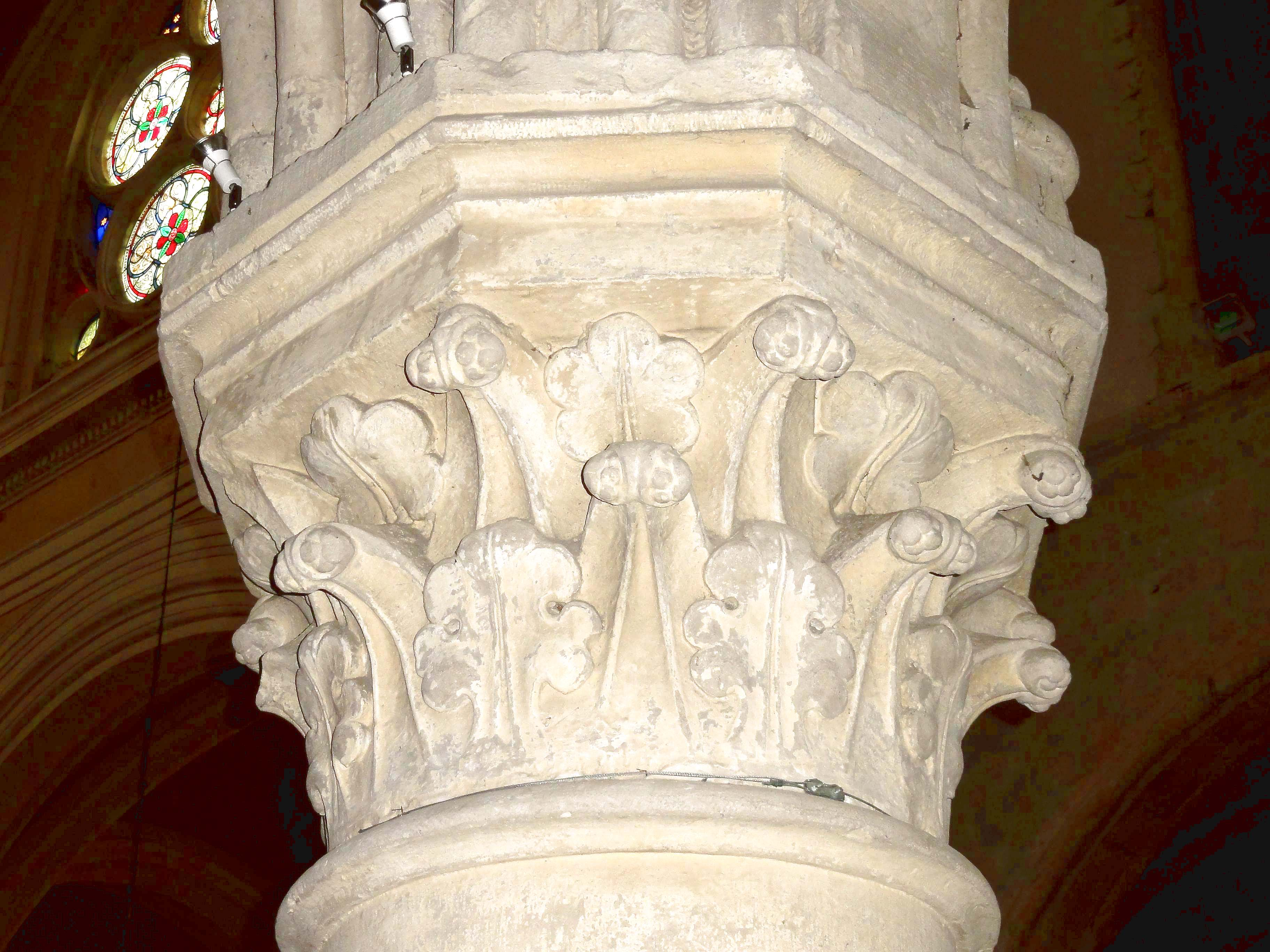
Chapiteau des grandes arcades gothiques.
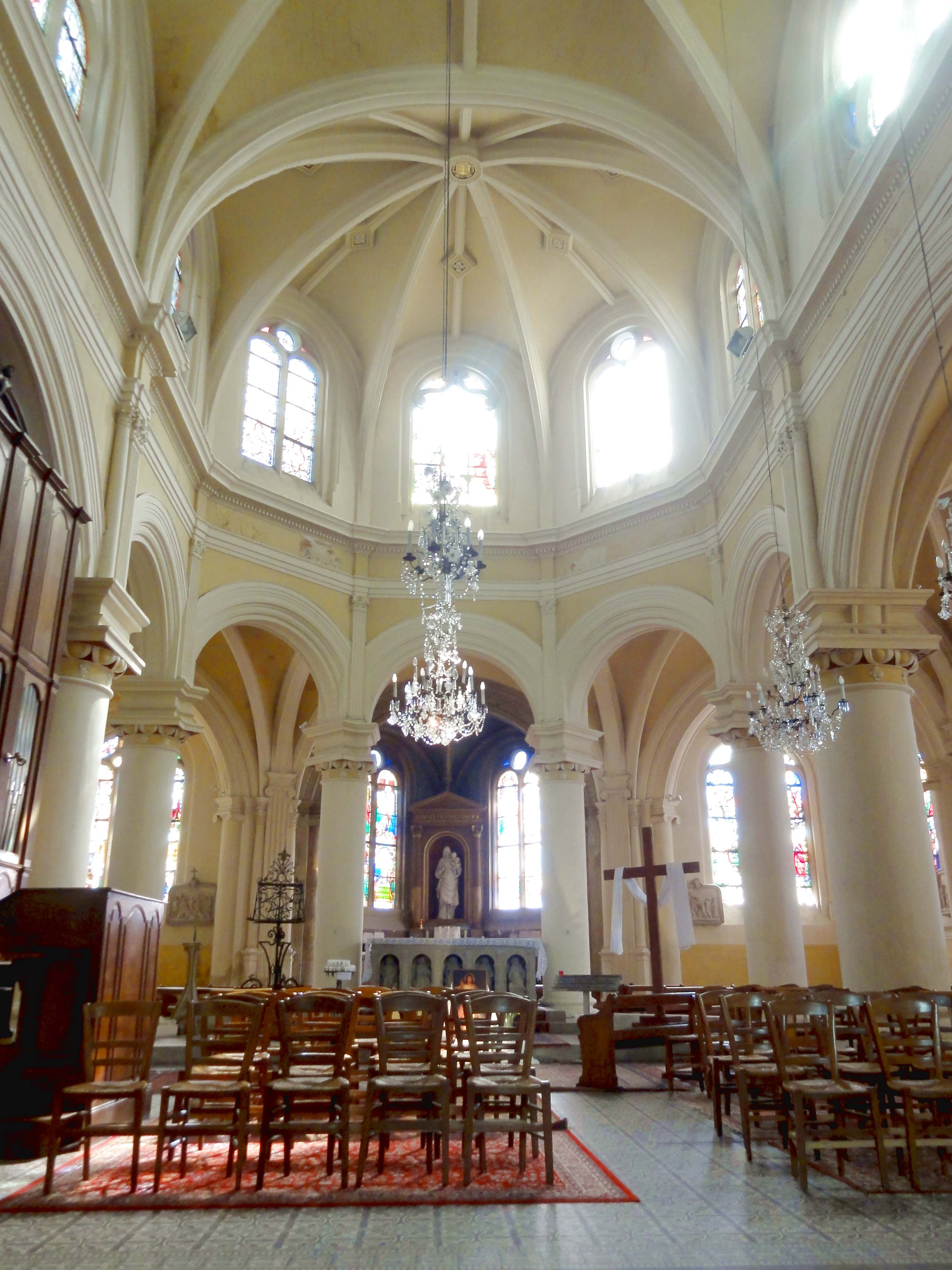
Chœur Renaissance, vue vers l'est.
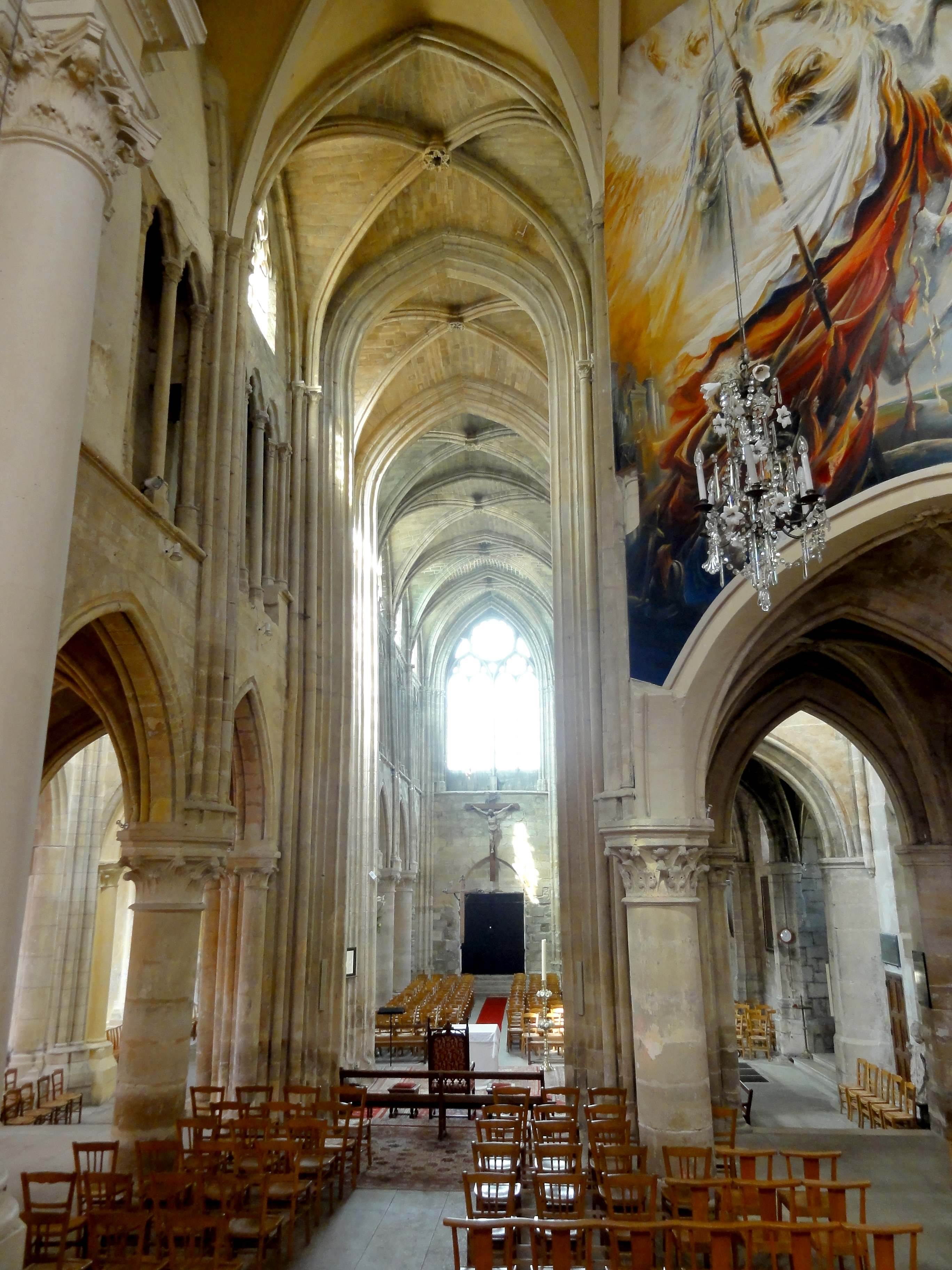
Vue vers l'ouest dans le chœur gothique.
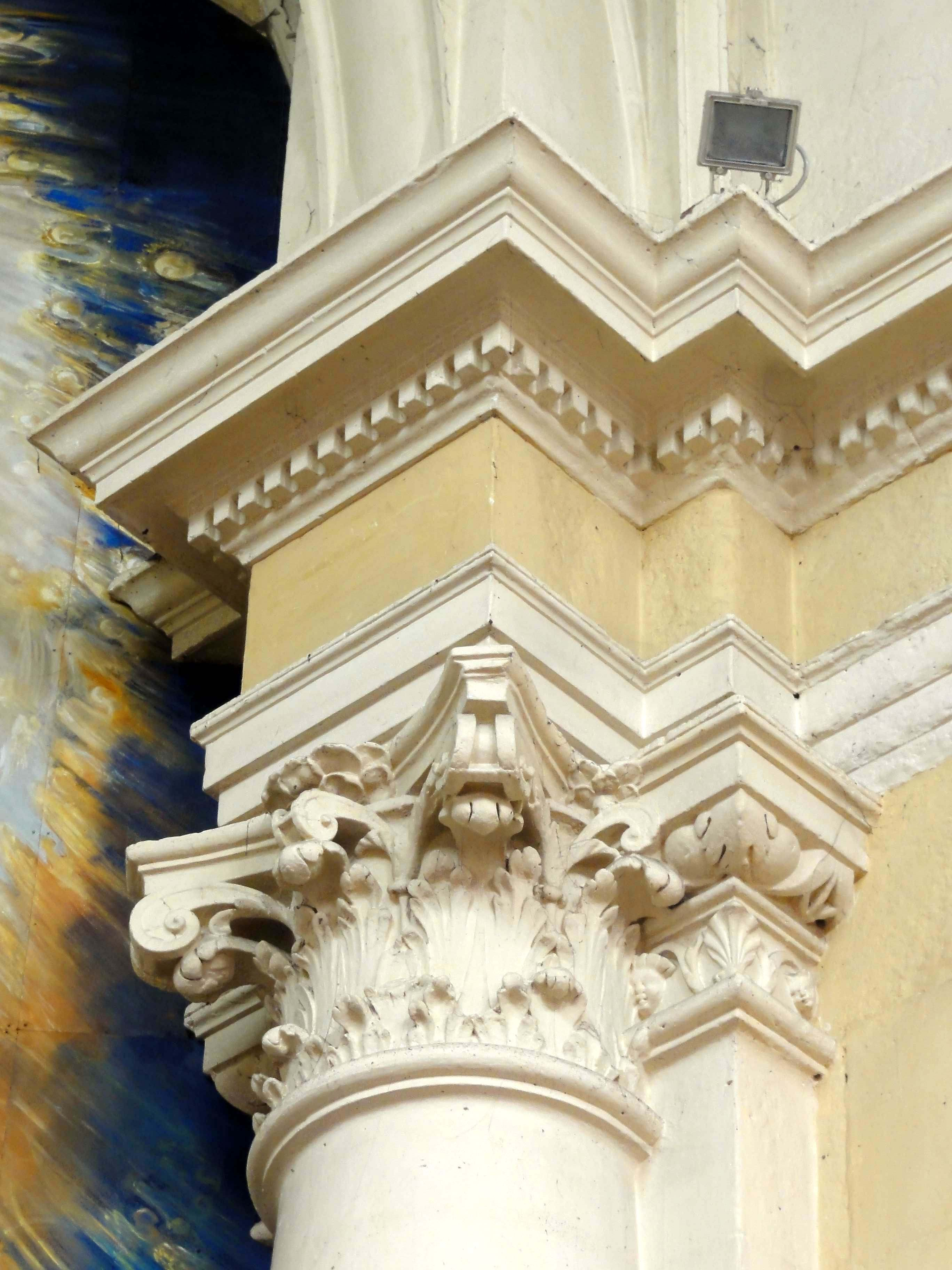
Chapiteaux du doubleau occidental.
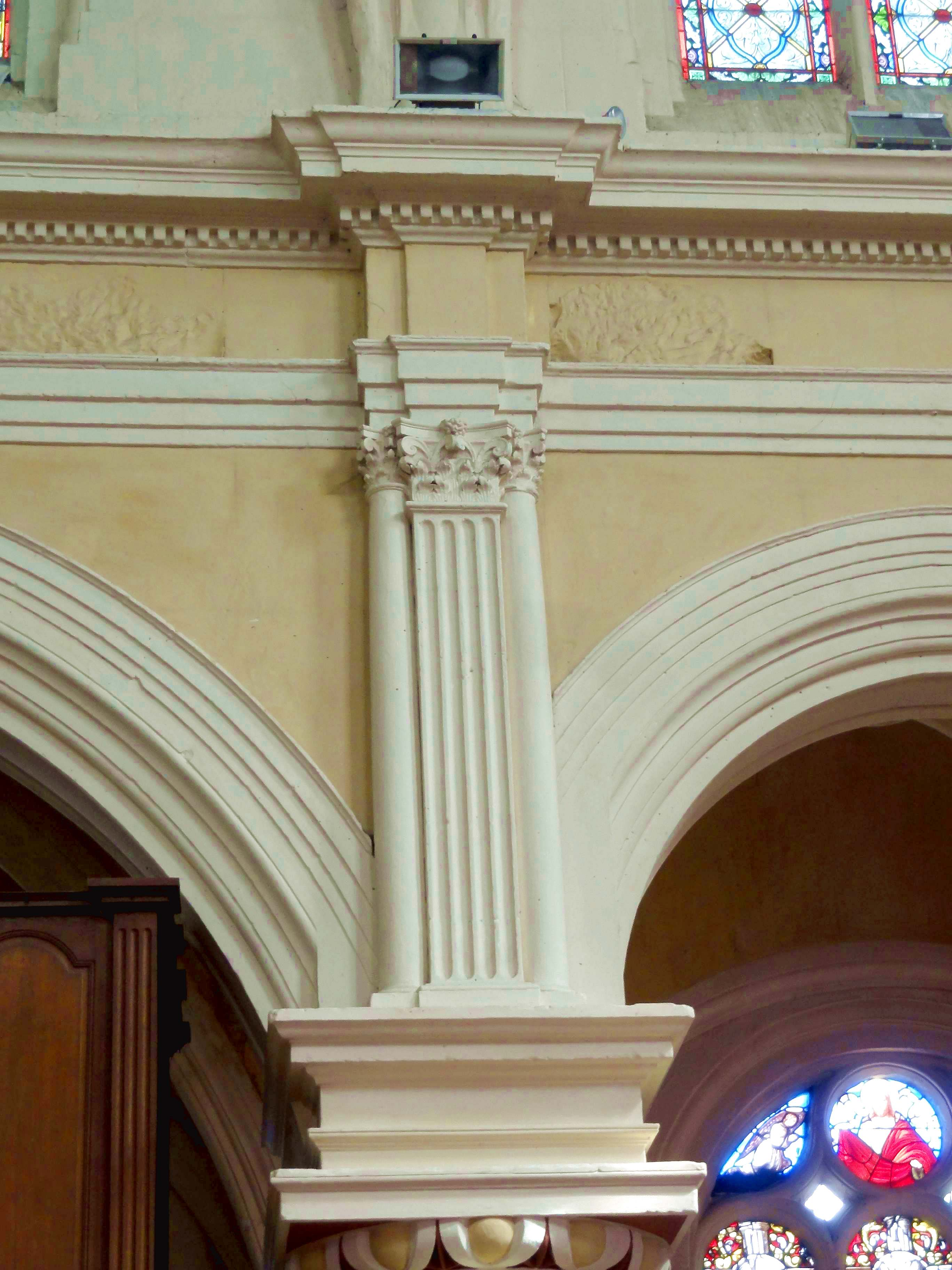
Supports à l'intersection des deux travées.
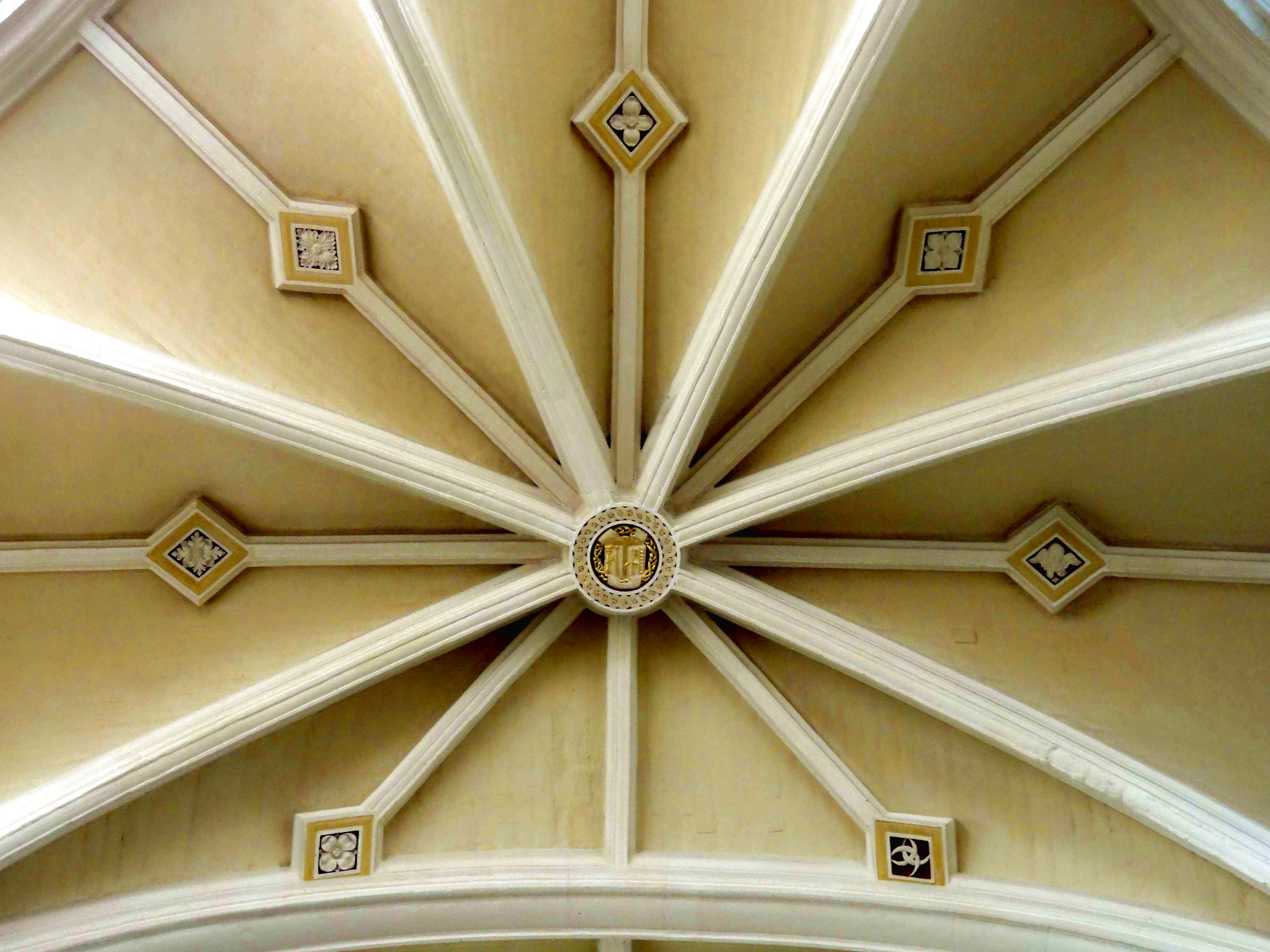
Voûte de l'abside.

#### Déambulatoire

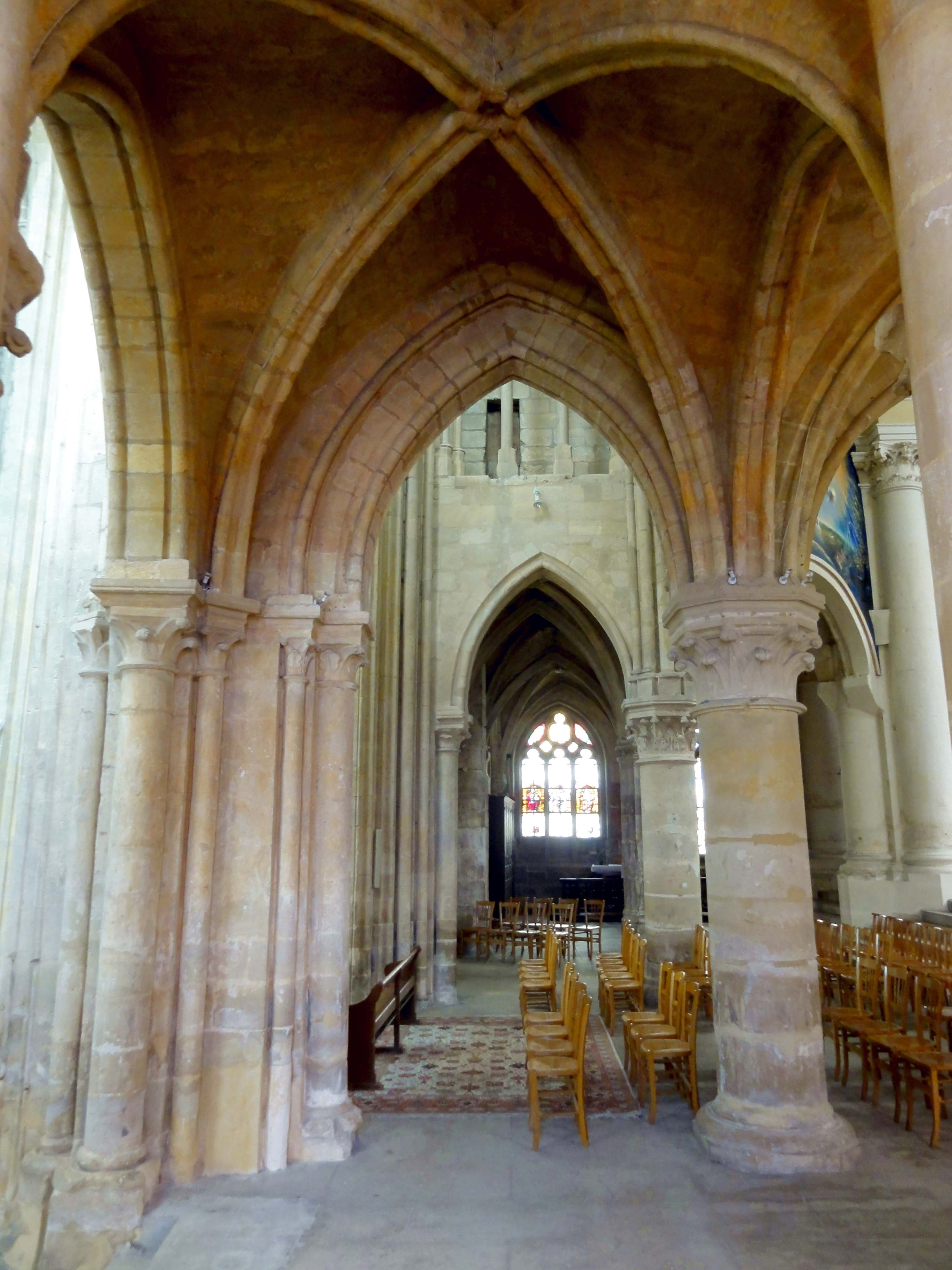
Bas-côté sud du chœur, 1re travée, vue vers le nord.

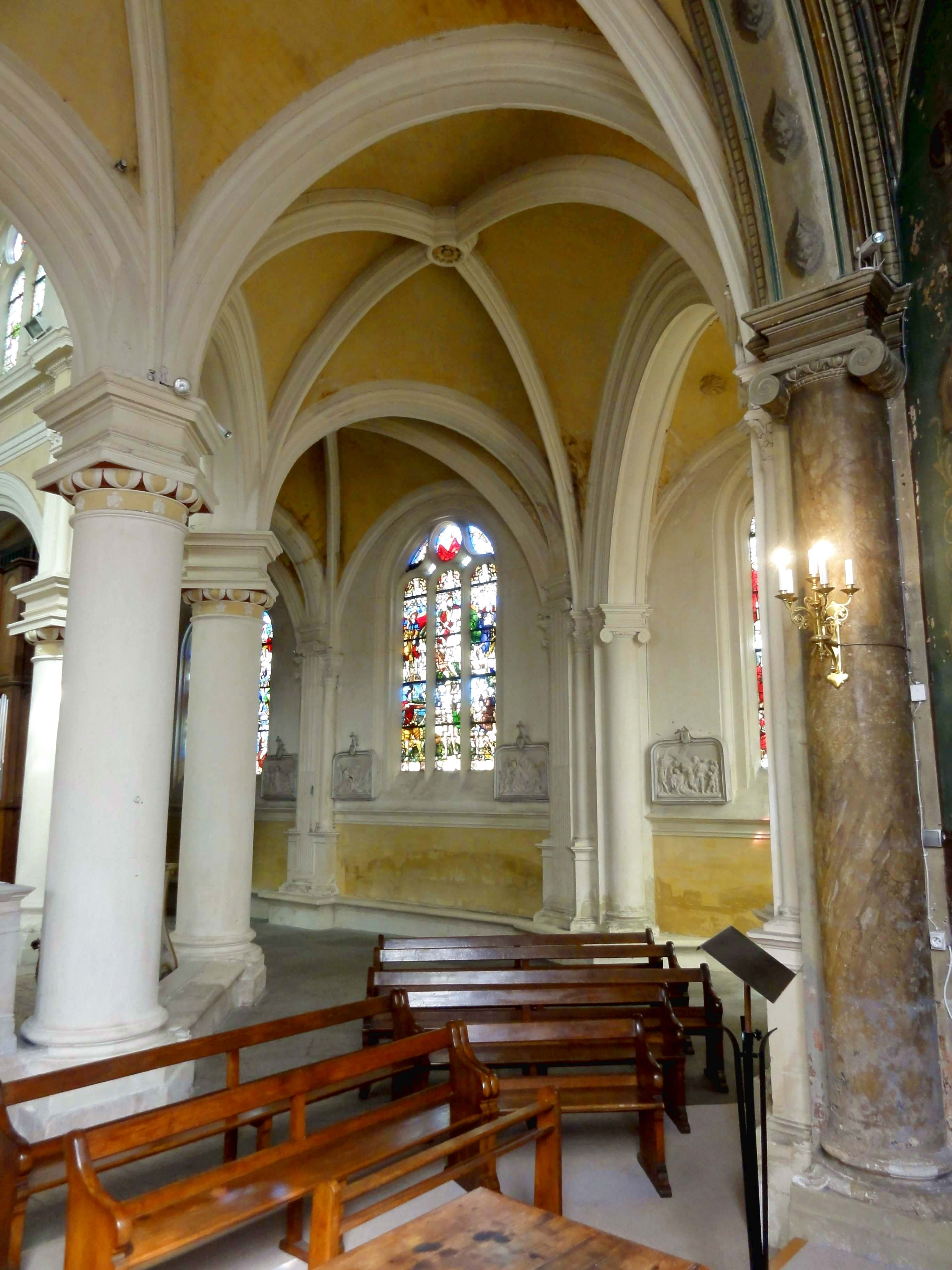
Déambulatoire, travée d'axe, vue vers le nord-ouest.

Les bas-côtés gothiques des deux premières travées du chœur n'offrent aucune disposition qui ne soit déjà connue des bas-côtés de la nef. Le raccordement avec le deuxième bas-côté sud et le déambulatoire Renaissance au sud, et la chapelle de la Charité et le chœur Renaissance au nord, a conduit à la suppression des murs latéraux et d'une partie des supports. D'autres supports se trouvent sans emploi. Ainsi, le formeret méridional manque dans la deuxième travée du sud, et les colonnettes dans l'angle nord-est retombent sur une console à mi-hauteur, en dessous de laquelle l'architecte du milieu du XVIe siècle a créé des bases de style Renaissance. Cette solution peu esthétique ne pouvait avoir pour but que d'éviter la reprise des piliers Renaissance après la démolition des parties gothiques.
Plus à l'est, le déambulatoire Renaissance reprend certains partis déjà introduits dans le vaisseau central, mais selon la règle de la superposition des ordres respectée par les architectes antiques (dorique, ionique, corinthien), l'ordre corinthien ne devrait pas être appliqué à cette partie de l'église qui fait partie du premier niveau d'élévation. Les piliers engagés à l'intersection des travées sont dérivés des supports du second ordre à l'intersection de la première travée du chœur et de l'abside, et se composent donc d'un pilastre cannelé entre deux fines colonnettes. Le chapiteau du pilastre est, sans surprise, ionique. Il est implanté au-dessus des chapiteaux des colonnettes, ce qui suscite un dynamisme particulier. Les chapiteaux des colonnettes sont malgré tout corinthiens, peut-être parce que les volutes d'angle des chapiteaux corinthiens s'apprêtent mieux à des corbeilles dont deux faces sont cachées que les coussinets ioniques. Comme dans le vaisseau central, l'architecte n'a pas manqué de créativité pour mettre en place une hiérarchisation des supports selon leur fonction. La chapelle d'axe, qui est de plan triangulaire, s'ouvre donc par un doubleau retombant sur deux colonnes engagées d'aussi fort diamètre que celles du rond-point de l'abside. Elles portent des chapiteaux ioniques. Les deux travées triangulaires aux angles nord-est et sud-est sont traitées de la même façon que la chapelle axiale. Au début et à la fin du déambulatoire, où les grandes arcades retombent sur des colonnes engagées du même diamètre, des colonnes analogues sont aux trois quarts engagées dans les angles. De part et d'autre, le mur effectue un ressaut. Tant les colonnes engagées que les ressauts sont garnis des grosses oves et de la frise de feuilles d'acanthe, que l'on voit déjà au premier niveau du vaisseau central.
Les pilastres descendent presque jusqu'au sol. Les bases des fines colonnettes reposent sur de hauts stylobates. Les colonnes ont des bases attiques composées de deux petits tores séparés par une scotie, et d'un gros tore inférieur flanquée de griffes aux angles. Le long des murs, une scansion horizontale est apportée par un bandeau mouluré à la limite des allèges, au-dessus desquelles s'ouvrent des fenêtres identiques aux fenêtres hautes de la première travée. Elles sont à trois formes en plein cintre dans la deuxième travée et à gauche et à droite du chevet, et sinon à deux formes, mais les baies de la première travée sont presque aussi larges que celles à trois formes. Un autre bandeau court près du sol, ce qui est plus rare. Il se fait le reflet de la marche qui sépare le déambulatoire du vaisseau central, dont le sol est légèrement plus élevé. Toujours sur le plan de la modénature, l'on note que les ogives accusent un tore dans leur intrados, comme souvent encore dans les dernières années avant le milieu du XVIe siècle. Les voûtes des trois travées triangulaires ne possèdent qu'une seule ogive ou lierne, qui les divise en deux parties égales. Les voûtains y sont décorés de coquilles Saint-Jacques (au nord) ou de rosaces. Les clés de voûte sont généralement décorées de rosaces ou patères à ombilic, inspirées des entablements doriques, où elles alternent avec des triglyphes. Une clé affiche toutefois un motif récurrent à la Renaissance, l'homme vert, et une autre, un cuir découpé.

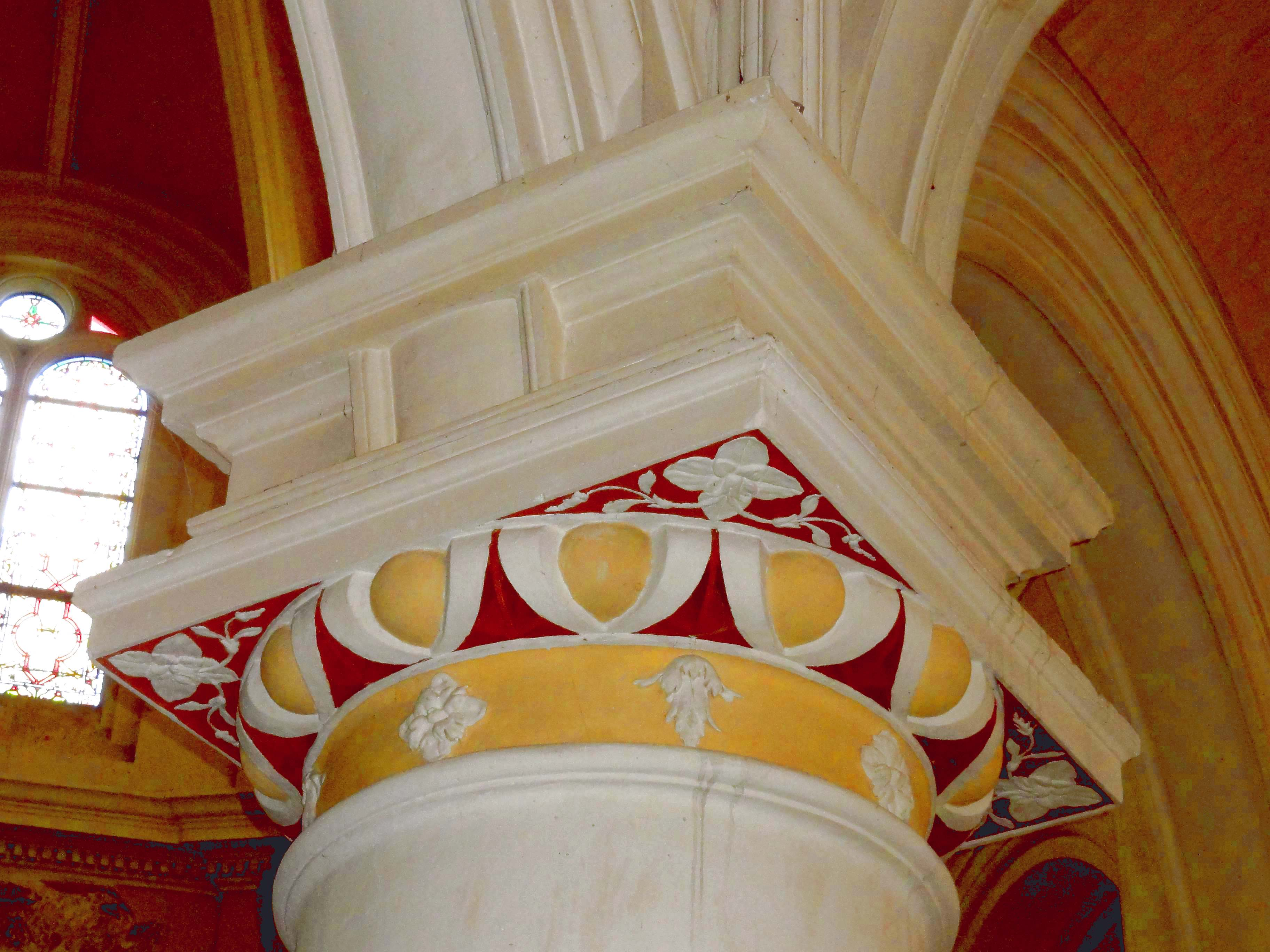
Chapiteau des grandes arcades Renaissance.
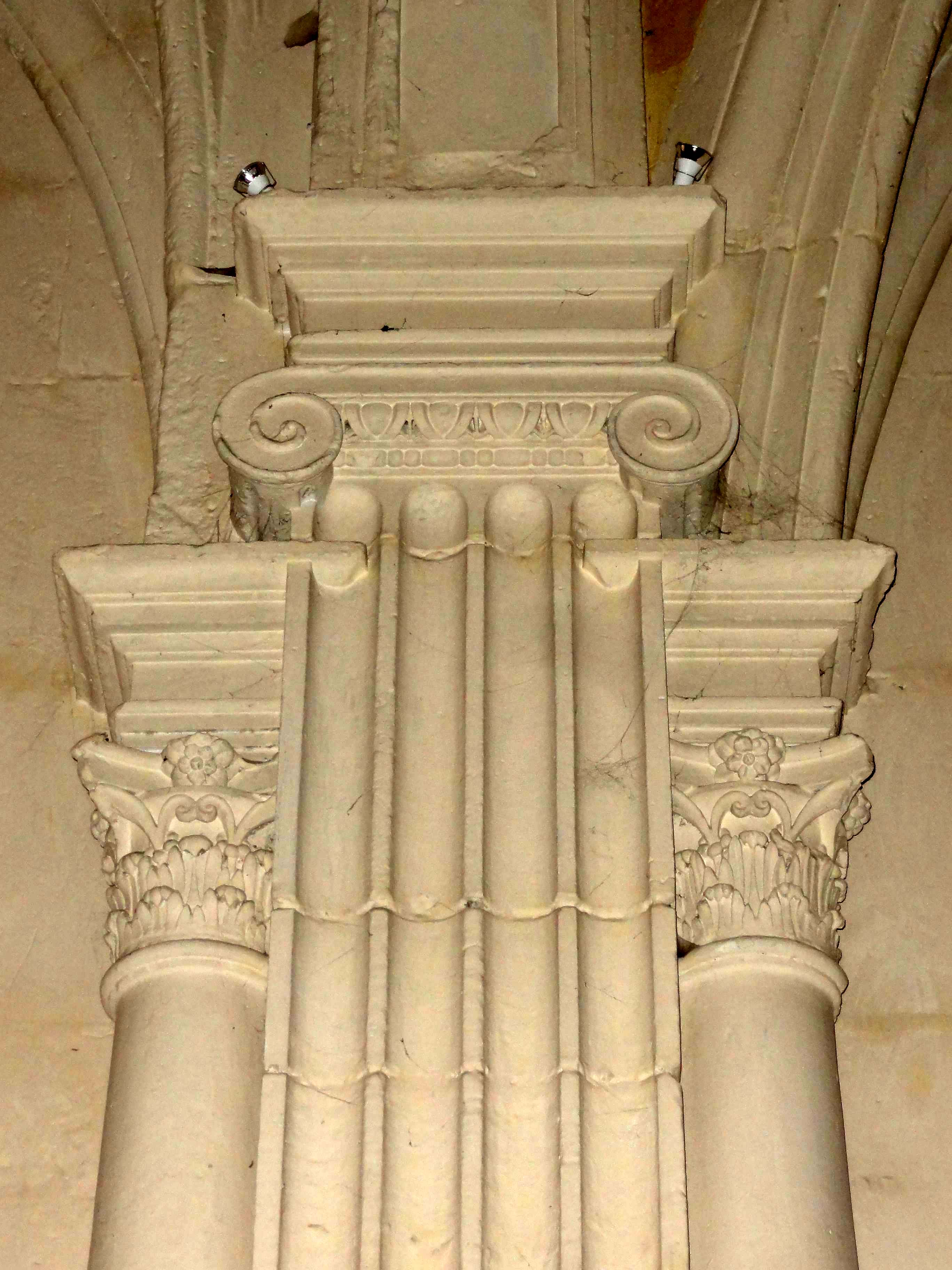
Supports engagés dans les murs latéraux.
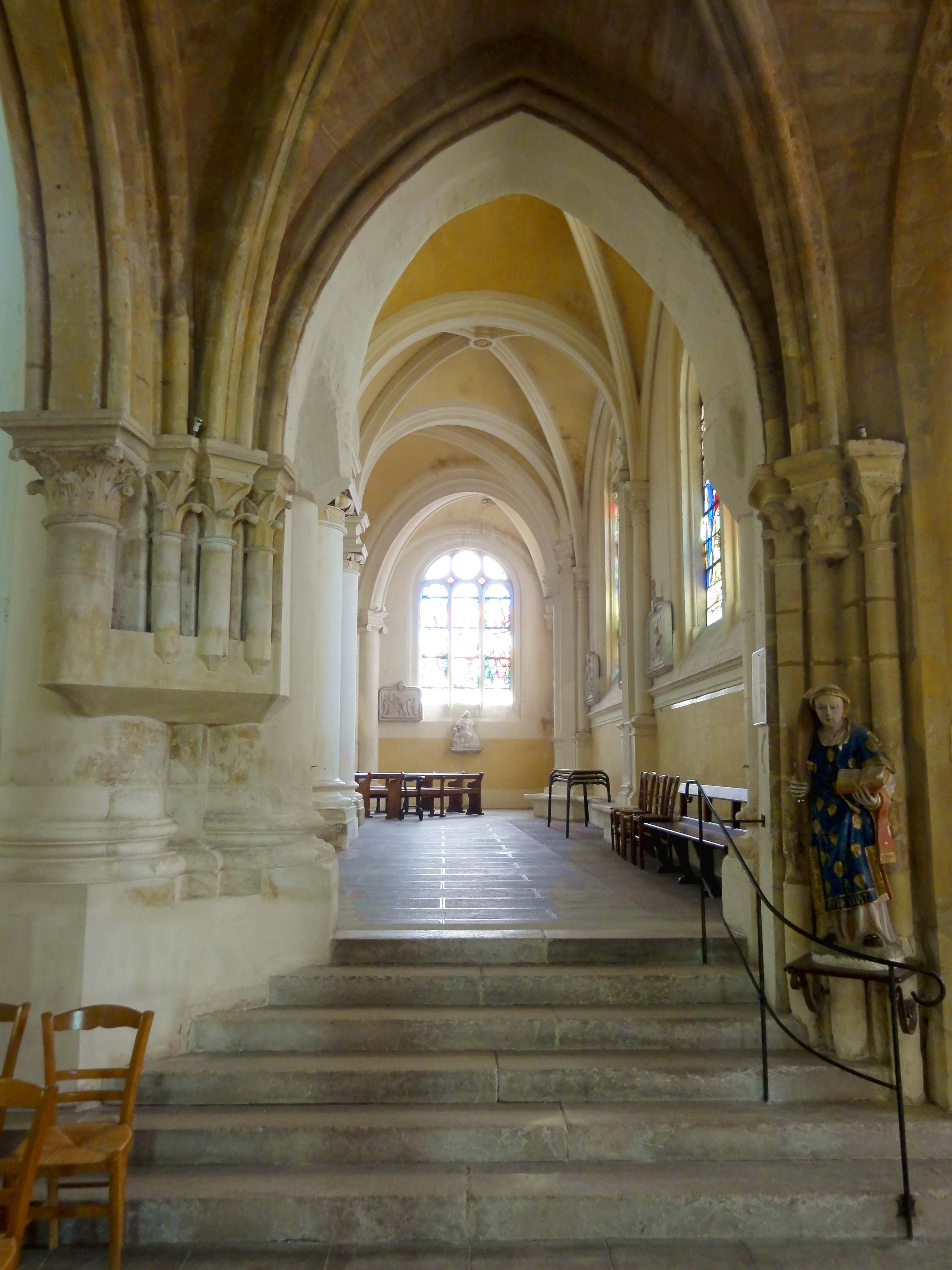
Bas-côté sud du chœur gothique, vue vers l'est.
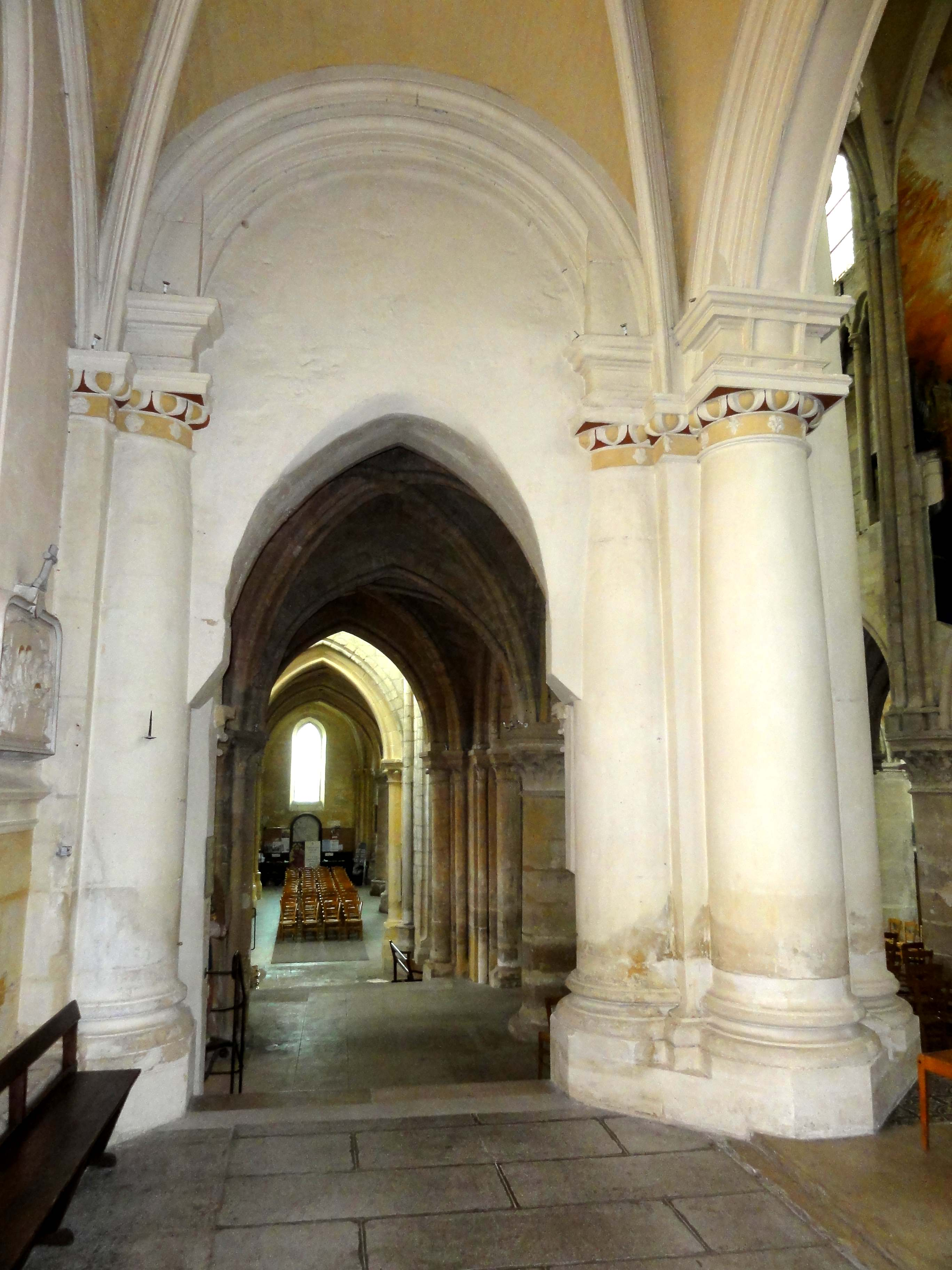
Extrémité occidentale du déambulatoire, côté sud.
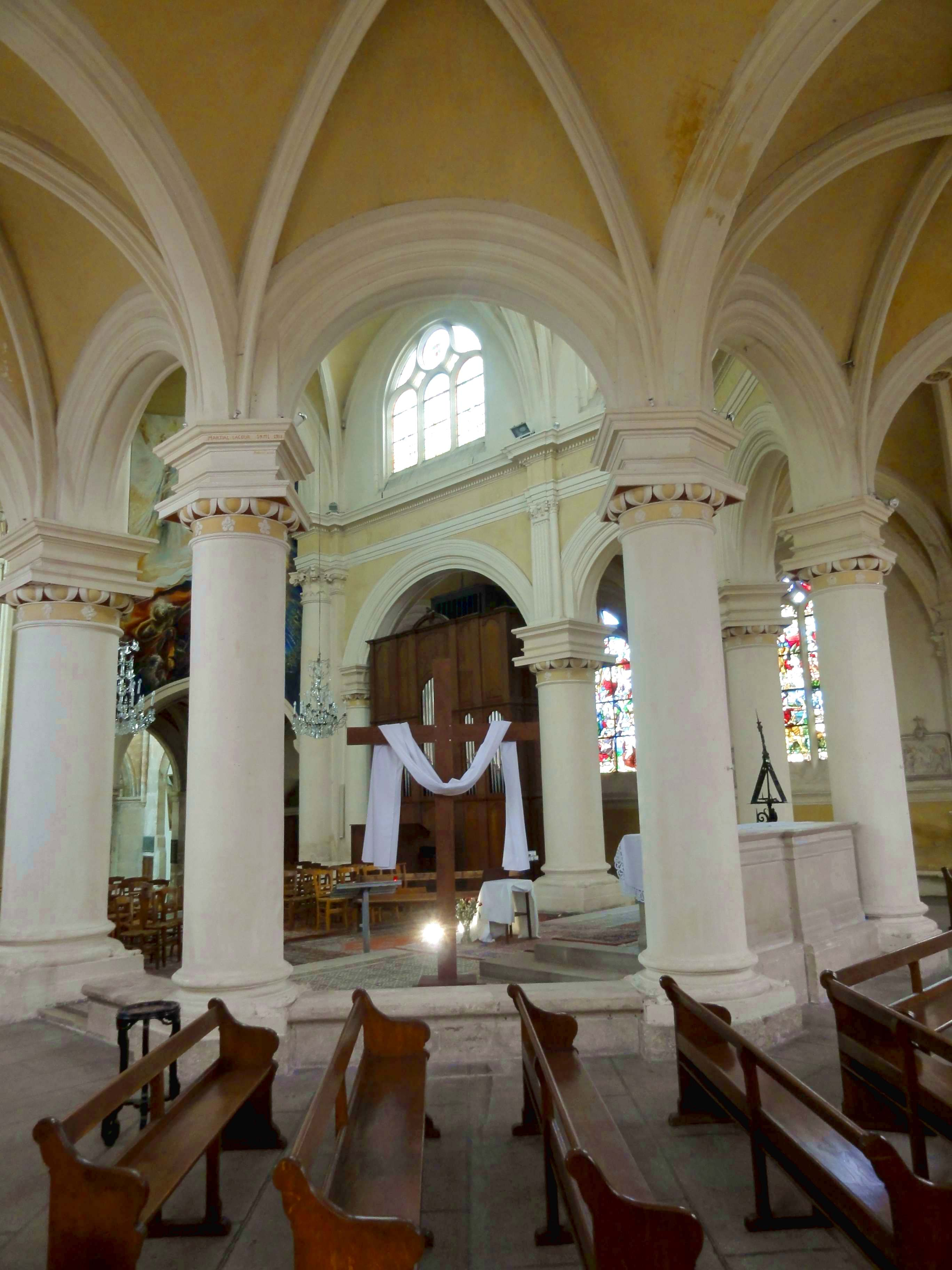
Travée sud, vue vers le nord-est dans l'abside.
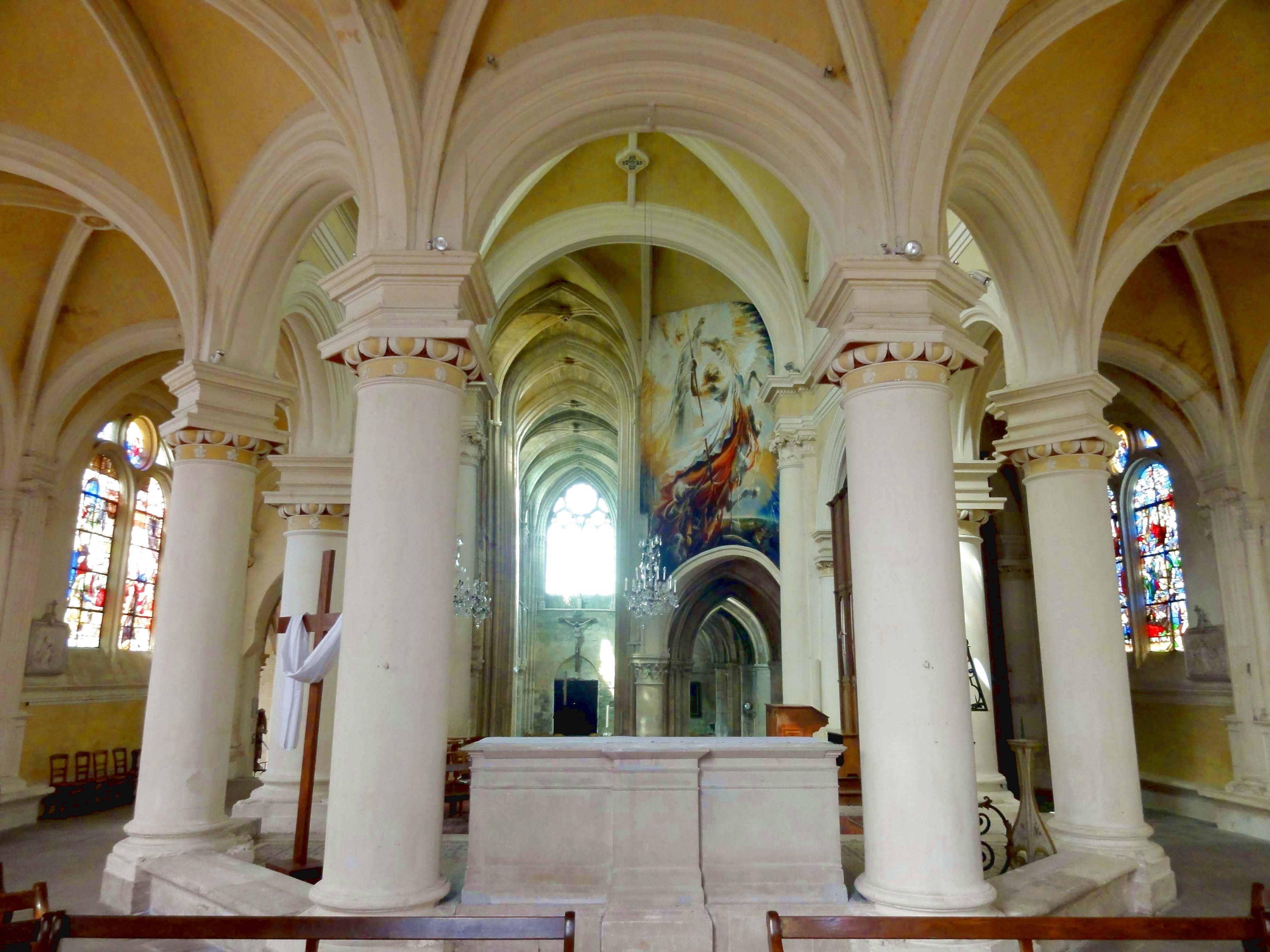
Travée d'axe, vue vers l'est dans l'abside.

#### Crypte
La crypte, accessible par deux portes au début et à la fin du passage de la rue sous la première travée du chœur Renaissance, est encore utilisée pour plusieurs messes par semaine et des adorations eucharistiques. Elle n'a apparemment jamais servi dans le contexte d'un pèlerinage, où les fidèles défilaient devant les reliques d'un saint exposées dans une crypte. Décrié par la réforme protestante en raison de certains excès et abus au passé, le culte des reliques n'était plus très vivace au milieu du XVIe siècle. La construction de la crypte fut plutôt motivée par la volonté de racheter la différence de niveau entre l'église gothique et le sol à l'est de l'ancien chevet. Une simple terrasse aurait pu faire l'affaire, mais la consolider suffisamment par des murs de soutènement aurait été assez coûteux, et l'économie par rapport à la solution retenue aurait sans doute été négligeable, d'autant plus que l'architecture intérieure de la crypte se limite au strict minimum. L'on note cependant la volonté manifeste de rendre cette crypte utilisable pour le culte, faute de quoi l'on aurait pu se contenter d'une sorte de cave de faible hauteur sous plafond, et éviter en même temps les six marches d'escalier qui séparent les parties gothiques des parties Renaissance à l'intérieur de l'église. La crypte proprement dite se situe uniquement sous le déambulatoire, et forme une galerie semi-circulaire voûtée d'ogives. Les clés des voûtes sont garnies de feuillages très délicats ; l'une montre les instruments de la Passion. L'éclairage est assuré par plusieurs petites baies en plein cintre. Le centre, qui correspond au rond-point de l'abside, est séparé de la galerie par un épais mur sur lequel se fondent les grandes arcades, et contient un réduit voûté en berceau sans jours sur l'extérieur.

### Extérieur

#### Façade occidentale

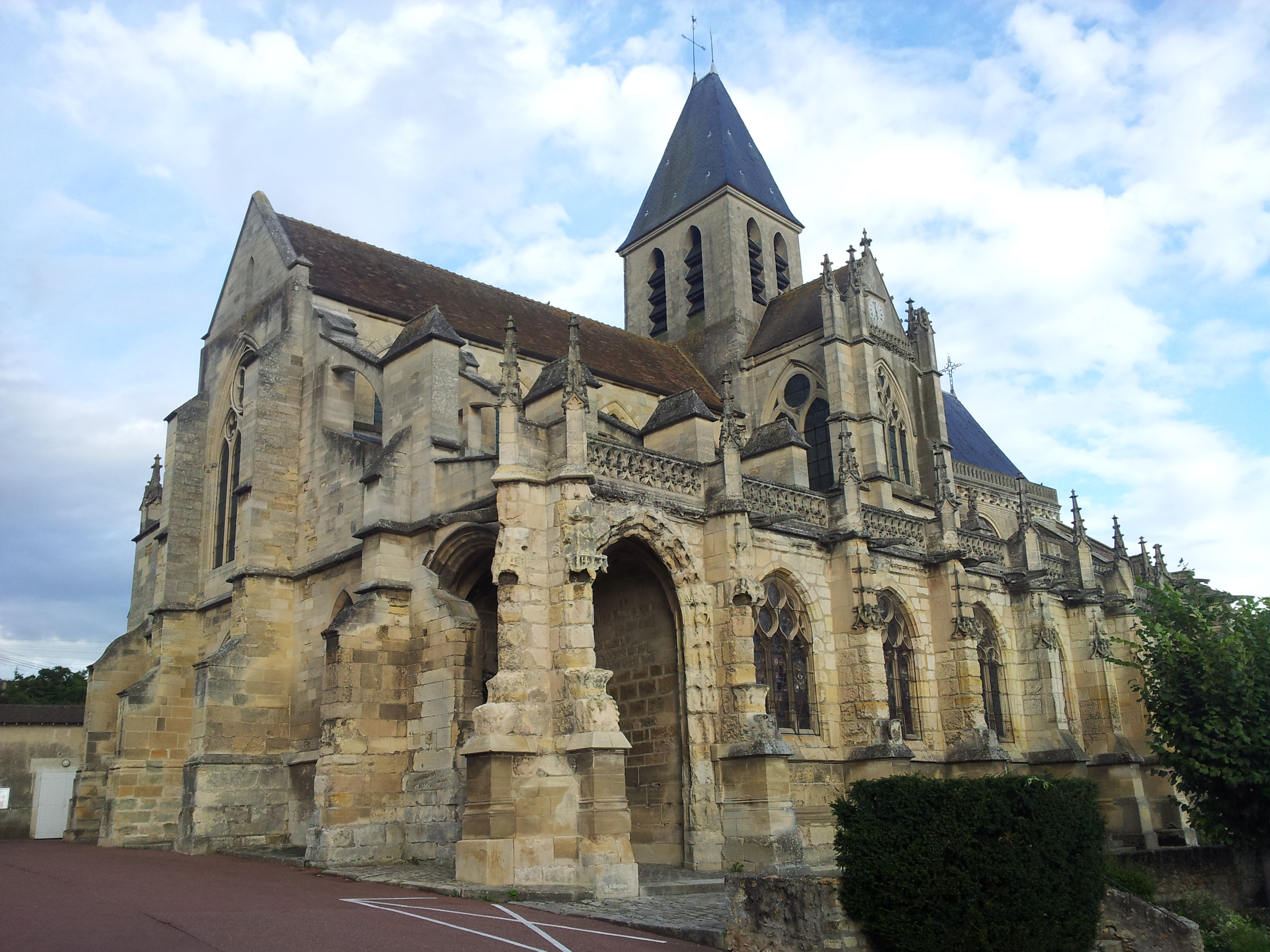
Vue depuis le sud-ouest.

Les élévations extérieures, entièrement appareillées en pierre de taille, évoquent un édifice datant entièrement du XVIe siècle, car les ajouts de la période flamboyante concernent surtout le pourtour et les parties hautes de la nef et du chœur qui restent encore dans leur état du XIVe siècle se font bien discrètes, tandis que la façade occidentale est peu exposée à la vue. Elle est par ailleurs de faible intérêt, et semble avoir été en grande partie refaite lors d'une restauration. L'on note d'abord la vaste baie occidentale du XIVe siècle, déjà décrite et les contreforts minces mais fortement saillants. Ils comportent une retraite très marqué en haut de la première élévation et s'amortissent par un long glacis formant larmier. Le contrefort occidental du bas-côté nord forme exception : il est couronné par un glacis galbé. Un bandeau mouluré court à la limite des allèges, et un larmier marque la limite entre le premier et le deuxième niveau d'élévation, en passant autour des contreforts. Les deux contreforts qui épaulent les murs de la nef sont en outre scandés par un larmier coupe-larmes en hauteur. Le demi-pignon du bas-côté nord a été remplacé par un haut mur droit, qui est couronné par un pinacle tout à gauche. À droite, les deux bas-côtés du sud se partagent un même demi-pignon à très faible pente, car les deux vaisseaux sont recouverts par un toit en appentis commun. Le portail occidental se compose d'une double archivolte torique, qui est reçue sur deux paires de colonnettes appareillées à chapiteaux, dont les bases se situent assez curieusement trois assises et demi éloignées du sol. Le linteau repose sur deux corbeaux sculptés de feuillages, et porte un tympan entièrement fruste.

#### Élévations latérales

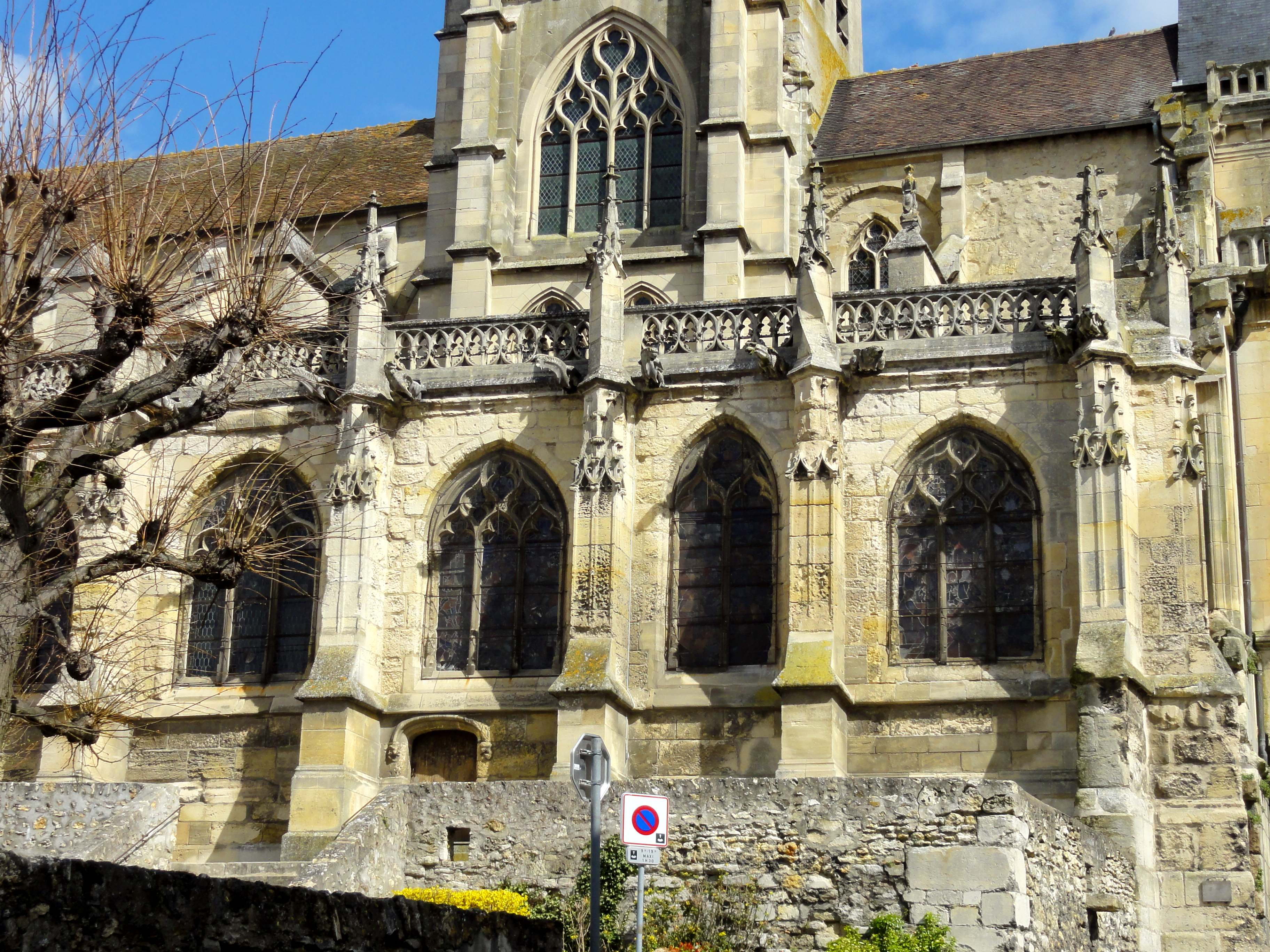
2e bas-côté sud, 4e - 7e travée.

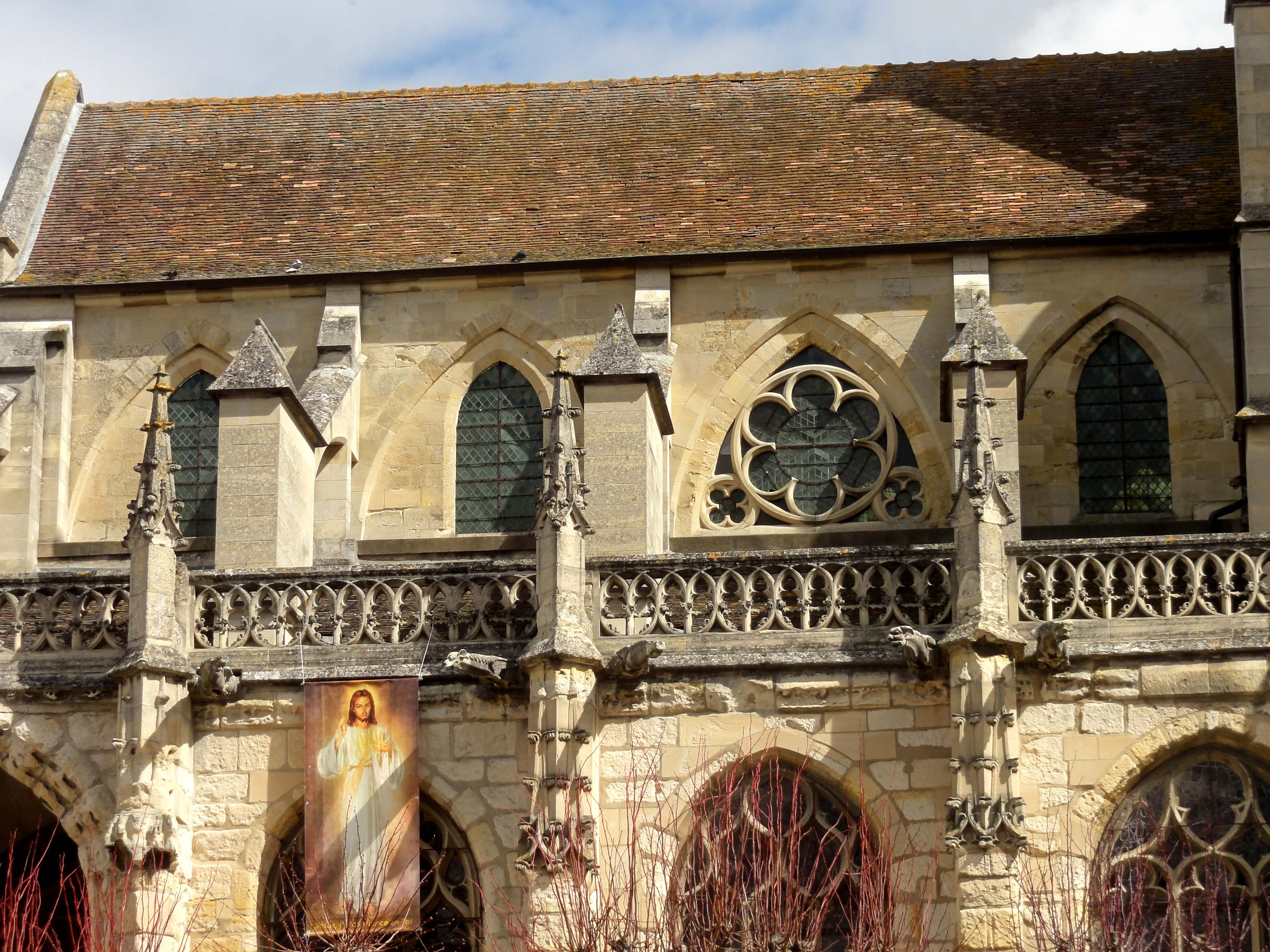
Nef, parties hautes côté sud.

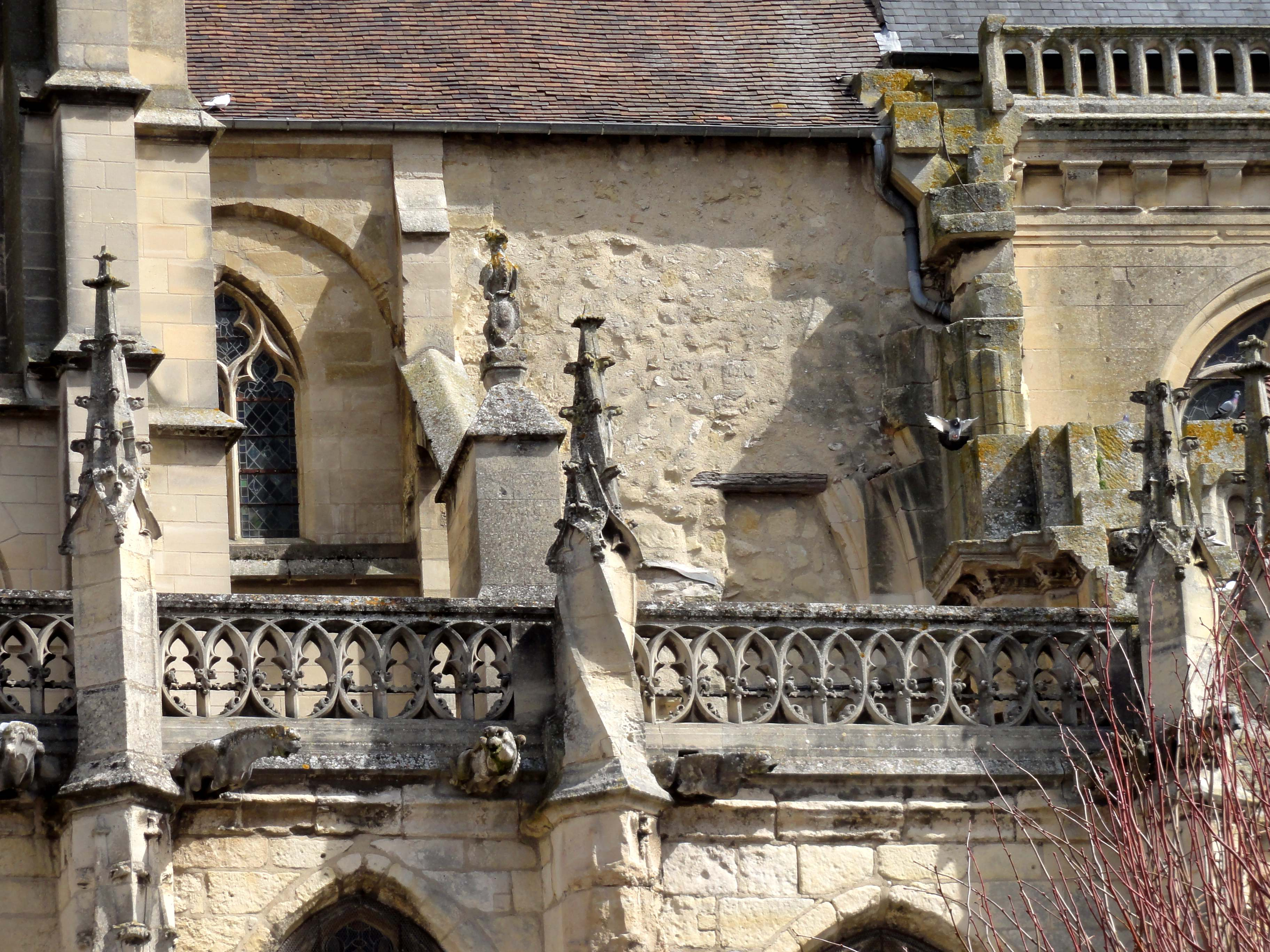
Chœur, parties hautes côté sud.

Plus séduisante que la façade est l'élévation méridionale, qui est du reste la seule que l'on puisse contempler avec du recul dans sa quasi-intégralité. D'un bel effet est notamment le deuxième bas-côté sud avec son style gothique flamboyant très soigné, sans montrer les moindres ruptures de style ou compromis, contrairement à l'intérieur. Les sept travées de ce bas-côté, le porche compris, sont couronnées par une balustrade à jour. Son dessin se compose d'arcatures en plein cintre enchevêtrées, de sorte que chaque arcature soit recoupée par un meneau vertical en son milieu. Les deux petites arcatures ainsi obtenues sont à tête trilobée. Un meneau sur deux retombe à mi-hauteur sur une accolade, ce qui donne l'impression que la partie basse de la balustrade soit formée par des hémicycles inversés. Tant les accolades que les parties basses des meneaux sont décorées de feuilles de chou frisées. À l'intersection des travées, la balustrade est interceptée par de fins pinacles garnis de crochets, qui sont implantés à 45°, et constituent l'aboutissement des contreforts. Pour faire suite aux pinacles, ils se présentent par un angle saillant en hauteur, et ceci jusqu'aux deux clochetons plaqués qu'ils portent au niveau des impostes des fenêtres. Chaque pinacle est cantonné de deux gargouilles également implantées à 45°, dont chacune est différente. Les gargouilles jaillissent de la corniche moulurée qui termine les murs et supporte la balustrade. Selon l'usage général à partir des années 1220 environ, un larmier marque la limite des allèges et passe autour des contreforts. En continuité avec ce larmier, les contreforts se retraitent par un court glacis. Il convient d'évoquer le croisillon sud dans le contexte du deuxième bas-côté sud, car ses contreforts sont sommés des mêmes pinacles, ses fenêtres méridionales sont flamboyantes, les rampants de son pignon sont garnis de crochets et l'antéfixe est un fleuron d'inspiration flamboyante. La frise à la naissance du pignon paraît néo-gothique. Elle se compose d'un rang d'arcatures trilobées inversées, mais organisées sinon selon les mêmes principes que la moitié supérieure de la balustrade et d'un rang de pampres. Au-dessus du croisillon, le clocher moderne avec ses deux baies abat-son en arc brisé par face est entièrement fruste. Qualifié d'« affreux » par Eugène Lefèvre-Pontalis, il rompt clairement avec la noblesse de l'édifice, comme son homologue de Villiers-le-Bel.
Les parties hautes de la nef ont été en grande partie réappareillées lors d'une restauration et ne possèdent plus de corniche. Les arcs-boutants ont été refaits selon le modèle du XIVe siècle. Ils sont dépourvus de chéneaux et butent contre des culées qui se présentent comme de simples massifs de maçonnerie recouverts de chaperons. La forme est celle des arcs-boutants à simple volée, avec un tracé en arc de cercle, mais ils sont étrésillonnés par une sorte de béquille à l'aplomb des contreforts de la nef, qui sont plats derrière les arcs-boutants et plus saillants au-dessus. On peut aussi considérer que des passages rectangulaires sont ménagés dans les contreforts. Cet allègement n'est certainement pas favorable à l'efficacité des arcs-boutants et à la solidité de la nef, mais vise probablement à soulager les voûtes et piliers des bas-côtés, qui doivent supporter le poids des contreforts, puisque ceux-ci n'atteignent pas le sol. Toutes les fenêtres s'inscrivent dans un arc de décharge en arc brisé, qui est entouré d'un chanfrein. Comme déjà signalé, les lancettes simples que l'on trouve à la première, à la deuxième et à la quatrième travées subsistent du XIIIe siècle, tandis que les remplages rayonnants de la troisième travée datent du XIVe siècle. Les parties hautes du chœur gothique répondent aux mêmes principes, mais on y voit une baie flamboyante au sud de la première travée et un mur de moellons voulu sans doute provisoire remplace le mur haut de la deuxième travée. Au nord, les parties hautes du chœur ne sont presque pas visibles en raison de la présence de la chapelle de la confrérie de la Charité. Son extérieur, quoique sobre, a fière allure, car la chapelle ne se contente pas d'un simple toit en appentis, mais affirme son importance par un grand pignon tourné vers le nord. Ses rampants sont garnis de crochets à l'instar du pignon du croisillon sud. Parmi les deux fenêtres, une seule est authentique. L'autre a été refaite au début des années 1880. Les murs se retraitent ici par un fruit à mi-hauteur des allèges, et non par un larmier. Les contreforts, aussi sobres que ceux du XIIIe siècle, sont scandés par ce fruit et par un larmier, et s'amortissent par un glacis formant larmier. La tourelle d'escalier dans l'angle entre la partie de la chapelle servant de sacristie et la chapelle au nord de la quatrième travée remonterait au XIIIe siècle.

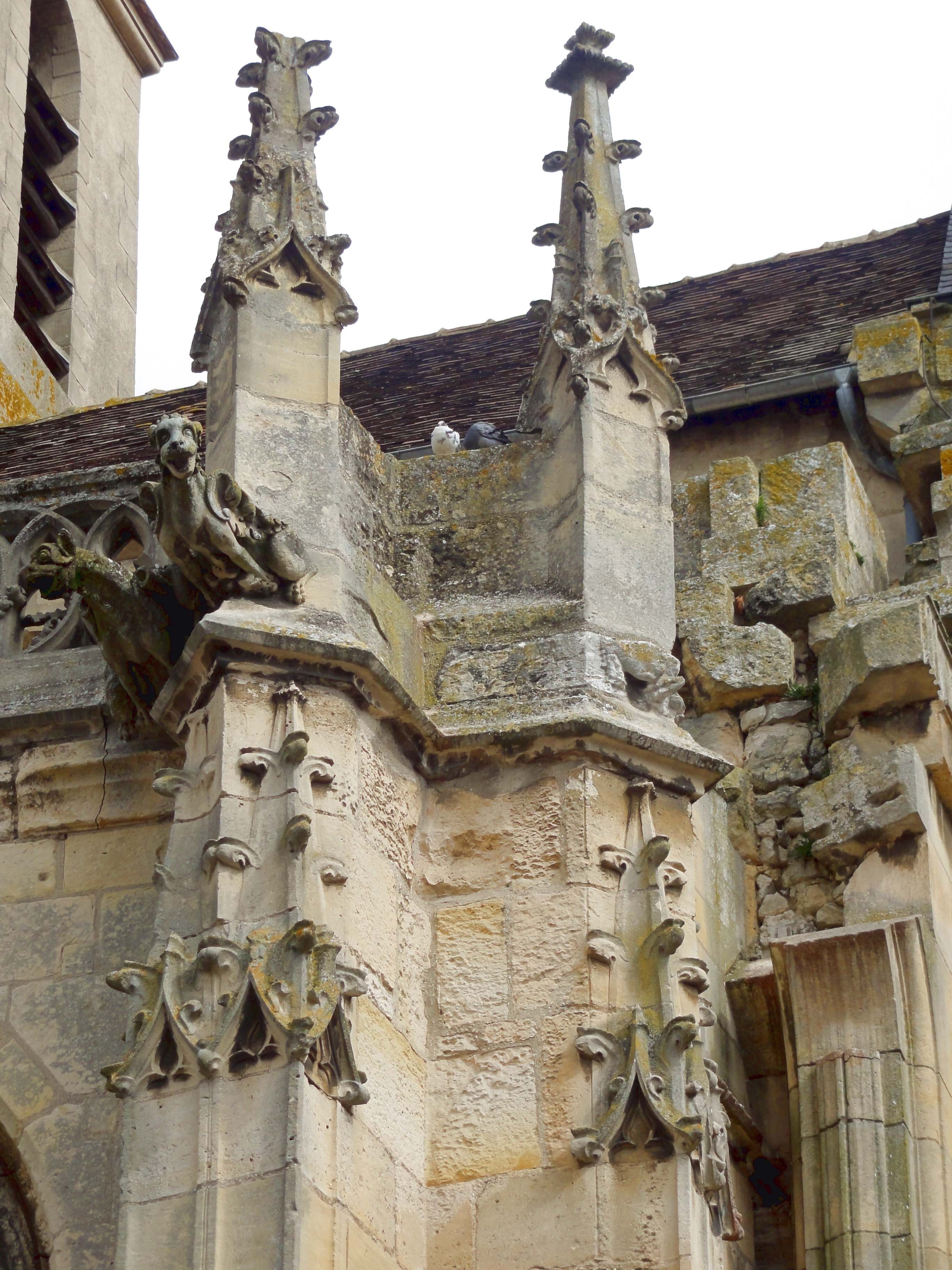
2e bas-côté sud, pinacles et gargouilles.
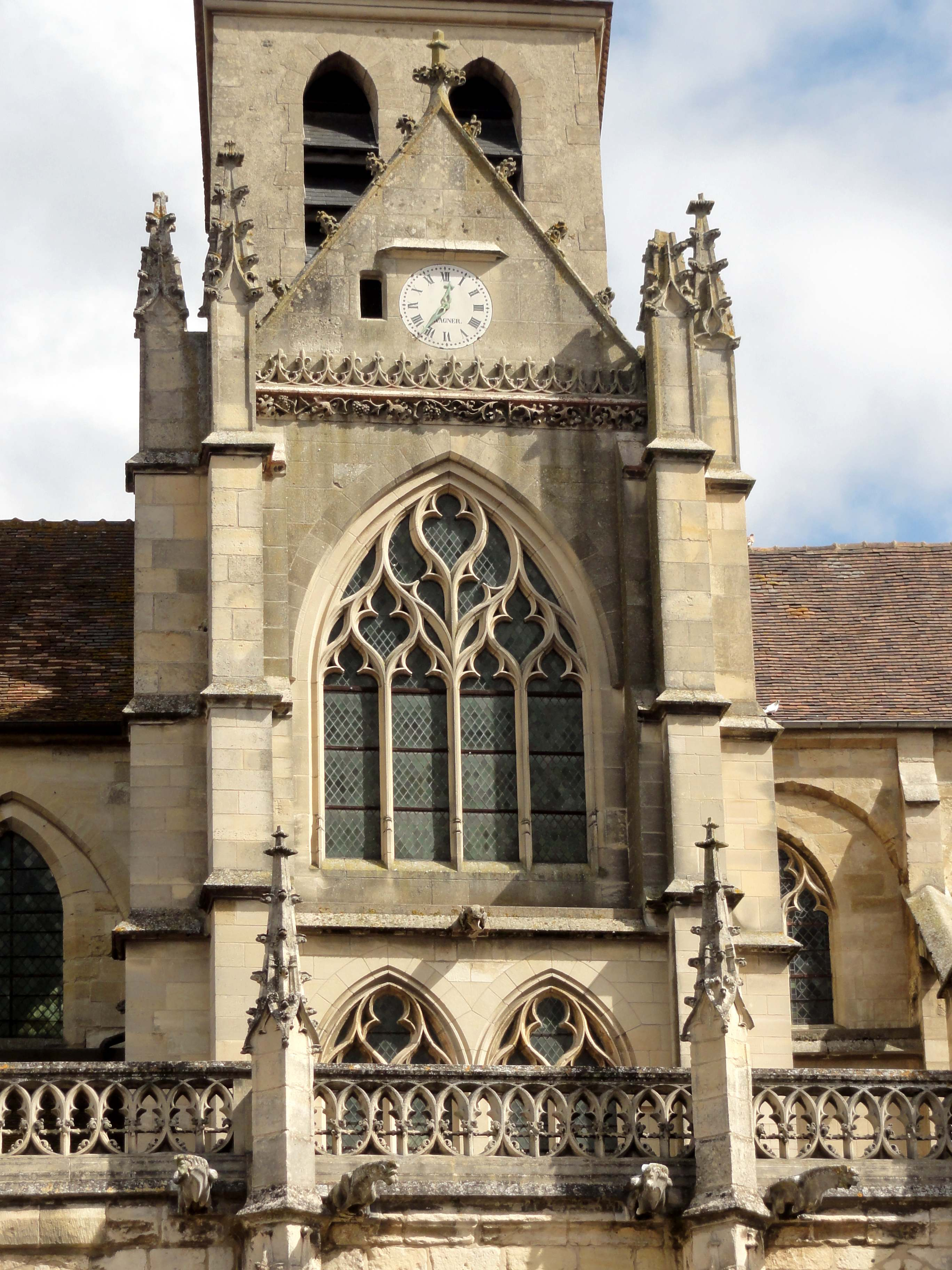
Croisillon sud, parties hautes.
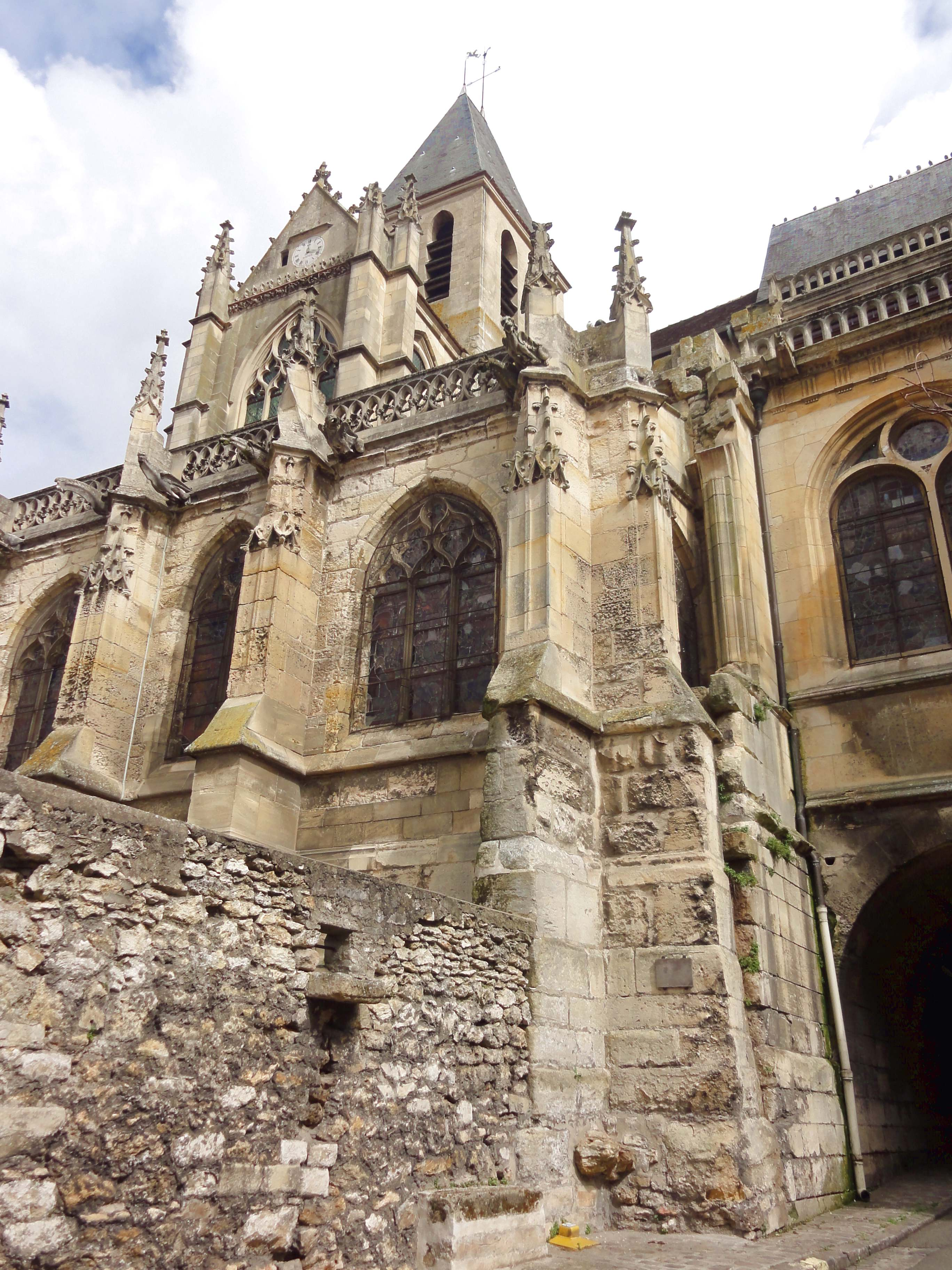
2e bas-côté sud, vue depuis le sud-est.
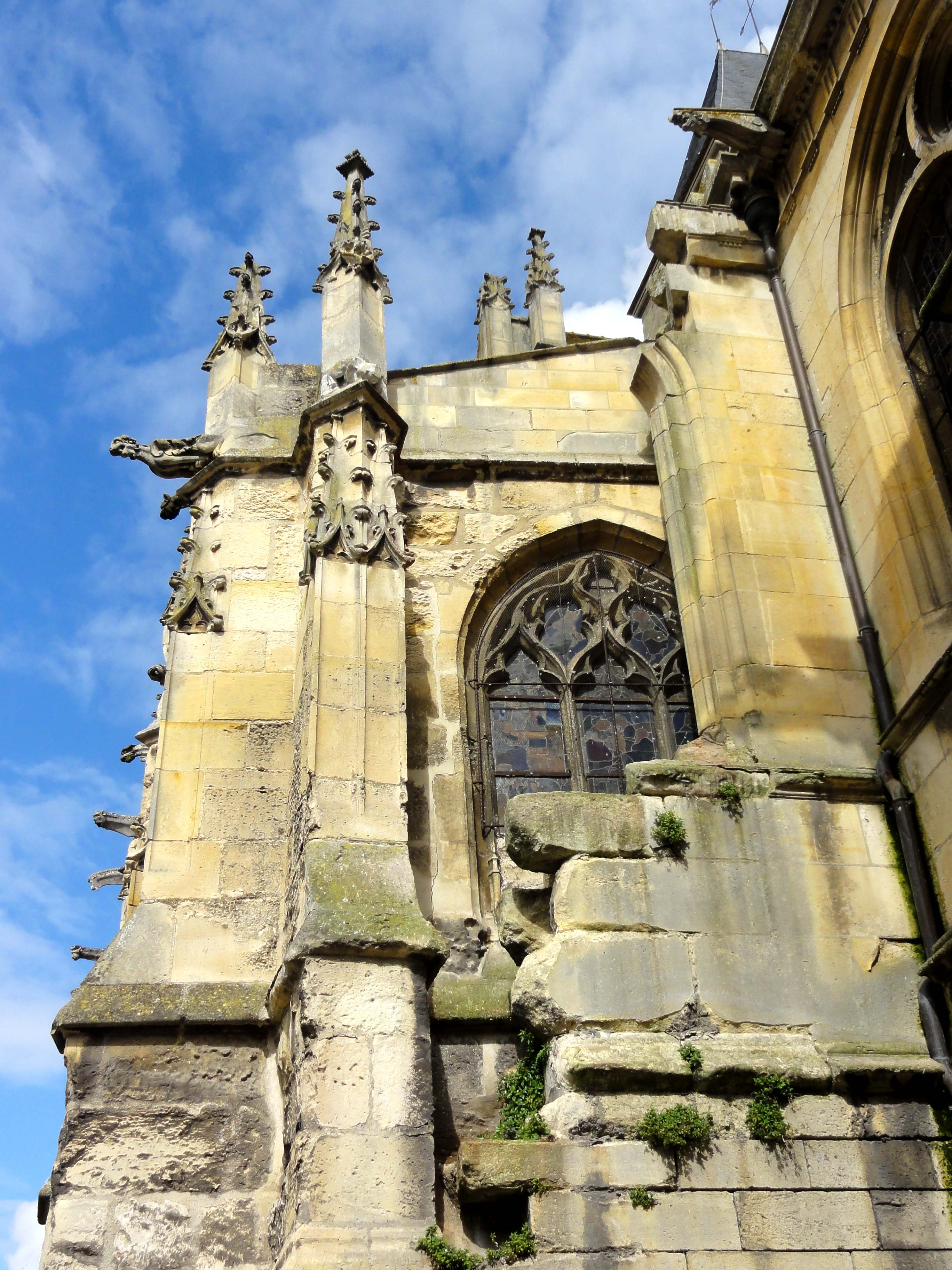
2e bas-côté sud, chevet.
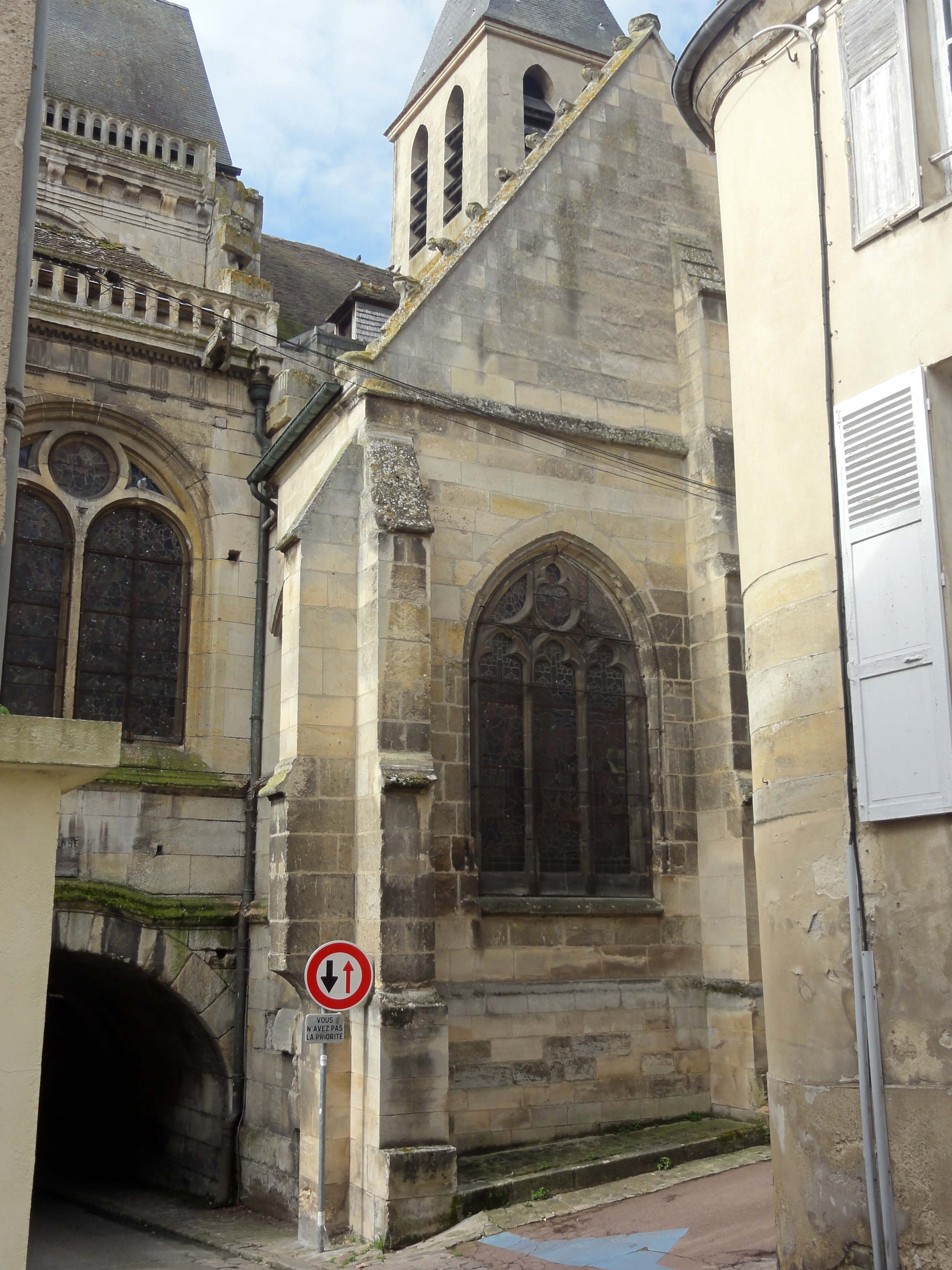
Chapelle de la Charité, pignon nord.
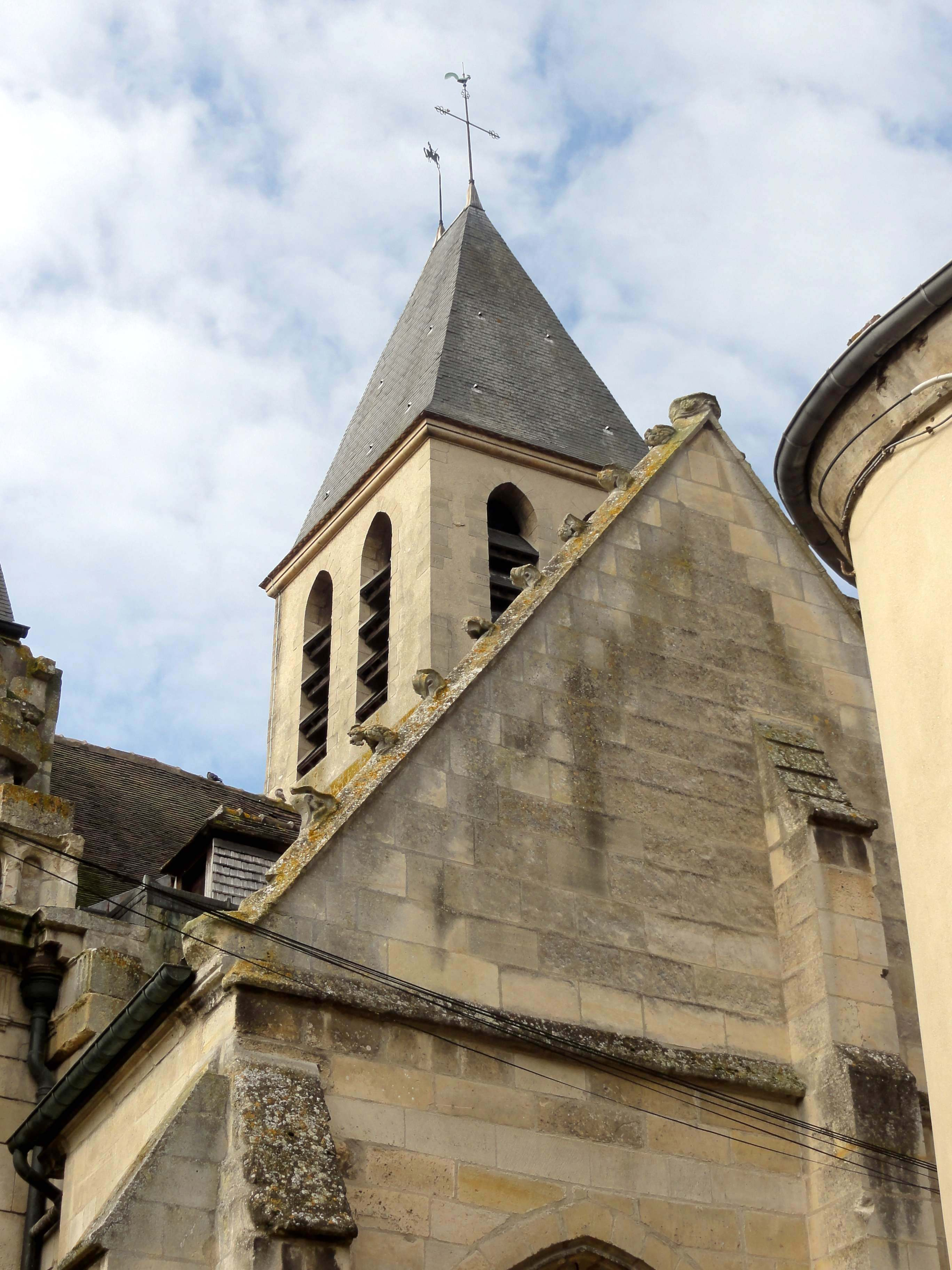
Clocher et pignon de la chapelle de la Charité.

#### Portail sous le porche

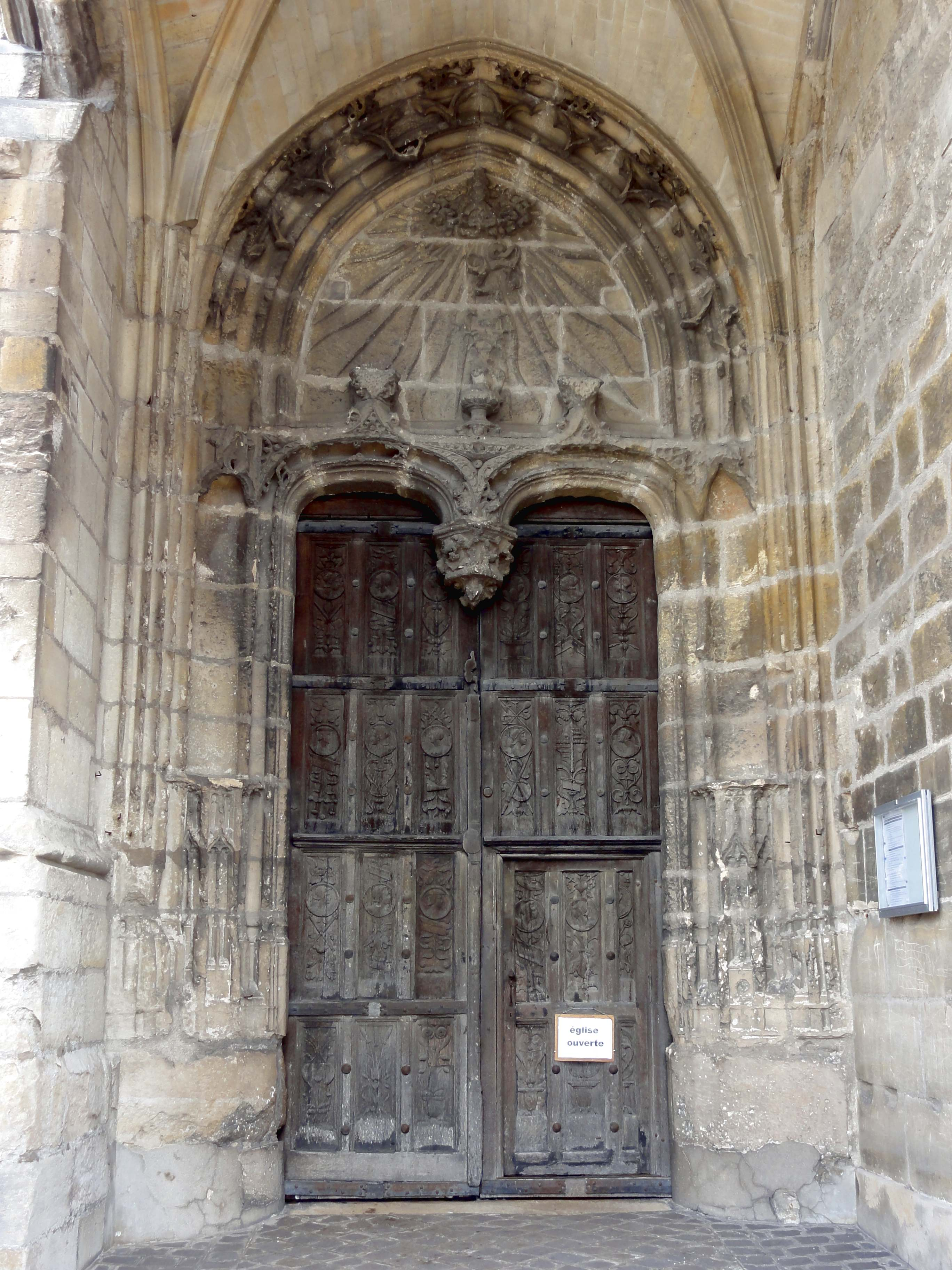
Portail sous le porche.

Le porche occupant la première travée mérite une mention spéciale. Il est voûté d'ogives à l'instar des travées suivantes à l'intérieur de l'église, mais les nervures retombent ici jusqu'au sol. Le portail, élevé mais pas très large, occupe tout le mur du fond. Son archivolte se compose de trois voussures séparées par des arêtes saillantes. La voussure supérieure accueille des feuilles de chou frisées, et la voussure médiane, aussi large que les deux autres réunies, est festonnée, mais la moitié des festons se sont cassés. Au niveau des deux arcs en anse de panier du portail, qui retombent sur un cul-de-lampe suspendu au milieu et non un trumeau, les deux voussures supérieures se réunissent et forment une niche à statue devant le piédroit du portail. À mi-hauteur des piédroits, les voussures s'arrêtent et cèdent la place à des socles architecturés très élaborés, qui supportaient jadis les deux statues-colonnes depuis longtemps disparues. Les dais assortis sont réduits à des vestiges. Une seule voussure accompagne les arcs en anse de panier et s'interpénètre avec la voussure inférieure du portail. Ces voussures comportaient un décor sculpté très riche, dont l'on ne devine plus la nature exacte. Très incomplètes sont également les deux petites accolades qui surmontaient chacune des deux portes. Au-dessus du cul-de-lampe se dégage encore un vase, motif que l'on attendrait plutôt à la Renaissance. Le tympan est sculpté de rayons de lumière entre lesquels apparaît la main bénissante de Dieu le Père, comme au portail sud de Poissy, qui occupe un emplacement comparable et montre maintes analogies. Un cul-de-lampe en lieu et place d'un trumeau se trouve aussi à Limay. Le portail peut être daté du début du XVIe siècle grâce aux armes des Gallet qui figurent sur les vantaux. Ces vantaux en bois sont aussi de tout premier intérêt, car contemporains du portail et entièrement sculptés en bas-relief. Ils sont au nombre de quatre, soit deux en haut et deux en bas, et comportent chacun deux registres de trois panneaux. Sur les panneaux des vantaux supérieurs et ceux du registre supérieur des vantaux inférieurs, le décor d'arabesques et de divers motifs s'organise autour d'un médaillon représentant le portrait d'un homme ou d'une femme en profil.

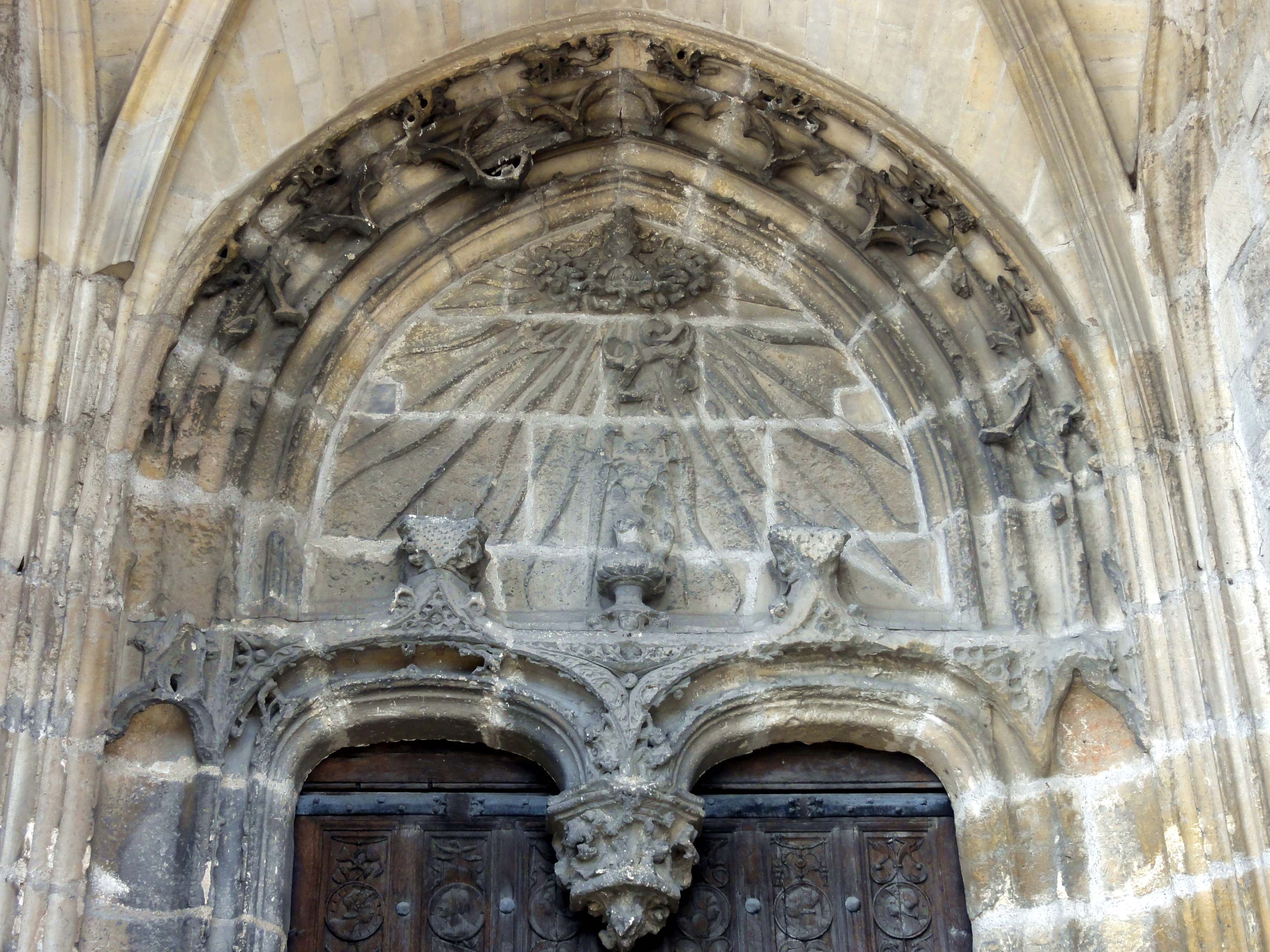
Archivoltes et tympan.
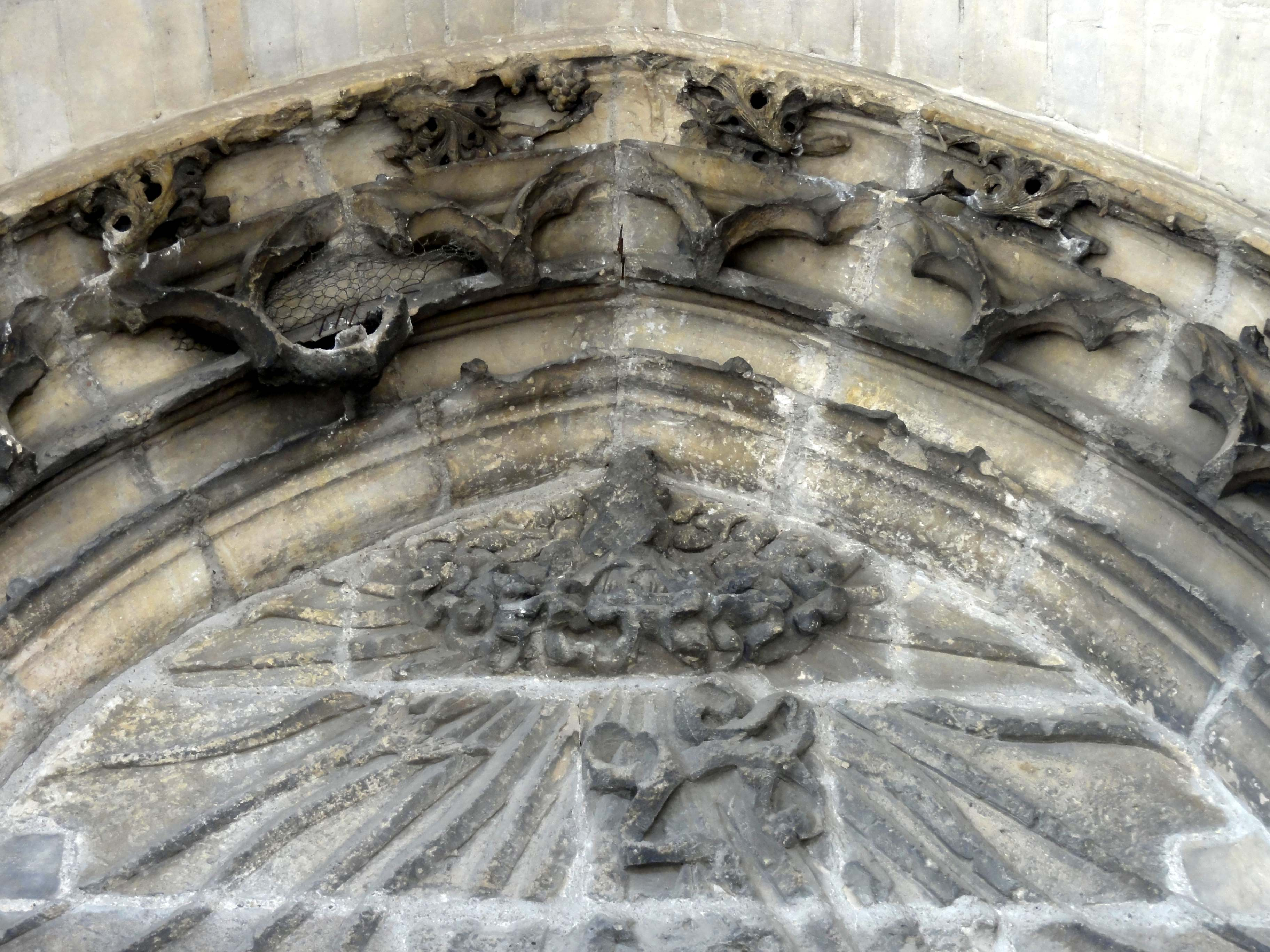
Tympan, vue de détail.
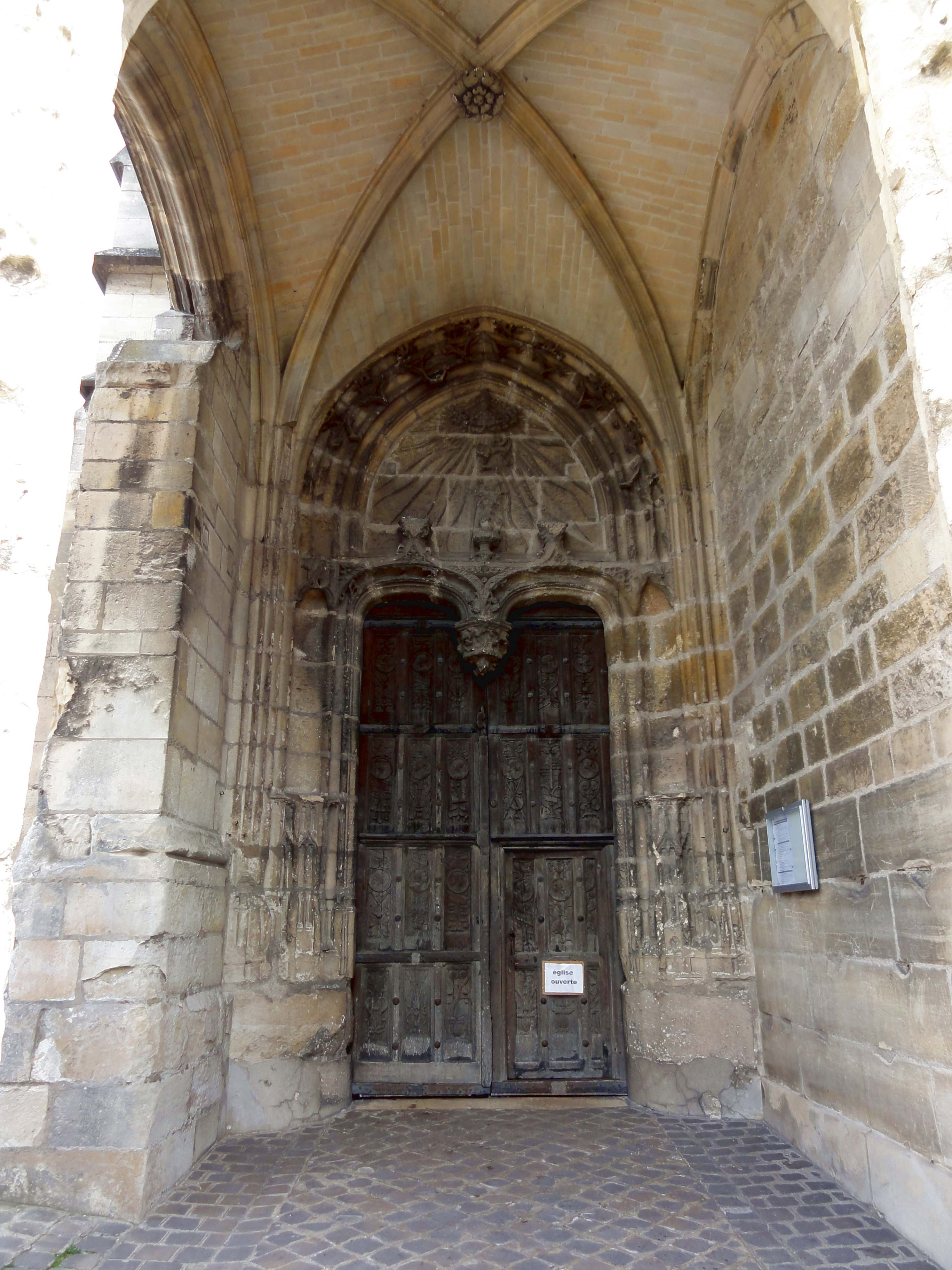
Intérieur du porche.
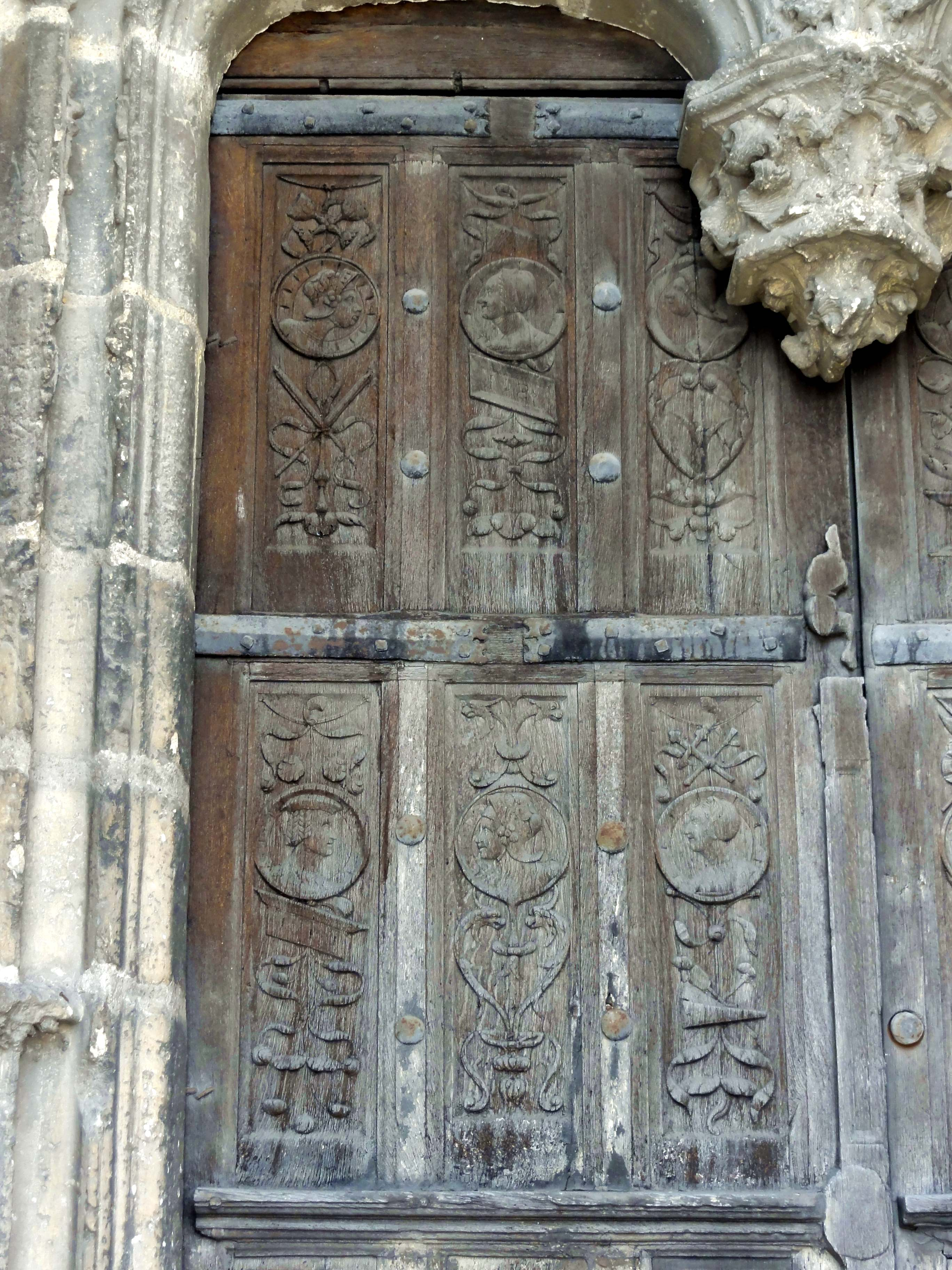
Vantail en haut à droite.
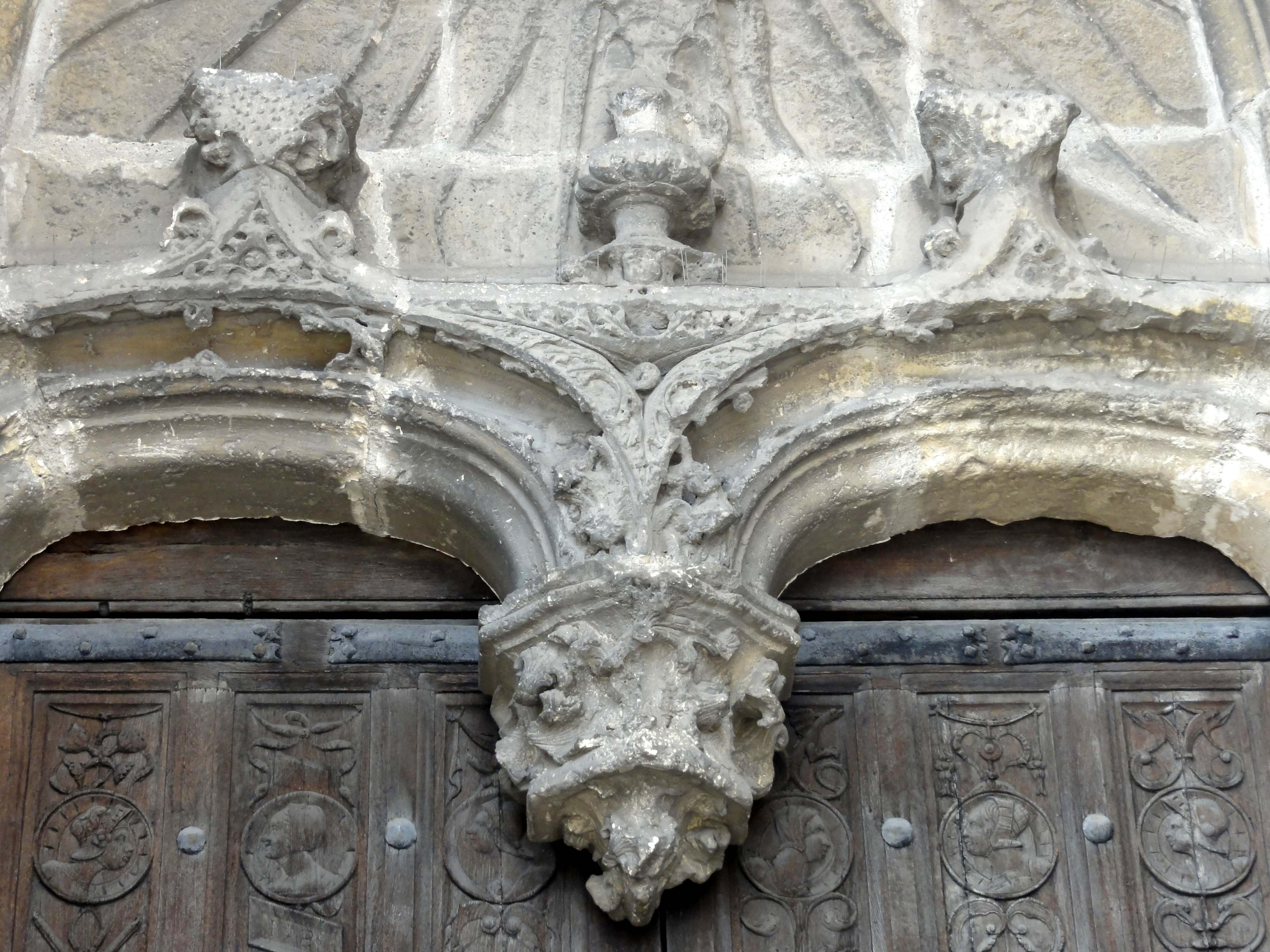
Linteaux et cul-de-lampe.
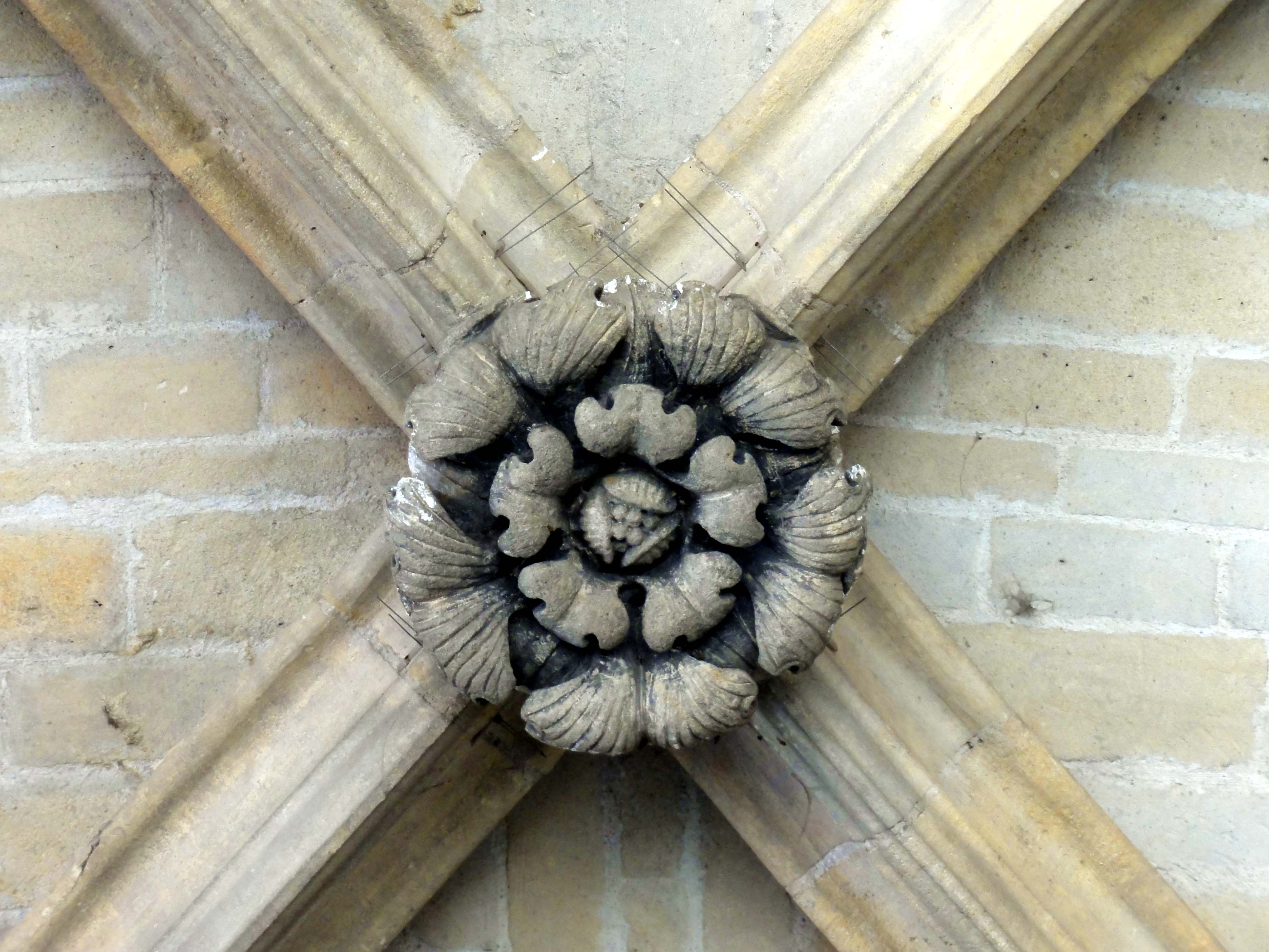
Clé de voûte.

#### Parties Renaissance

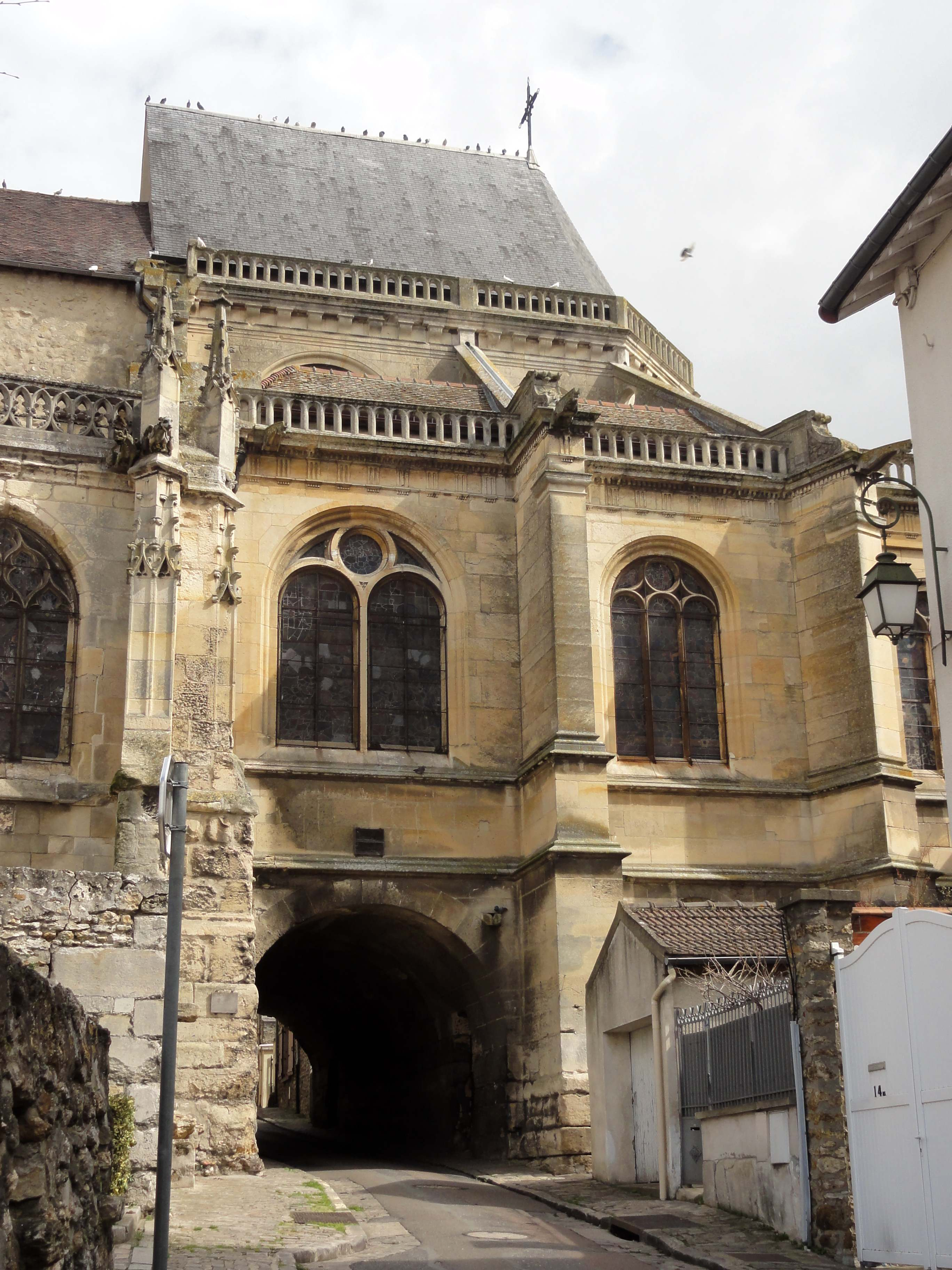
Vue depuis le sud.

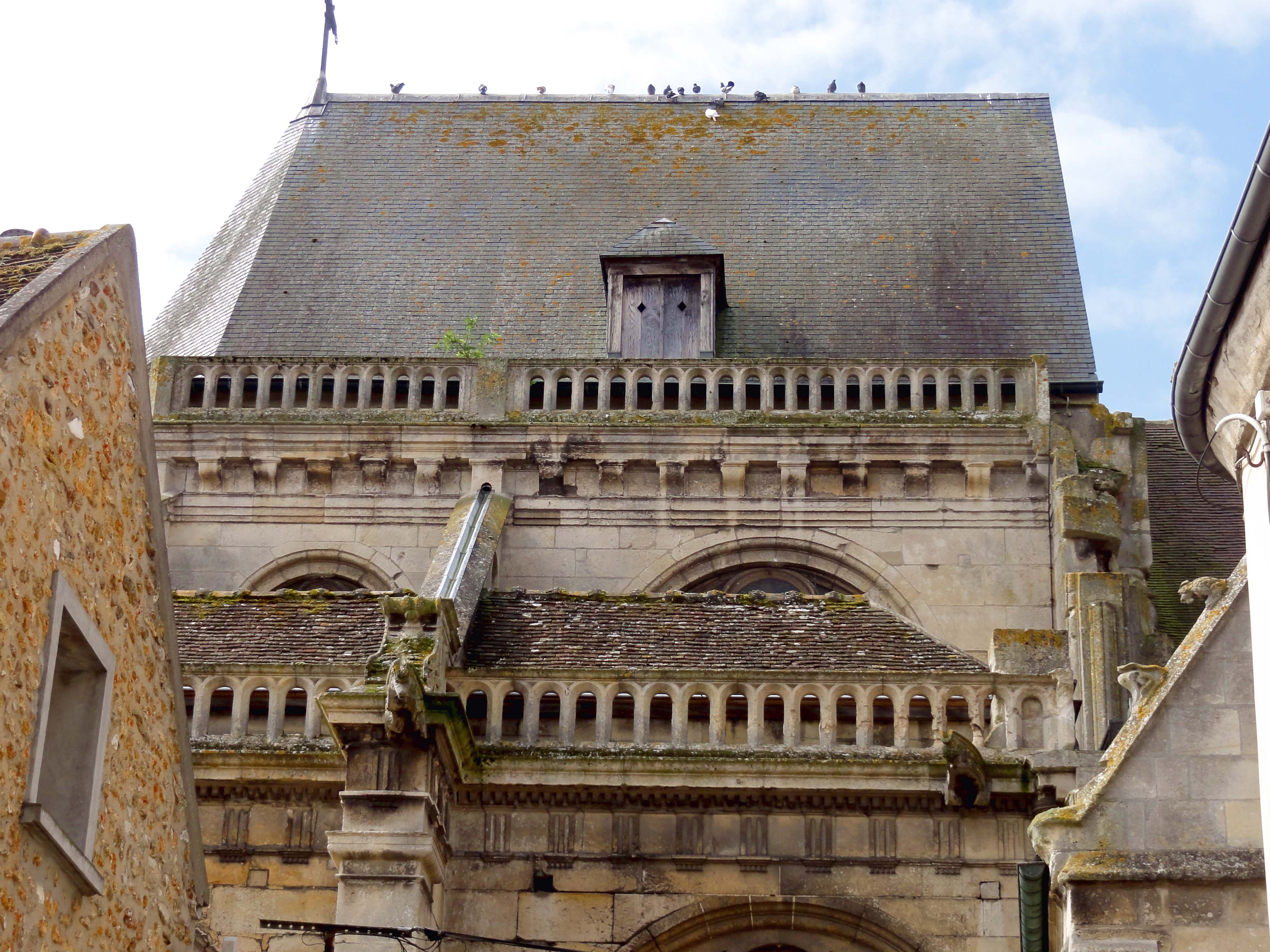
Parties hautes côté nord.

Les parties orientales de la Renaissance comportent en réalité trois niveaux d'élévation à l'extérieur, soit un de plus qu'à l'intérieur, en tenant compte du passage voûté de la rue sous la première travée et de la présence de la crypte sous le déambulatoire. Mais ce niveau est traité, à l'extérieur, comme un simple soubassement, sans la moindre ornementation. Sinon, l'architecture est sobre et un peu froide, mais pas aussi dépouillée. L'architecte a surtout misé sur la scansion horizontale et la mouluration, et n'a que très peu fait appel au décor sculpté. Une balustrade à jour formée par de simples arcatures en plein cintre termine les murs hauts et les murs du déambulatoire. Chacune repose sur un entablement. La corniche de l'entablement supérieur fait encorbellement et repose sur des corbeaux d'une allure assez lourde, qui sont engagés dans la frise. Sinon, cet entablement est uniquement constitué de moulures, et l'architrave est aussi plate que la corniche est saillante. Malgré sa saillie tout aussi prononcée, la corniche du déambulatoire peut renoncer à des corbeaux, et un rang de denticules se profile dans l'échine. La frise arbore un rang de diglyphes à gouttes et il n'y a pas d'architrave. Des bandeaux constitués de plusieurs strates de modénature et formant en même temps larmier soulignent la limite des allèges du déambulatoire et la limite entre les deux premiers niveaux d'élévation (ou autrement dit, la fin du soubassement). Les murs hauts sont épaulés par des murs boutants munis de chéneaux et percés d'un trou circulaire. Les culées de ces arcs-boutants simplifiés prennent la forme de consoles délicatement sculptées selon le vocabulaire ionique. En raison de l'absence d'un triforium ou d'un étage de murs aveugles, les fenêtres hautes sont assez rapprochées des grandes arcades, et le déambulatoire a dû être recouvert d'un toit en bâtière pour éviter que les fenêtres ne soient obturées. Ce toit commence et se termine par une croupe, mais fait le tour du chevet. Au cas d'un chevet en hémicycle, les toits en pavillon indépendants à chaque travée sont plus courants. Des gargouilles schématisées et toutes identiques sont placées en haut de chacun des contreforts intermédiaires du déambulatoire, et au début et à la fin de la corniche du déambulatoire. Les contreforts sont de plan rectangulaire et structurés de la même façon que le mur. Il convient encore de signaler l'amorce d'un nouveau mur de chevet pour le second bas-côté sud, avec le piédroit d'une fenêtre. Alors que le chœur Renaissance ne se soumet pas aux contraintes imposées par l'édifice médiéval, les parties occidentales devaient apparemment être reconstruites en reproduisant le plan existant.

## Vitraux Renaissance

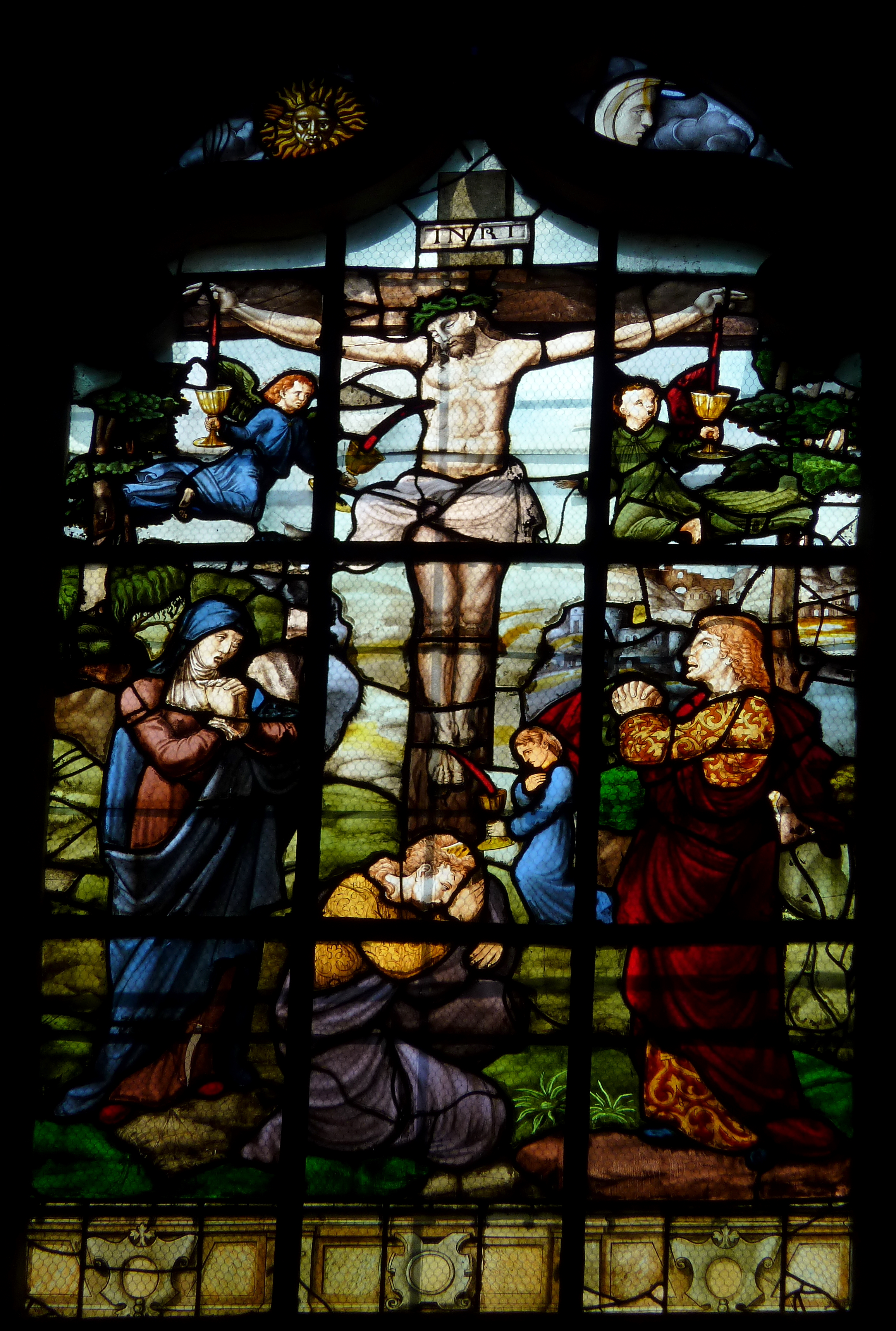
Verrière n° 100 - la Crucifixion.

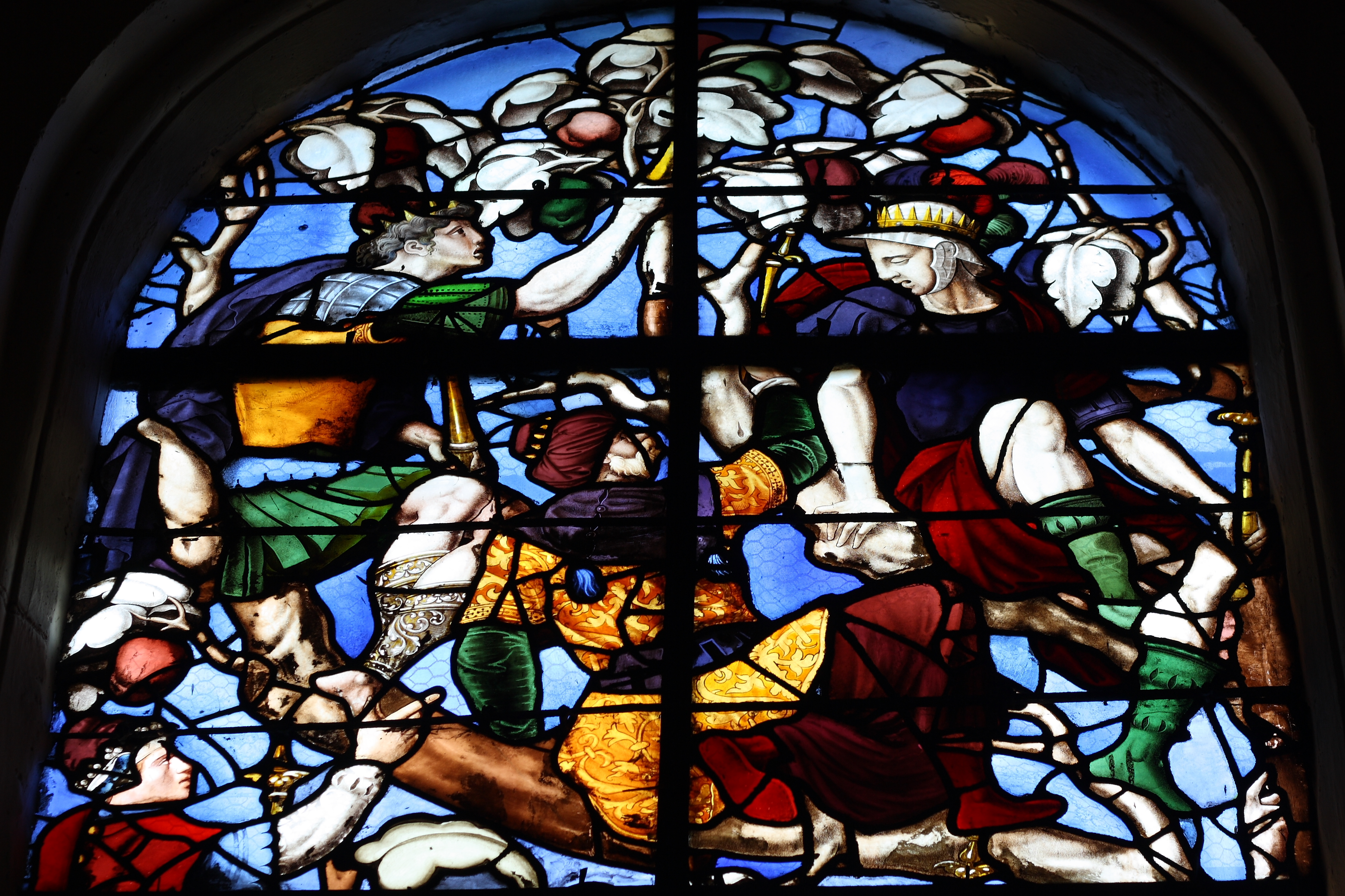
Verrière n° 9, sommet de la lancette de gauche - arbre de Jessé.

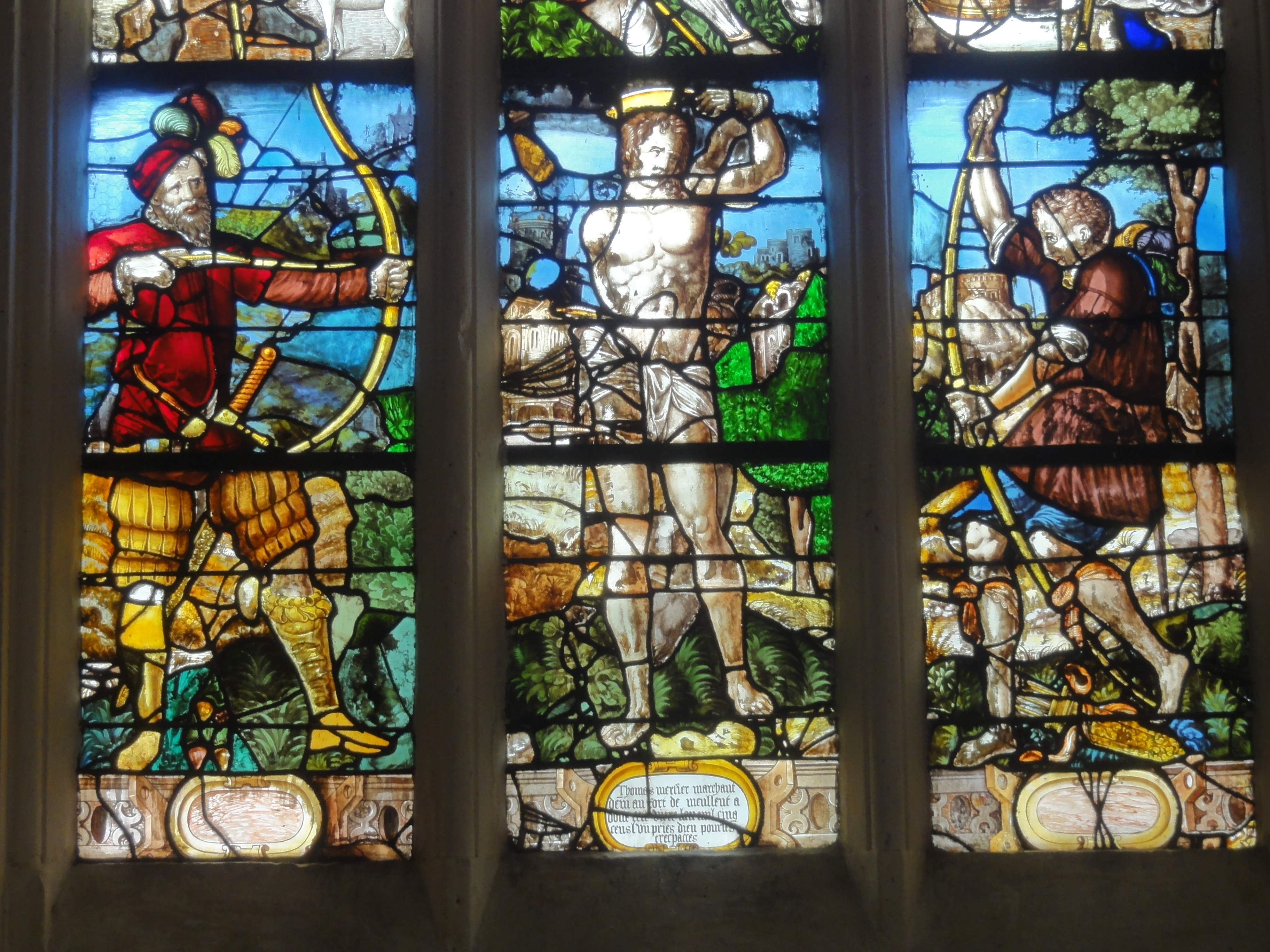
Verrière n° 7, registre inférieur - le martyre de saint Sébastien.

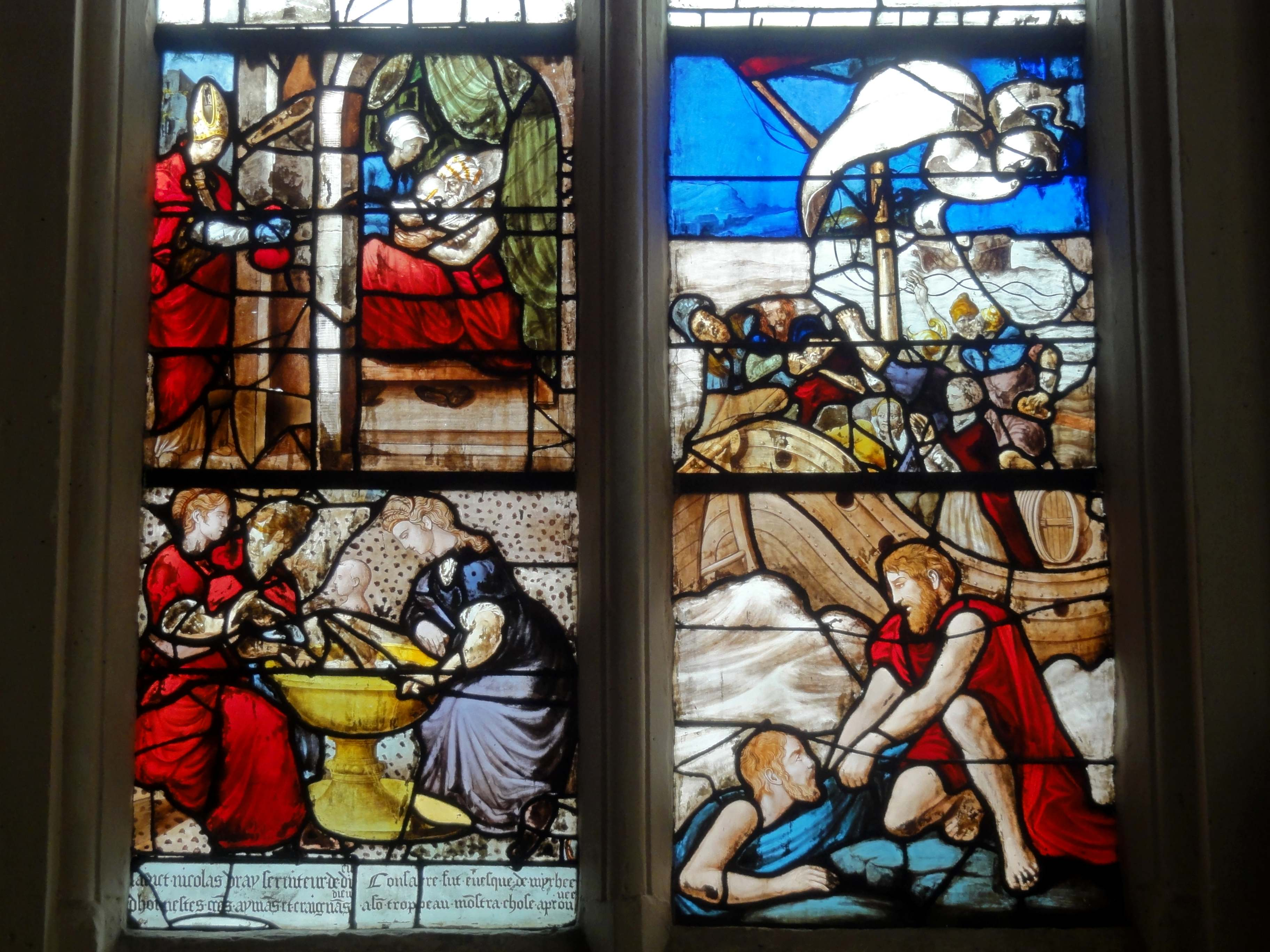
Verrière n° 5, registre inférieur - scènes de la vie de saint Nicolas.

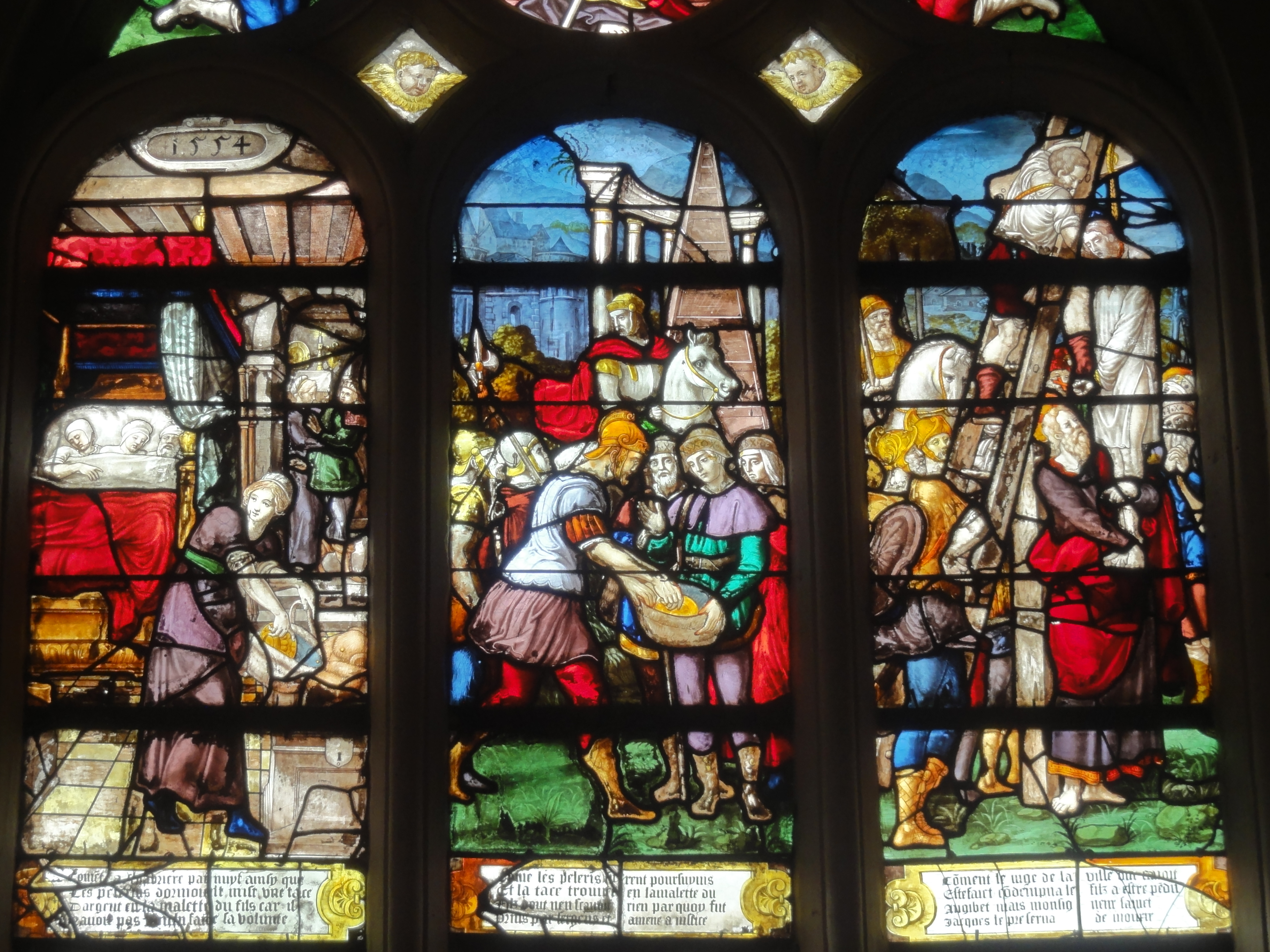
Verrière n° 3, registre supérieur - la légende du pendu dépendu.

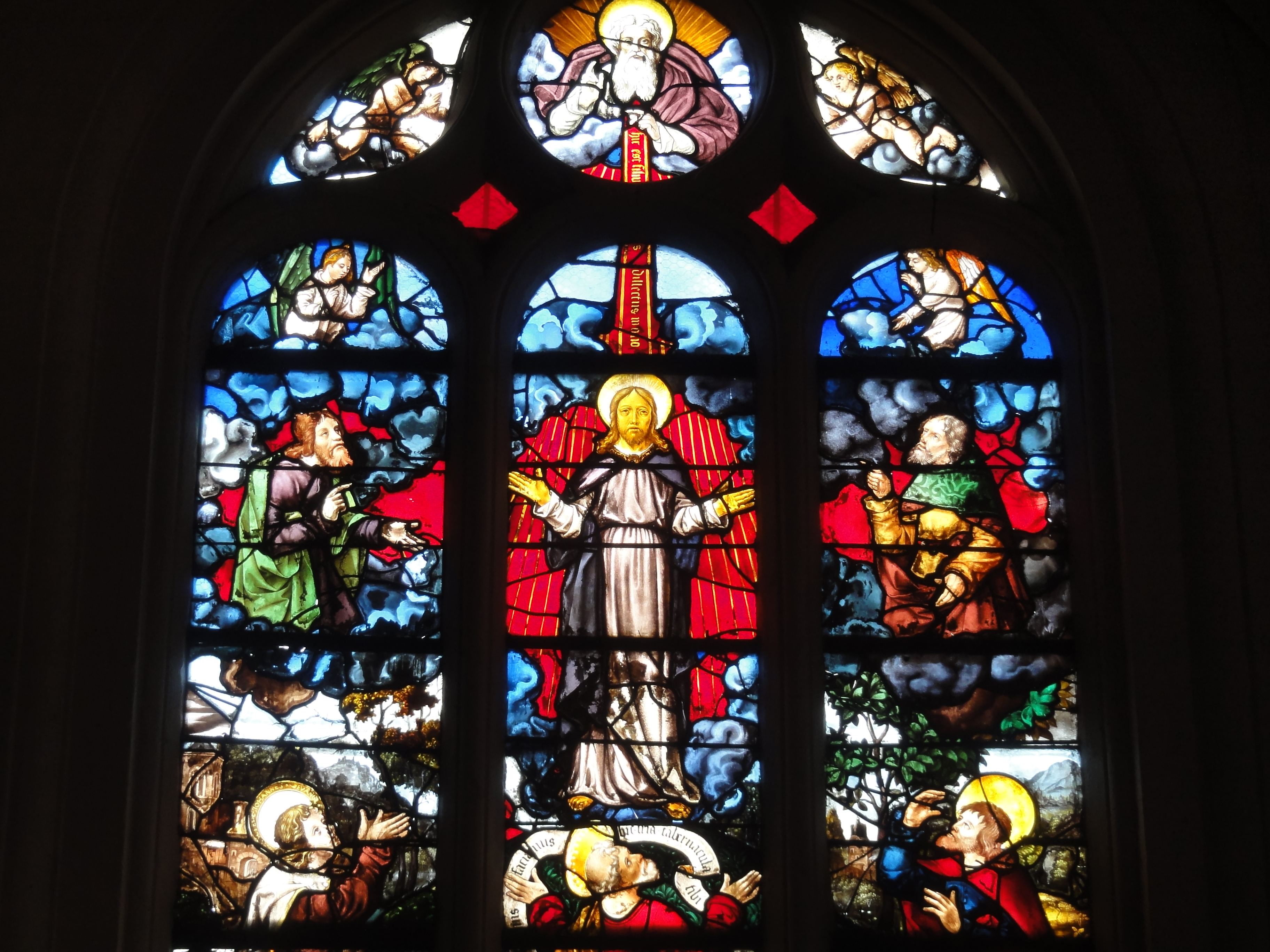
Verrière n° 4, registre supérieur - la Transfiguration du Christ.

Quatorze verrières du XVIe siècle sont classées monument historique au titre immeuble avec l'église. L'église Saint-Martin possède en réalité treize verrières anciennes, dont huit sont à peu près complètes et largement authentiques (n° 13, 9, 7, 5, 3, 4, 10, 14, 100) ; trois constituent pour l'essentiel des reconstitutions du XIXe siècle ou ont été fortement restaurées (n° 6, 22, 24) ; et deux regroupent des fragments (n° 13 et 20). Parmi ces verrières, la verrière n° 100, dans la baie d'axe du rond-point de l'abside, n'est pas mentionnée dans l'arrêté de classement, alors que deux verrières (n° 8 et n° 18) sont apparemment classées à tort, car datant seulement du XIXe siècle (voir ci-dessous). Il est également à signaler que certains vitraux sont datés non du XVIe siècle, mais de la fin du XVe siècle. La description commence par le rond-point de l'abside, puis procède dans le sens des aiguilles d'une montre au départ de la chapelle de la confrérie de la Charité, au nord.
- La verrière de la Crucifixion (n° 100) dans l'axe du rond-point de l'abside date du milieu du XVIe siècle. Elle n'est pas subdivisée en lancettes, mais il y a deux mouchettes au tympan, où l'on voit le soleil et la lune. Jésus est attaché à la croix, qui est flanquée de deux arbres, et non des croix des deux larrons. Trois anges recueillent dans des calices le sang qui s'écoule de ses plaies aux mains et aux pieds. La Vierge de douleur, sainte Marie-Madeleine (en bas) et saint Jean se tiennent près de lui pendant sa dernière épreuve. Il n'y a pas d'autres personnages présents dans le décor essentiellement paysager. Autour de la tête de saint Jean, trois fragments représentent des bâtiments qui semblent être en ruine. Ils sont placés ici pour symboliser la ville de Jérusalem[28].
- La verrière de l’Ecce homo (n° 13), dans la chapelle de la confrérie de la Charité, à droite, est à trois lancettes trilobées surmontées d'un soufflet entre deux mouchettes, et date de l'an 1500 conformément à l'inscription « En l'an mil cinq cent » en bas du médaillon central de la lancette de gauche. Cette verrière se démarque des suivantes par les importantes sections de verre transparent en haut et en bas des lancettes. Ce n'est que pendant la seconde moitié du XVIe siècle que se répand l'usage de laisser la partie supérieure des lancettes blanche, afin d'améliorer la luminosité des églises. En l'occurrence, la chapelle de la Charité est effectivement très sombre en raison de sa profondeur, et de l'absence de fenêtres latérales. L'Ecce homo figure sur le soufflet, et des anges de vert vêtus dans les mouchettes. Les trois lancettes sont entourées de bordures de candélabres, de bustes humains et de pots à feu. Le registre médian des lancettes de gauche et de droite comporte un médaillon dans un encadrement architecturé de la Renaissance, où figurent saint Jean-Baptiste portant l'Agnus Dei sur le livre aux sept sceaux (à gauche) et saint Fiacre avec sa bêche et un livre ouvert. La scène au milieu, difficilement lisible, représenterait saint Hubert à genoux devant le cerf. L'on note encore, en bas de la première et de la dernière lancette, les donateurs agenouillés : d'abord les parents avec un jeune enfant, ensuite une fille et un garçon. Pour l'abbé Marsaux, cette verrière est « assez médiocre de facture, et dénote des artistes peu exercés »[29].
- La verrière de l'arbre de Jessé (n° 9), qui est la première du déambulatoire Renaissance au nord, et à deux larges lancettes en plein cintre, et date du milieu du XVIe siècle. Offrant l'iconographie habituelle liée à son sujet, cette verrière est d'une vivacité de coloris remarquable, mais Eugène Lefèvre-Pontalis déplore la pose un peu maniérée des personnages. La Vierge à l'Enfant figure au tympan[30],[31]. L'orgue du chœur positionné sous l'arcade devant la verrière empêche par ailleurs de l'apprécier dans son ensemble avec suffisamment de recul.
- La verrière de Thomas Mercier (n° 7), qui succède à la précédente à l'est, est datée de 1557 par l'inscription qui se lit sur le médaillon en bas : « Thomas Mercier marchand dem[eurant] au fort de Meullent a don[n]e cete vitre lan mil cinq cens lvii pries dieu pour les trespassés ». Cette verrière est à trois lancettes en plein cintre, et s'organise sur deux registres. Le registre inférieur représente une seule scène qui s'étend sur les trois lancettes, à savoir le martyre de saint Sébastien. Sur le registre supérieur, l'on aperçoit, de la gauche vers la droite, saint Roch guéri par un ange et accompagné de son fidèle chien qui lui apporta du pain ; la Charité de Saint-Martin, scène emblématique qui se trouve dans la quasi-totalité des églises dédiées à ce saint patron ; et saint Nicolas en tenue épiscopale, avec à ses pieds, un saloir contenant les trois jeunes enfants tués par un boucher qu'il a ramené à la vie. Selon l'avis d'Eugène Lefèvre-Pontalis, « le dessin de cette verrière est d'une grande pureté de lignes, et celui qui en a exécuté la composition devait être un véritable artiste ». Le Christ au tympan et les deux anges adorateurs sont modernes[32],[33].
- La verrière dite de saint Nicolas (n° 5), au nord de la chapelle rayonnante triangulaire qui suit, est à deux formes en plein cintre, date du milieu du XVIe siècle. Comme l'indique le fragment d'une inscription, elle fut offerte par Mathurin Le Bailli et son épouse. Hormis le tympan, qui contient un donateur agenouillé et des fragments regroupés ici, l'on dénombre cinq scènes, dont deux occupent la moitié supérieure, deux la partie gauche de la moitié inférieure, et une la partie droite de la moitié inférieure. Il convient d'entamer la lecture en bas à gauche, où le futur saint, encore enfant, debout dans un bassin, est entouré de femmes qui s'apprêtent à la laver. Il ne s'agit pas d'un baptême. Au-dessus, saint Nicolas, déjà évêque, frappe à la porte d'une maison en apportant une bourse. Dans la maison, un vieil homme est alité, et une femme vient lui apporter un bol de soupe ou de bouilli. Mais la légende de saint Nicolas ne contient pas le récit d'une telle visite à un malade. L'abbé Marsaux suggère par conséquent qu'il s'agit de l'épisode des trois pucelles déconseillées : « Saint Nicolas apporte une bourse pour l'aînée des jeunes filles. La teinte sombre du vitrail indique la nuit. Le lendemain matin la bourse est trouvée par la jeune fille, qui se hâte d'annoncer cette bonne nouvelle à son père. La tasse qu'elle tient entre ses mains n'est qu'un accessoire, indiquant son office de ménagère. Le geste du père exprime aussi bien l'étonnement, l'admiration que l'intention de saisir la tasse ». C'est en tout cas à cette scène qu'appartient la légende déplacée vers le bas : « Sainct Nicolas vray serviteur de dieu d'honnestes ge[n]s ayma[n]s et craigna[n]s dieu consacré fut evesque de myrhée a so[n] troppeau mo[n]stra chose approuvée ». Sur le grand panneau à droite de ces scènes, saint Nicolas voyage sur un bateau en détresse, et le sauve par ses prières, tandis qu'au premier plan, sur la terre ferme, un homme tire un naufragé de la mer. C'est à tort qu'Eugène Lefèvre-Pontalis a rattaché le registre supérieur à la vie de saint Nicolas. Ils relatent en réalité des épisodes de la vie de saint Mathurin, le patron du donateur. En haut à gauche, saint Mathurin, appelé à Rome par l'empereur Maximien Hercule pour exorciser sa fille Théodora devenue folle, est représenté tonsuré, et accompagné de deux hauts prélats. Il chasse du corps de la fille le démon, qui s'échappe au milieu d'un nuage de fumée. En haut à droite, l'évêque est saint Polycarpe, évêque de Sens, qui avait ordonné prêtre Mathurin. Accompagné de saint Mathurin, nimbé et de bleu vêtu, Polycarpe baptise les parents de Polycarpe, comme l'indique cette légende : « Après qu'il eust receu batesme qui les fist par son prouesme feist tant que père et mère recevoir de batesme le caracther »[34],[35].
- La verrière dite de Saint-Jacques ou du miracle du coq (n° 3), au chevet de la même chapelle, est à trois formes en plein cintre, et porte la date de 1554 en haut de la lancette de gauche. Cette une verrière narrative, qui illustre le miracle du pendu-dépendu relaté dans le De miraculis sancti Jacobi et dans La Légende dorée ; en somme l'histoire de trois pèlerins de Saint-Jacques-de-Compostelle originaires de Toulouse accusés de vol par une perfide servante, et sauvés par l'intervention de saint Jacques. C'est un sujet original rarement représenté sur les vitraux. Les scènes s'organisent sur deux registres, mais le registre inférieur comporte deux panneaux superposés sur les lancettes de gauche et de droite. La lecture commence en haut à gauche. On y voit une servante occupée à cacher dans un sac une tasse d'argent, tandis que les trois pèlerins sont profondément endormis : « Come[n]t la cha[m]brière par nuyt ainsy que / Les pèlerins dormoient mist une tace / D'argent en la mallette du fils car il / N'avoit pas voulu faire sa volunté ». En haut au milieu, les pèlerins, qui ont quitté l'auberge, sont poursuivis par des cavaliers, qui découvrent la tasse dans le sac d'un d'eux : « Com[m]e les peleri[n]s furent poursuyvis / Et la tace trouvée en la mal[l]ette du / fils dont n'en scavoit rien par quoy fut / Prins par sergens et amené à justice ». Ensuite, à droite, un bourreau attache l'accusé à une potence, tandis que saint Jacques intervient in extremis pour le sauver : « Com[m]ent le iuge de la ville où ce avoit / Este faict condempna le fils à estre pe[n]du / Au gibet mais monseigneur sainct / Jacques le préserva de mourir ». Enfin, en bas au milieu, le juge ne veut pas croire au miracle, et pour lui prouver l'innocence du pèlerin, rend la vie à un coq qui rôtissait dans la cheminée : « Com[m]ent le iuge respo[n]dit qu'il n'estoit pas / Possible que leur fils eust vie non / Plus que ung conq qu'il faisoit rotir lequel / Incontine[n]t sortit de la broche et chanta ». Cette verrière se fait également remarquer par l'éclat de son coloris. Léon Palustre est tenté de l'attribuer à Jean Leprince, le fils d'Engrand Leprince. Les quatre petits panneaux n'ont aucun rapport avec la légende et représentent des saints, dont sainte Catherine avec une épee, sainte Barbe et saint Nicolas, ainsi qu'un moine non identifié[36],[37],[38].
- La verrière de la Transfiguration (n° 4), au chevet de la chapelle triangulaire de l'angle sud-est du déambulatoire, est à trois formes en plein cintre, et date de la seconde moitié du XVIe siècle. Par son style et la forme de la représentation, elle diffère profondément des verrières hagiographiques ou légendaires ci-dessus. En haut de la lancette médiane, le Christ, entouré de rayons étincelants, est contemplé avec amour par Dieu le Père qui figure au tympan, et déroule un phylactère avec les paroles suivantes : « Hic est filius [meus] dilectus, in quo... » (Mt 17,5). Aux côtés du Christ, Moïse et Élie sont installés sur des nuées. Sur le registre inférieur, les Apôtres Pierre, Jacques et Jean contemplent le miracle, et saint Pierre tient un phylactère contenant cet extrait de l'Évangile selon Matthieu : « Domine, bonu[m] est nos hic esse. Si vis, faciamus hic tria tabernacula, tibi unu[m], Moisi unu[m], et Eliæ unu[m] » (Mt 17,4)[39],[40].

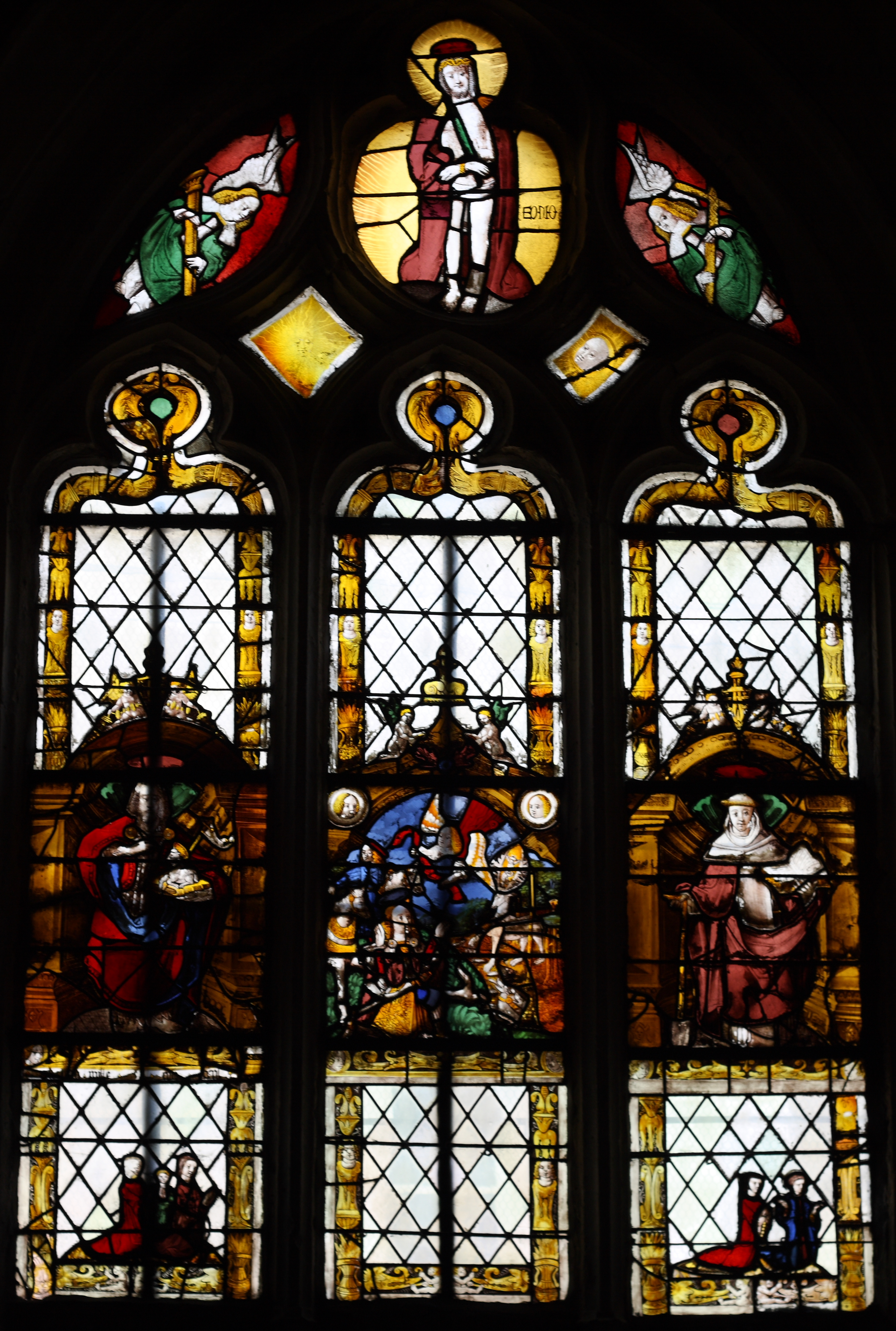
Verrière de l'Ecce homo (n° 13).
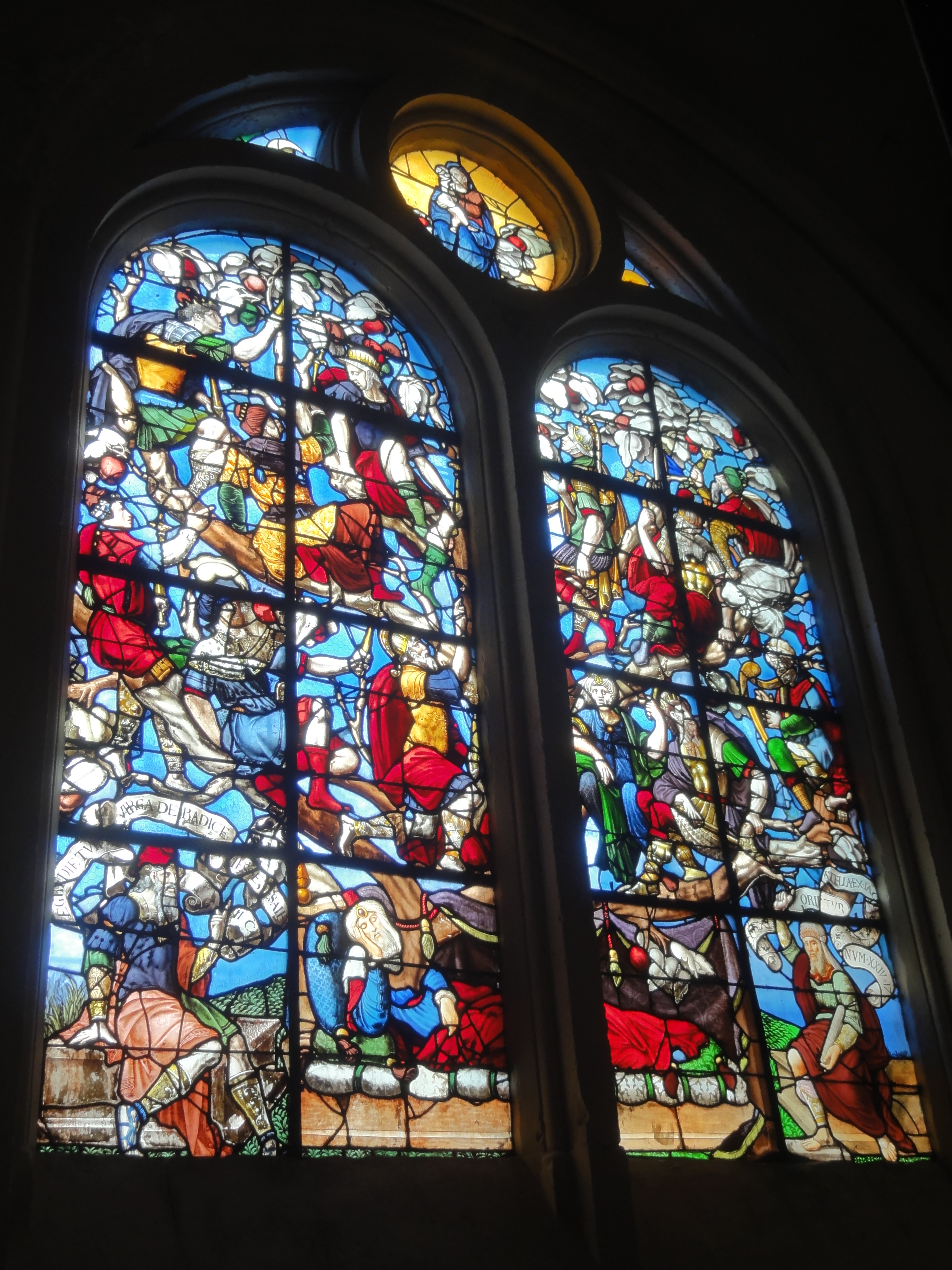
Verrière de l'arbre de Jessé (n° 9).
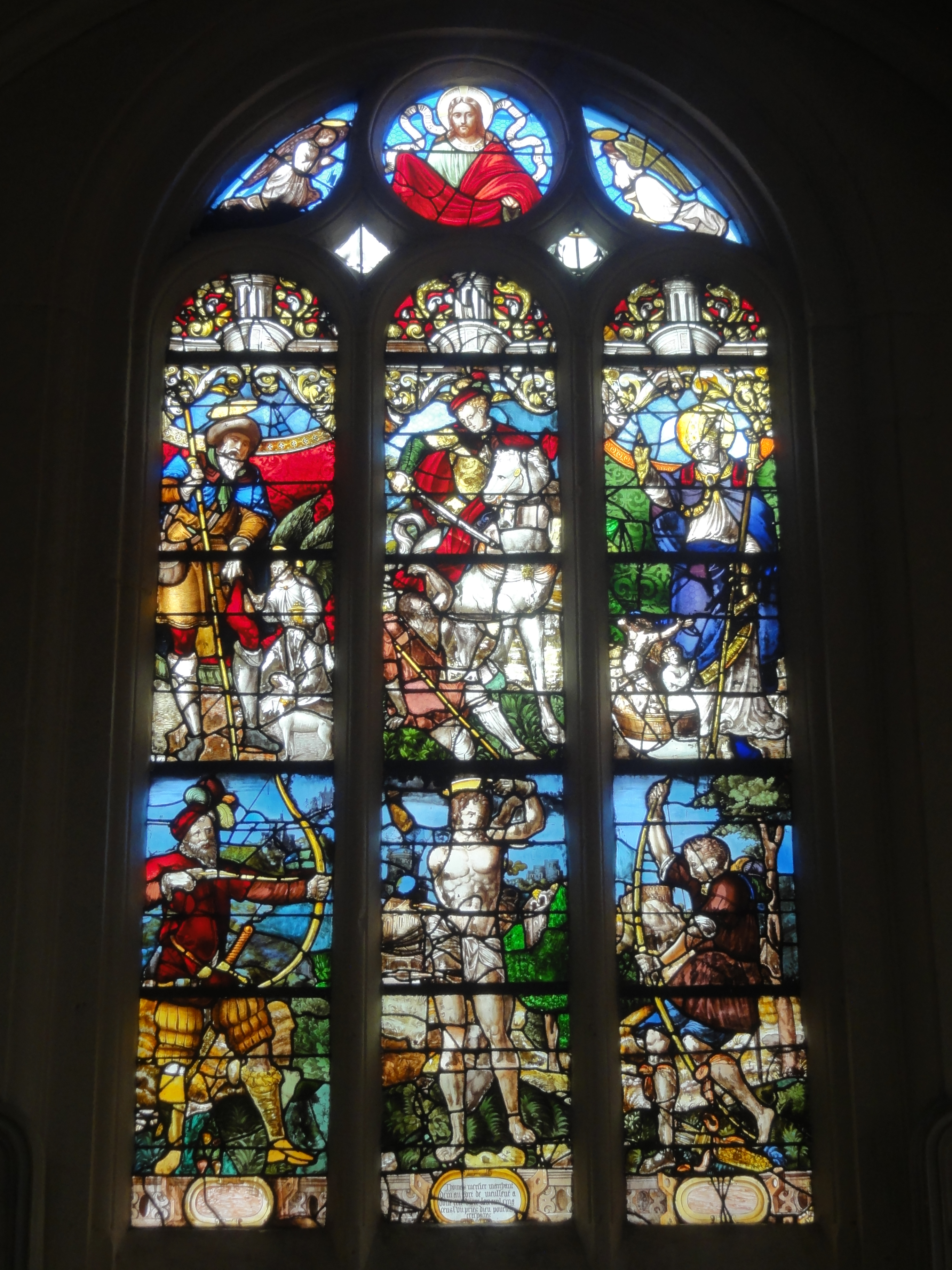
Verrière de Thomas Mercier (n° 7).
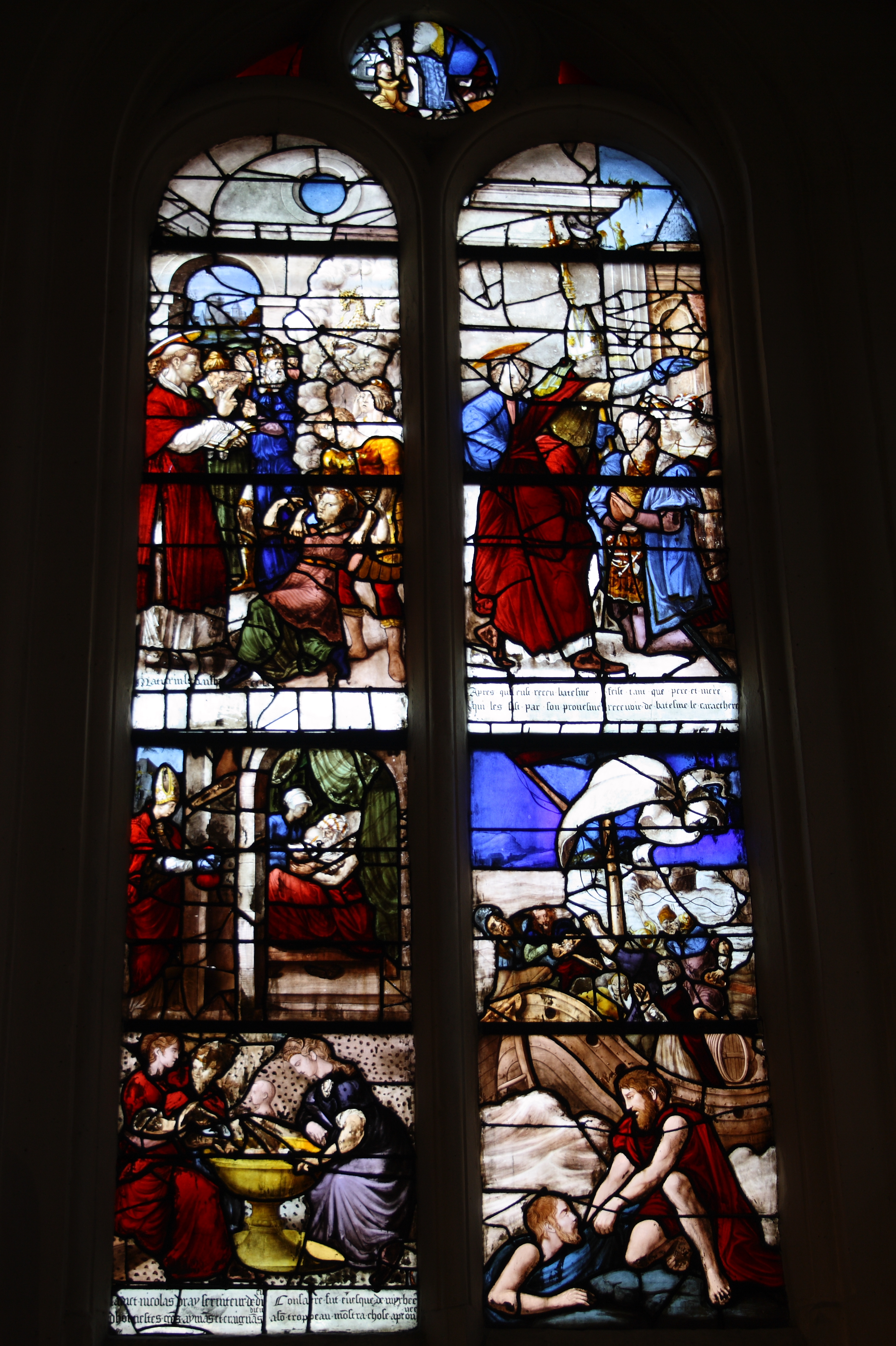
Verrière de saint Nicolas (n° 5).
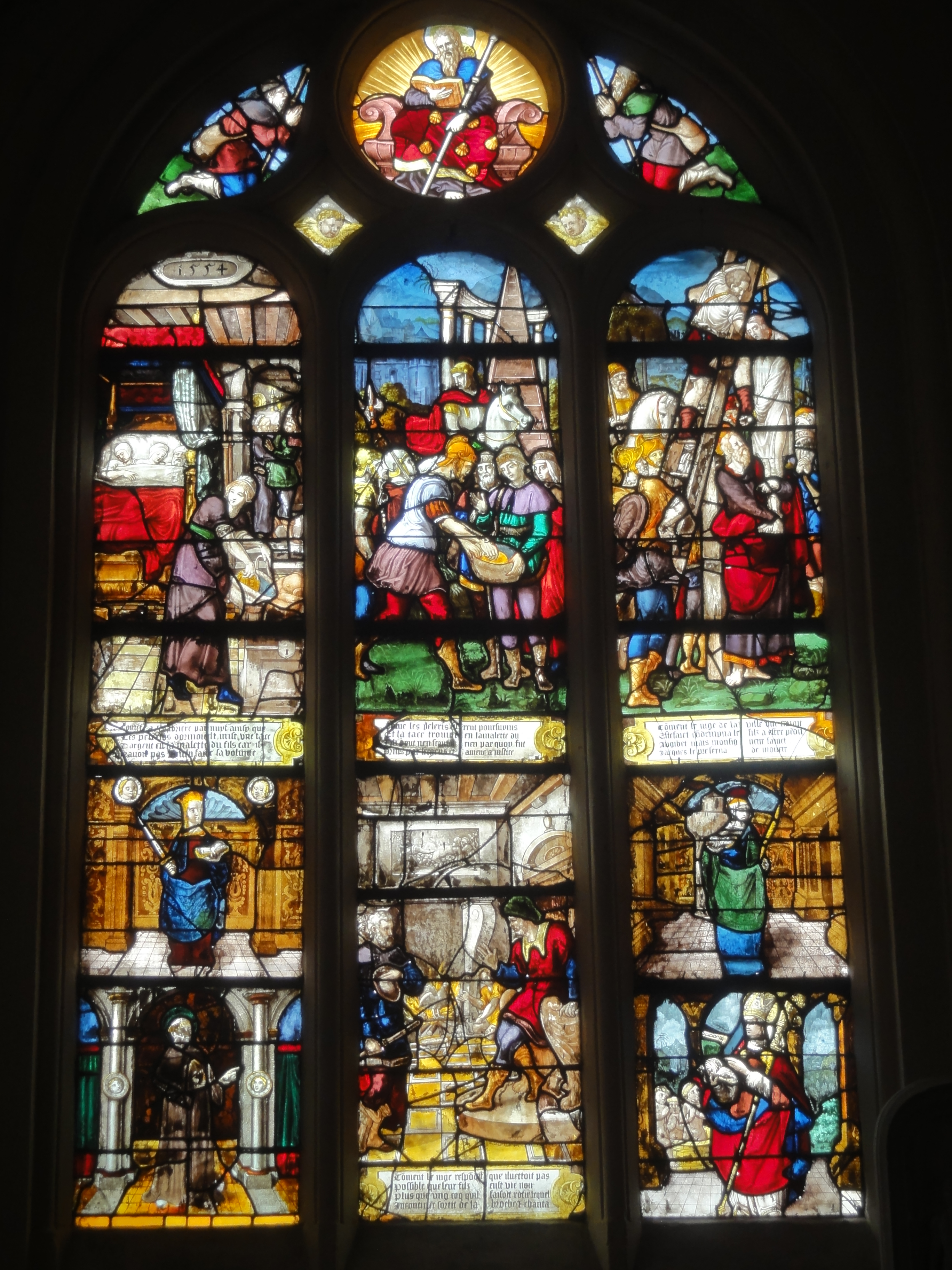
Verrière du miracle du coq (n° 3).
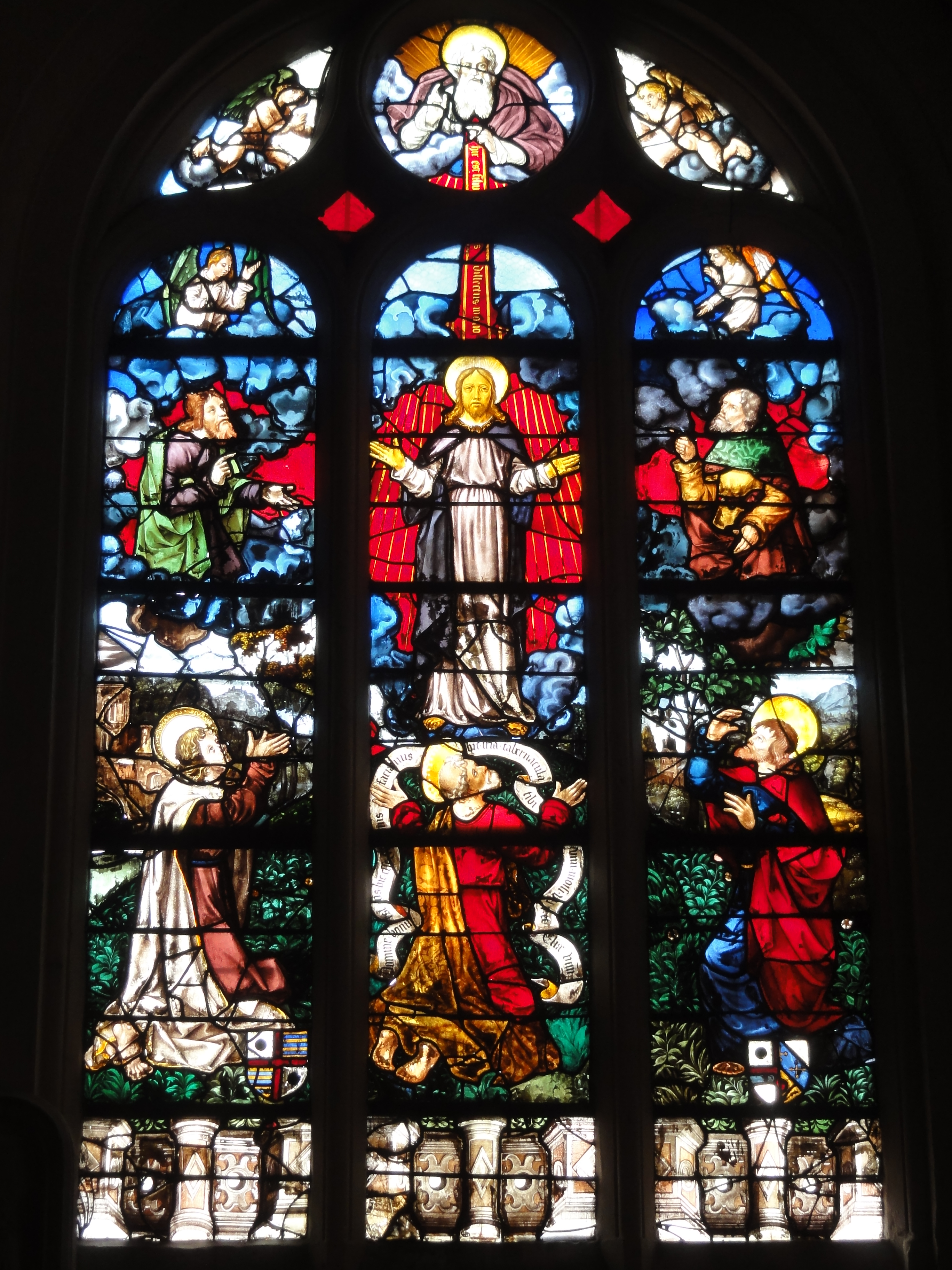
Verrière de la Transfiguration (n° 4).

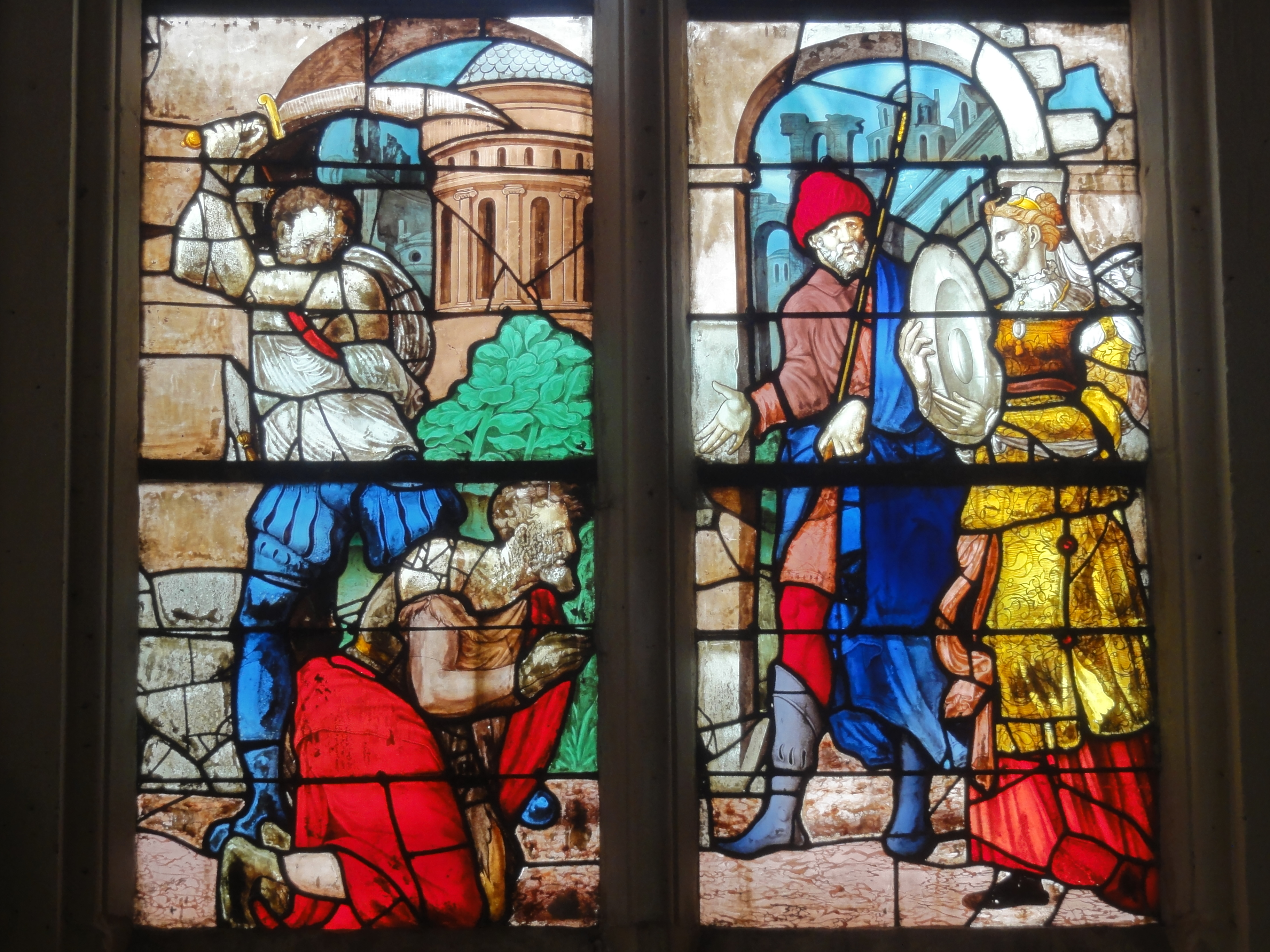
Verrière n° 6, registre inférieur - décollation de saint Jean-Baptiste.

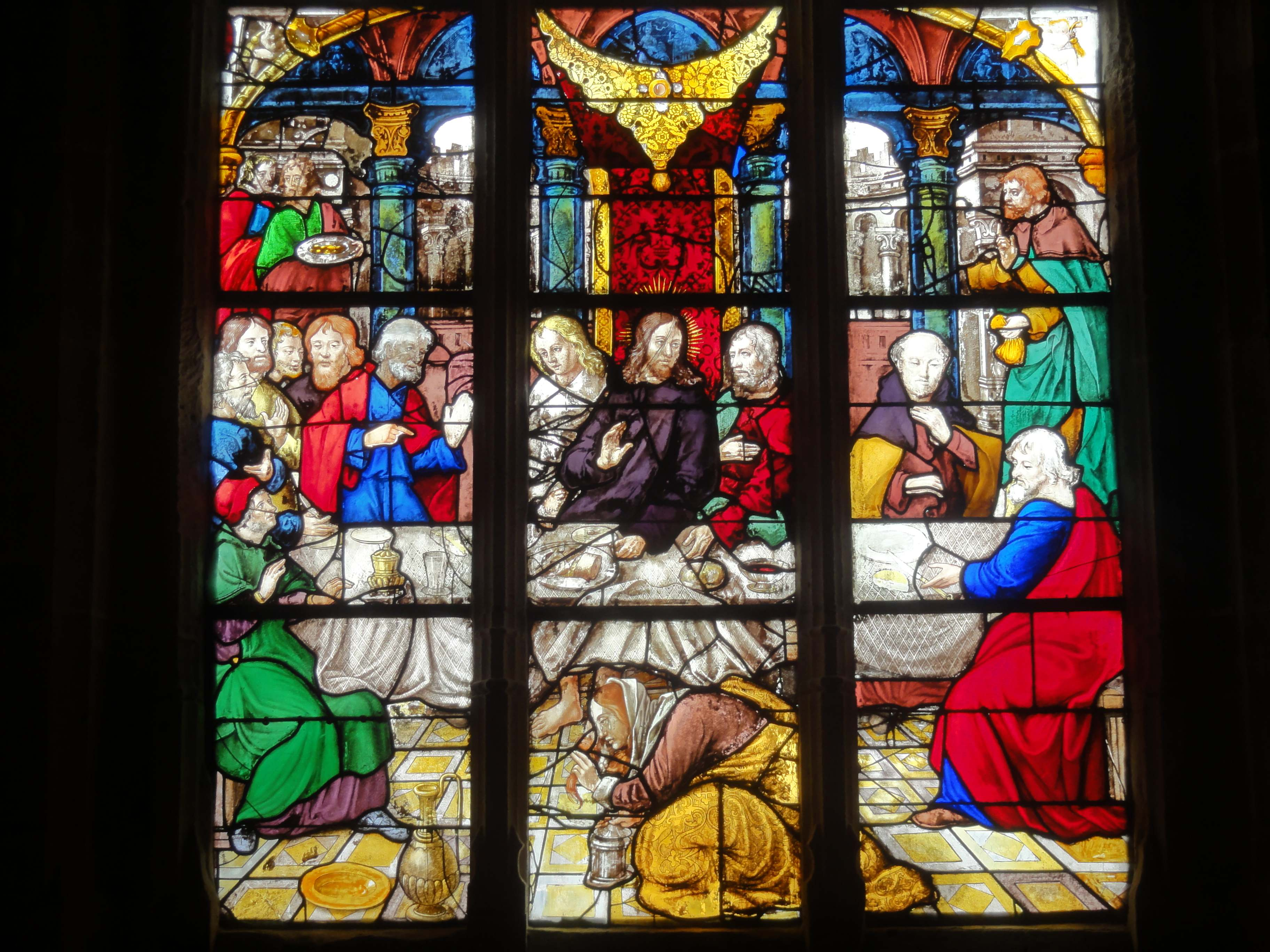
Verrière n° 14, vue rapprochée - le repas chez Simon.

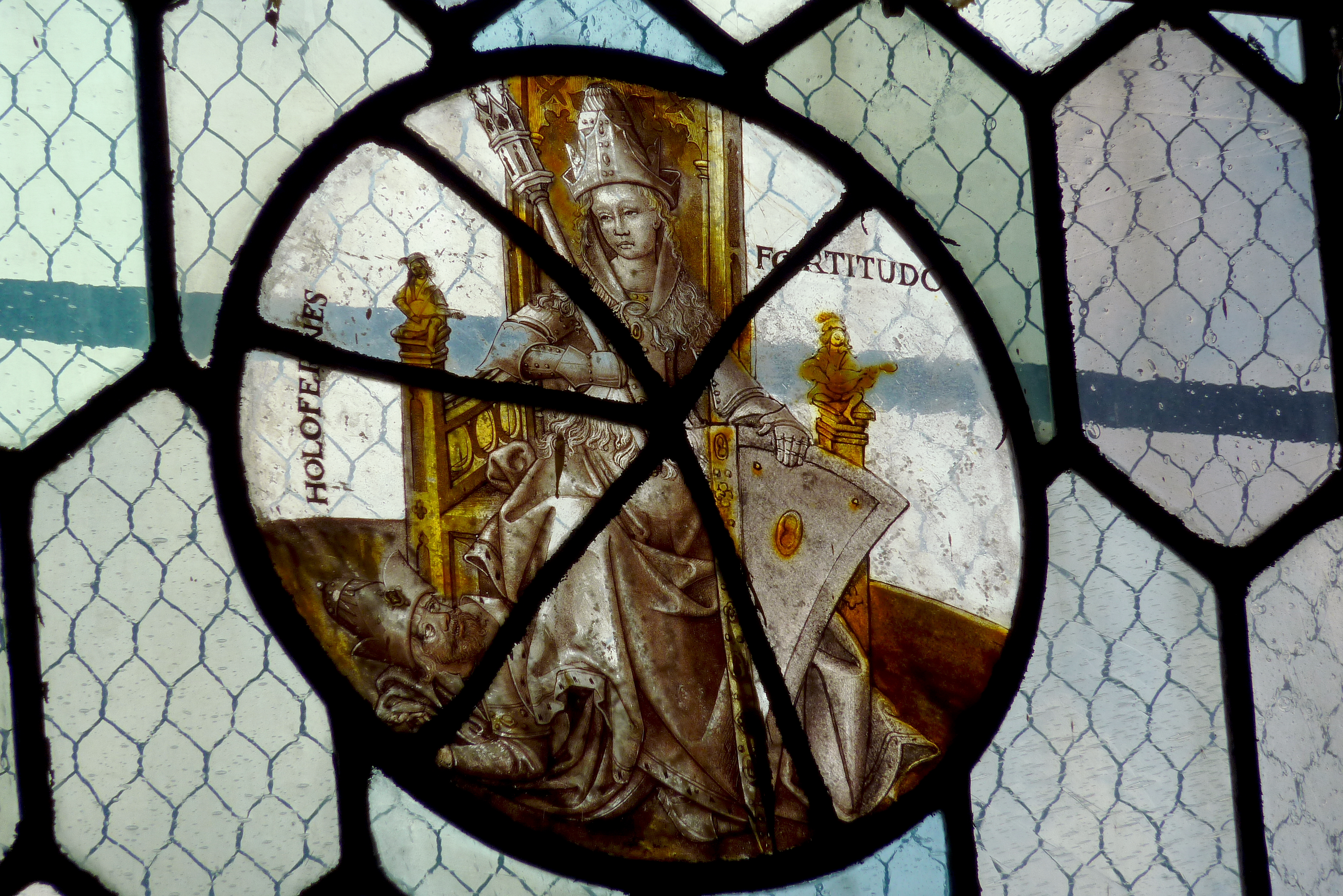
Verrière n° 20, médaillon de grisaille.

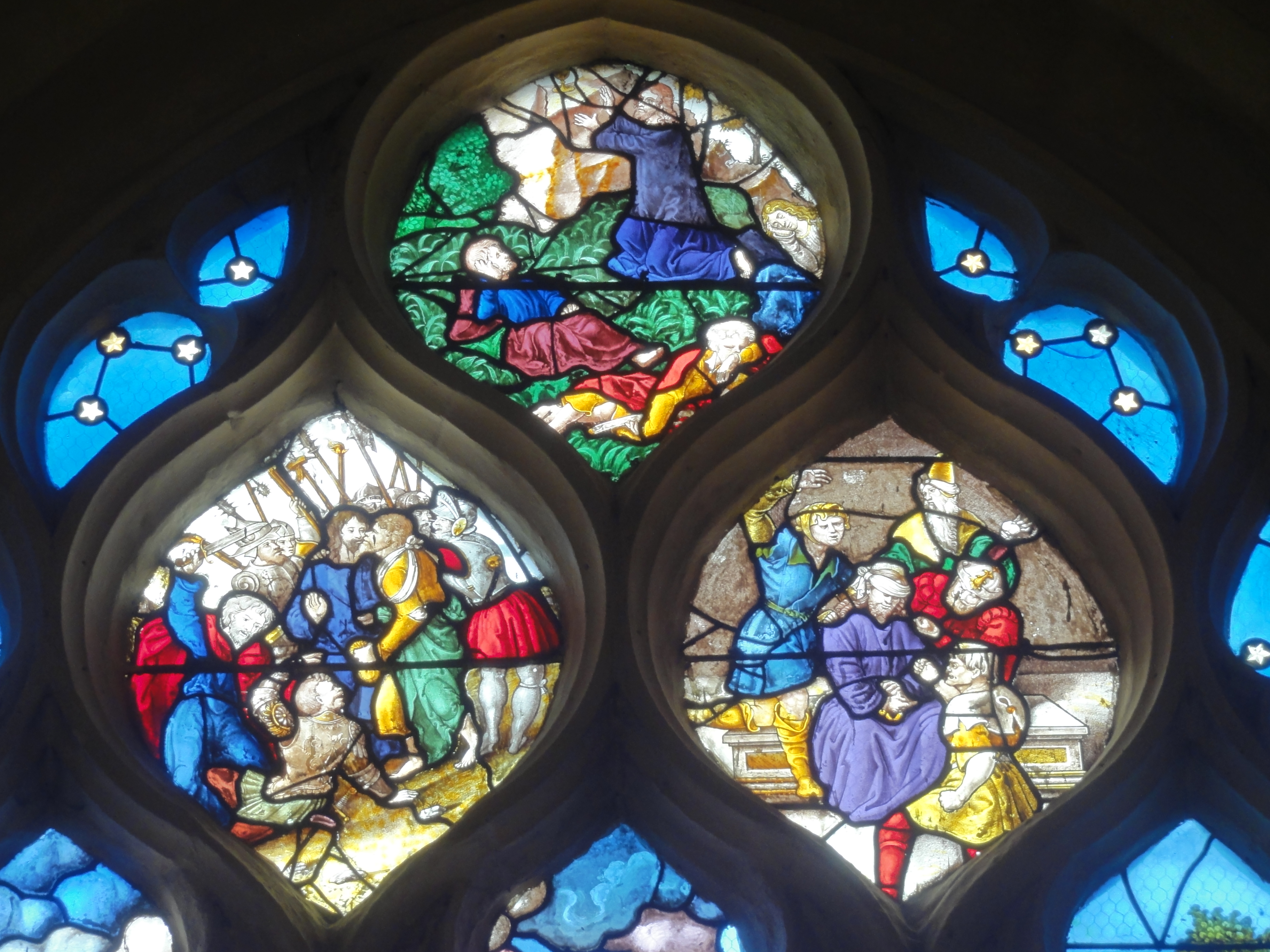
Verrière n° 22, tympan.

- La verrière dite du baptême du Christ (n° 6), au sud de la même travée triangulaire, est à deux formes en plein cintre, et date de la seconde moitié du XVIe siècle comme la verrière de la Transfiguration et les verrières qui suivent ci-après. Elle est d'une qualité nettement inférieure aux vitraux au nord du déambulatoire, mais il est vrai qu'elle résulte, pour l'essentiel, d'une restauration antérieure à 1886. Autrement dit, elle a été en grande partie repeinte. Les registres sont une fois de plus au nombre de deux. Le registre supérieur représente Jésus, les pieds plongés dans le Jourdain, en train d'être baptisé par saint Jean-Baptiste qui reste sur la terre ferme. À gauche, deux anges assistent à la scène, et à droite, une donatrice en prière ou bien la Vierge Marie, et un homme qui s'éloigne. Le registre inférieur est dédié à la décollation de saint Jean-Baptiste par l'épée d'un soldat, que l'on voit à gauche, tandis que Salomé approche de la droite et apporte une assiette pour recueillir sa tête. L'homme près d'elle, qui semble lui indiquer le chemin, pourrait être Hérode, le commanditaire de ce crime[41],[42].
- La verrière de l'Adoration des Mages (n° 8), au sud du déambulatoire, porte la date de 1869 et le monogramme du vitrailliste V. Guilbert. Elle n'est mentionnée ni par Eugène Lefèvre-Pontalis, ni par Léopold-Henri Marsaux, qui désignent la verrière suivante (n° 10) comme celle qui suit directement à la verrière du baptême du Christ (n° 6) (sans illustration).
- La verrière de la Dormition de la Vierge Marie (n° 10), au sud du déambulatoire, est à deux larges lancettes en plein cintre, et date du milieu du XVIe siècle, comme l'affirme Eugène Lefèvre-Pontalis, plutôt que du XVe siècle comme le pense l'abbé Marsaux, car cette partie de l'église n'était alors pas encore construite, et les lancettes des fenêtres flamboyantes sont moins larges. La verrière fut offerte par les habitants du hameau de Cheverchemont, sur la paroisse de Triel, comme le rappelle cette inscription : « Les abitans de Cheverchemont ont faict cet[te] victre icy poser dieu les gard[e] de eternelle angoisse les foisant aveques luy reposer ». Marie est étendue sur un grand lit à baldaquin, entourée des Douze Apôtres jusque-là dispersés. Selon l'abbé Marsaux, « L'idée exprimée par l'artiste, et qui domine à partir du XVe siècle, est celle de l'absoute. Saint Pierre asperge le corps d'eau bénite avec le goupillon […]. On voit aussi un Apôtre tenant la croix processionnelle, tandis qu'un troisième tient un encensoir. […] La Sainte-Vierge tient un cierge entre ses mains ». Parmi les verrières décrites jusqu'ici, c'est la seule dont le sujet se développe sur la totalité de la surface, sans subdivision en registres (qui est quand même présente sur la verrière de la Transfiguration), sauf bien sûr sur le tympan. On y voit le couronnement de la Vierge dans l'oculus central, et deux anges dans les mouchettes. Les couleurs ont peu d'éclat, et l'ensemble évoque une gravure partiellement colorée[43],[44].
- La verrière du repas chez Simon (n° 14), dans la dernière travée du second bas-côté sud, est à trois lancettes trilobées, et date du début du XVIe siècle. Jésus et les Apôtres sont attablées dans une grande salle dotée d'une architecture très riche, et un dais est tendu au-dessus du Sauveur, qui préside à l'assemblée. Il y a de fortes ressemblances avec la Cène, notamment en raison du pain et du vin posés devant Jésus et de sa main qui se lève pour les bénir, mais un désordre assez important règne à table. Au premier plan, Marie-Madeleine, accroupie par terre, répand des parfums sur les pieds de Jésus. Plusieurs convives se pressent à l'extrémité de gauche sans prendre place, alors que des places restent libres à droite. Judas, reconnaissable à son vêtement jaune, y semble isolé du reste de l'assemblée ; l'Apôtre installé en face de lui détourne la tête. Le traitre esquisse un geste de reproche en réaction à l'acte de sainte prodigalité de Madeleine. Trois personnes s'approchent du fond et apportent encore des mets. Dans les grands soufflets du tympan, deux anges élèvent au ciel la croix et la colonne de la flagellation. Cette verrière est une œuvre remarquable ; l'ordonnance de la scène est belle, et les détails sont soignés[45].
- La verrière de l'entrée dans Jérusalem (n° 18), dans le bas-côté au sud du transept, est à trois lancettes trilobées surmontées de trois soufflets, et date de la fin du XIXe siècle. Aucun vitrail ancien n'est signalé à cet emplacement par Eugène Lefèvre-Pontalis et Léopold-Henri Marsaux. Pourtant cette verrière est concernée par l'arrêté de classement (sans illustration).
- La verrière dans la dernière travée du second bas-côté sud de la nef (n° 20) n'a pas de sujet fédérateur, et a vraisemblablement été recomposée à la base de bordures et divers fragments. Cette verrière est à trois lancettes trilobées, surmontées de deux losanges, d'un soufflet et de deux mouchettes. Les lancettes comportent, pour l'essentiel, du verre blanc et des bordures, ainsi qu'un écusson provenant de l'actuelle sacristie (de gueules à trois coquerelles d'or[46]) et un petit médaillon de grisaille. Il représente une femme assise et un homme sous ses pieds. À la bordure de ce médaillon, on lisait les mots : « Holopherne. Fortitudo ». Le soufflet contient des débris d'une Cène mal recomposés lors d'une restauration. Judas est encore reconnaissable par son habit jaune. L'abbé Marsaux indique que cette scène est souvent interprétée à tort comme les noces de Cana[47]. Dans les mouchettes, figurent des anges musiciens, et dans les losanges, des phylactères portent les mots « au commencement / était le verbe » (Jn 1,1).
- La verrière de la deuxième travée du second bas-côté sud, sans compter le porche (n° 22) est elle aussi dédiée à la Crucifixion de Jésus-Christ (en plus de la verrière d'axe du rond-point de l'abside). Elle se compose de trois lancettes trilobées, surmontées de trois soufflets très ouverts et de quatre étroites mouchettes. Selon l'abbé Marsaux, le sujet est ici traité d'une façon plus moderne. Comme pour la dormition de la Vierge, il n'y a pas de subdivision en registres. Au milieu, l'on voit le Christ en croix entre le soldat munie d'une hallebarde qui lui assénera le coup de grâce, et la Vierge de douleur. Mais l'on voit en même temps Marie au premier plan à gauche, accompagné par saint Jean et l'une des Saintes Femmes. Les soldats qui font pendant à ce petit groupe ont pour fonction d'équilibrer la scène, mais il semble aussi que le soldat en armure figuré de dos repousse deux Apôtres souhaitant se rendre auprès du Christ, dont l'un est armé d'un couteau. Ce détail n'est pas relaté dans le Nouveau Testament. Quant aux trois soufflets au tympan, ils représentent l'Agonie au jardin des Oliviers (en haut) ; la trahison de Judas, et saint Pierre coupant l'oreille de Malchus (à gauche) ; et le Christ bafoué, insulté, les yeux bandés[47].
- La verrière de la Résurrection du Christ, au tout début du second bas-côté sud de la nef, s'insère dans un remplage identique identique à celui de la verrière de la Crucifixion ci-dessus, et est datable de 1574 grâce à une inscription sur la tranche du sépulcre. Au milieu, le Christ glorieux sort du tombeau sur une nuée, brandissant un étendard. À sa vue, les soldats préposés à sa garde sont frappés de terreur, et certains s'écroulent par terre ou se cachent les yeux. Ces soldats occupent les lancettes de gauche et de droite. En haut de la lancette de droite, l'on aperçoit également la silhouette d'un château, qui symbolise la ville de Jérusalem. Le tympan, dont les vitraux sont très assombris, offre trois sujets de la Passion du Christ. Ce sont la flagellation de Jésus par des soldats dont l'on remarque leur ignoble figure (en haut) ; le Couronnement d'épines (à gauche) ; et Jésus devant Ponce Pilate (à droite)[48].

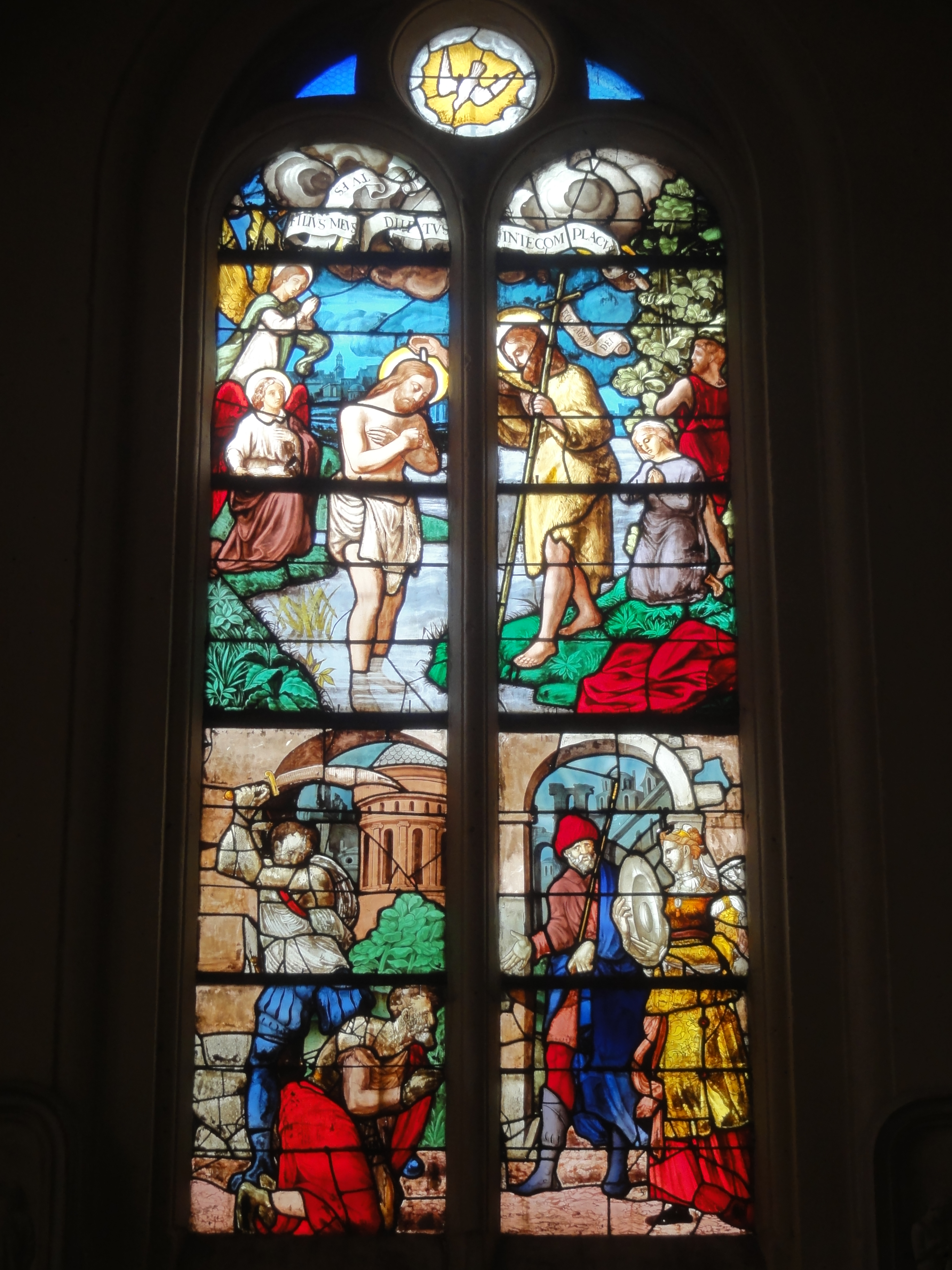
Verrière du baptême du Christ (n° 6).
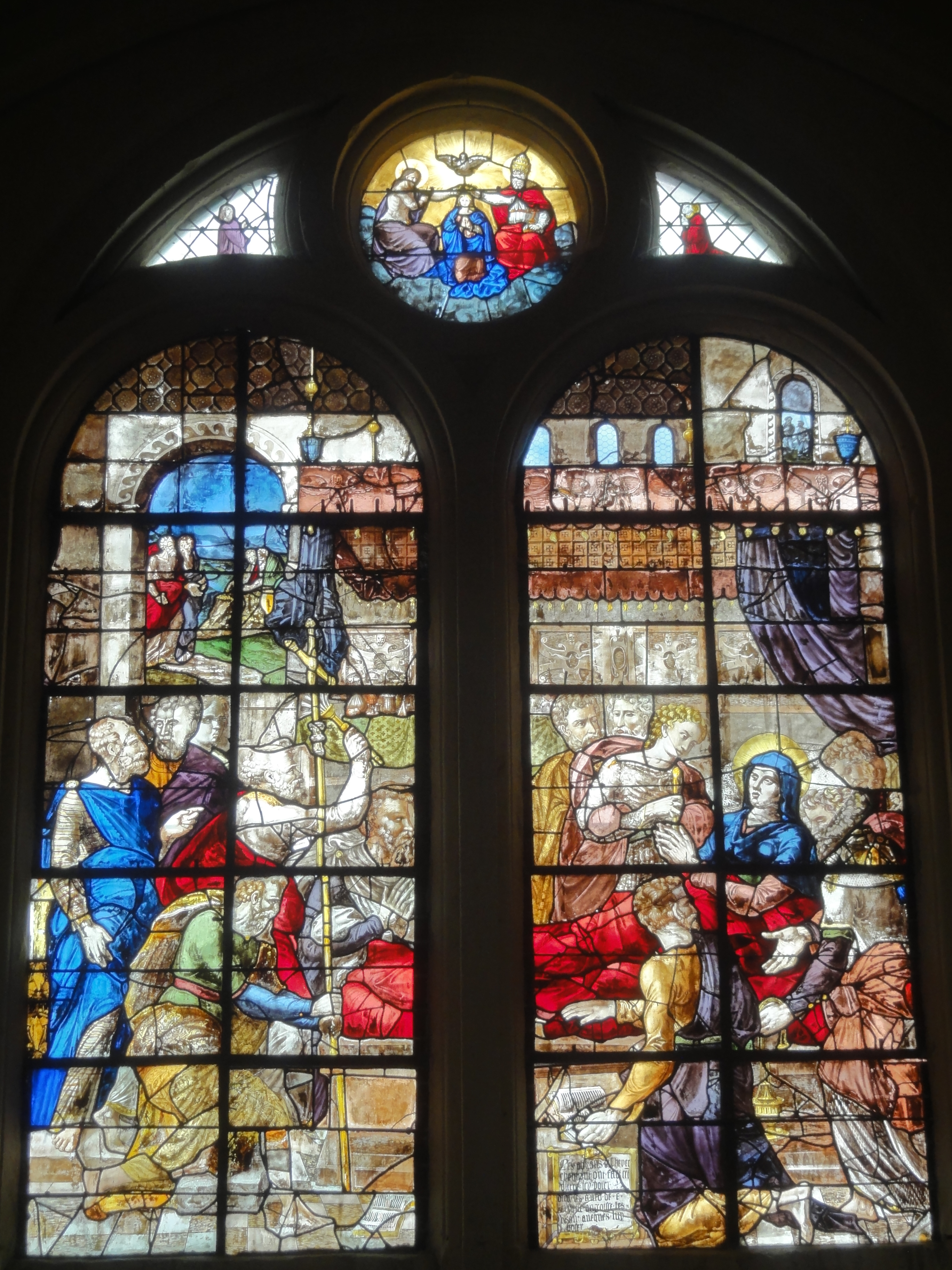
Verrière de la Dormition de la Vierge (n° 10).
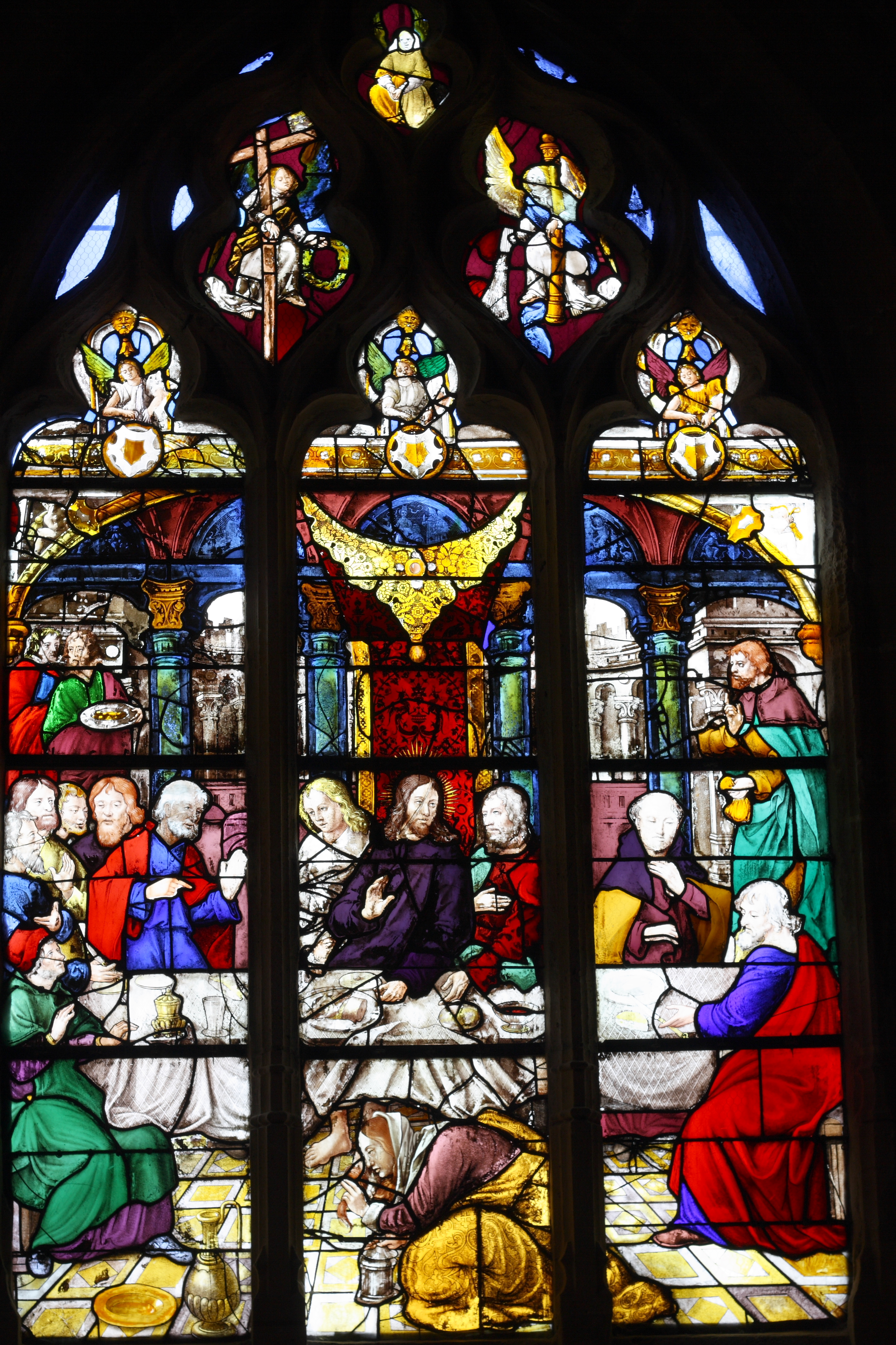
Verrière du repas chez Simon (n° 14).
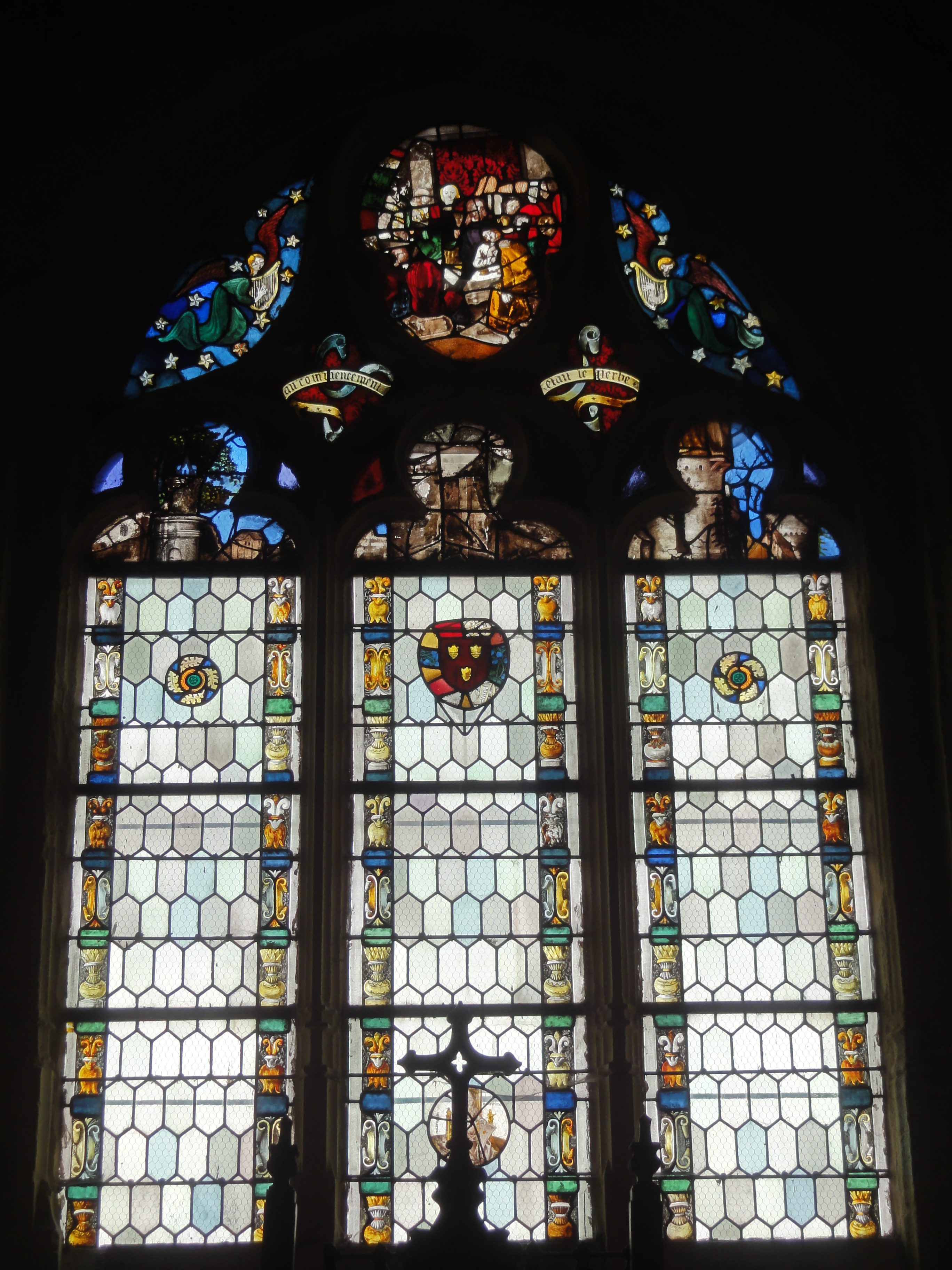
Verrière regroupant des fragments (n° 20).
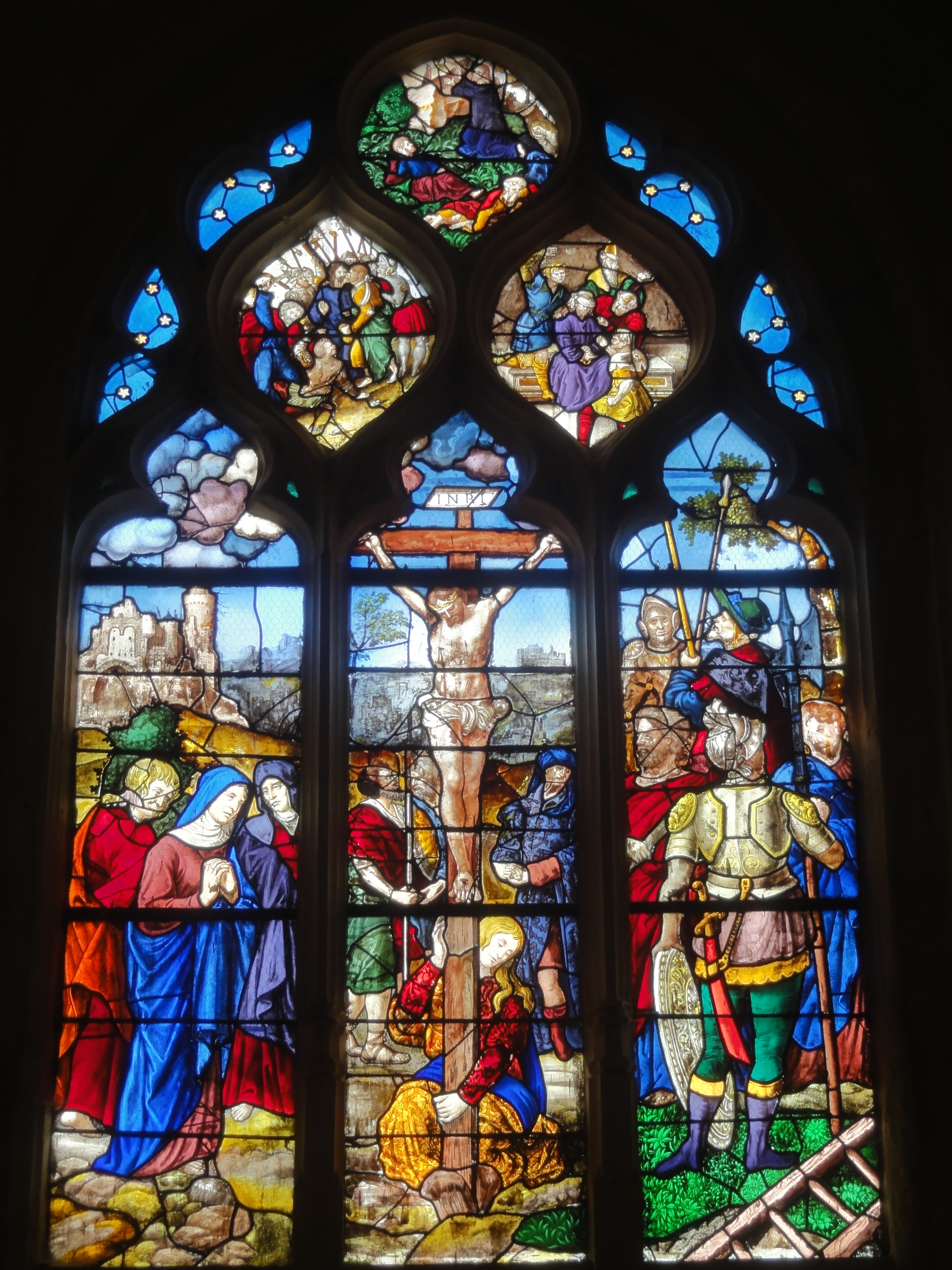
Verrière de la Crucifixion (n° 22).
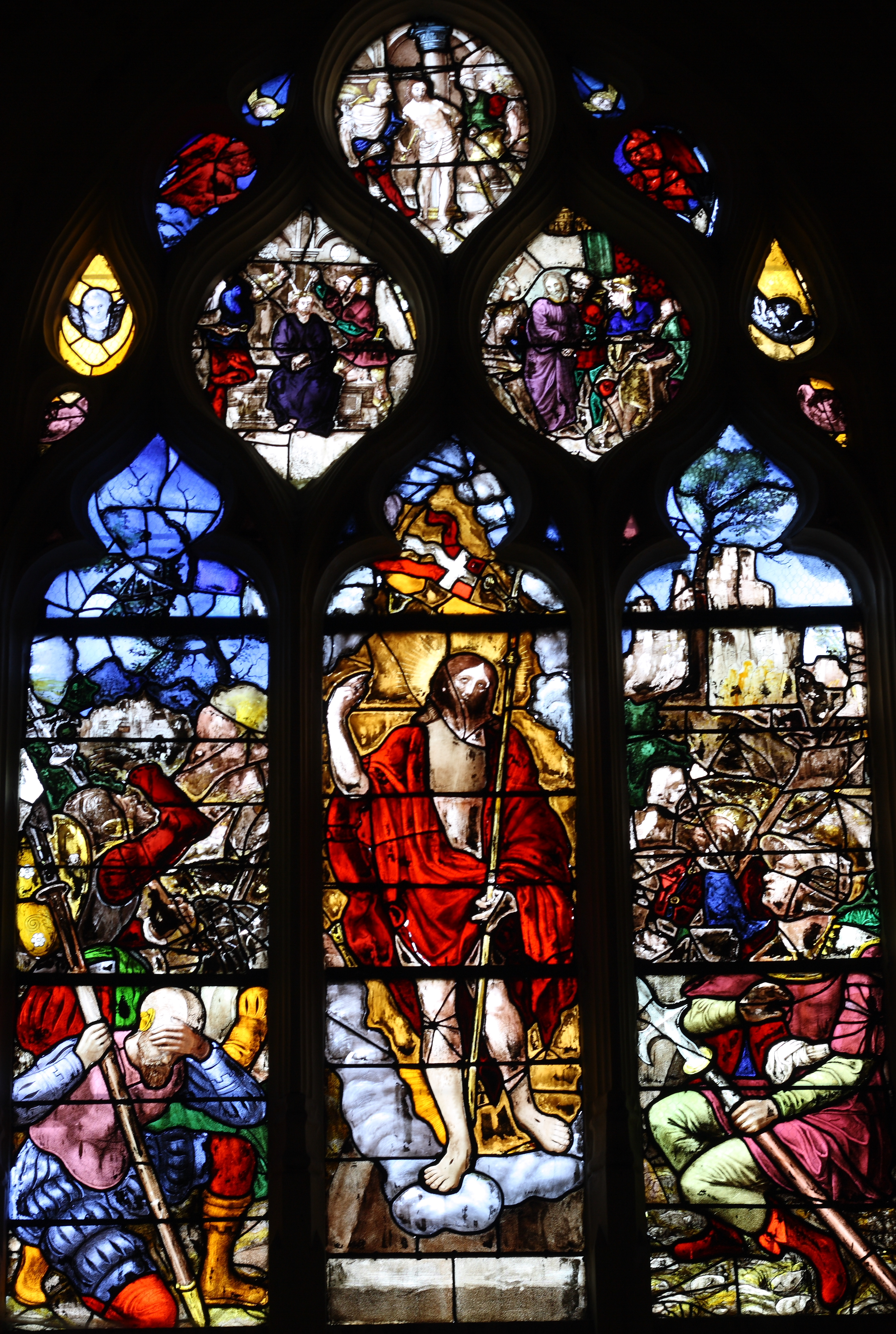
Verrière de la Résurrection (n° 24).

## Mobilier

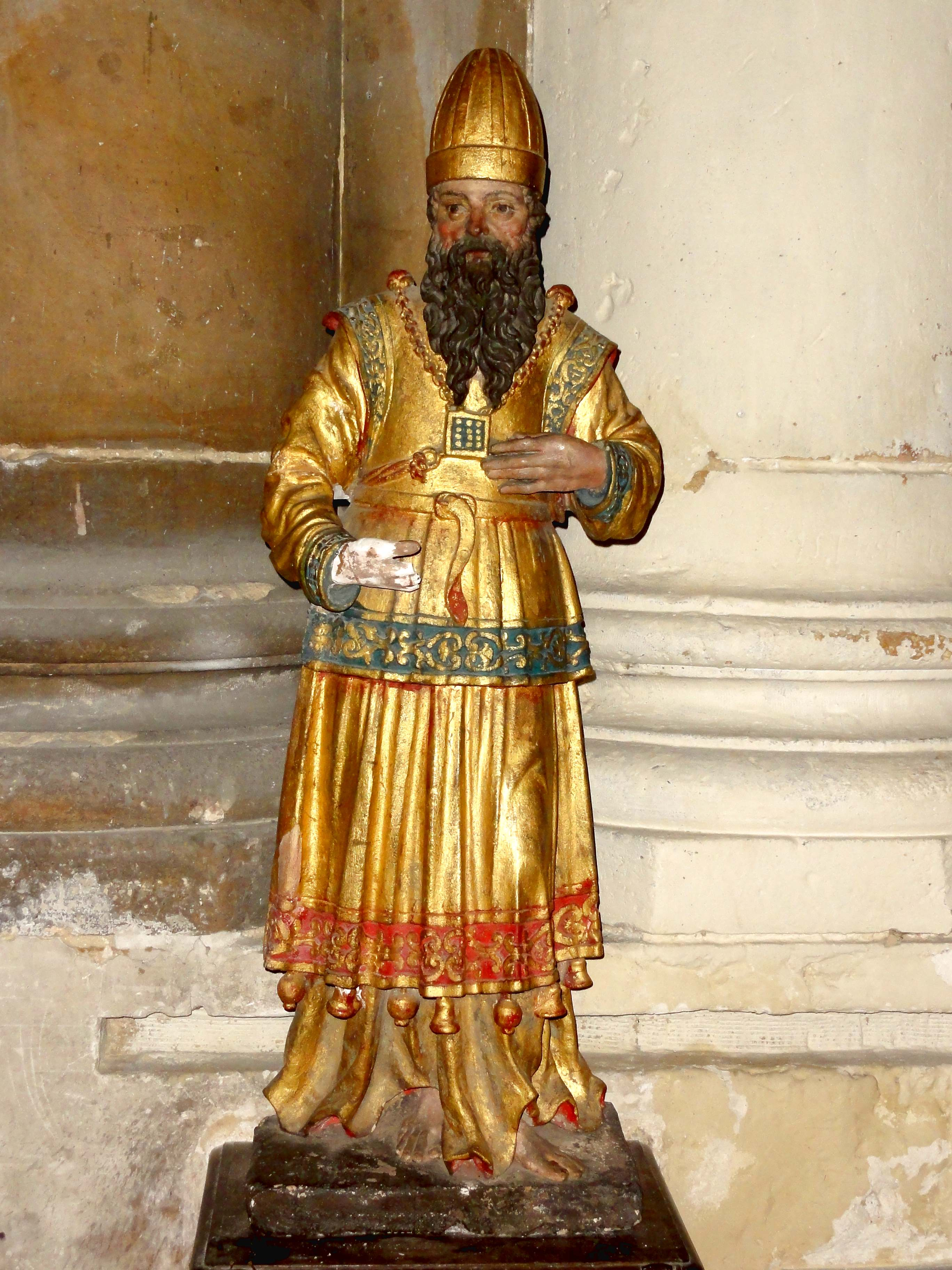
Statue - grand prêtre de l'Ancien Testament.

Parmi le mobilier de l'église, trois tableaux, deux statues et un lutrin sont classés monuments historiques au titre objet.
- Les fonts baptismaux, situés au début du second bas-côté sud, datent du XVIIe siècle, et se composent d'une grande cuve baptismale à infusion de plan ovale, et d'une petite piscine de plan circulaire accolée à la première. Bien que la bordure des deux éléments ne soit pas de hauteur égale et moulurée d'une manière différente, l'inscription gravée sur la frise est continue. Elle est rédigée ainsi : « NISI QVIS RENATVS FVERIT EX AQVA ET SPIRITU SANCTO NON POTEST INTROIRE IN REGNUM DEI » (Jn 3,5). La cuve baptismale est sculptée de godrons, et la vasque de la piscine, d'une draperie tendue par des anneaux. Les deux éléments possèdent chacun leur propre pied. Celui de la cuve, très bas, se limite à un gros boudin et une profonde scotie ; celui de la piscine s'apparente à un balustre trapu entouré de quatre consoles renversées, et reposant sur un cylindre. Les bases des deux éléments accusent indifféremment un tore dégagé et une plate-bande. Malgré leur intérêt certain, ces fonts baptismaux ne sont pas encore classés[50].
- Le tableau représentant le Christ en croix entre saint Nicolas et sainte Barbe est peint à l'huile sur toile. Il mesure 190 cm de largeur ; la hauteur de 135 cm indiquée dans l'arrêté de classement est erronée. Comme l'indique une pancarte en haut du cadre, le tableau appartenait à la confrérie Saint-Nicolas / Sainte-Barbe, et fut donné en 1680. Le cadre actuel daterait du siècle suivant. L'œuvre et son cadre sont classés depuis octobre 1988 seulement[51].
- Le tableau représentant la Sainte-Trinité entre saint Martin, saint Adrien et saint Gond est peint à l'huile sur toile. Il mesure 171 cm de largeur et 126 cm de hauteur, et porte les dates de 1611 et 1880, dont la dernière correspond vraisemblablement à une restauration. En haut du cadre, on lit « ANCIEN TABLEAU DE LA CONFRERIE DE LA CHARITE DE TRIEL 1611-1880 », et en bas, « SAINT MARTIN STE TRINITE SAINT GOND SAINT ADRIEN ». Le tableau et son cadre sont eux aussi classés depuis octobre 1988[52].
- Le tableau représentant la mort de saint Joseph est peint à l'huile sur toile. Il mesure 150 cm de largeur et 177 cm de hauteur, et est signé F. Bonnart, 1656. En bas de la composition, un cartouche porte l'inscription « que Joseph fût heureux d'avoir à Son secours et Jésus et Marie à la fin de ses jours ». Ce tableau est également classé depuis octobre 1988[53].
- Le lutrin en fer forgé et partiellement doré mesure 260 cm de hauteur, et date du XVIIe siècle. Rares sont les lutrins en fer qui n'ont pas été envoyés à la fonte à la Révolution pour récupérer les métaux. Il a ainsi été classé en mai 1907[54].
- La statue de saint Vincent, patron des vignerons, est en pierre polychrome. Elle mesure 120 cm de hauteur, et date du dernier quart du XVe ou du premier quart du XVIe siècle. Les statues anciennes de saint Vincent ne sont pas nombreuses, car en cas de mauvais récoltes, les vignerons éprouvèrent souvent le besoin de se venger envers leur patron en jetant sa statue dans le feu. Le classement de la statue est intervenu en octobre 1963[55].
- La statue d'un grand prêtre de l'ancienne loi est en pierre polychrome. Elle mesure 118 cm de hauteur, et date du XVIe siècle. Cette œuvre d'un sujet peu représenté par la sculpture religieuse de la région est classée depuis juillet 1963[56].

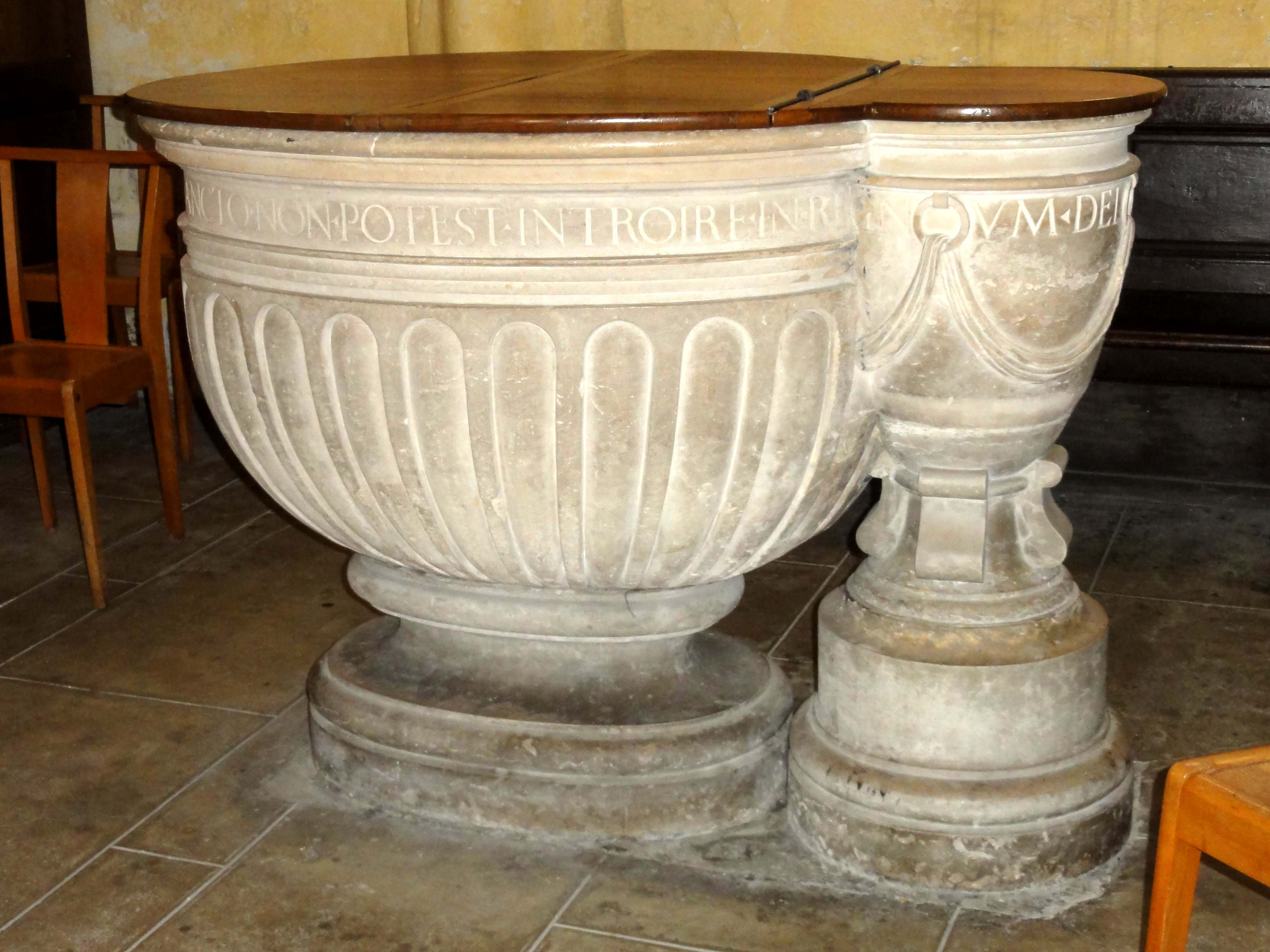
Fonts baptismaux.
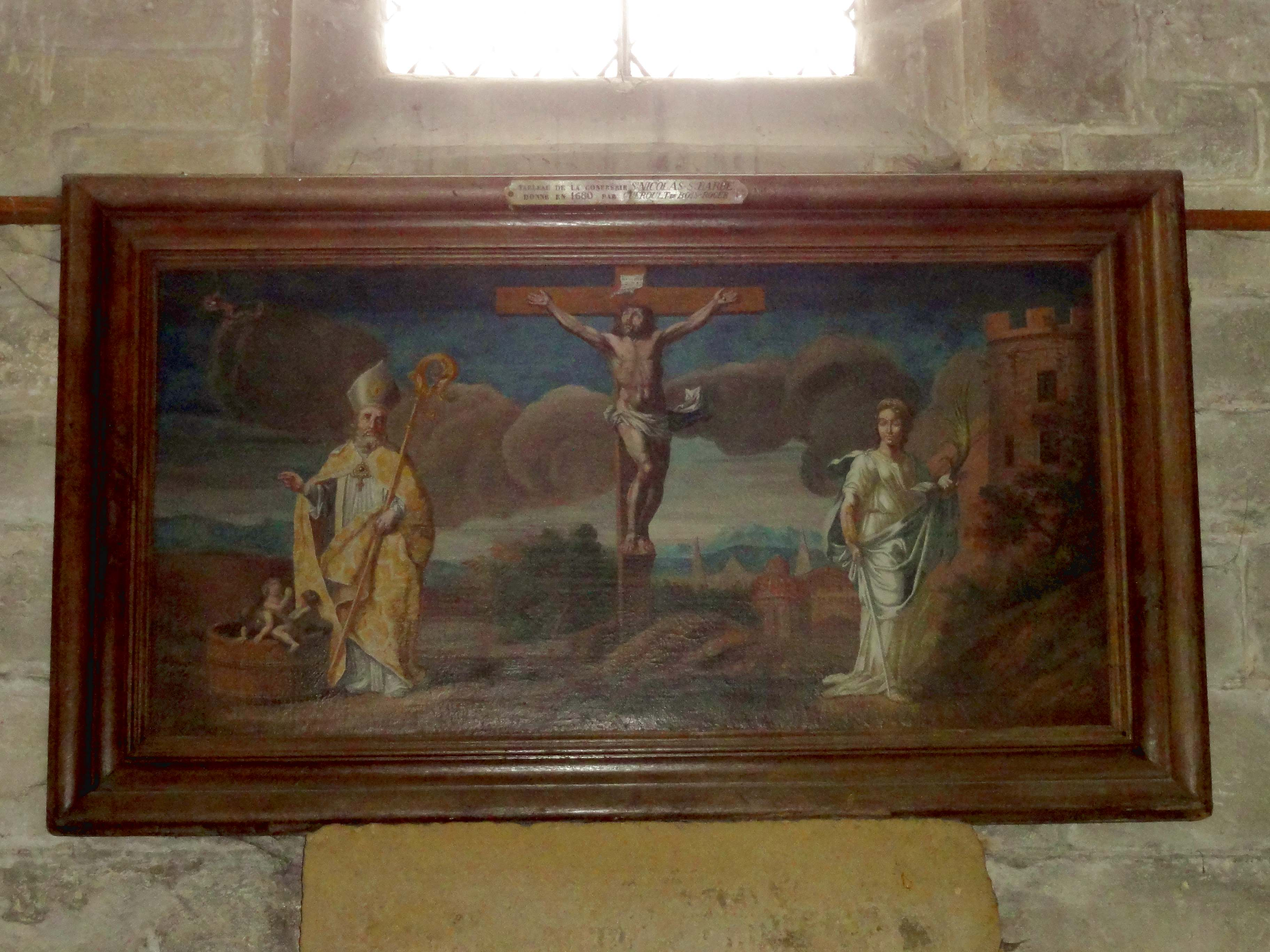
Tableau de la confrérie St-Nicolas - Ste-Barbe.
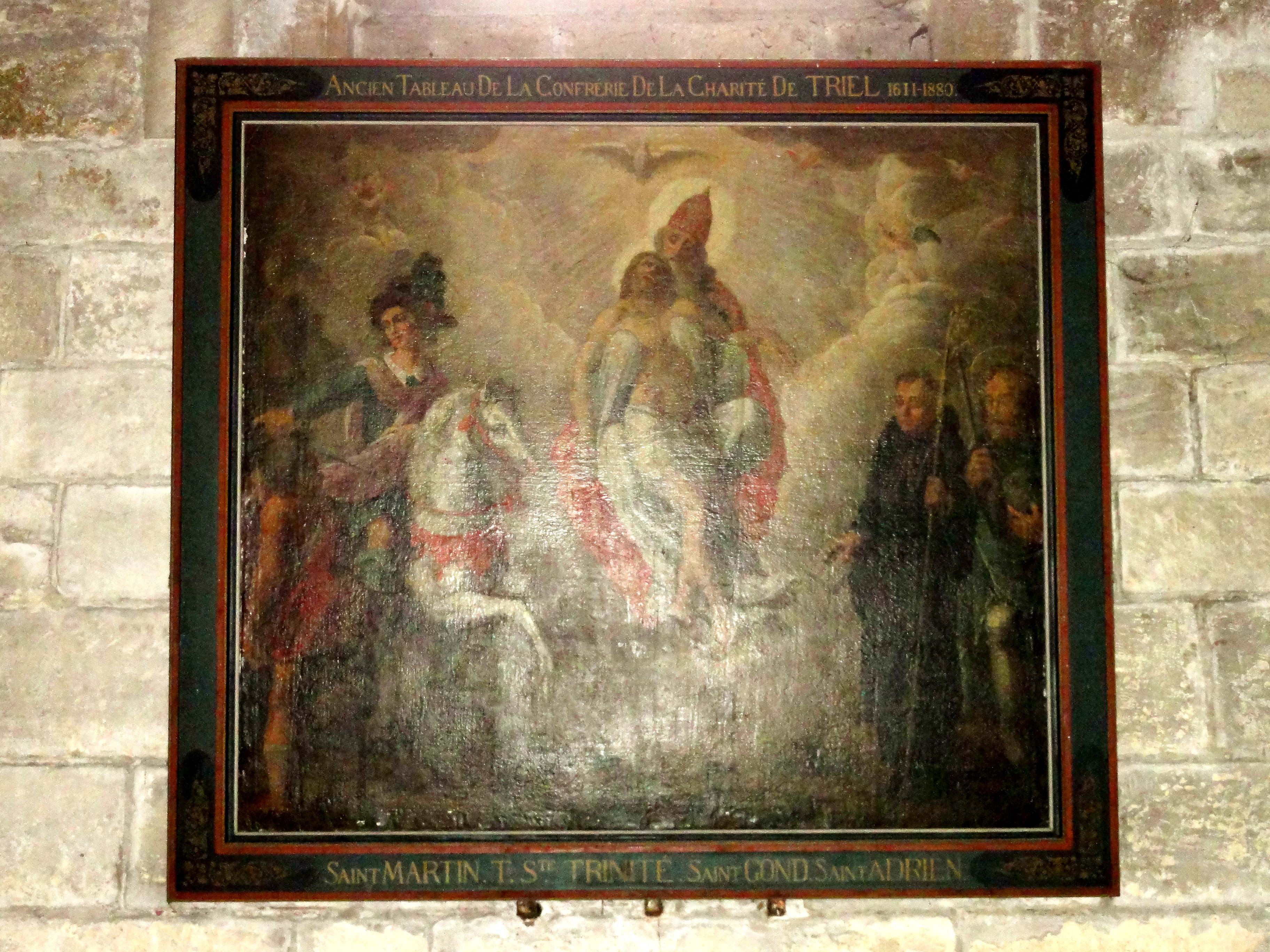
Tableau de la confrérie de la Charité.
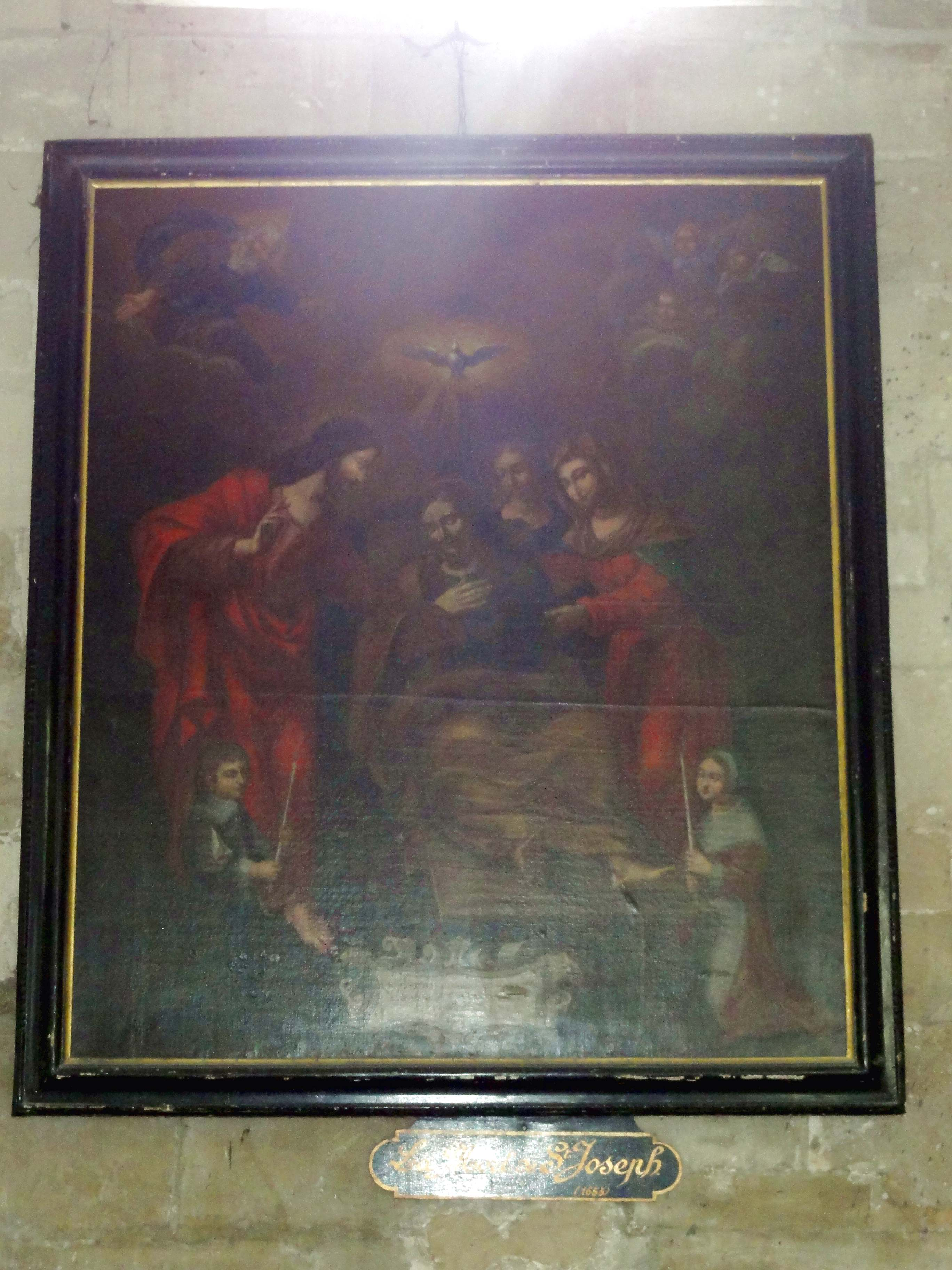
Tableau - mort de saint Joseph.
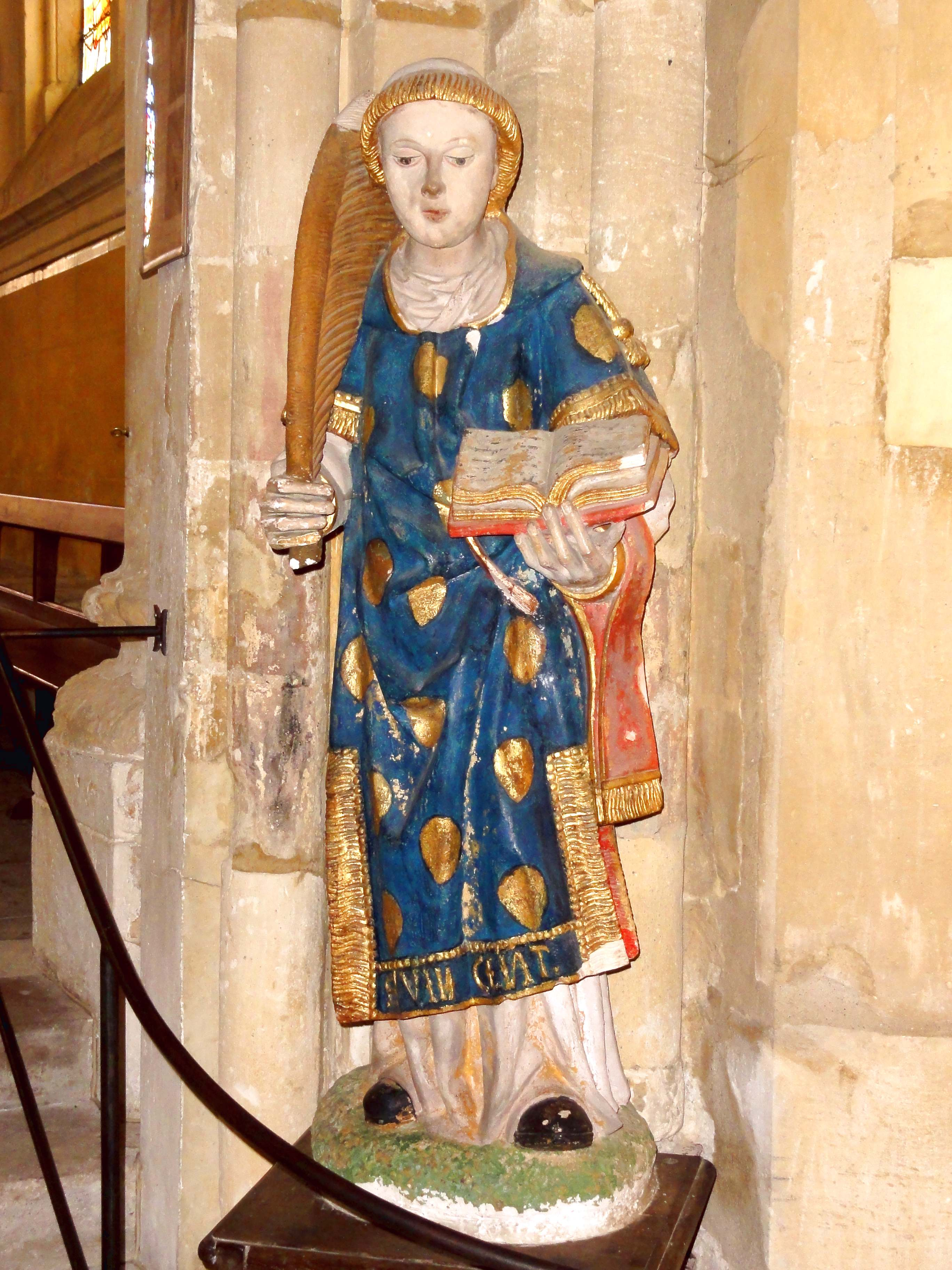
Statue de saint Vincent.
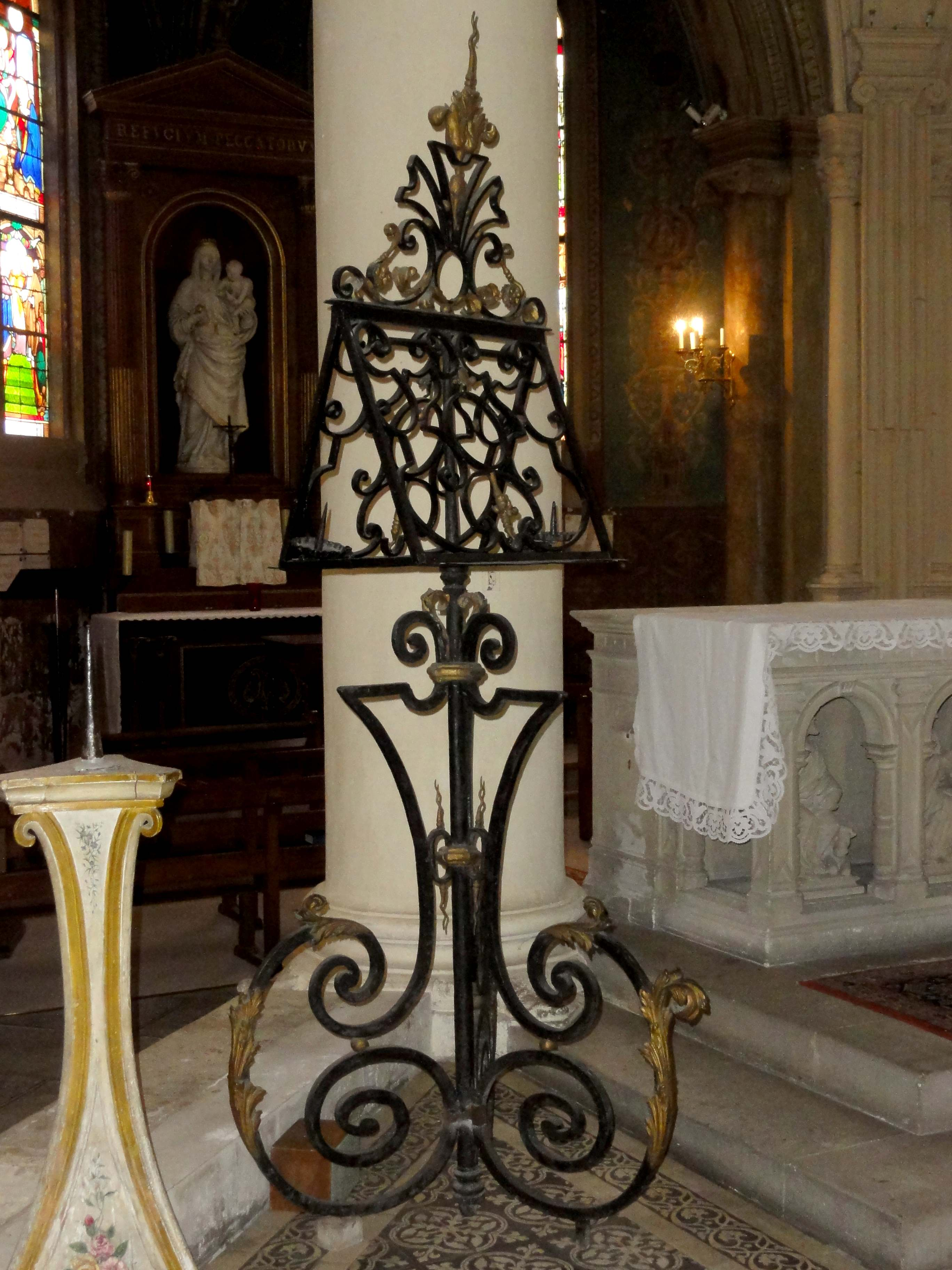
Lutrin en fer forgé.

### Filmographie
- Lieu de tournage de Police Python 357, 1976